# Ca’ Rezzonico
Ca’ Rezzonico – barokowy pałac w Wenecji, którego budowę rozpoczęto w 1649 roku, według projektu Baldassare Longheny, na zlecenie Filippa Bona, Prokuratora św. Marka, a ukończono w roku 1756 na zlecenie nowych właścicieli, rodziny della Torre Rezzonico. W budynku pałacowym mieści się od 1936 roku Muzeum Sztuki Weneckiej XVIII wieku. W tym celu przeniesiono do obiektu dzieła sztuki (freski, obrazy, meble, przedmioty codziennego użytku) z innych pałaców i willi, jako że jego własne wyposażenie w dużej mierze uległo rozproszeniu w XIX stuleciu, kiedy budynek, po śmierci ostatniego przedstawiciela rodu, wielokrotnie zmieniał właścicieli. Część eksponatów została też przekazana na rzecz muzeum przez darczyńców.
Ideą przyświecającą założeniu muzeum było wszechstronne pokazanie sztuki weneckiej, a także sposobu życia wyższych warstw społecznych w XVIII wieku – ostatnim stuleciu istnienia niepodległego państwa weneckiego. Spośród bogatej kolekcji dzieł sztuki, przechowywanej w murach pałacu wyróżniają się freski Giovanniego Battisty Tiepola i jego syna Giovanniego, obrazy malarzy szkoły weneckiej (Canaletto, Luca Carlevarijs, Francesco Guardi i jego brat Giovanni Antonio Guardi, Gregorio Lazzarini, Pietro Longhi, Francesco Maffei, Marco Ricci, Giuseppe Zais, Francesco Zuccarelli i inni), meble i przedmioty codziennego użytku, wytwarzane w miejscowych manufakturach (w tym zakładzie wyrobów szklanych na Murano).

## Historia pałacu

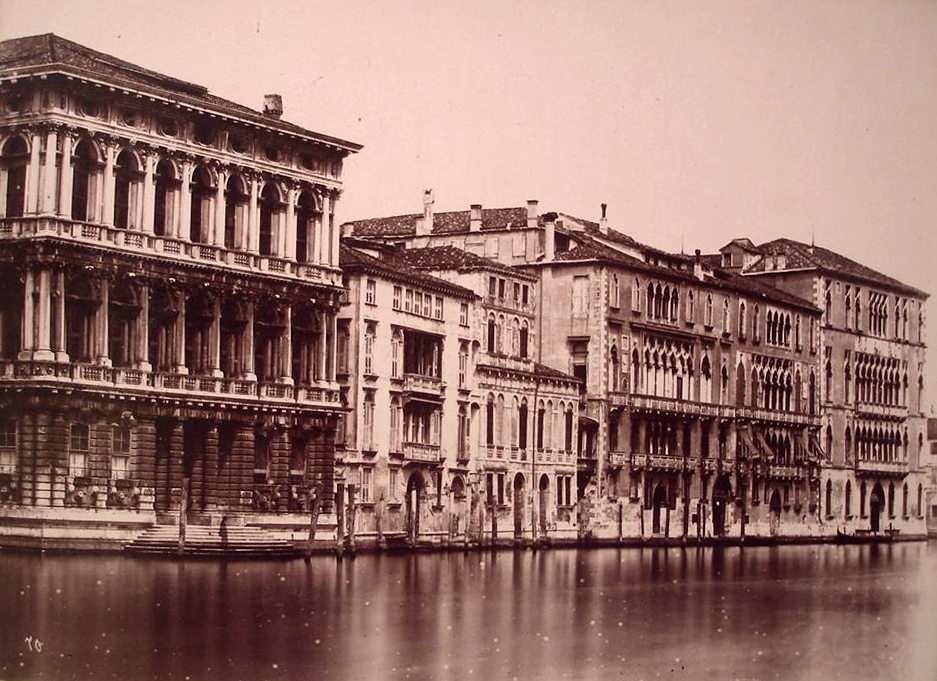
Carlo Naya, Canal Grande (fotografia sprzed 1882; pałac Ca’ Rezzonico pierwszy z lewej)

Pałac Ca’ Rezzonico powstał w XVII wieku na zlecenie Filippa Bona, Prokuratora San Marco, który powierzył wykonanie projektu architektowi Baldassare Longhenie, autorowi, między innymi, Ca’ Pesaro i bazyliki Santa Maria della Salute. Prace budowlane rozpoczęły się w 1649 roku na fundamentach wcześniejszych budynków, wyburzonych pod nową inwestycję. Pałac był wznoszony do 1667 roku, jednak po śmierci projektanta w 1682 roku, jak również ze względu na poważne problemy finansowe rodziny Bona i kłopoty ze znalezieniem kupców, budowę przerwano na wysokości pierwszego piętra. W takim stanie obiekt pozostał aż do 1750 roku, kiedy to został kupiony przez della Torre Rezzonico, ród bogatych bankierów pochodzących z Rezzonico w Lombardii, którzy w 1687 roku osiedlili się w Wenecji. Dokończenie budowy według pierwotnego planu powierzono Giorgiowi Massariemu, który, po dokonaniu pewnych modyfikacji, ukończył drugie piętro i zaprojektował salę balową w tylnej części budynku, usytuowaną poprzecznie, oraz prowadzące do niej, wystawne schody. Po ukończeniu budynku do wystroju wnętrza zaproszono największych artystów tamtej epoki, w tym: Giambattistę Tiepola, który namalował freski na 2 sufitach, przedstawiające małżeństwo Ludovica Rezzonico z Faustiną Savorgnan, Giambattistę Crosata, który udekorował sufit sali balowej wspólnie z malarzem iluzjonistycznym Pietrem Viscontim, Jacopa Guaranę, Gaspare Dizianiego oraz Giusta Le Court, który wyrzeźbił posągi na klatce schodowej. Prace dobiegły końca w 1758 roku; w tym samym roku Carlo della Torre di Rezzonico, biskup Padwy, został wybrany na papieża jako Klemens XIII; był to szczyt pomyślności rodu. Potem nadeszły gorsze czasy – upadła Republika Wenecka (1797), a w 1810 roku zmarł w Pizie ostatni bezpośredni spadkobierca, Rezzonico Abbondio. Dla pałacu i jego zbiorów rozpoczął się długi oraz niepomyślny okres przechodzenia przez ręce różnych właścicieli i rozpraszania wyposażenia i dzieł sztuki. W 1888 roku pałac kupił poeta angielski Robert Browning i zamieszkał w nim razem z synem, Penem. Nie było mu jednak dane cieszyć się długo nowym nabytkiem, bo już w 1889 roku zmarł właśnie w tym miejscu. Kolejnym właścicielem pałacu został parlamentarzysta Lionello Hirschell de Minerbi, który, po długich negocjacjach, sprzedał go w 1935 roku Radzie Miasta Wenecja.

## Muzeum Sztuki Weneckiej XVIII wieku
Po wykonaniu prac restauracyjnych pałac zaadaptowano na Muzeum Sztuki Weneckiej XVIII wieku (wł. Museo del Settecento Veneziano), które otwarto dla publiczności 25 kwietnia 1936 roku. Projektanci muzeum, Nino Barbantini i Giulio Lorenzetti, postanowili wykorzystać charakter Ca’ Rezzonico i wyeksponować zbiory w taki sposób, jakby były one oryginalnym wyposażeniem pałacu. W tym celu zakupiono liczne XVIII-wieczne dzieła sztuki (obrazy, meble, freski), należące do innych muzeów Wenecji i przeniesiono je do Ca’ Rezzonico. W efekcie wnętrzu pałacu przywrócono charakter wystawnej siedziby patrycjuszowskiej z XVIII wieku, epoki balów i wystawnych przyjęć, towarzyszących ostatnim dniom Republiki Weneckiej. Tradycja balów była kontynuowana również w czasach najnowszych; w 1969 roku fundacja Save Venice zorganizowała Bal Fantastica – imprezę charytatywną, która przyciągnęła znane wówczas osobistości, od Elizabeth Taylor do Aristotelisa Onasisa. W 2005 roku odtworzono dawny bal dla potrzeb filmu Casanova.

### Architektura
Monumentalna, trzykondygnacyjna fasada pałacu wychodzi na Canal Grande. Parter jest rozczłonkowany kolumnami w porządku doryckim. Pośrodku znajduje się trzyczęściowy portyk wgłębny. Podział kolumnowy powtórzono na wyższych kondygnacjach. Pierwsze piętro tworzy rząd dużych, łukowo sklepionych okien, zwieńczonych bogato rzeźbionymi zwornikami. Okna wychodzą na balkon i są przedzielone kolumnami w porządku jońskim. Ten sam schemat został powtórzony na drugim piętrze, gdzie jednak Massari zastąpił kolumny flankujące okna pilastrami, a to w celu złagodzenia gry światła i cienia, jak w przypadku niższych kondygnacji. W swojej strukturze pałac łączy funkcje rezydencji patrycjuszowskiej oraz przedsiębiorstwa handlowego. Prowadzą do niego dwa wejścia: jedno od strony wody, przeznaczone dla kupców, a drugie od strony lądu, na dziedziniec wewnętrzny ze studnią i do zewnętrznej klatki schodowej. Towar był zwykle dostarczany drogą wodną i transportowany na górę, na pierwsze piętro, do głównego salonu, w celu pokazania go klientom. W okresie późniejszym salon główny był używany już tylko do organizowania uroczystości i przyjęć. Na parterze, z boku holu wejściowego, znajdowało się półpiętro, używane jako biura handlowe. Pomieszczenia boczne przy głównym salonie były wykorzystywane jako mieszkanie właściciela. Na poddaszu pierwotnie mieszkała służba i pracownicy przedsiębiorstwa. I chociaż w ciągu ostatnich czterech stuleci Republiki Weneckiej pierwotna profesja kupca-przedsiębiorcy zanikła, to w architekturze nadal stosowano dawne rozwiązania, które stały się typowe dla miasta nad laguną.

### Zbiory

#### Mezzanino Browninga

##### Kolekcja Ferruccia Mestrovicha
Kolekcja zawiera 16 najcenniejszych obrazów ze zbiorów Ferruccia Mestrovicha, miłośnika i znawcy malarstwa weneckiego, potomka starego dalmackiego rodu, mieszkającego od 1945 roku w Wenecji. W kolekcji, którą tworzą dzieła takich artystów jak: Benedetto Diana, Lelio Orsi, Jacopo Amigoni, Francesco Guardi, Alessandro Longhi, Benedetto Carpaccio i Cima da Conegliano, wyróżnia się Święta rozmowa Bonifacia de’ Pitati.

#### I piętro

##### Sala Balowa
Salę Balową (wł. Salone da Ballo) Massari stworzył, likwidując podłogę w górnym piano nobile oraz ciąg okien; dzięki temu zabiegowi podwoił wysokość pomieszczenia, nadając mu tym samym królewski charakter, ewokujący atmosferę połowy XVIII wieku. Złudzenie powiększonej przestrzeni nadają pomieszczeniu iluzjonistyczne obrazy, namalowane na ścianach przez pochodzącego z Lombardii Pietra Viscontiego, specjalizującego się w tego typu pracach. Na suficie sali widnieje fresk Giambattisty Crosata, przedstawiający rydwan Apolla z Europą, Azją, Ameryką i Afryką z czterech stron. Ten alegoryczno-mitologiczny fresk, odrestaurowany w latach 2000–2001, został pomyślany jako rodzaj wizualnego poematu na cześć rodziny Rezzonico, których herb widnieje pośrodku głównej ściany. Dwa oryginalne żyrandole, z pozłacanego drewna i metalu z motywami kwiatowymi, stanowiły część pierwotnego wyposażenia pałacu. Wzdłuż ścian rozmieszczono kilka rzeźb Andrei Brustolona, w tym posągi tak zwanych wojowników etiopskich (nagich, uzbrojonych postaci z głowami koni u stóp), inspirowanych przypuszczalnie posągami egipskimi. Większość tych rzeźb znajduje się w sali poświęconej specjalnie Brustolonowi.

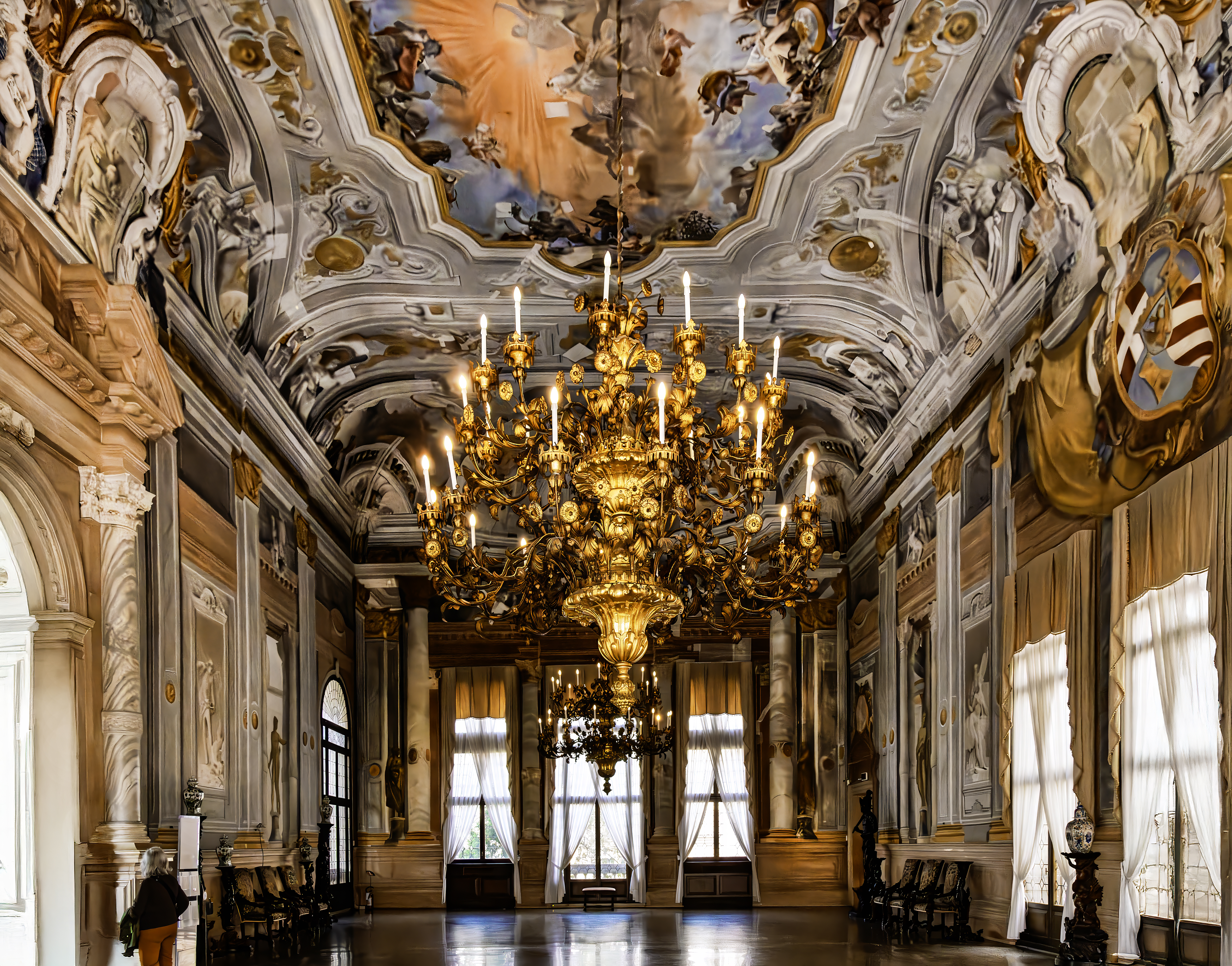
Sala Balowa
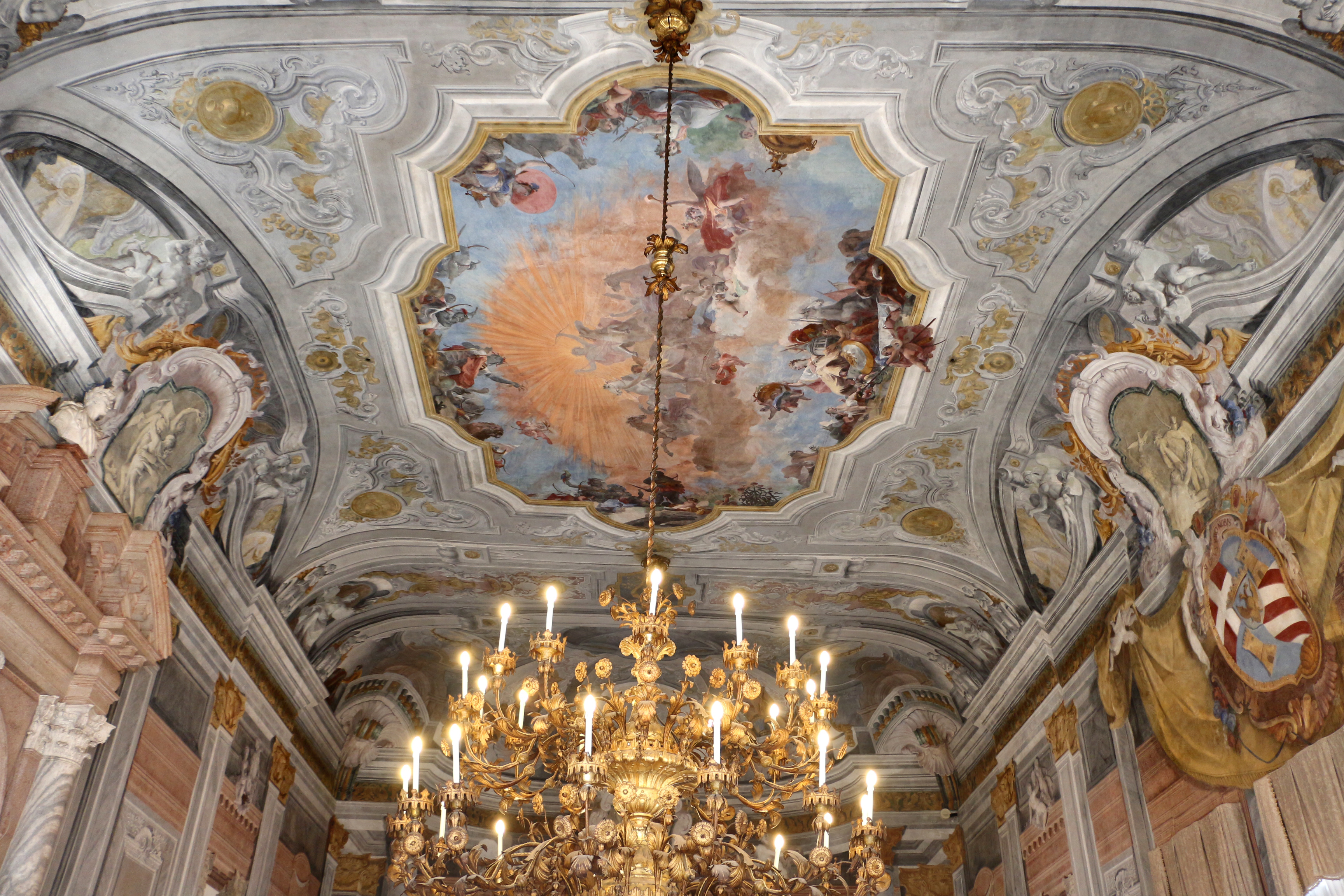
Sufit Sali Balowej z freskiem Giovanniego Battisty Crosata Rydwan Apolla z Europą, Azją, Ameryką i Afryką (1753)
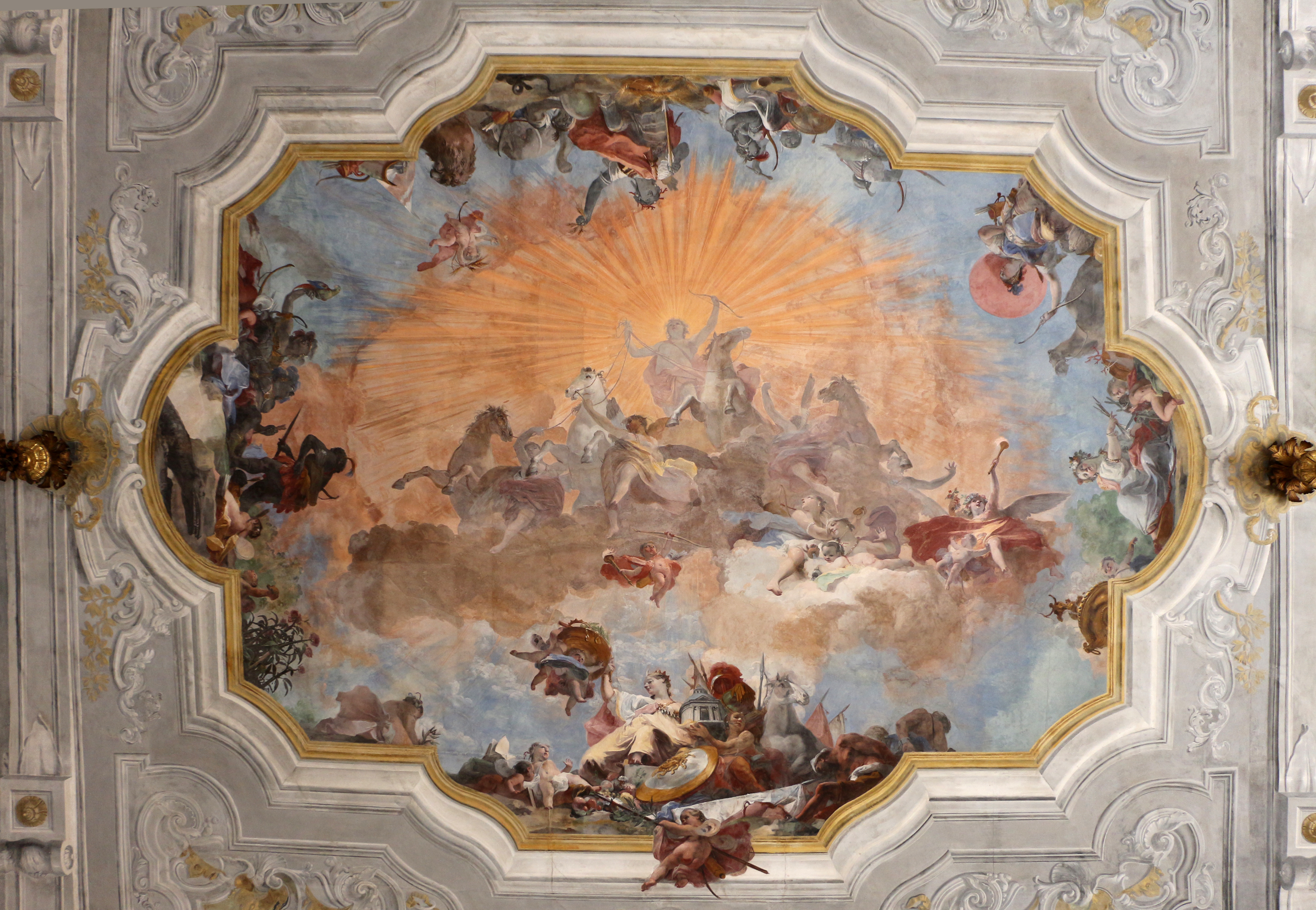
Fresk Giovanniego Battisty Crosata Rydwan Apolla z Europą, Azją, Ameryką i Afryką i kwadratury Pietra Viscontiego (1753)
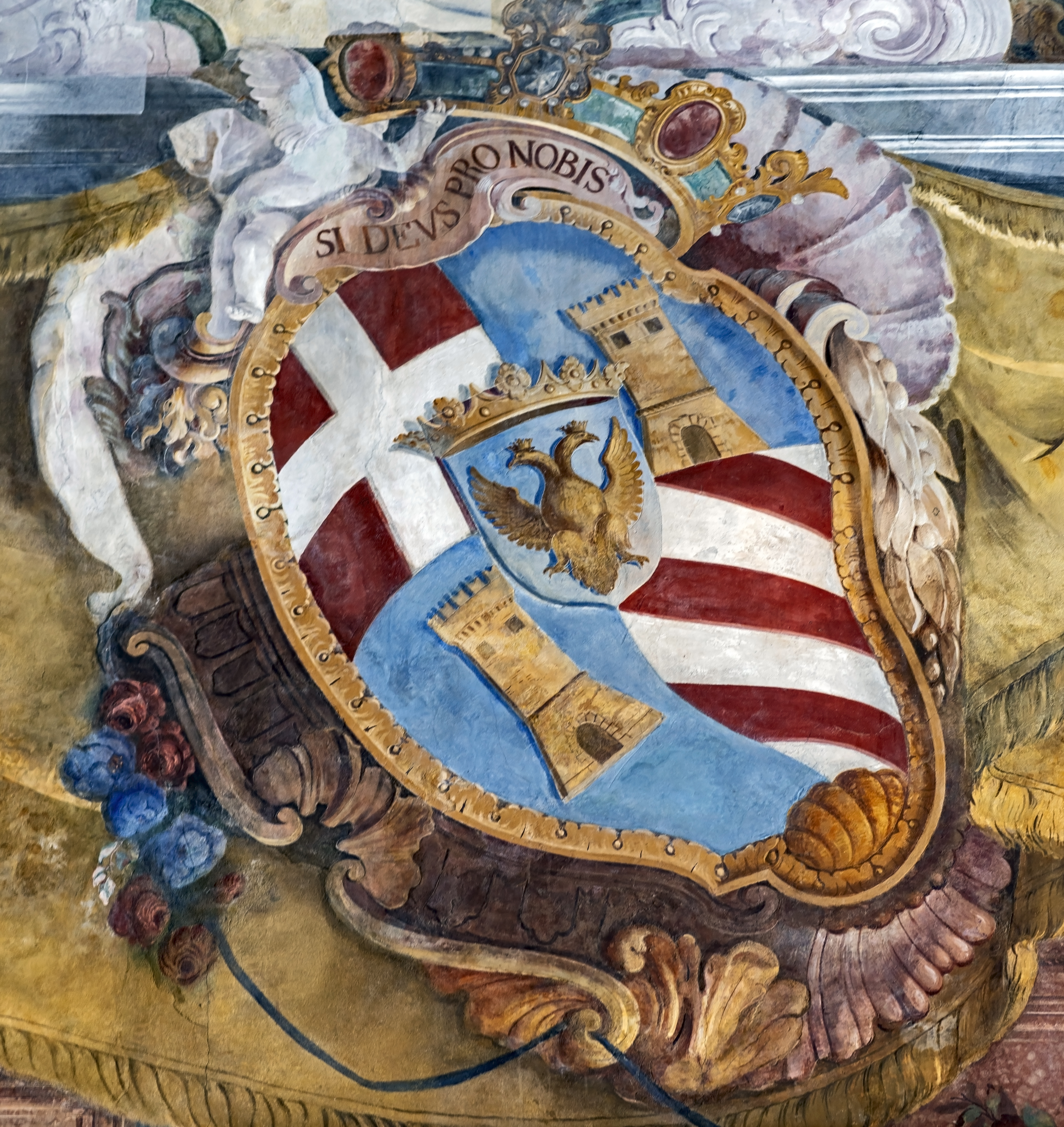
Sala balowa – herb rodziny Rezzonico

##### Sala Alegorii Zaślubin
Sala Alegorii Zaślubin (wł. Sala della Alegoria Nuziale) wzięła swą nazwę od okazałego fresku, namalowanego na jej suficie zimą 1757 roku przez Giovanniego Battistę Tiepola, wspólnie z synem Giovannim Domenikiem i malarzem iluzjonistycznym Gerolamem Mengozzi-Colonną, z okazji zaślubin Ludovica Rezzonica z Faustiną Savorgnan. Na tle jasnego nieba artysta ukazał cztery białe konie, ciągnące rydwan Apolla z dwojgiem małżonków, poprzedzonych Kupidynem z zawiązanymi oczami i otoczonych alegorycznymi postaciami Sławy, trzech Gracji i Mądrości. Brodaty starzec z lwem u stóp (symbolem Wenecji) trzyma berło i sztandar z herbami obu rodów. Fresk ten jest jednym z ostatnich dzieł namalowanych przez Giovanniego Battistę Tiepola w Wenecji i zarazem jednym z jego największych arcydzieł. Meble w pokoju, z rzeźbionymi i złoconymi detalami, pochodzą z początku XVIII wieku. Ściany sali zostały obite czerwonym adamaszkiem. Zawieszono na nich kilka obrazów: portret Francesca Faliera w stroju Prokuratora da Mar, namalowany w 1786 roku przez Bernardina Castellego oraz niewielki portret pędzla Pietra Longhi, przedstawiający papieża Klemensa XIII, udzielającego audiencji swoim bratankom, Carlowi i Lodovicowi oraz siostrzenicy Faustinie. Na sztalugach znajduje się inny portret tego samego papieża, namalowany w 1758 roku przez Antona Raphaela Mengsa.

Zaślubiny Ludovica Rezzonica z Faustiną Savorgnan
Francesco Falier – Bernardino Castelli
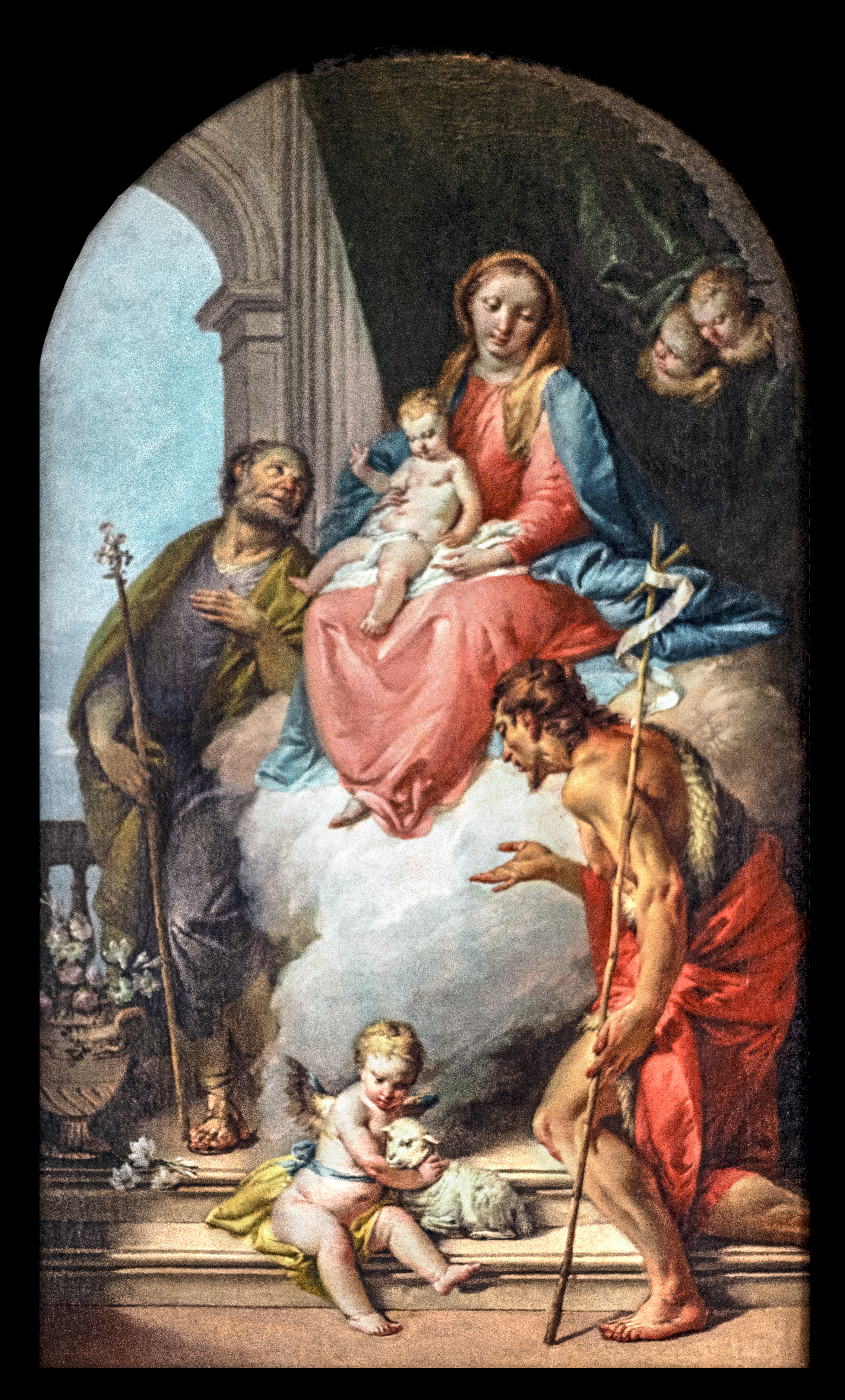
„Święta rodzina i św. Jan Chrzciciel”  – Francesco Zugno
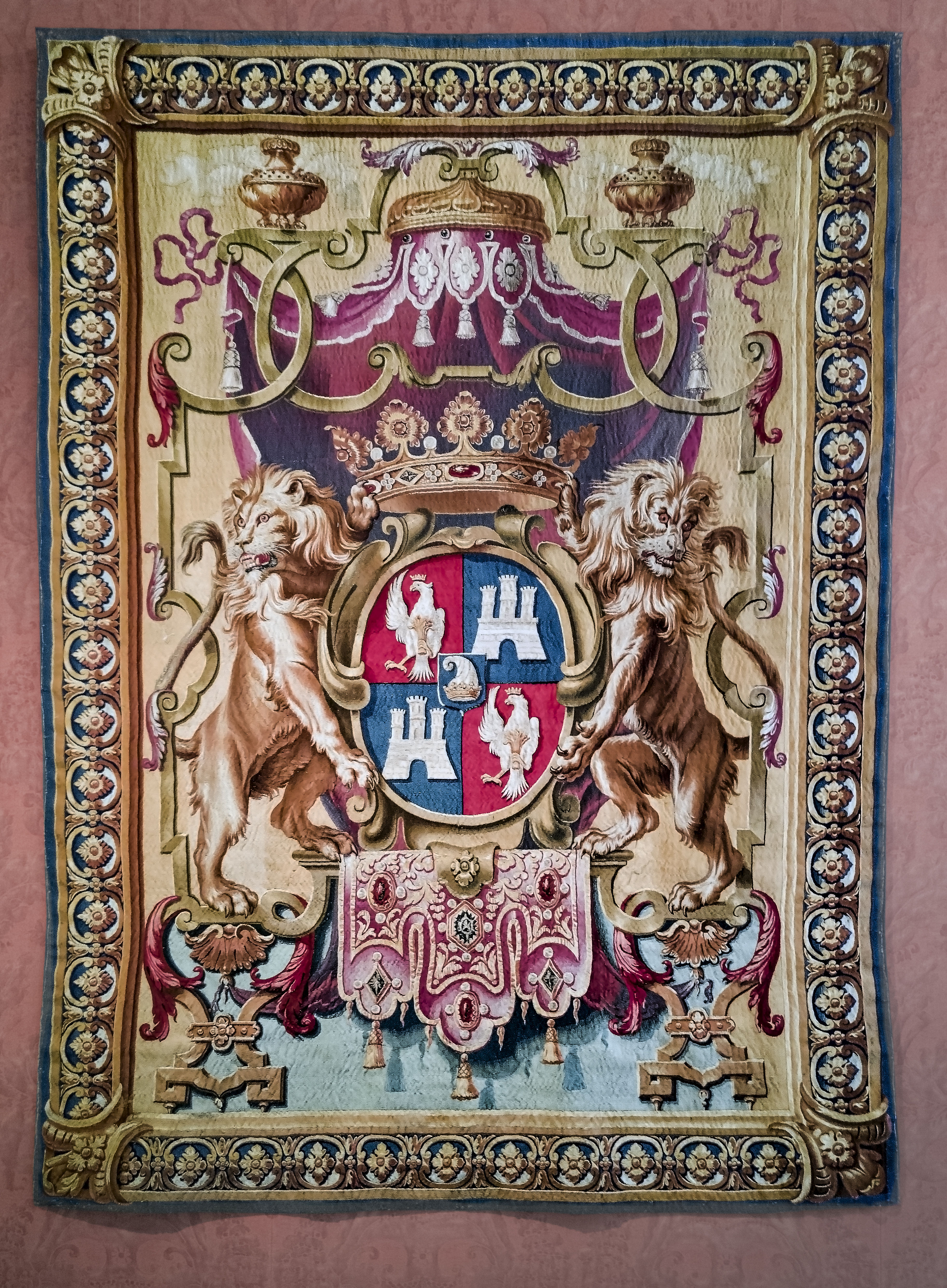
Gobelin z ramionami rodziny Tiepolo

##### Kaplica
Niewielka kaplica, ulokowana przy prawej ścianie, ciągnącej się wzdłuż kanału Rio di San Barnaba, została zbudowana w drugiej połowie XVIII wieku na zlecenie Aurelia Rezzonica lub kardynała Carla Rezzonica, bratanka papieża Klemensa XIII. Jedynym zachowanym detalem z pierwotnego wnętrza jest pozłacany stiuk na białym tle. Jej wyposażenia dopełnia niewielki obraz Madonna i święci pędzla Francesca Zugna oraz wykwintny XVIII-wieczny klęcznik z drewna orzechowego.

##### Sala Pasteli
Sala Pasteli (wł. Sala dei Pastelli) wzięła swoją nazwę od wiszących na jej ścianach portretów, wykonanych w pastelu – technice, w której malarze weneccy osiągnęli doskonałość, zwłaszcza Rosalba Carriera, która podczas swojego pobytu w Paryżu w latach 1720–1721, uczyła francuskich artystów. Jej obrazy, zgromadzone w sali, pochodzą z lat 30. XVIII wieku i odznaczają się wysoką jakością, artystyczną delikatnością i wyrafinowaniem. Obok obrazów znajdują się tu również jej dwie miniatury z kości słoniowej. Oprócz dzieł tej artystki w sali umieszczone są również prace takich malarzy, jak: Gian Antonio Lazzari, Marianna Carlevarijs i Lorenzo Baldissera Tiepolo. Fresk na suficie, namalowany w 1757 roku przez Gaspare Dizianiego, przedstawia Poezję otoczoną alegoriami Malarstwa, Architektury, Muzyki i Rzeźby. Wyposażenia sali dopełniają rzeźbione i złocone meble, powstałe w połowie XVIII wieku w weneckich warsztatach oraz pochodzące z drugiej połowy XIX wieku boazerie i żyrandol z Murano.

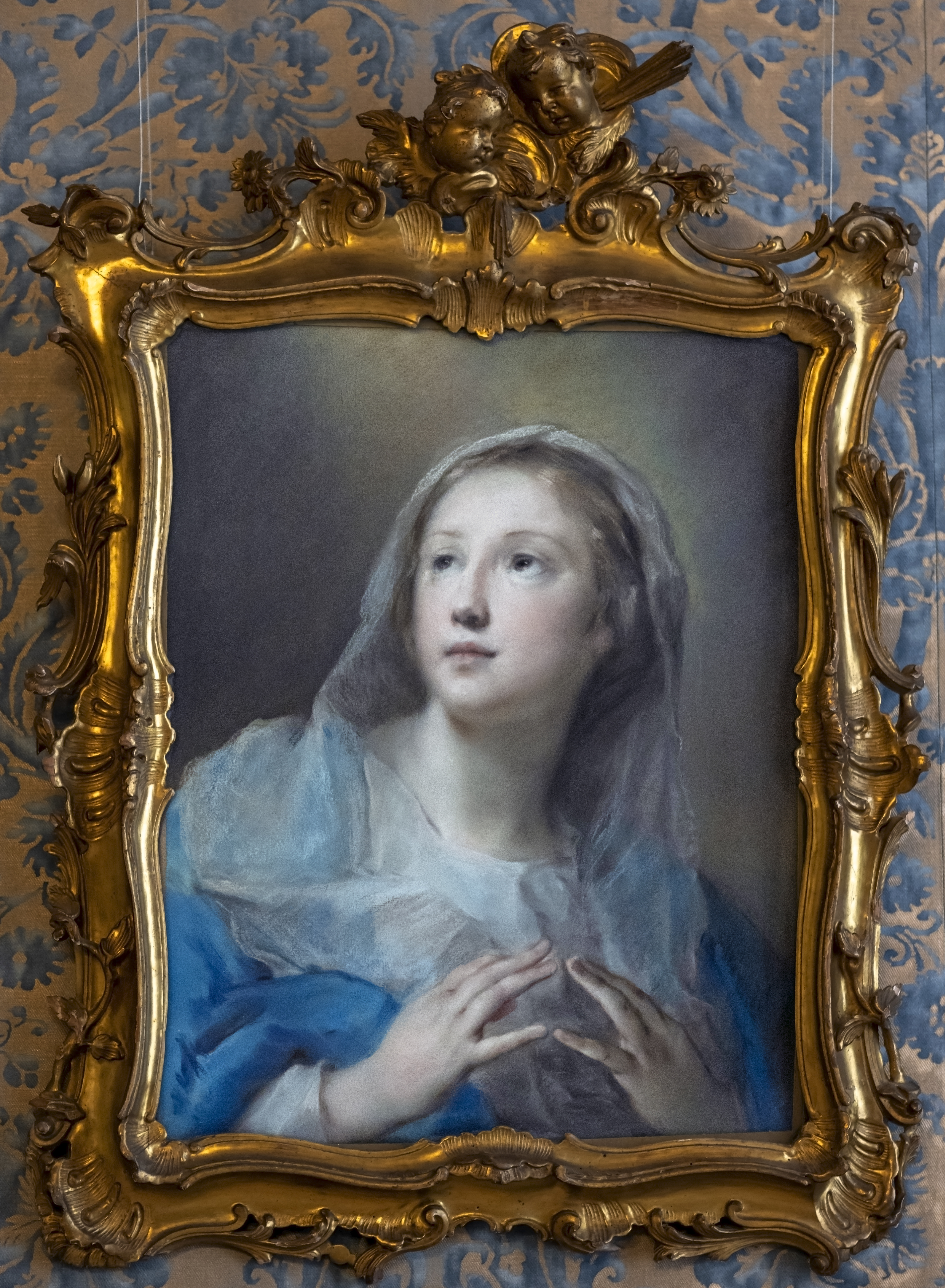
Madonna orante – Rosalba Carriera
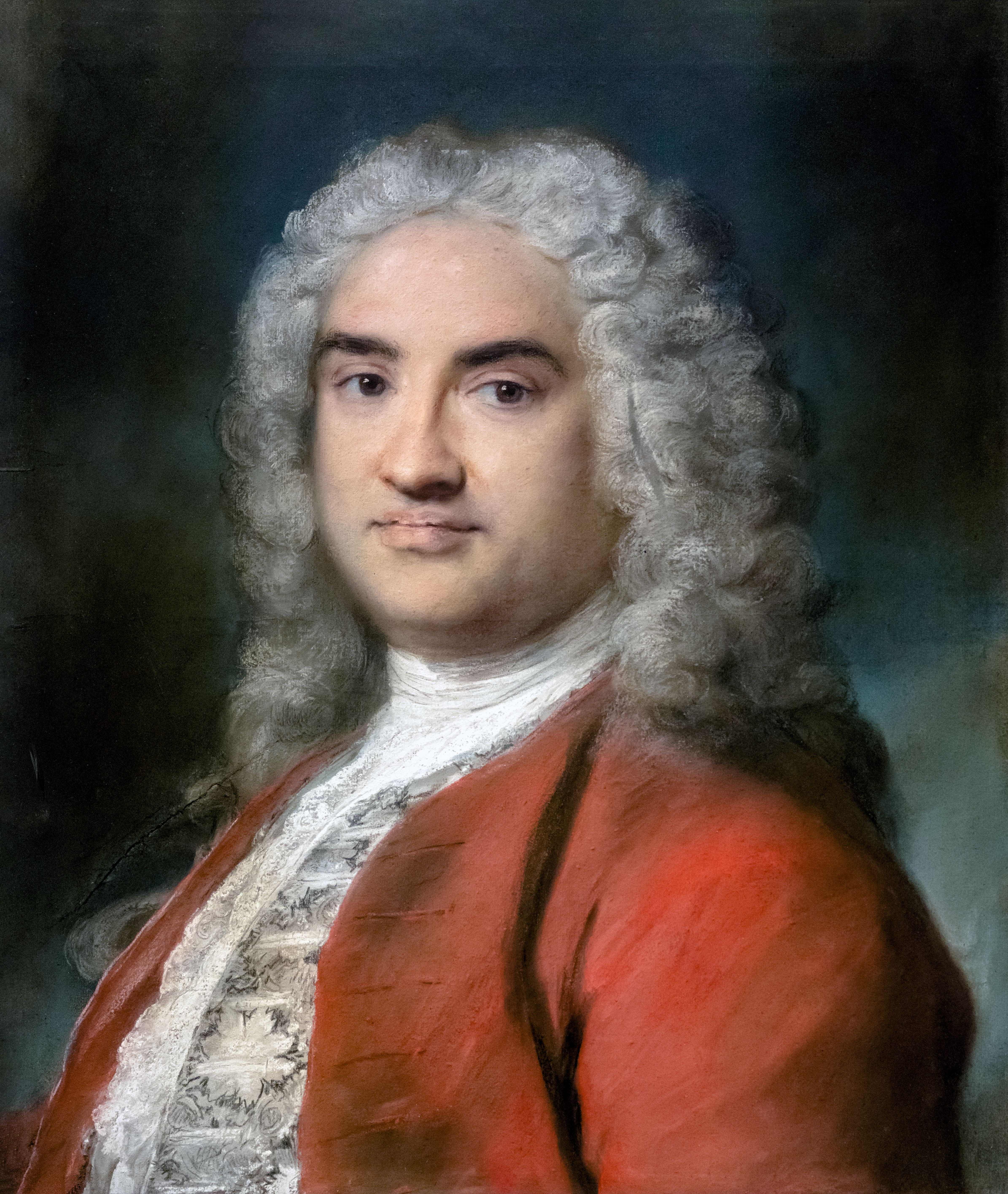
Ritratto di gentiluomo in rosso- Rosalba Carriera
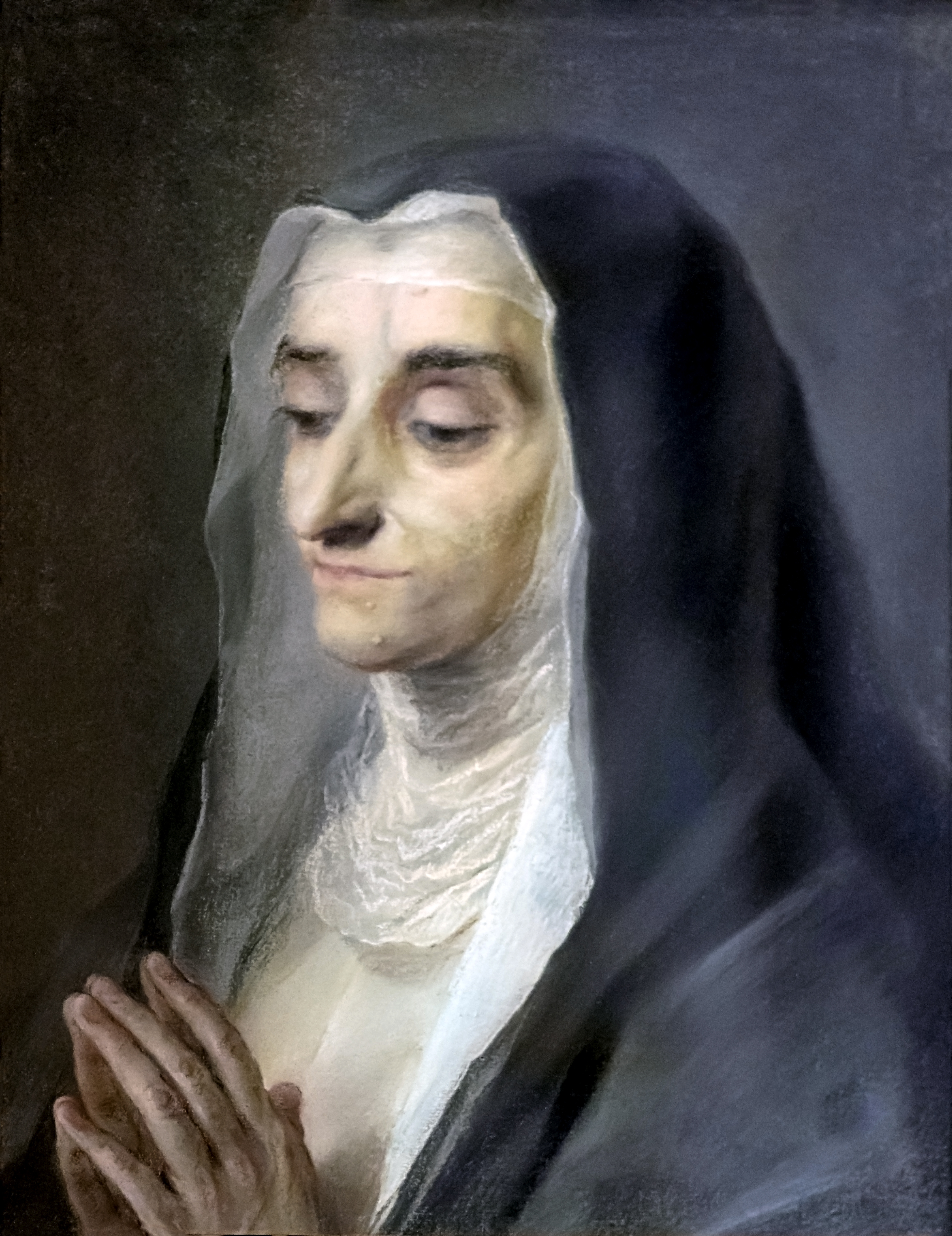
Suor Maria Caterina Puppi – Rosalba Carriera
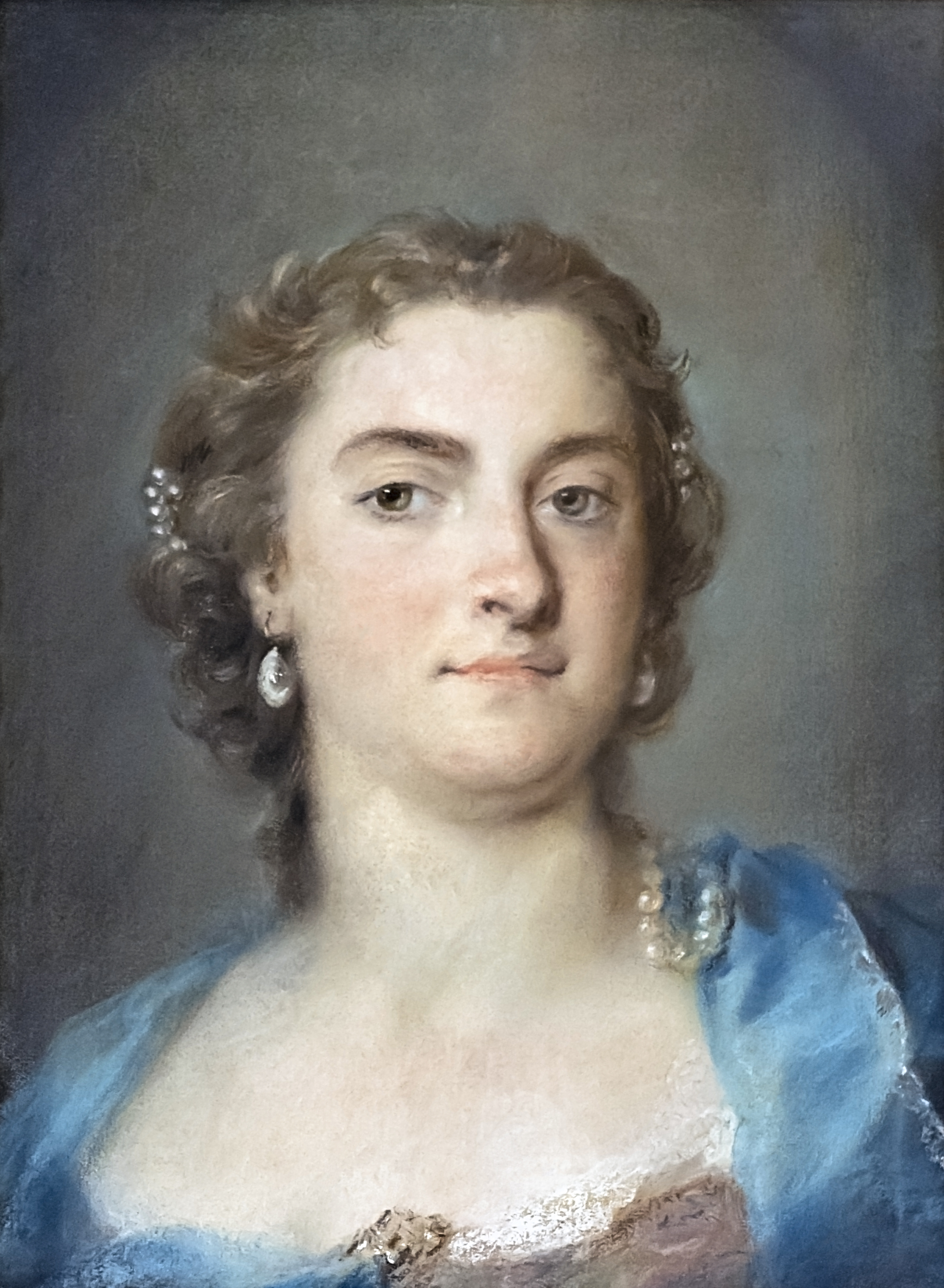
Faustina Bordoni – Rosalba Carriera
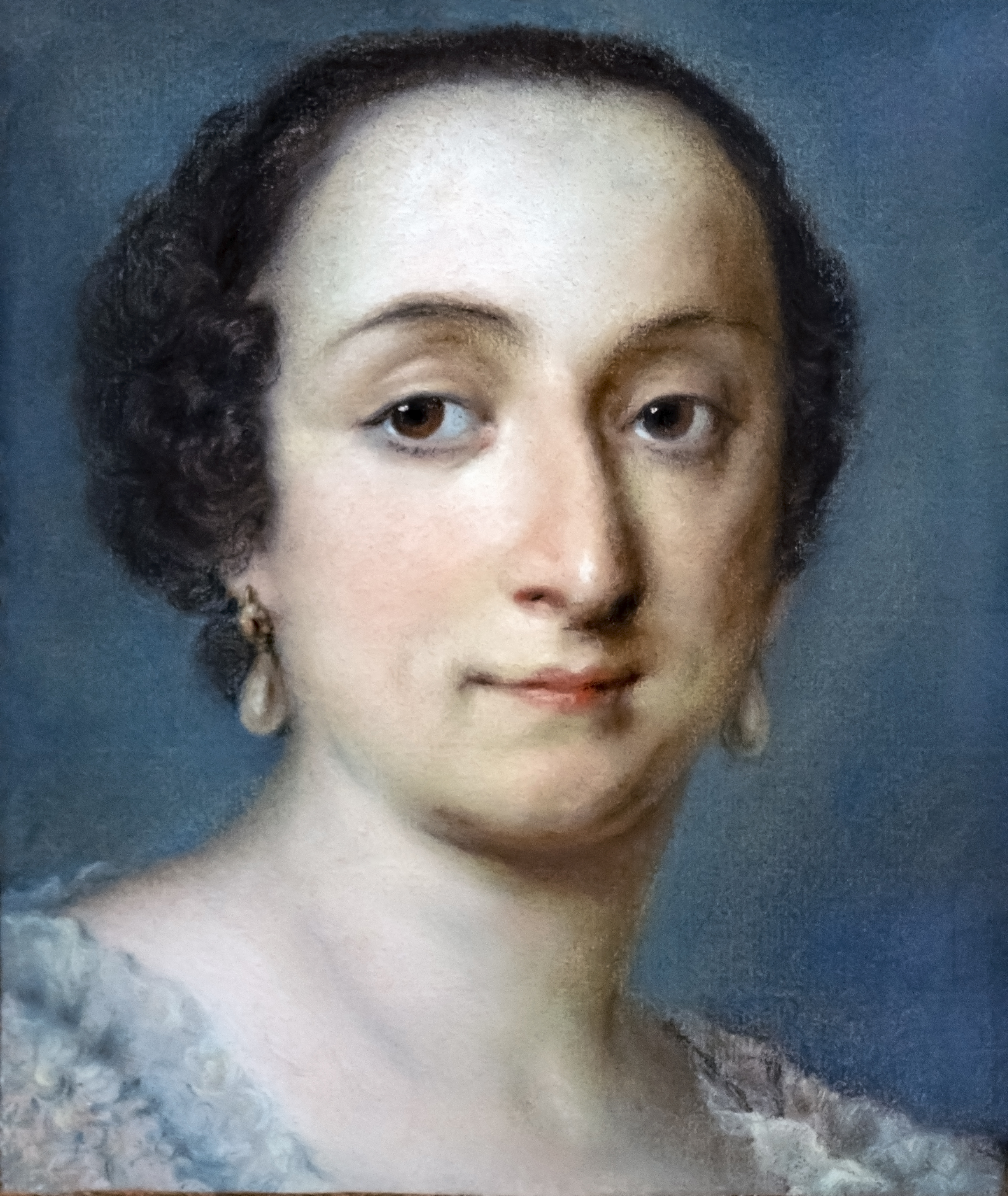
Lucietta Sartori – Rosalba Carriera
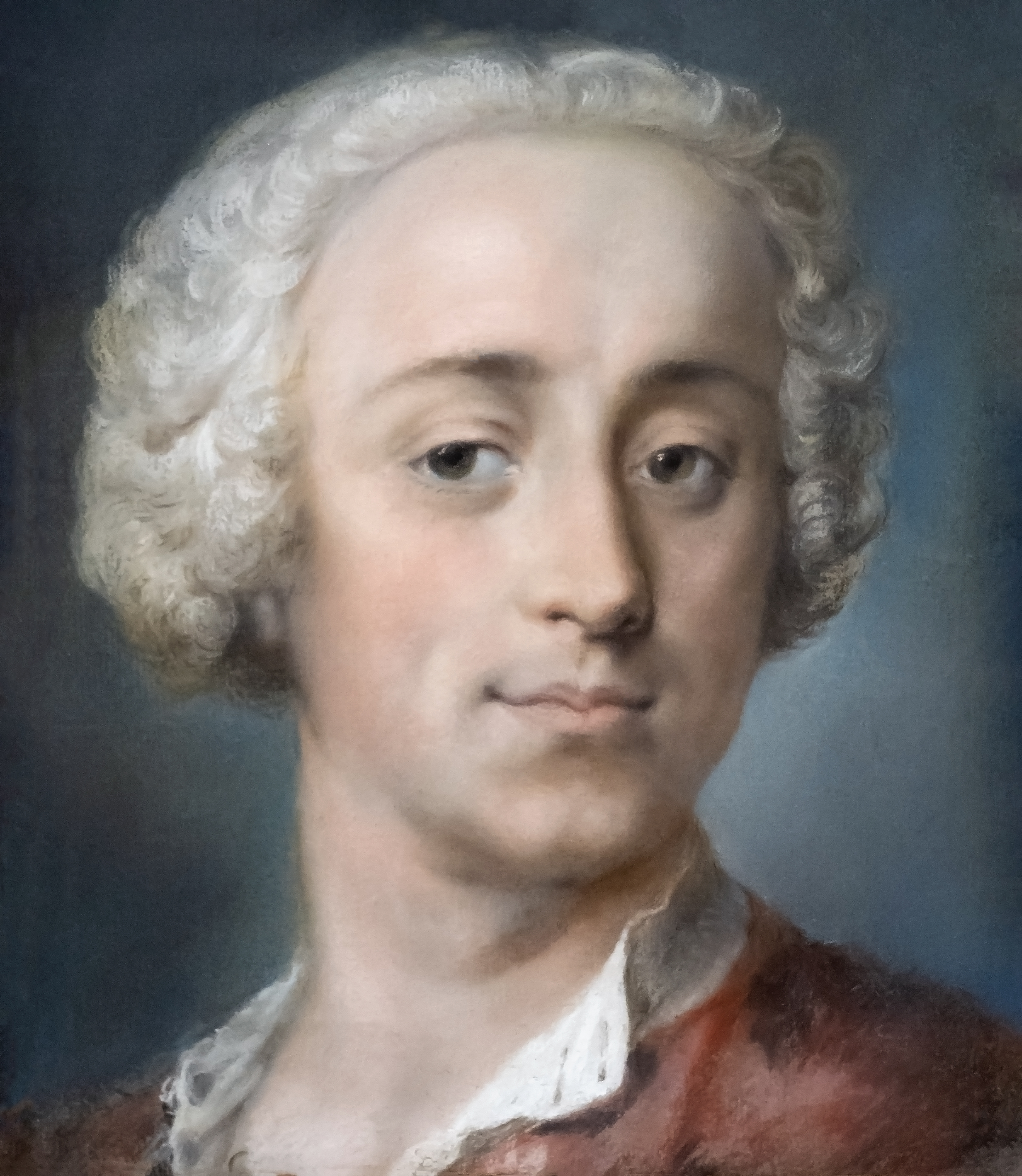
Giambattista Sartori – Rosalba Carriera
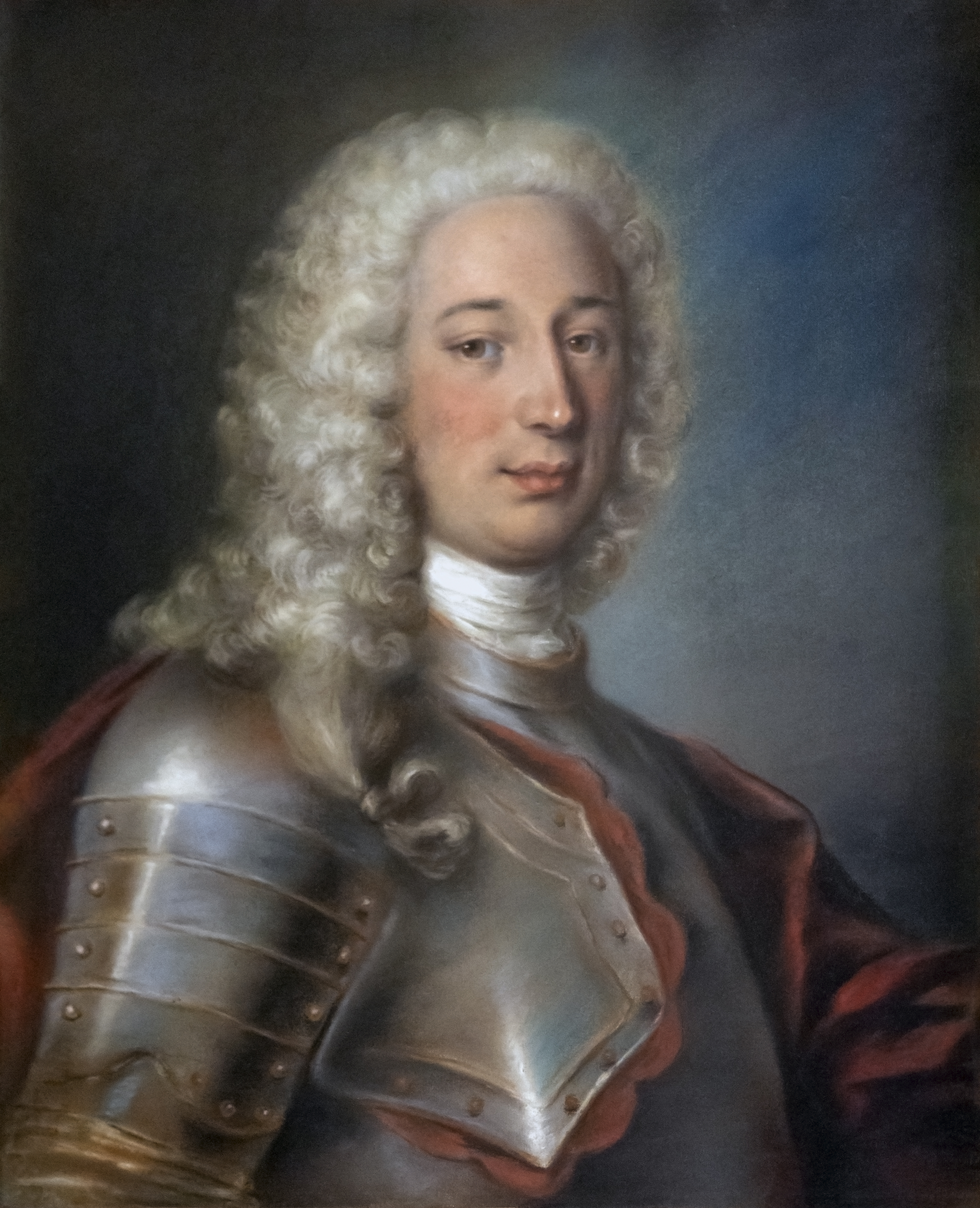
Gerolamo Maria Balbi – Marianna Carlevaris
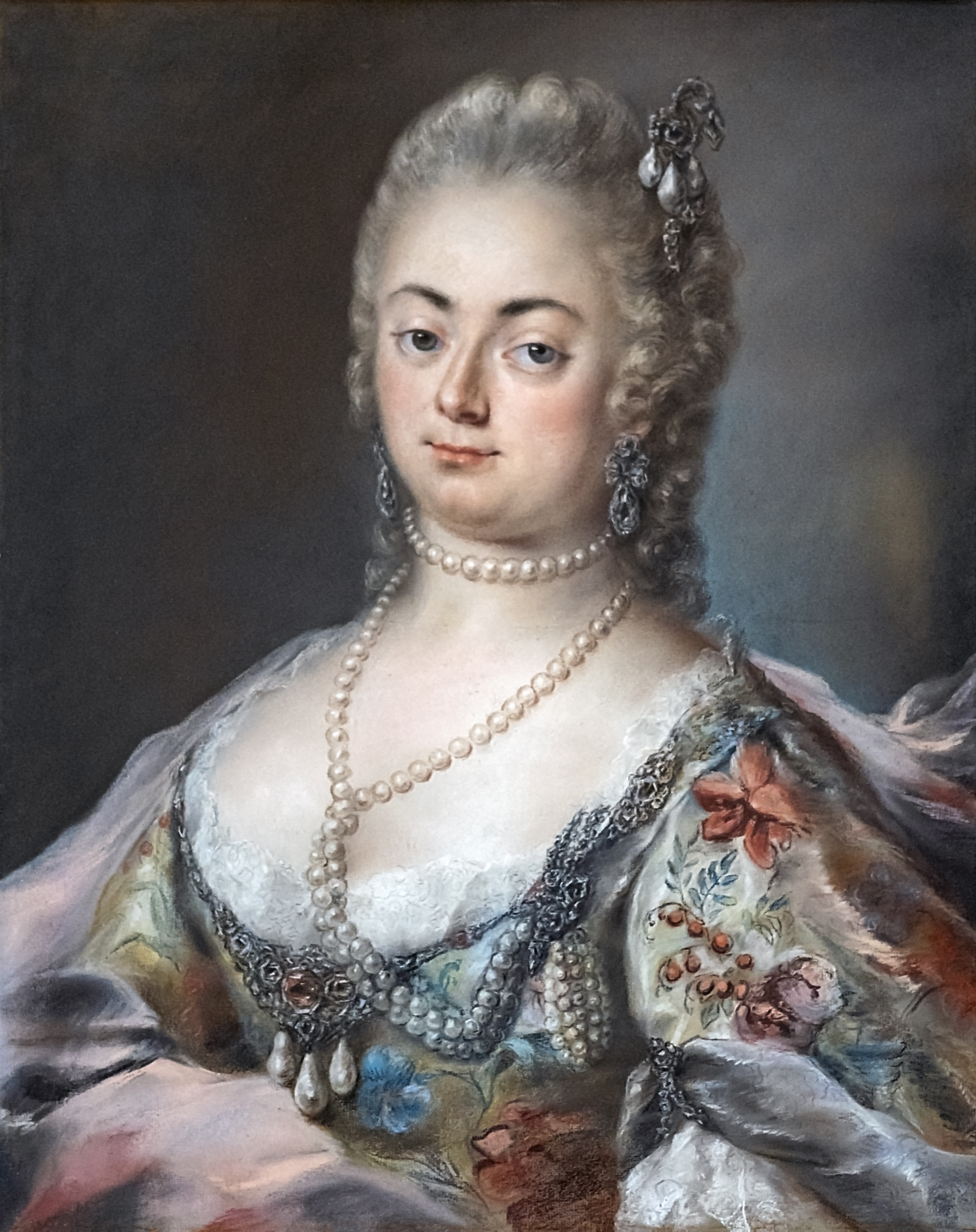
Cornelia Foscolo Balbi – Marianna Carlevaris
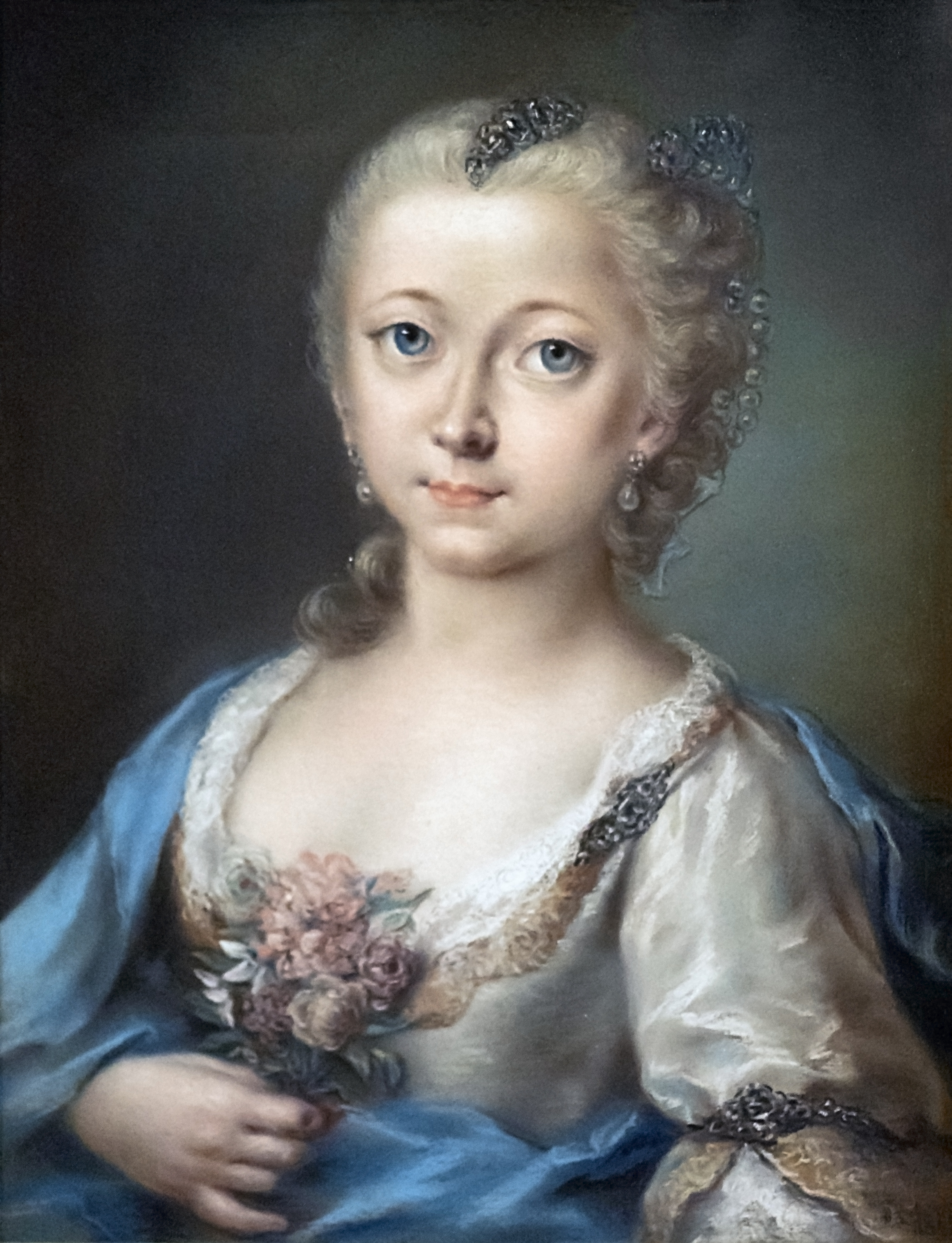
Caterina Balbi – Marianna Carlevaris
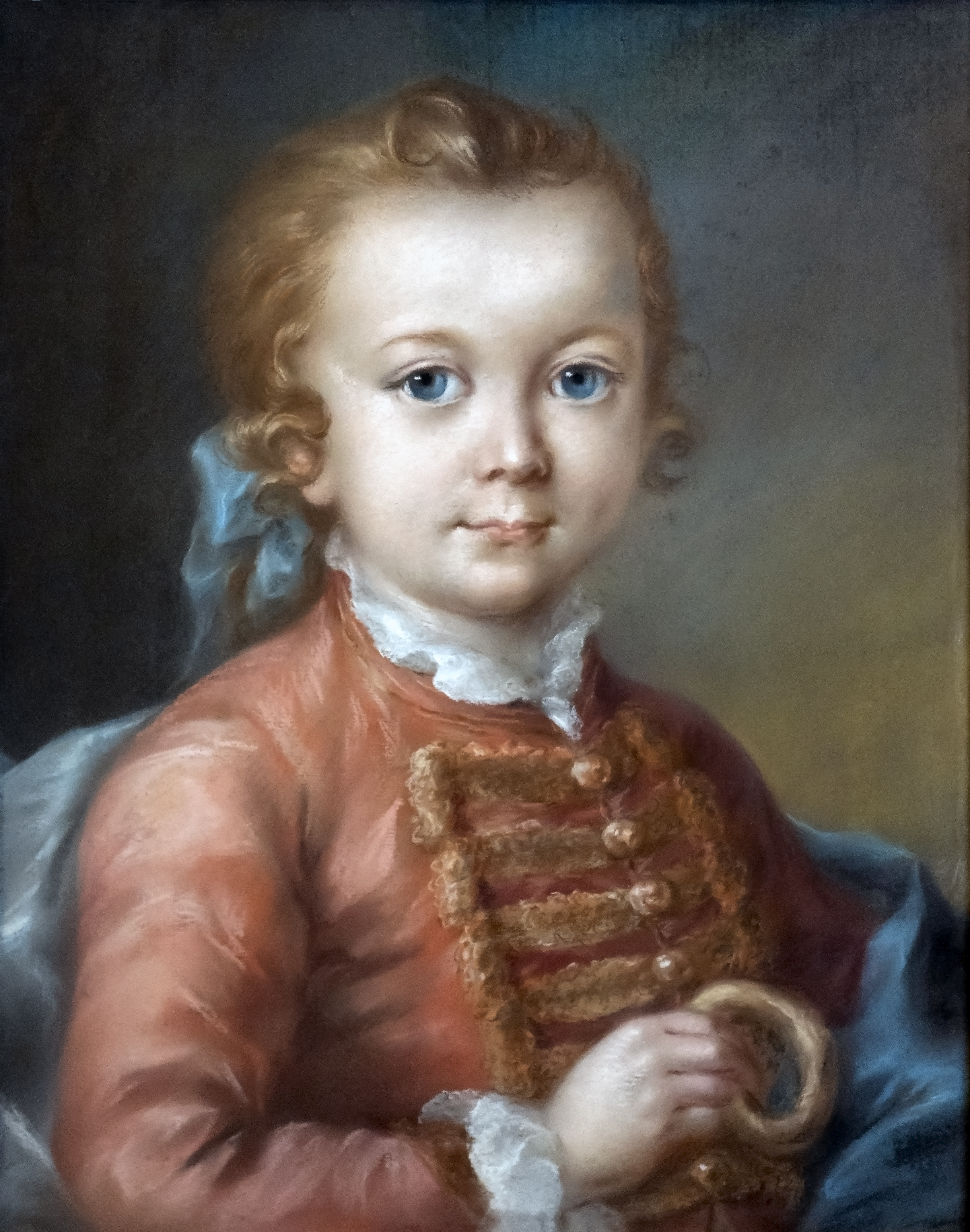
Marco Balbi – Marianna Carlevaris
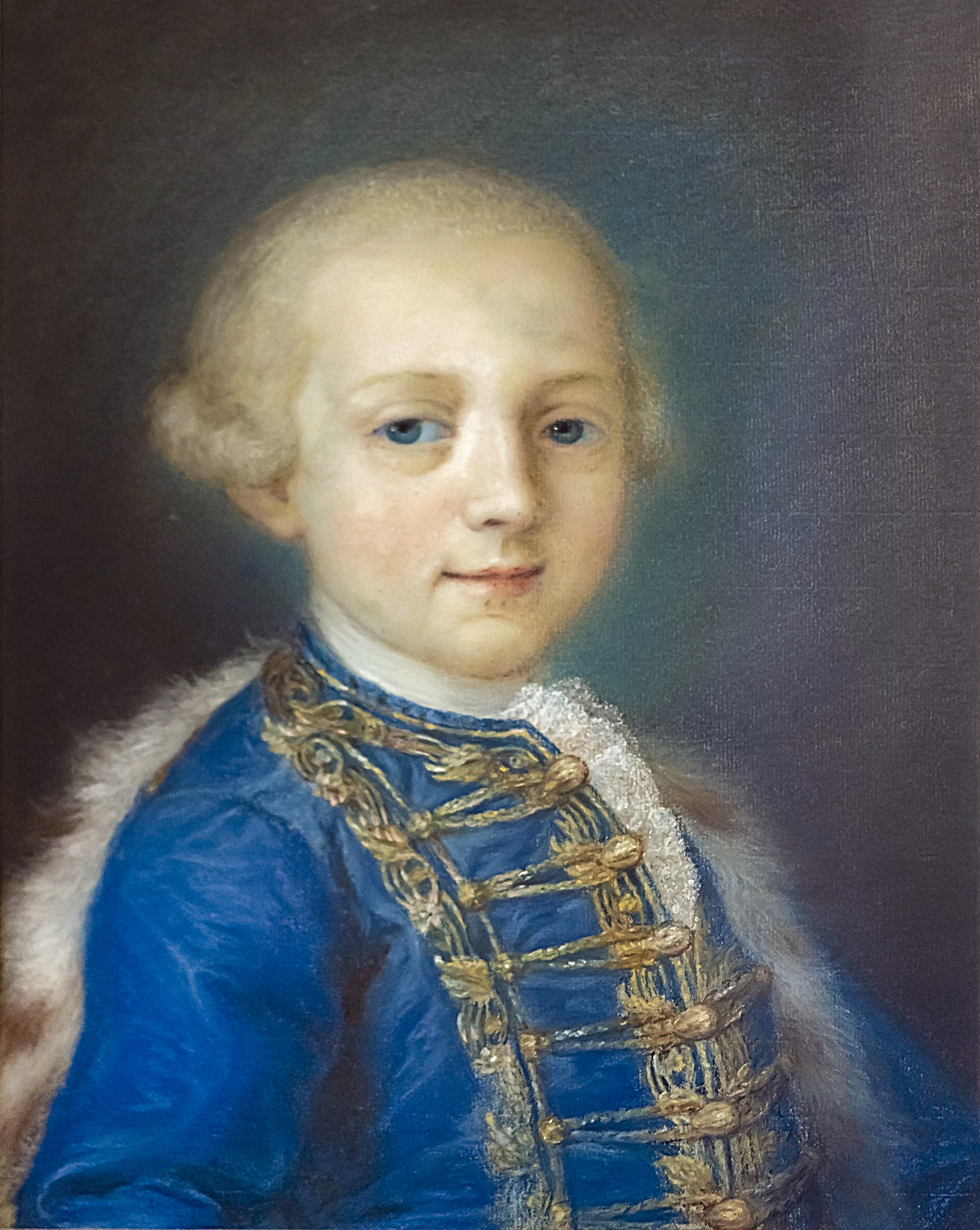
Ritratto di un bambino nobile –  Gian Antonio Lazzari
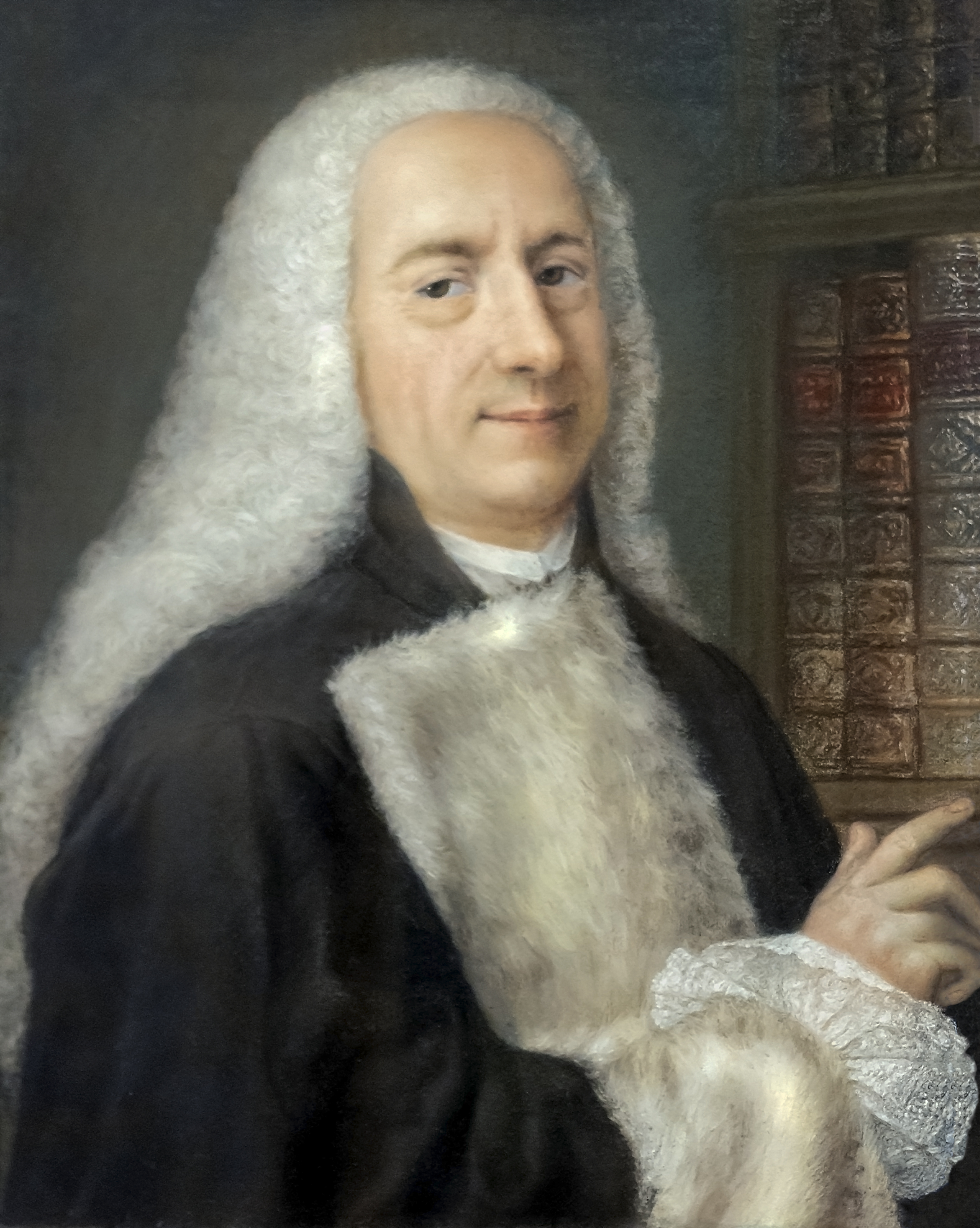
Ritratto di un nobile –  Gian Antonio Lazzari
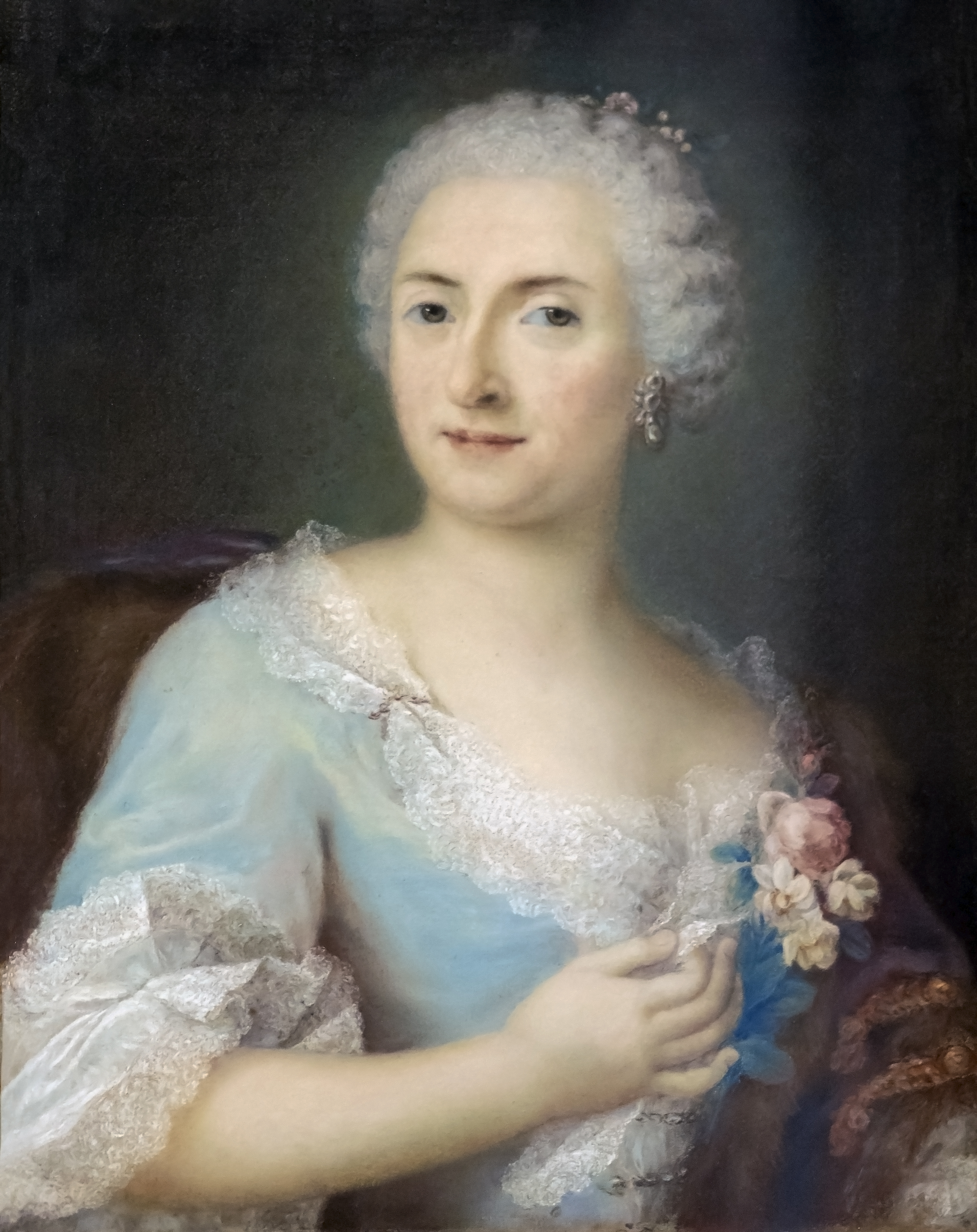
Ritratto di gentildonna – Gian Antonio Lazzari
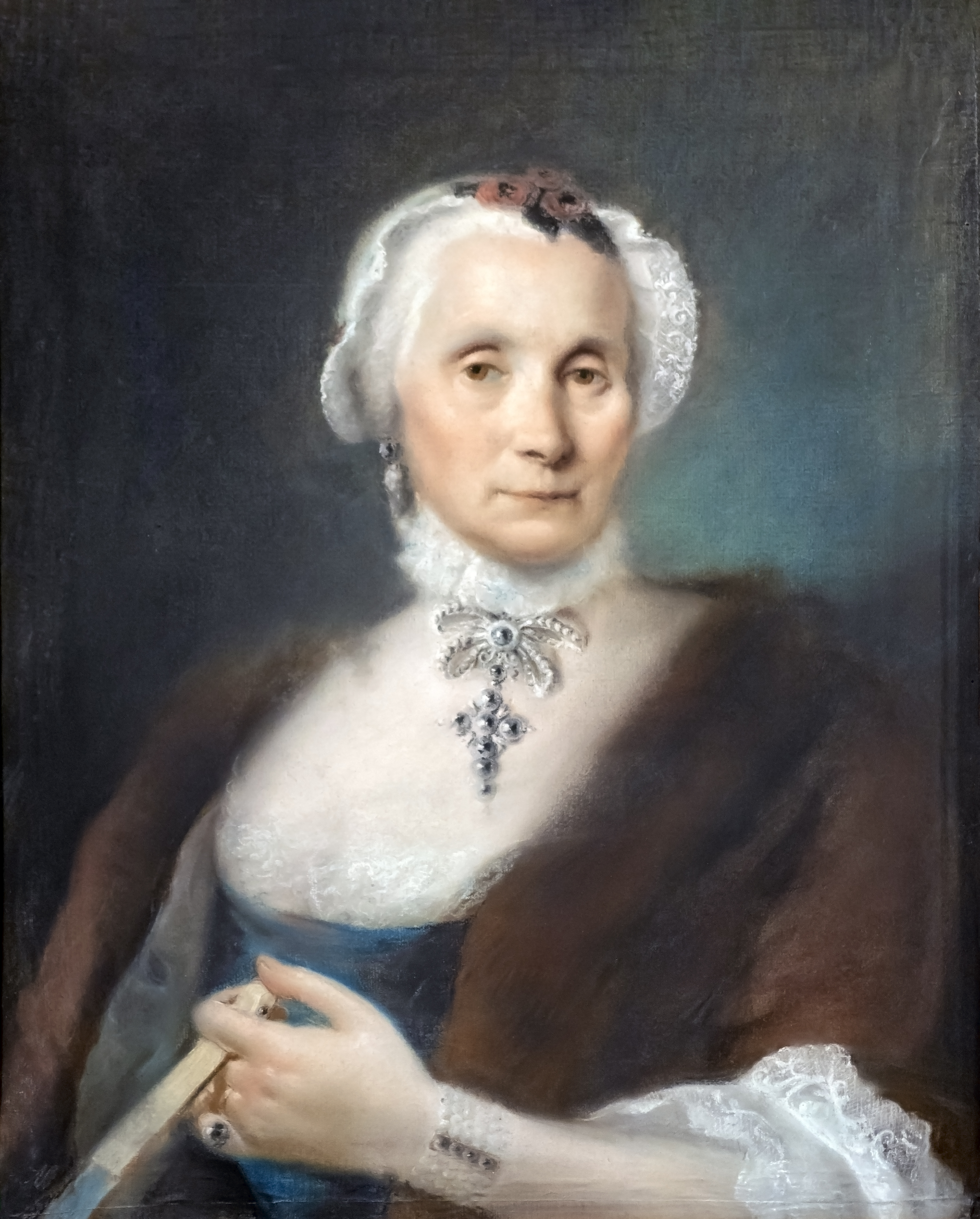
Cecilia Guardi Tiepolo – Lorenzo Tiepolo

##### Sala Arrasów
Nazwa Sali (wł. Sala dei Arazzi) pochodzi z trzech wielkich flamandzkich gobelinów z końca XVII wieku, mających za temat ikonograficzny epizody z życia króla Salomona i królowej Saby. Podobnie jak rzeźbione i pozłacane meble, pochodzą one z Palazzo Balbi Valier w Santa Maria Formosa. Doskonały poziom wykonania, kształty i jakość złocenia sprawiają, że należą one do najlepszych przykładów weneckiego rokoka, jakie zostały w komplecie zachowane. Żółte, lakierowane drzwi z motywami dekoracyjnymi w stylu chinoiserie, pochodzące z około 1760 roku, stanowiły pierwotne wyposażenie sali. Fresk na suficie, przedstawiający Triumf Cnót namalował Jacopo Guarana w 1757 roku.

##### Sala Tronowa
Bogate, złocone meble, stanowiące wyposażenie tej sali, należały pierwotnie do rodziny Barbarigo, następnie przeszły, w drodze dziedziczenia, w ręce rodziny Donà delle Rose. W skład tej kolekcji wchodzi również okazała rama obrazowa, w której obecnie znajduje się portret Pietra Barbariga, pędzla Bernardina Castellego. Autorstwo mebli przypisuje się tradycyjnie rzeźbiarzowi Antoniowi Corradiniemu. Tron, od którego sala wzięła swoją nazwę (wł. Sala del Trono), ma inne pochodzenie, ale powstał w tym samym warsztacie. Na suficie widnieje duży fresk namalowany przez Giovanniego Battistę Tiepola w okresie, kiedy pracował wraz ze swoim współpracownikiem Gerolamem Mengozzi-Colonną nad Zaślubinami Ludovica Rezzonica z Faustiną Savorgnan. Tematem fresku jest alegoria Zasługi, ukazana jako brodaty starzec, zwieńczony wieńcem laurowym, wchodzący do świątyni chwały w towarzystwie alegorii Szlachetności i Cnoty, z Famą u góry, dmącą w trąbę. Na związek z rodziną Rezzonico wskazuje skrzydlate putto pod alegorią Zasługi, trzymające Złotą Księgę weneckiej szlachty, w poczet której rodzina została w 1687 roku przyjęta.

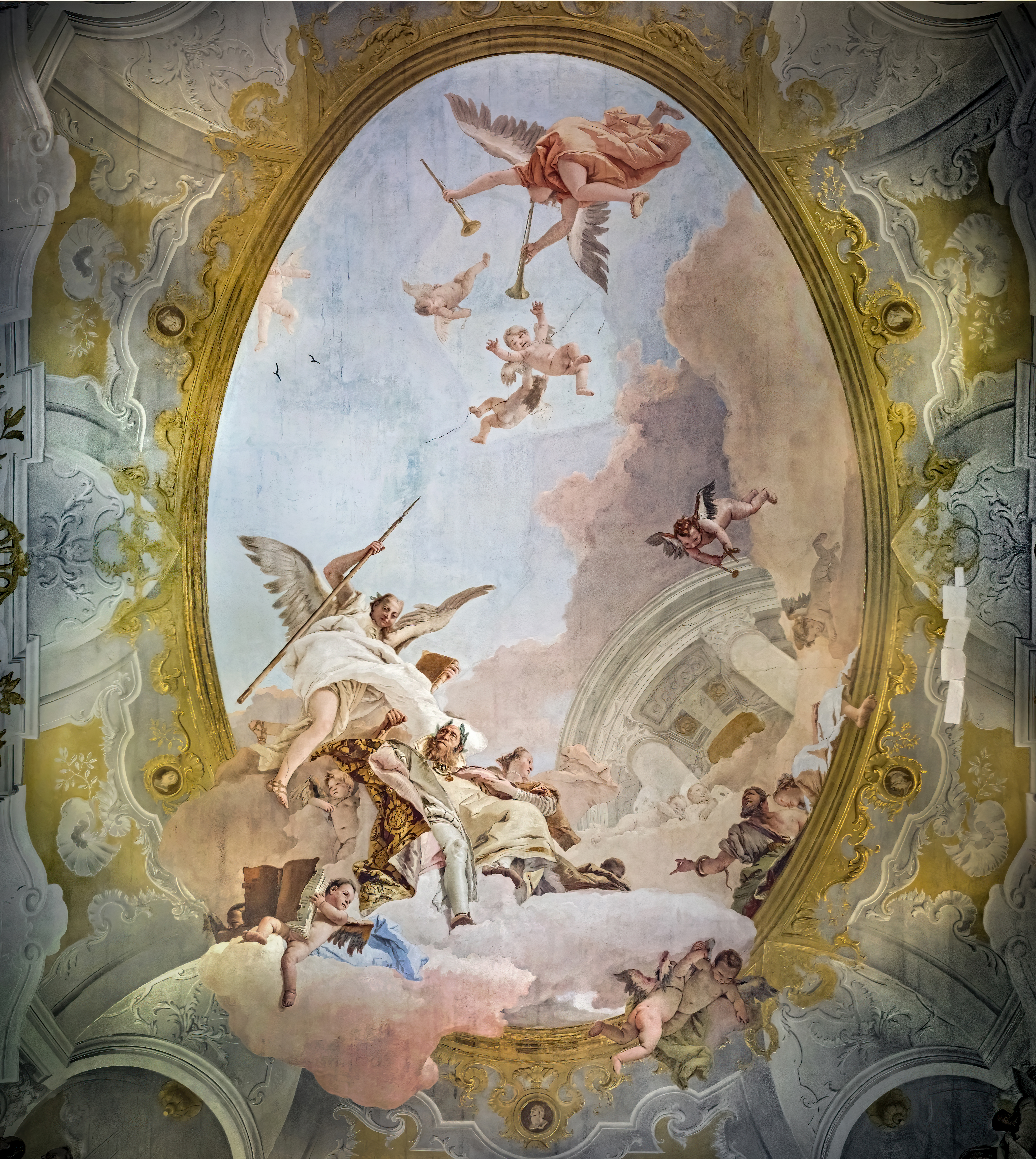
Giovanni Battista Tiepolo, Zasługa pomiędzy Szlachetnością i Cnotą
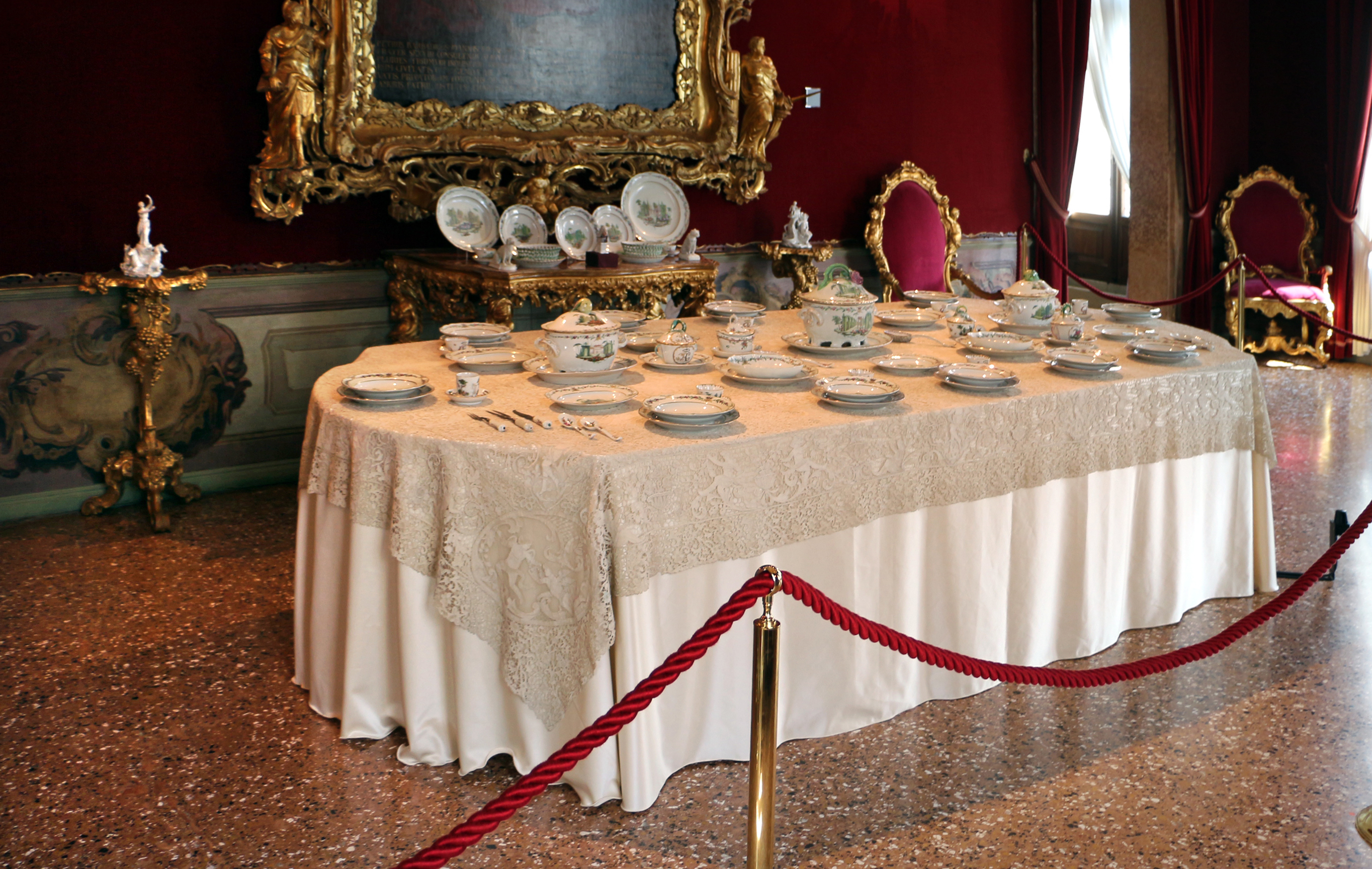
Stół w Sali Tronowej
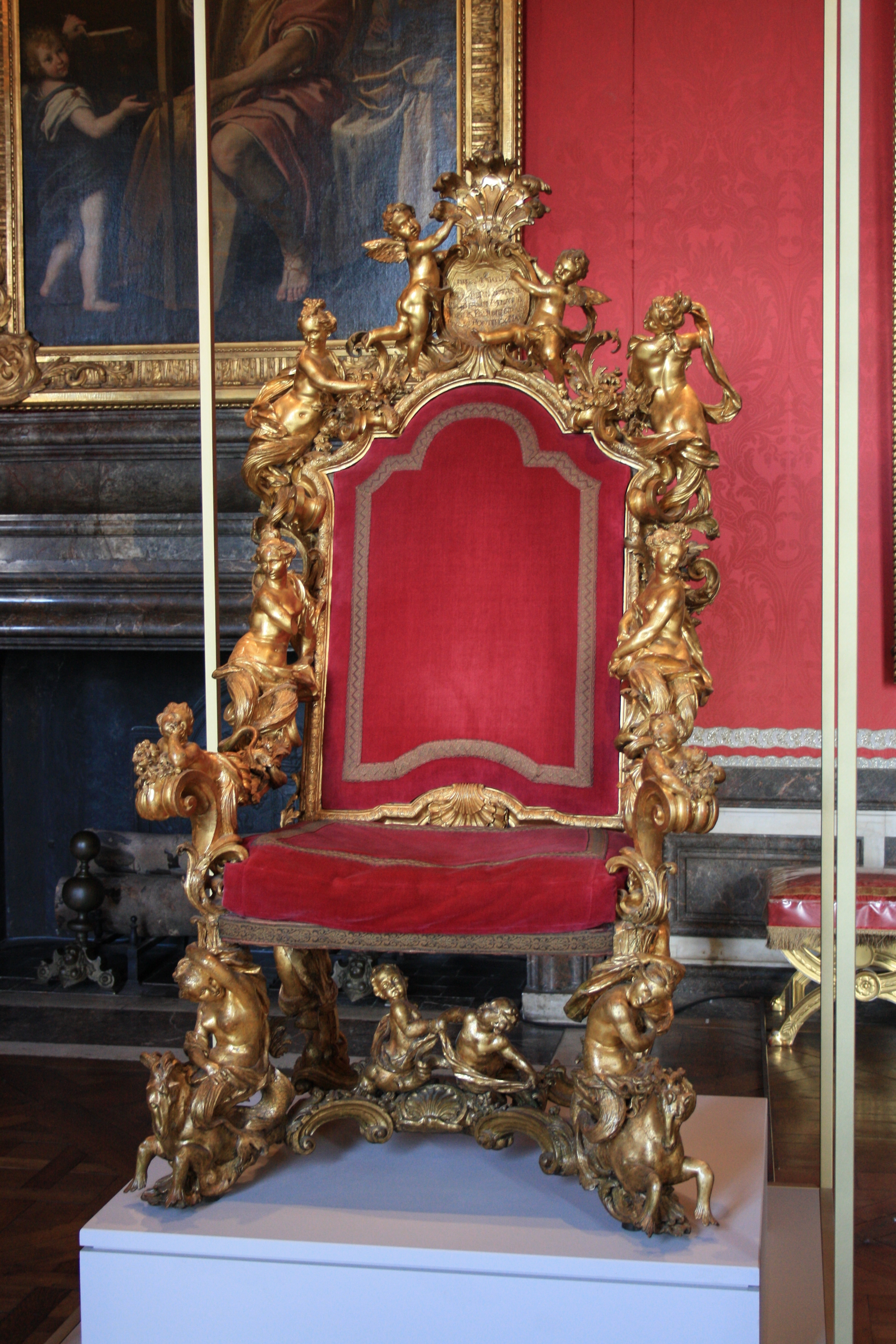
Tron
Gian Rinaldo Carli 1749 – Bartolomeo Nazari
Gerolamo Maria Balbi – Fortunato Pasquetti
Pietro Barbarigo detto lo Zoppo – Bernardino Castelli

##### Sala Tiepola
W Sali Tiepola (wł. Sala del Tiepolo) znajduje się trzeci z czterech fresków sufitowych Giovanniego Battisty Tiepola w Ca’ Rezzonico. Artysta przedstawił na nim Szlachetność i Cnotę pokonujących Perfidię. Dzieło to zostało namalowane między 1744 a 1745 rokiem, jednak nie dla pałacu, a dla Pietra Barbariga; później przeszło w ręce rodziny Donà delle Rose. W 1934 zostało zakupione przez Radę Miasta Wenecji i umieszczone w Sali Tronowej. Artysta ukazał postacie Szlachetności i Cnoty w bogatych szatach na tle jasnego nieba, otoczone przez zastępy skrzydlatych putti. Perfidia, ubrana w szare szaty, wirując opada na dół, w towarzystwie nietoperza, trzymanego przez putto na sznurku. Z mebli, odznaczających się wysoką jakością wykonania, wyróżnia się duży stół z ośmioma rzeźbionymi nogami, stojący środku sali, pochodzący prawdopodobnie z końca XVII lub początku XVIII wieku, będący doskonałym przykładem weneckich mebli barokowych. Kolejnym przykładem jest biurko z forniru czeczotowego, pochodzące z połowy XVIII wieku, będące prawdopodobnie częścią pierwotnego wyposażenia pałacu. Przy ścianie po lewej stronie wejścia stoi szafka, wykorzystywana jako kufer, dzieło XVII-wiecznej szkoły niemieckiej.

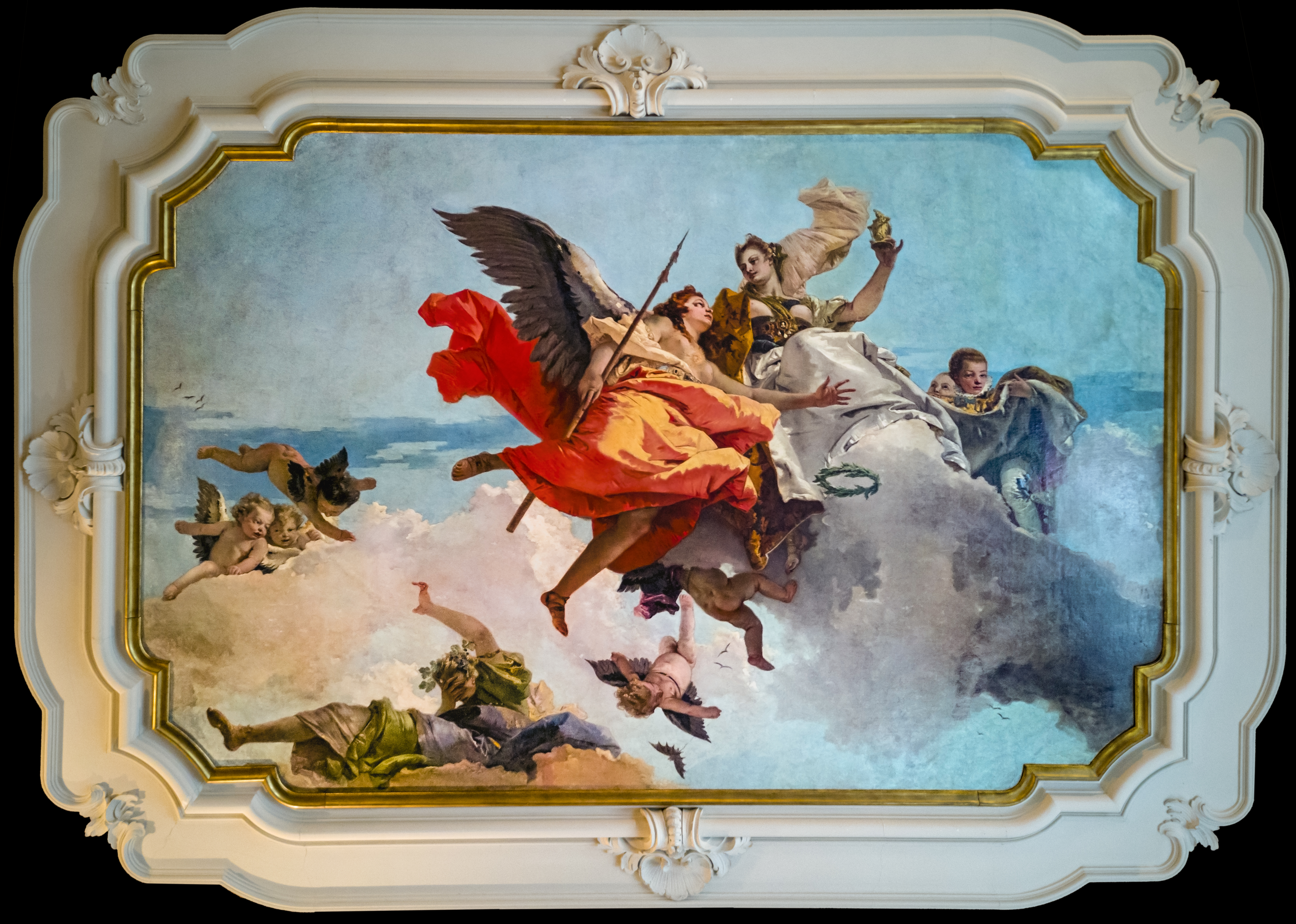
Giovanni Battista Tiepolo, Szlachetność i Cnota pokonujące Perfidię
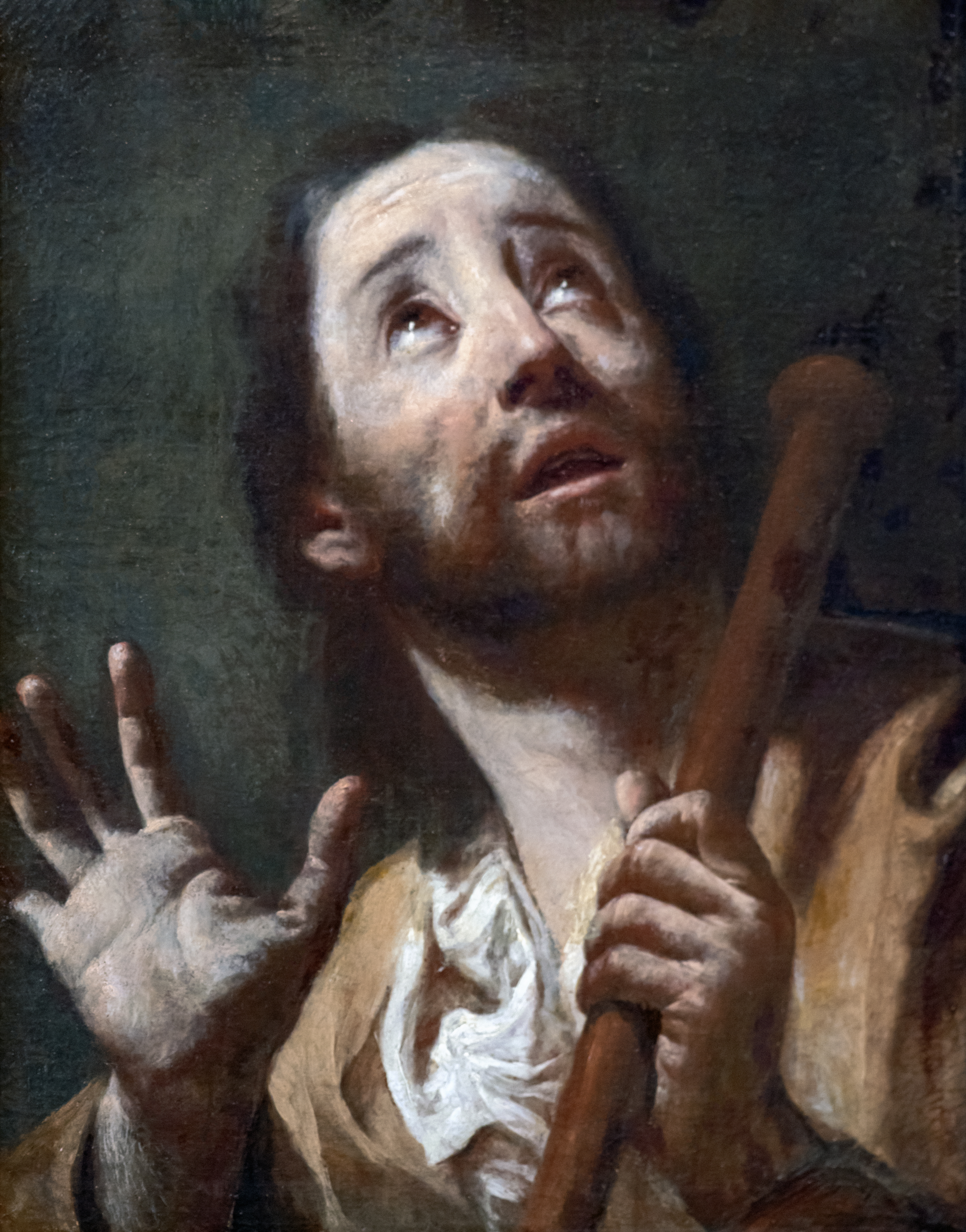
San Rocco – Giuseppe Angeli
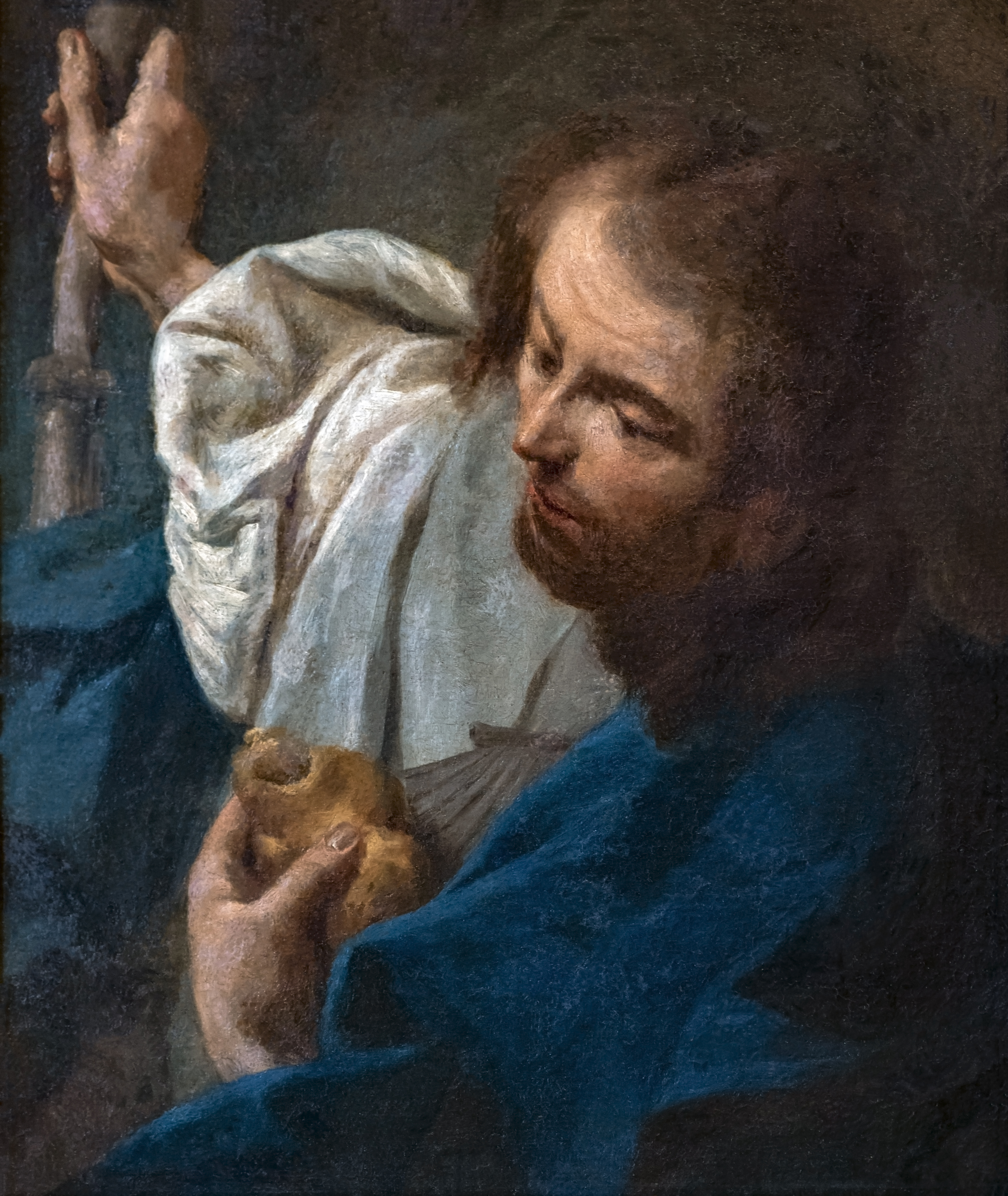
Giacomo il Maggiore – Giuseppe Angeli
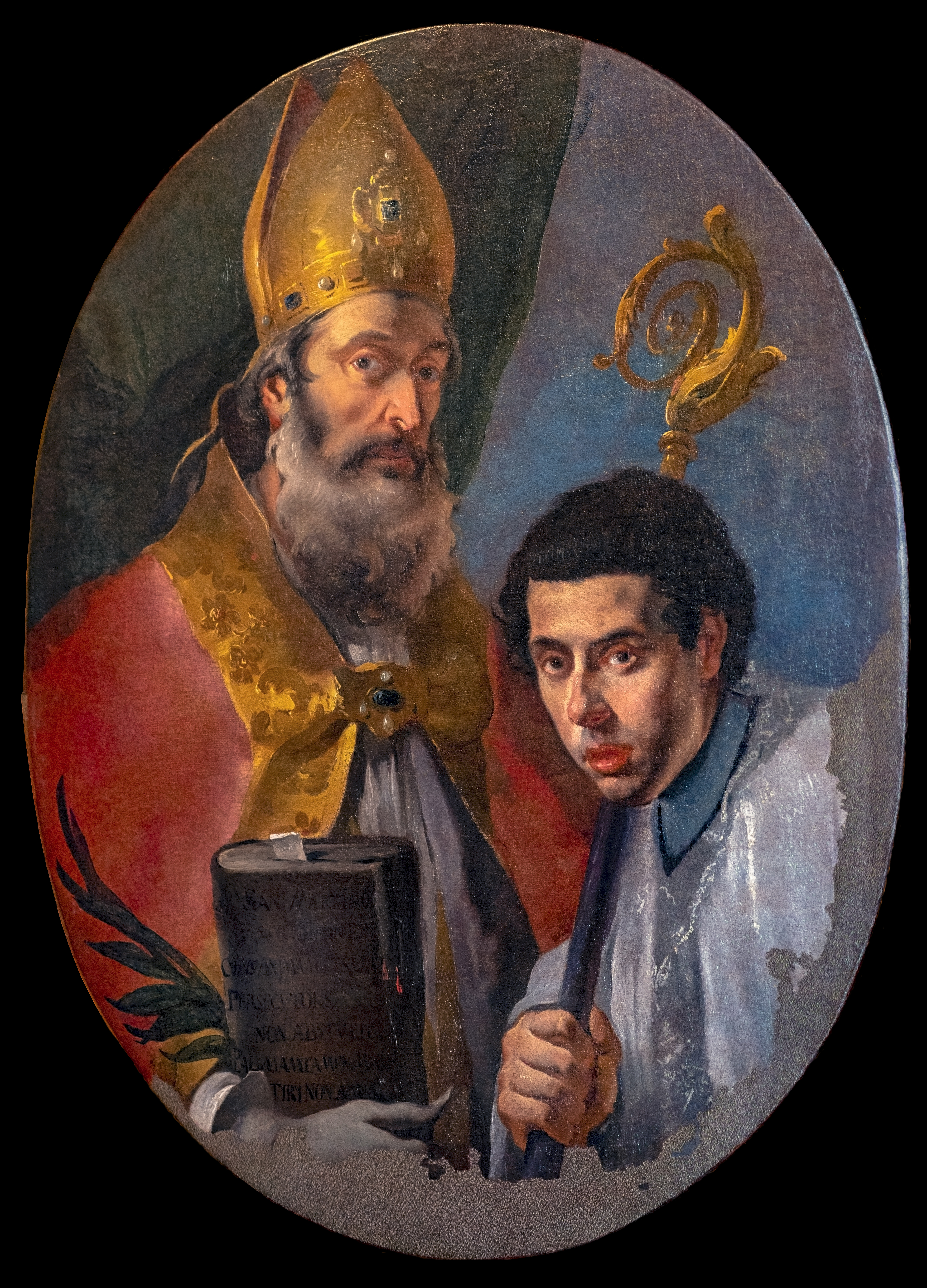
San Martino di Tours – Giambattiasta Tiepolo
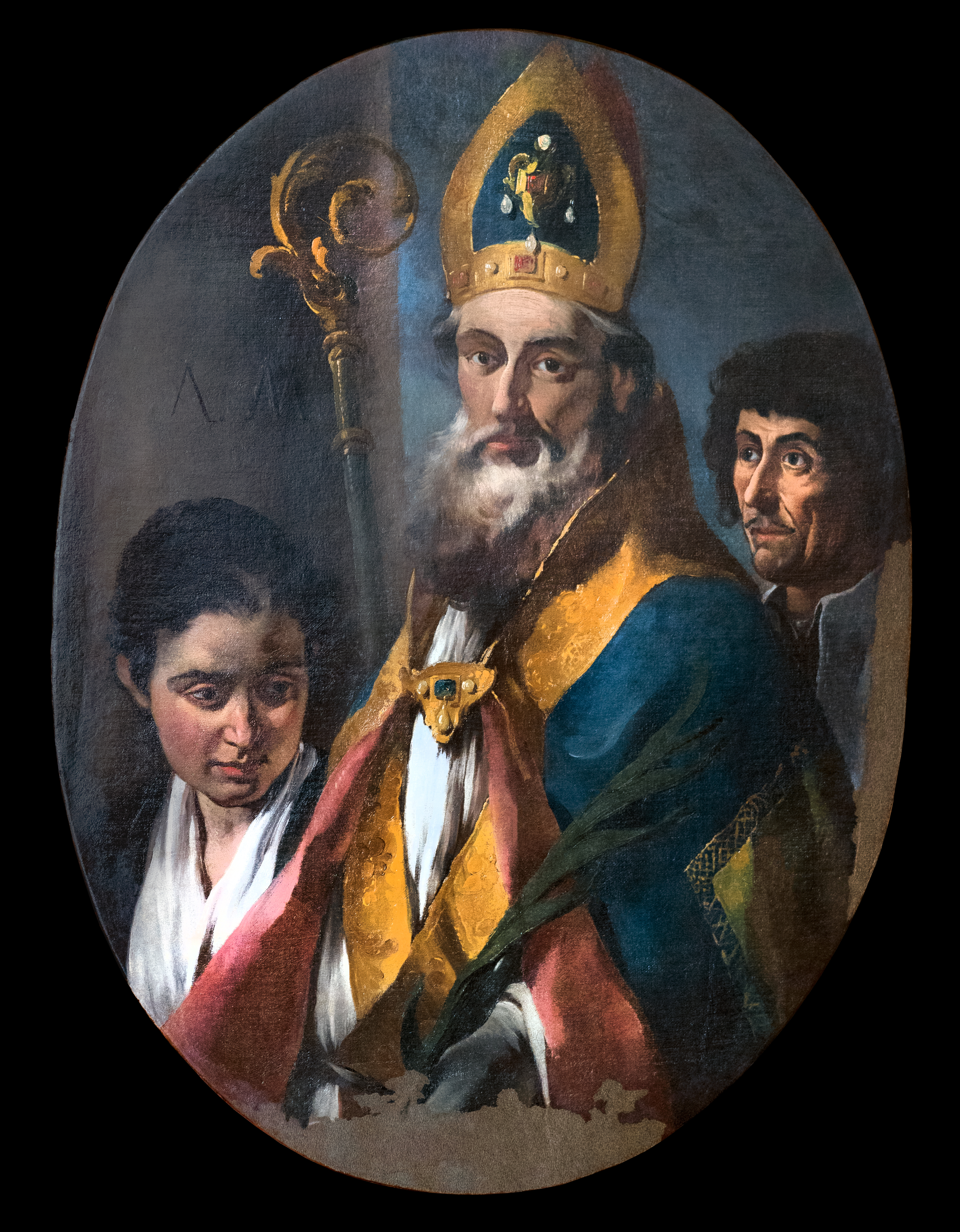
San Biagio – Giambattiasta Tiepolo
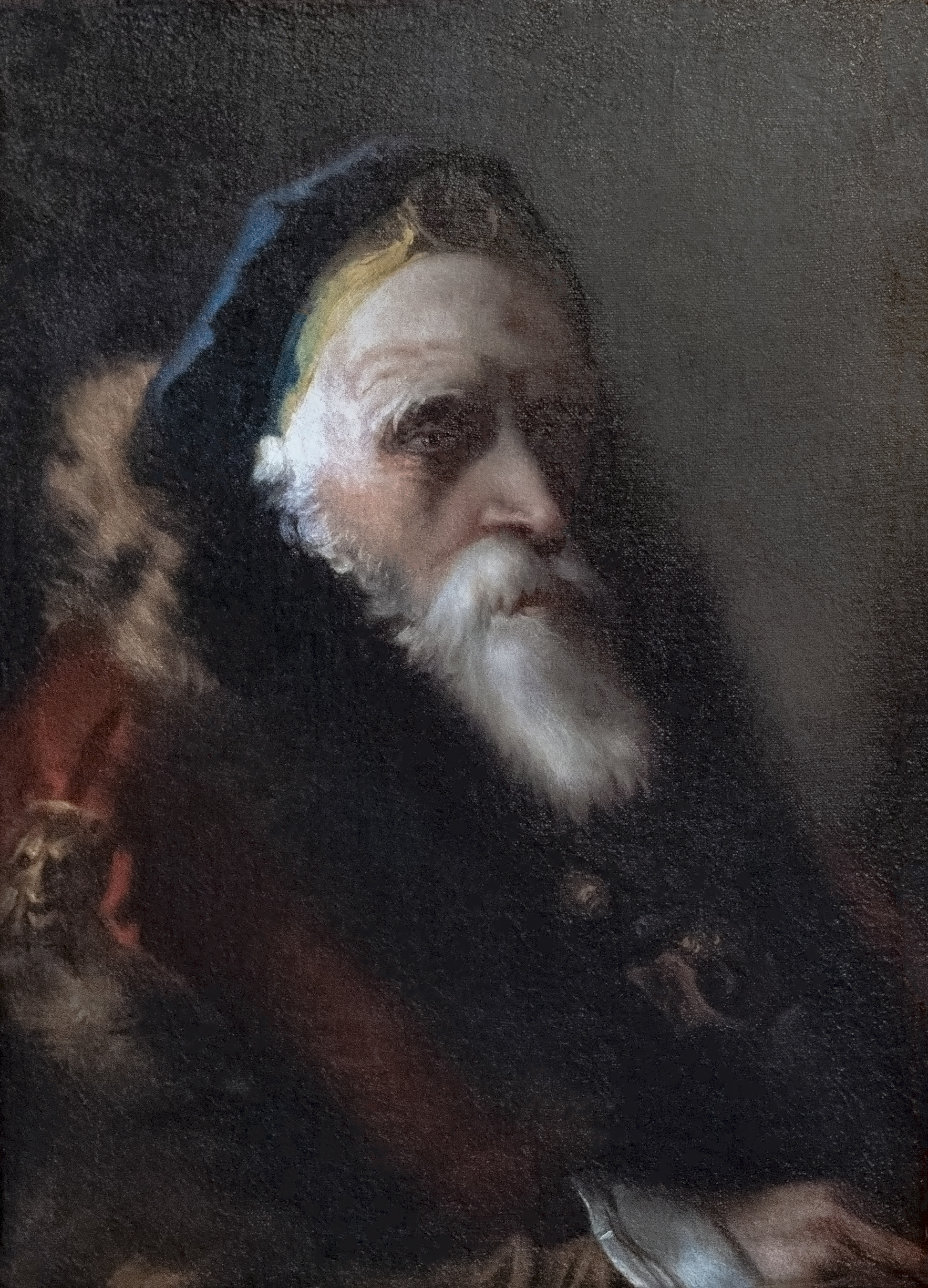
Vecchio con diadema – Giandomenico Tiepolo
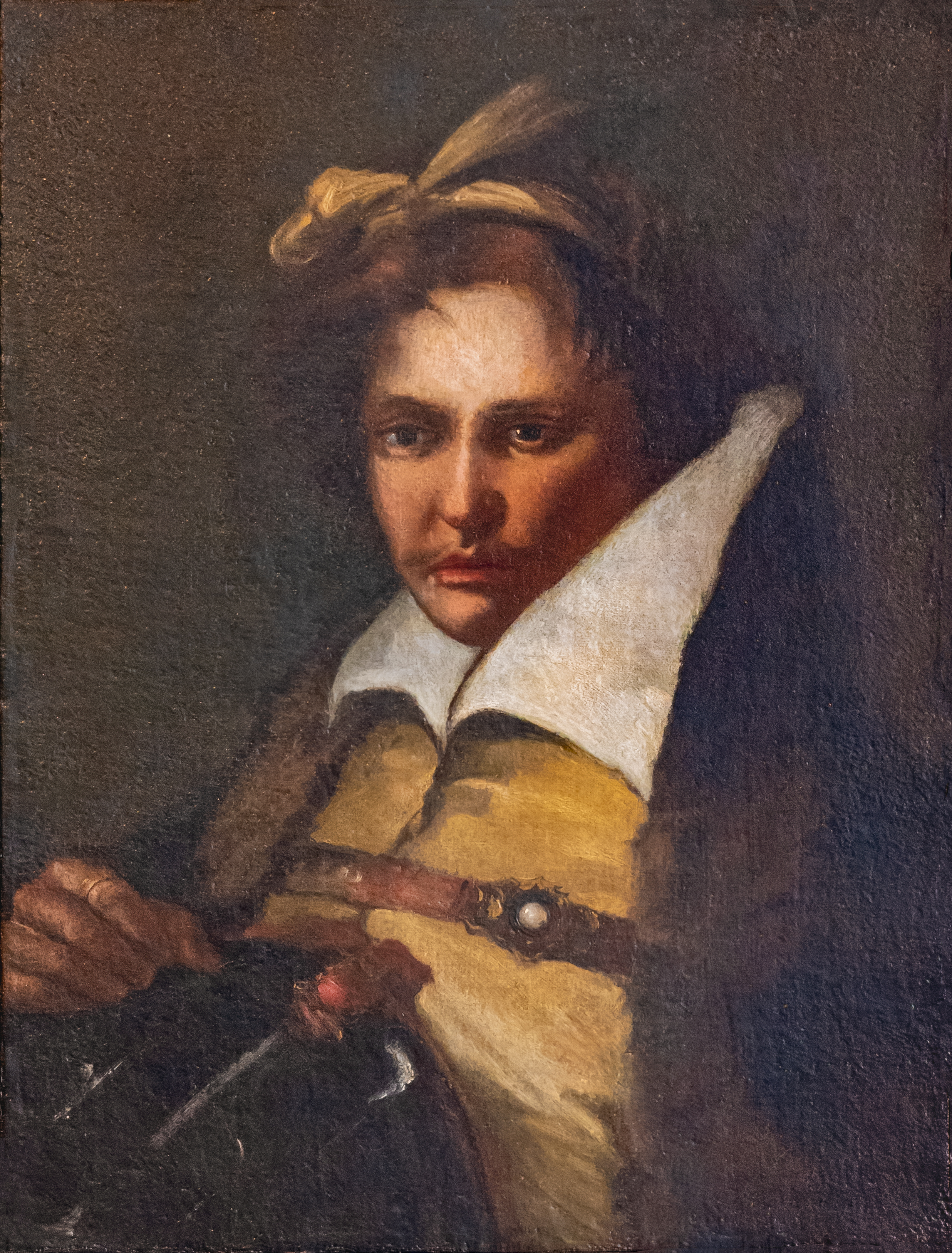
Giovane con elmo – Giandomenico Tiepolo

##### Korytarz prowadzący do Biblioteki
Drzwi wąskiego korytarza prowadzącego do Biblioteki pochodzą z XVIII wieku i pokryte są tłoczoną galanterią skórzaną. Pierwotnie należały do Palazzo Carminati w San Stae. W korytarzu eksponowana jest bogata kolekcja XVIII-wiecznej porcelany. Pierwsza z gablot zawiera wyroby weneckiego rzemieślnika Giovanniego Vezziego, który przypuszczalnie przywiózł do Wenecji tajniki produkcji porcelany, opracowane przez niemieckiego alchemika Johanna Friedricha Böttgera, pozostającego w służbie dworu królewskiego w Dreźnie. Wśród prezentowanych wyrobów uwagę zwracają filiżanki w kształcie dzwonków pomalowane na czerwono, niebiesko i złoto, z różnymi scenami mitologicznymi i okrągły czajnik ozdobiony kwitnącymi śliwkami. W drugiej gablocie znajdują się wyroby powstałe w manufakturze pochodzącego z Modeny Geminiana Cozziego. Jednym z jego wczesnych wyrobów był okazały serwis do kawy, przekazany Ca’ Rezzonico w 1938 roku przez Umberta di Savoia. Pomiędzy oknami przeciwległej ściany znajduje się niewielki obraz Męczeństwo św. Eurozji, pędzla Giulii Lamy, stanowiący część kolekcji Gatti Casazzy, przekazanej muzeum w 1962 roku.

##### Biblioteka
W Bibliotece (wł. Sala della Biblioteca) prezentowane są XVIII- i XIX-wieczne wyroby ze szkła oraz pulpit i skórzane komody, wchodzące w skład kolekcji Gatti Casazzy. Niezwykłe, marmurowe popiersie Damy w welonie, dłuta Antonia Corradiniego, przedstawia prawdopodobnie alegorię Czystości. Wystroju pomieszczenia dopełniają weneckie krzesła obite tapicerką z pozłacanej skóry, pomalowanej we wzory kwiatowe oraz duży zegar z początku XVIII wieku, dzieło  londyńskiego zegarmistrza Williamsona. Sufit biblioteki zdobi obraz Alegoria triumfu pędzla Mattii Bortoloniego.

##### Sala Lazzariniego
Nazwa tej sali (wł. Sala del Lazzarini) nawiązuje do XIX-wiecznej atrybucji trzech dużych płócien o tematyce mitologicznej, wiszących na jej na ścianach, których autorstwo przypisywano Gregoriowi Lazzariniemu, pierwszemu nauczycielowi Giovanniego Battisty Tiepola. Późniejsze badania wykazały, że jedyną pracą Lazzariniego jest wiszący po lewej stronie obraz Orfeusz rozszarpany przez bachantki, namalowany w 1698 roku. Obrazy te stanowiły pierwotnie wyposażenie domu opata Teodora Correra w San Stae, którego darowizna na rzecz miasta stała się zalążkiem zbiorów Musei Civici Veneziani. Na suficie sali znajduje się 5 owalnych obrazów, namalowanych przez Francesca Maffei, przypuszczalnie w latach 1657–1658: pośrodku znajduje się Prometeusz z lustrem i orłem, po bokach Dedal i Ikar, Prometeusz uwolniony z więzów, Perseusz z głową Meduzy i Andromeda przywiązana do skały. Cykl ten należy do największych osiągnięć artysty. Sufit ten nie należał pierwotnie do Ca’ Rezzonico; znajdował się, podobnie jak ten z sali Brustolona, w Palazzo Nani nad Rio de Cannaregio. Pośrodku sali znajduje się okazale biurko ze szlachetnego drewna z intarsjami z kości słoniowej i pozłacanymi detalami z brązu z 1741 roku, wyrób stolarza Pietra Piffettiego. Z innych elementów wyposażenia sali wyróżnia się komplet 6 krzeseł obitych skórą, pomalowaną motywami alegorycznymi.

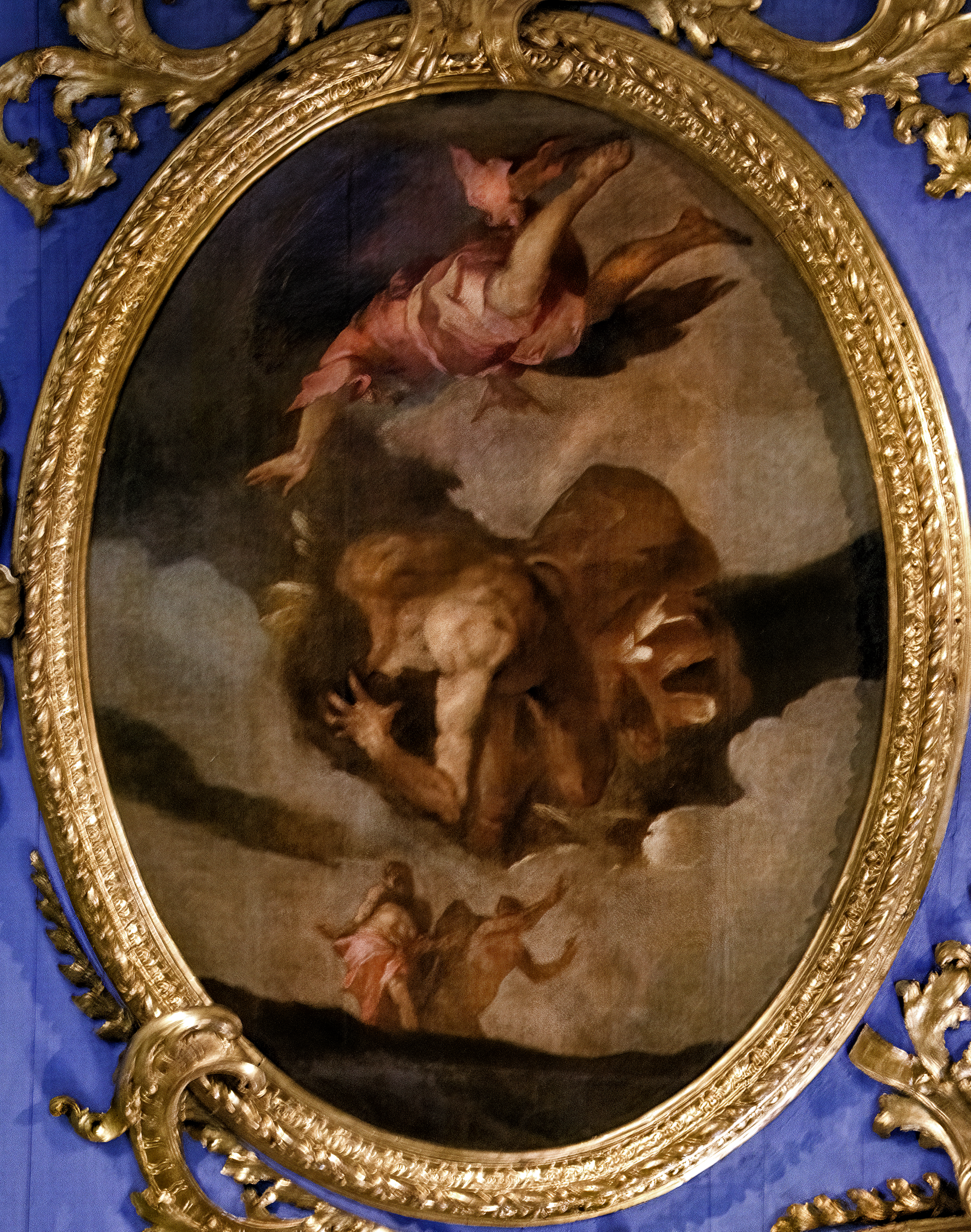
Dedal i Ikar
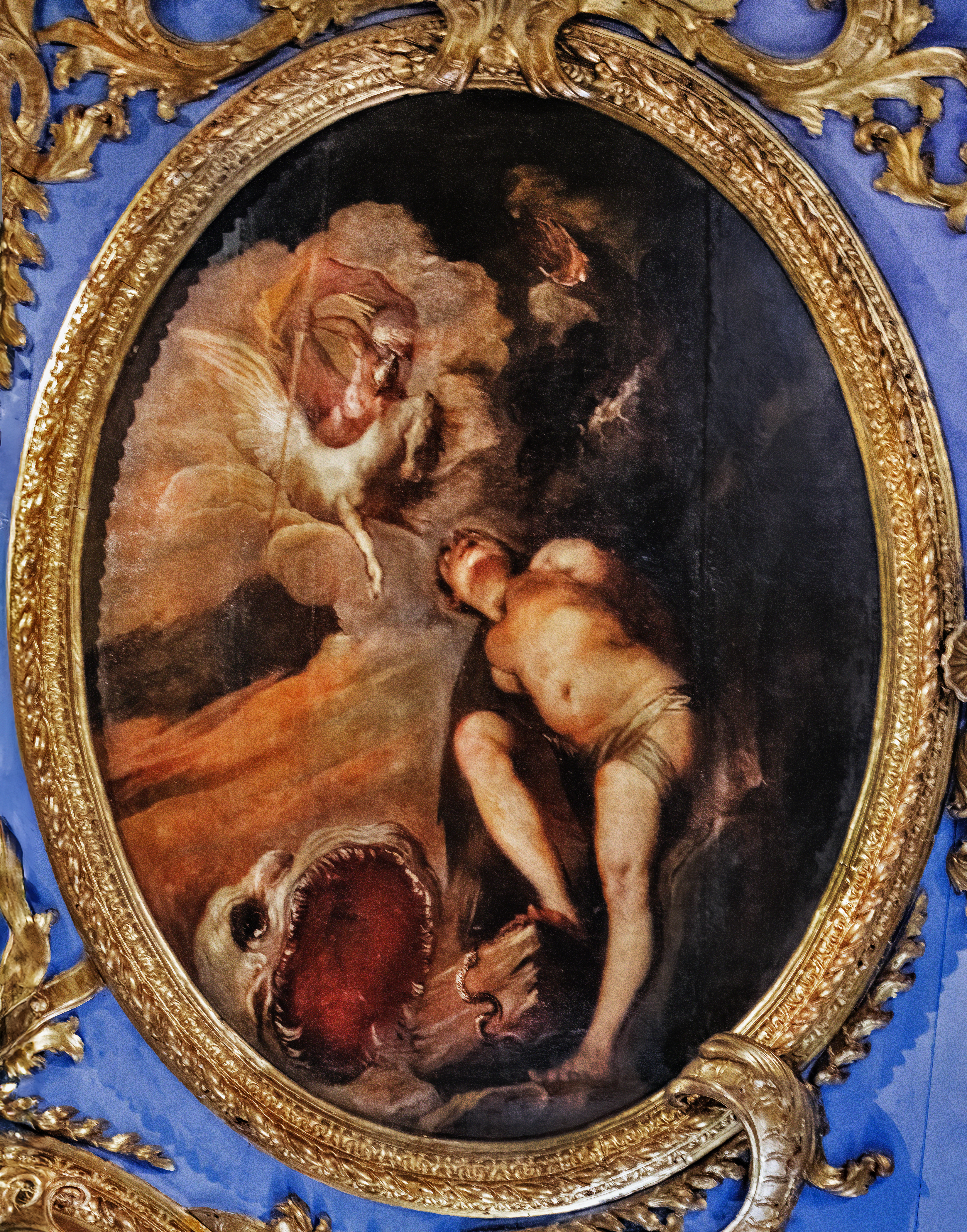
Andromeda przywiązana do skały
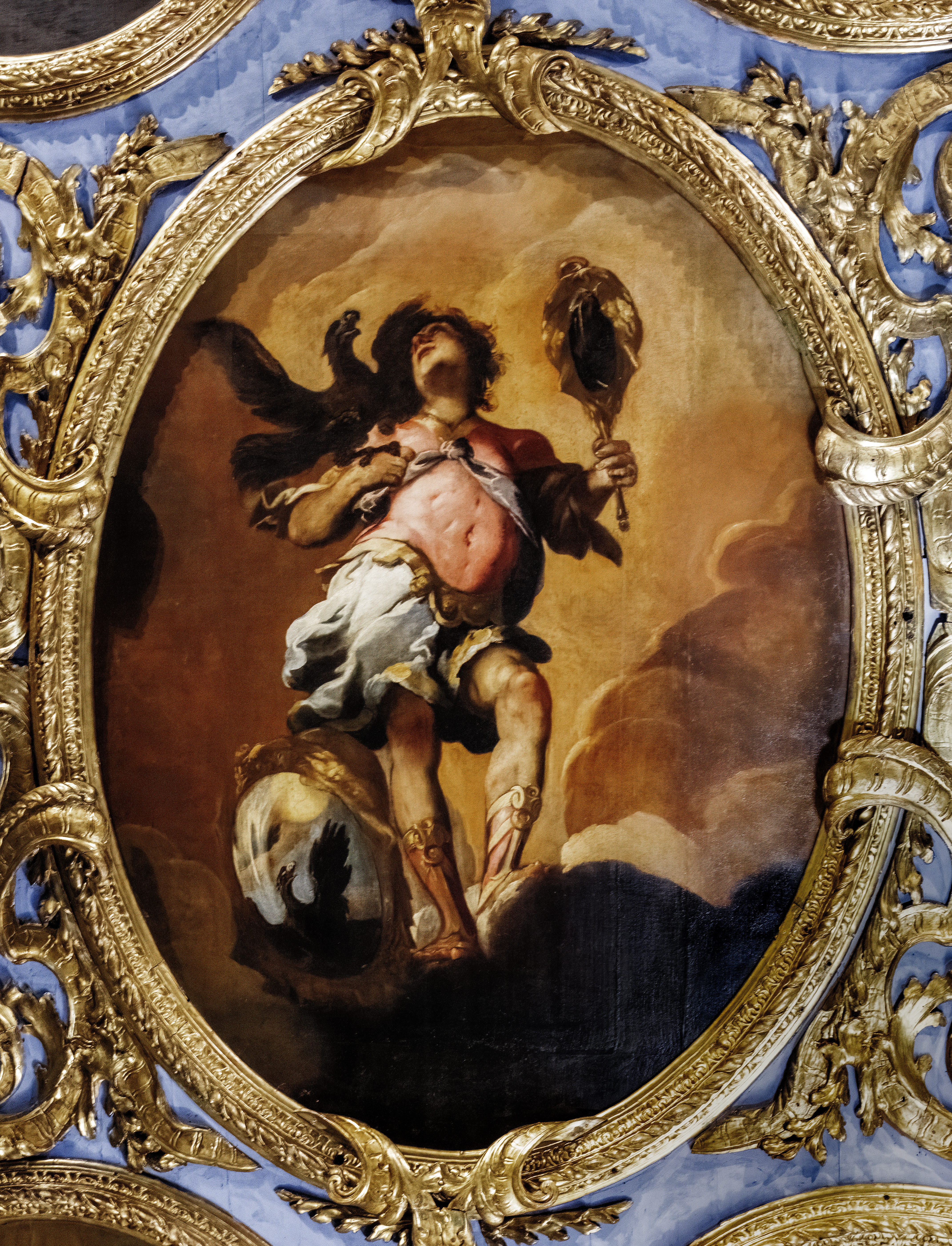
Prometeusz z lustrem i orłem
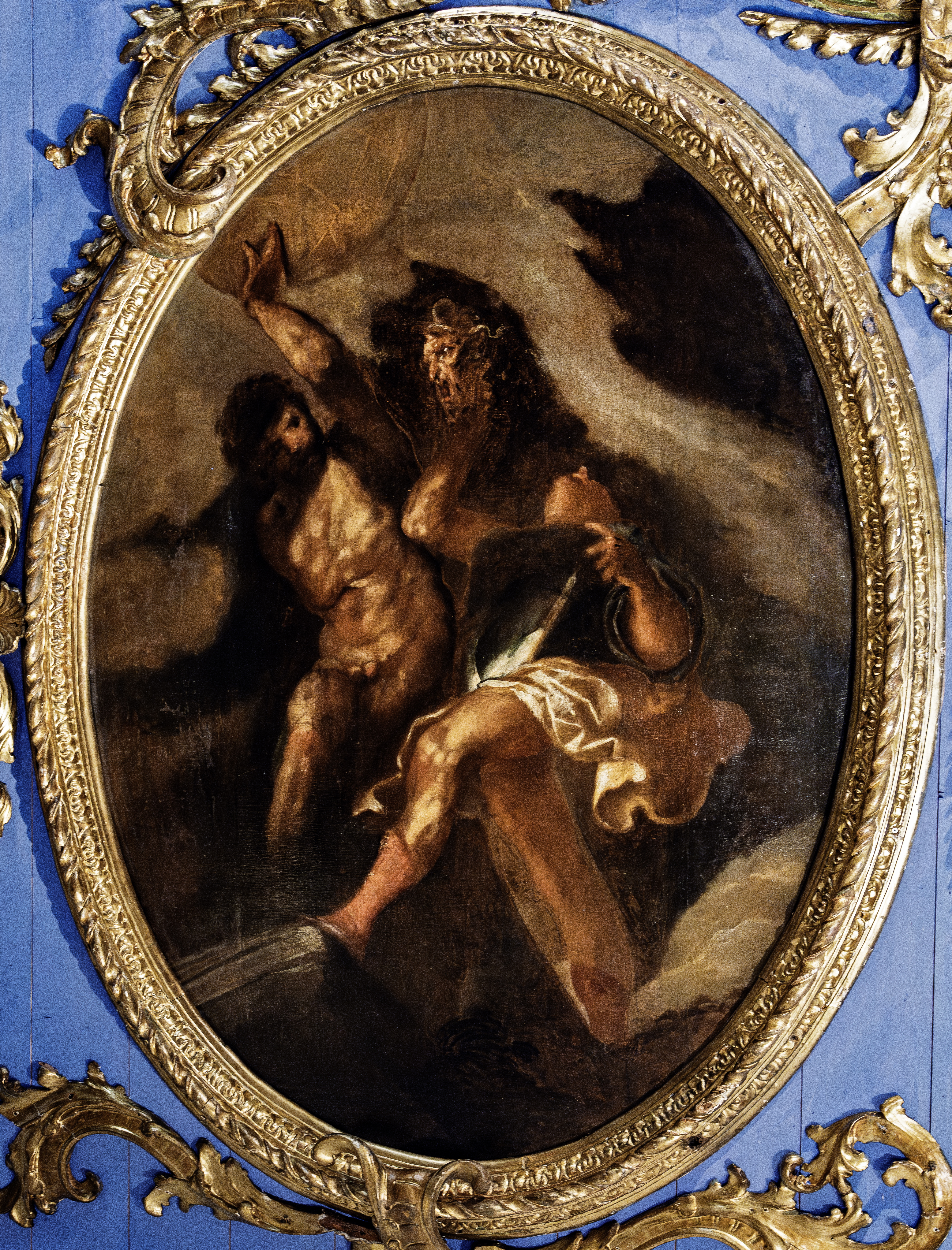
Perseusz z głową Meduzy
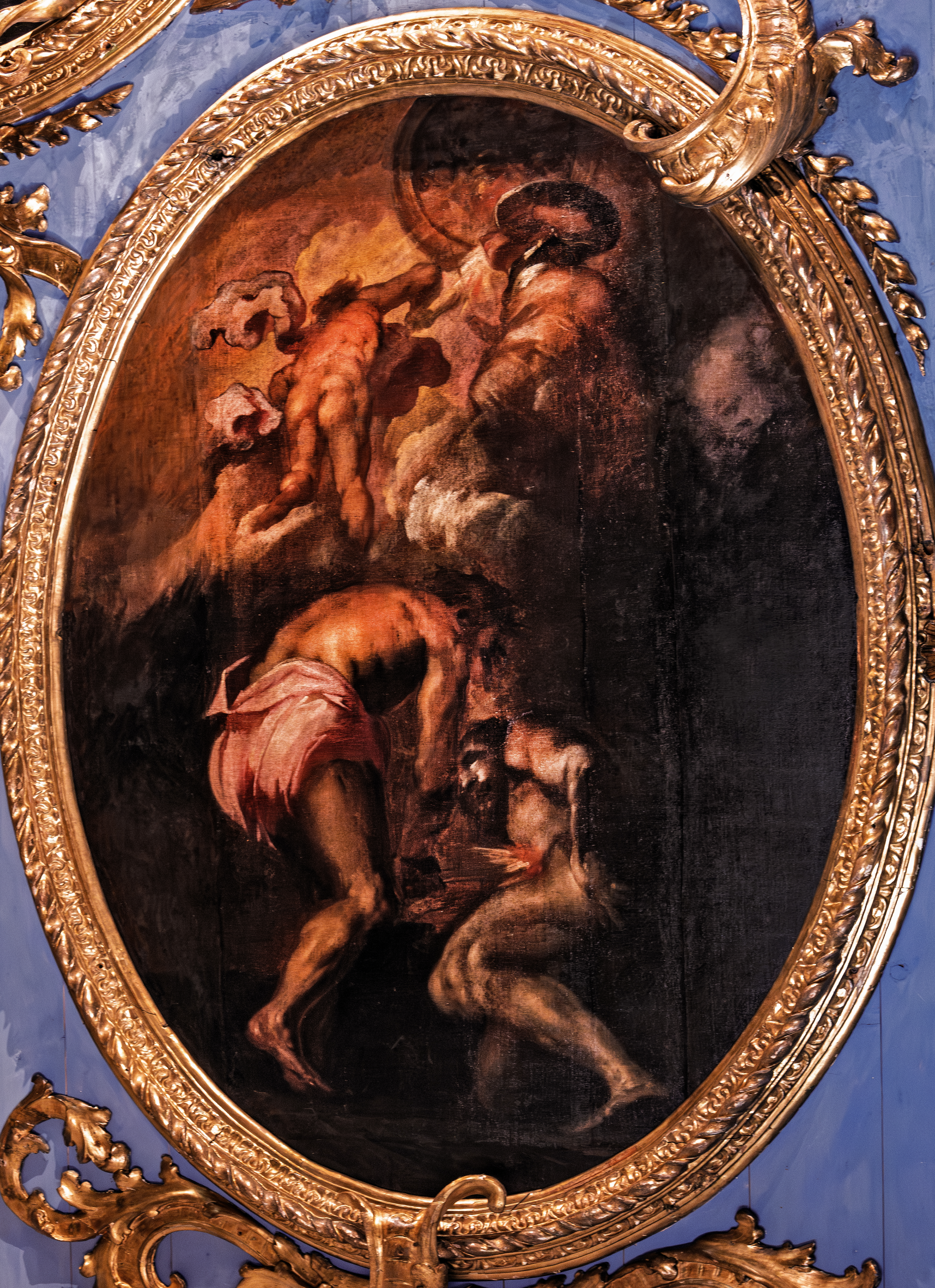
Prometeusz uwolniony z więzów
Herkules i Omfale – Antonio Bellucci

##### Sala Brustolona
Nazwa tej sali (wł. Sala del Brustolon) pochodzi od Andrei Brustolona, który wyrzeźbił eksponowane w niej meble. Kolekcja ta, której część znajduje się w Sali Balowej, stanowi największy zbiór rzeźby z początku XVIII wieku w Wenecji Euganejskiej. Na zbiór, liczący 40 eksponatów, składają się duże krzesła, stojaki pod wazony i posągi, wyrzeźbione z hebanu i bukszpanu przed rokiem 1706 dla rodziny Venier. Kolekcja stojaków składa się z 25 eksponatów, różniących się od siebie, jeśli chodzi o formę: są tu figurki Murzynów, putta, kariatydy, alegorie czterech pór roku i pięciu żywiołów. Najbardziej znanym dziełem jest stojak pod wazon, którego dolną część zdobi alegoria Siły, uosabiająca Herkulesa. Dzieło to cechuje kontrast barw: metalicznej czerni hebanu, ciepłego, czerwonego brązu bukszpanu i lśniącej bieli orientalnych wazonów z porcelany, delikatnie ozdobionych w stylu chinoiserie. Wyposażenia sali dopełnia kolekcja obrazów z przełomu XVII i XVIII wieku. Na dekorację sufitu składa się 11 obrazów o różnych kształtach i rozmiarach. Razem z pięcioma obrazami z sali Lazzariniego wchodziły one pierwotnie w skład zestawu namalowanego przez Francesca Maffei dla wiejskiej willi rodziny Nani, który później został podzielony na dwa pokoje głównego pałacu tej rodziny w Cannaregio. Z Palazzo Nani pochodzą również cztery monochromatyczne tonda w narożnikach sufitu, namalowane przez Gerolama Brusaferra. Z sufitu zwisa reprezentacyjny, zachowany w nienaruszonym stanie żyrandol z wielobarwnego szkła z 20 świecznikami w dwóch rzędach, wyprodukowany około 1730 roku przez manufakturę Giuseppe Briatiego na Murano.

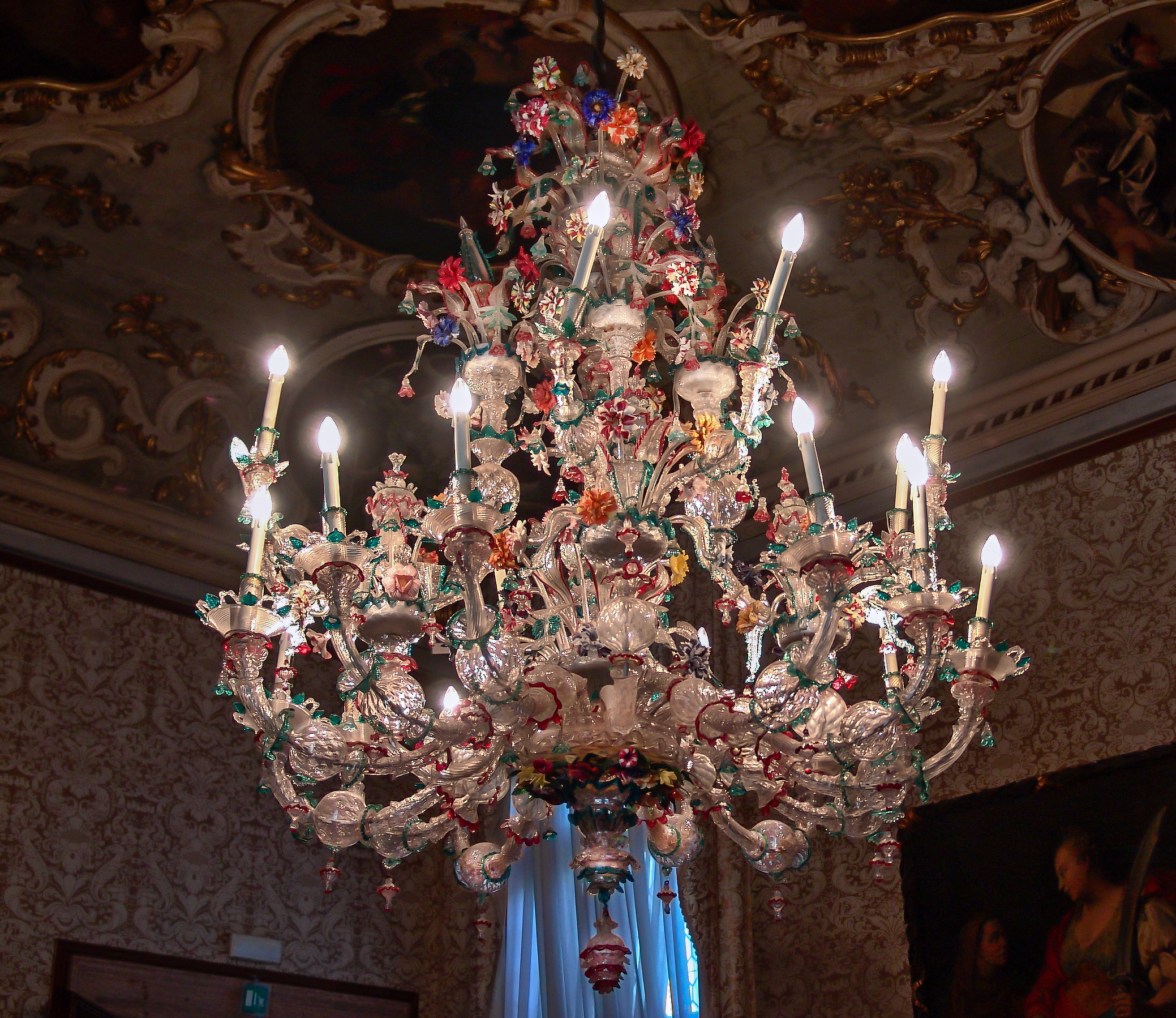
Żyrandol
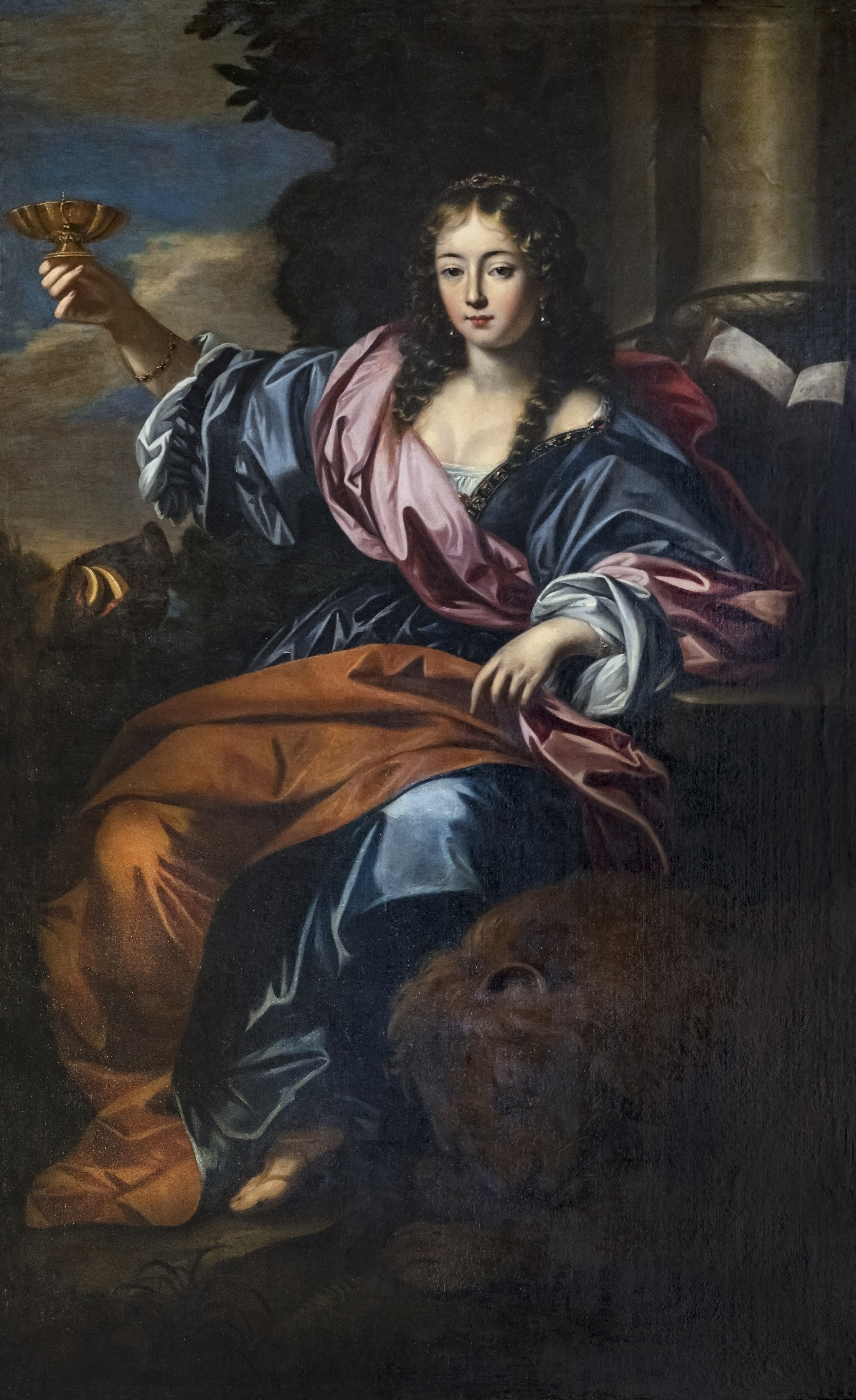
Allegoria della Fortezza – Nicolas Régnier
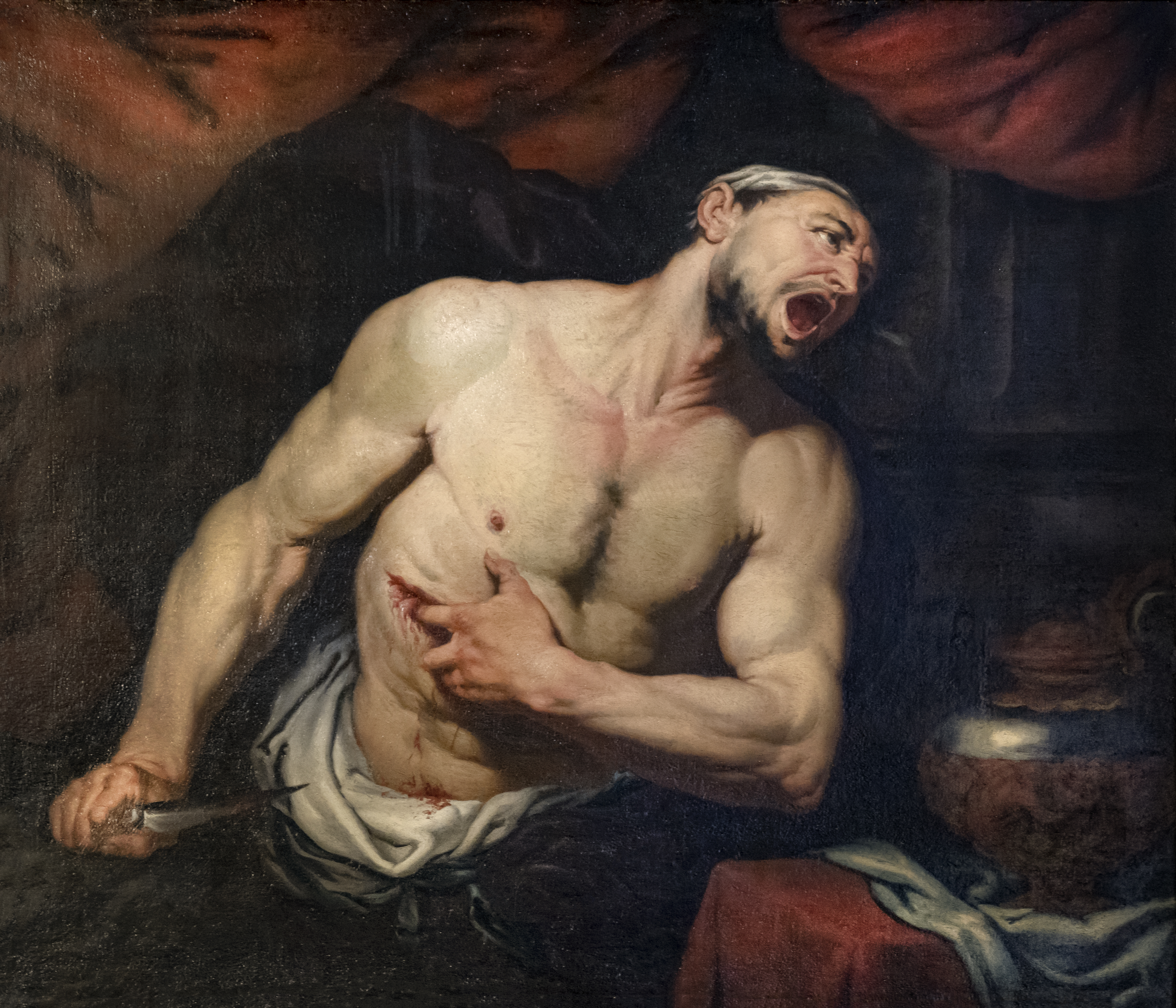
Suicido di Catone – Giambattista Langetti
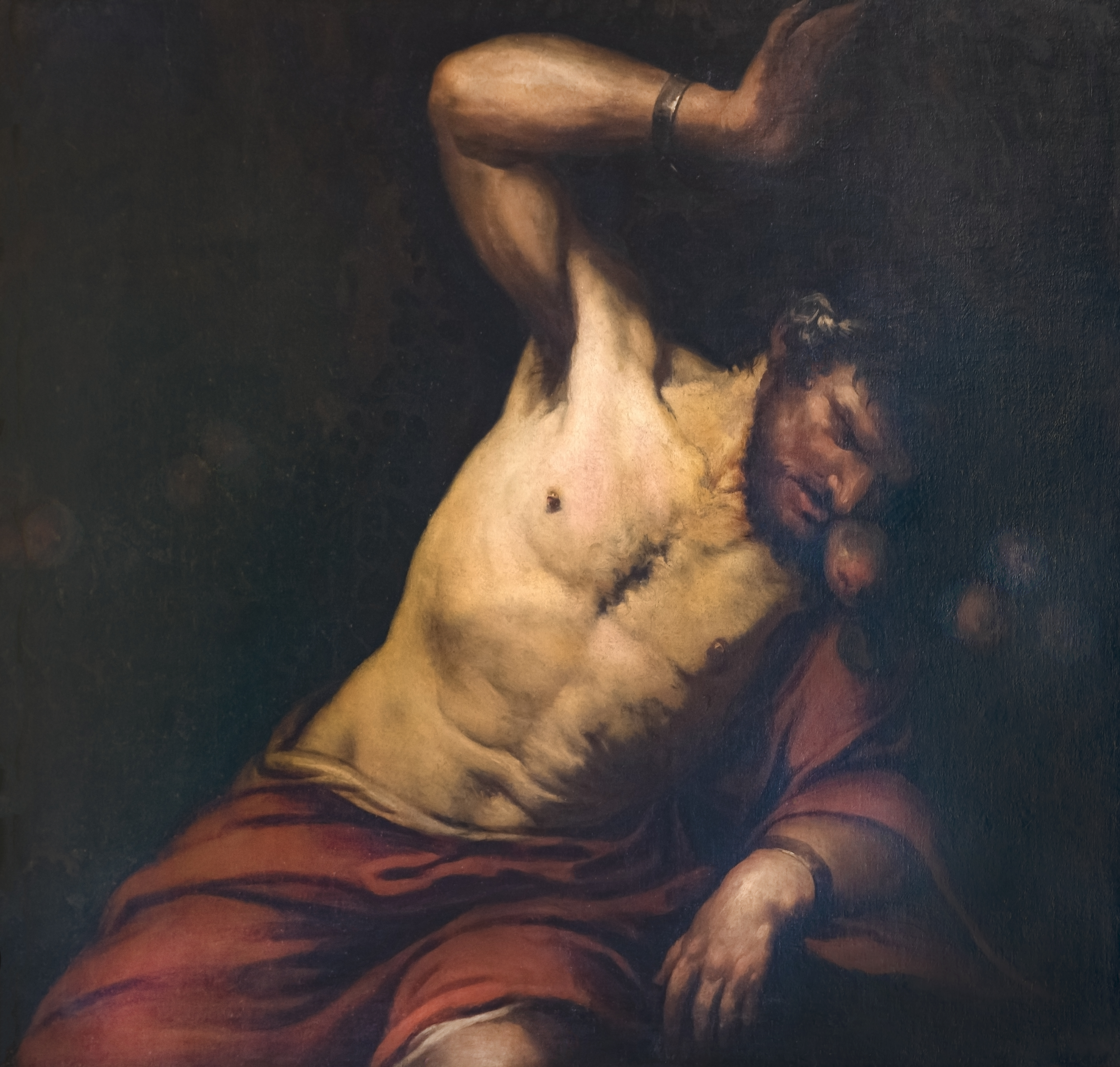
Tantalo incatenato – Giambattista Langetti
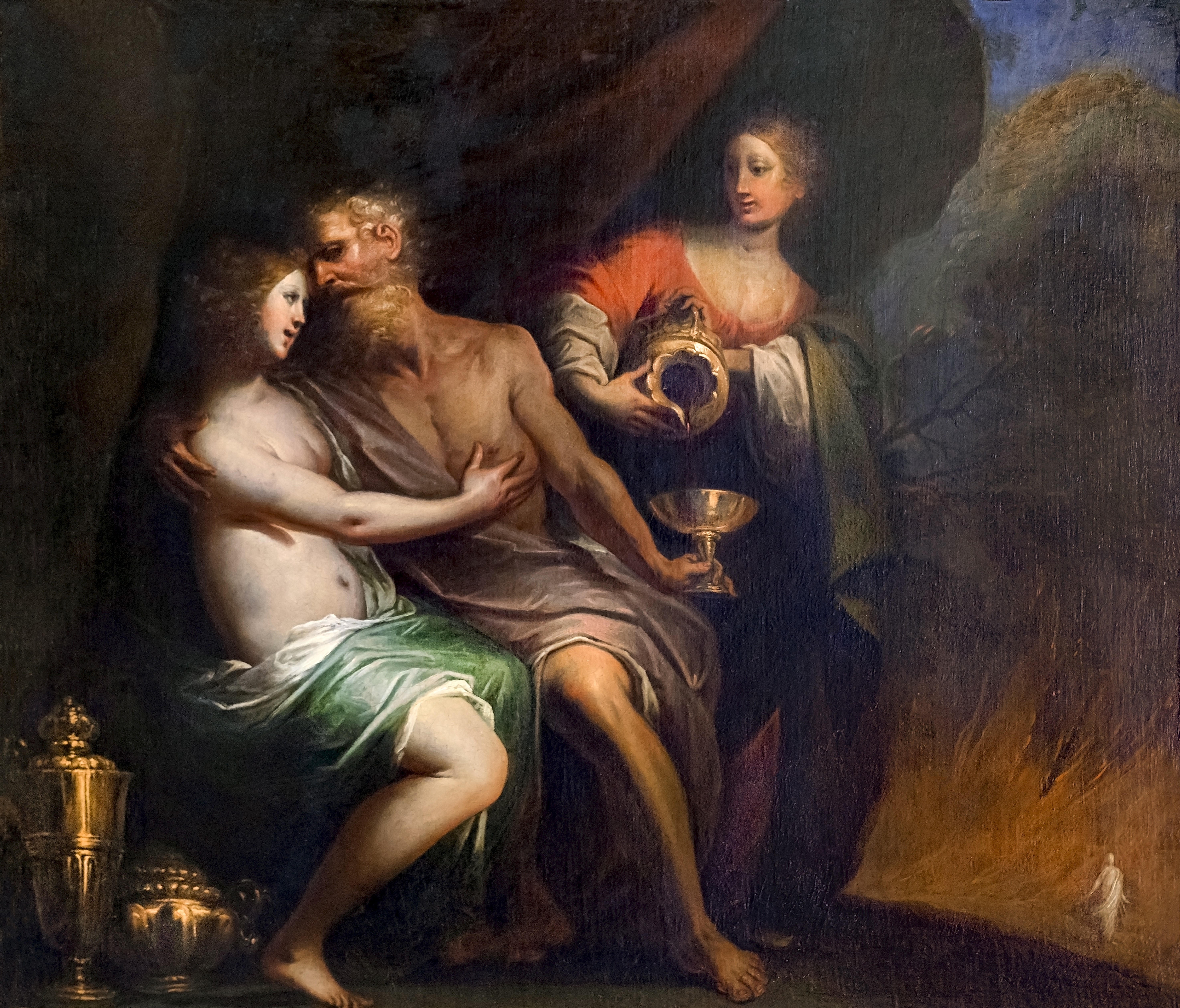
Lot e le figlie – Pietro Ricchi

##### Portego
„Portego de mezo” w pałacach weneckich było szerokim atrium, które na parterze zwykle łączyło wejście od strony kanału z wejściem od strony lądu. Powtarza się ono na wyższych kondygnacjach, zapewniając dostęp do wszystkich bocznych pomieszczeń. Drzwi do schodów na drugie piętro mają postać łuku triumfalnego, u góry zwieńczonego herbem rodziny Rezzonico. Po obu stronach drzwi wejściowych znajdują się dwie rzeźby Alessandra Vittorii. Tradycyjnie portego było dekorowane freskami lub dużymi obrazami olejnymi w stiukowych ramach; podobnie było w przypadku portega w Ca’ Rezzonico, jednak jego oryginalne obrazy zostały rozproszone w XIX wieku, a stiuki uległy zniszczeniu. Podczas prac renowacyjnych przed otwarciem muzeum w 1936 roku zmieniono wygląd pokoju, a jego ściany pokryto sztucznym, różowym marmurem, który przetrwał do dziś. Na jego wystrój składa się kolekcja XVIII-wiecznych marmurowych popiersi, portretów lub postaci alegorycznych oraz 4 duże sofy „da portego”, pozłacana lektyka i obraz ołtarzowy Św. Maria Magdalena u stóp Krzyża, namalowany w latach 1663–1664 dla kościoła Santa Teresa przez pochodzącego z Genui Giovana Battistę Langettiego. W obrazie tym są rozpoznawalne wszystkie podstawowe elementy dojrzałego stylu Langettiego: naturalizm, przejawiający się w skrajnej konsekwencji technicznej (widocznej zwłaszcza w drobiazgowym i imponującym wyglądzie ciała i twarzy Chrystusa) oraz ekspresja (bardzo długie i wykręcone paznokcie). Obraz ten jest uważany za arcydzieło Langettiego, a zarazem za jedno ze szczytowych osiągnięć malarstwa weneckiego XVII wieku.

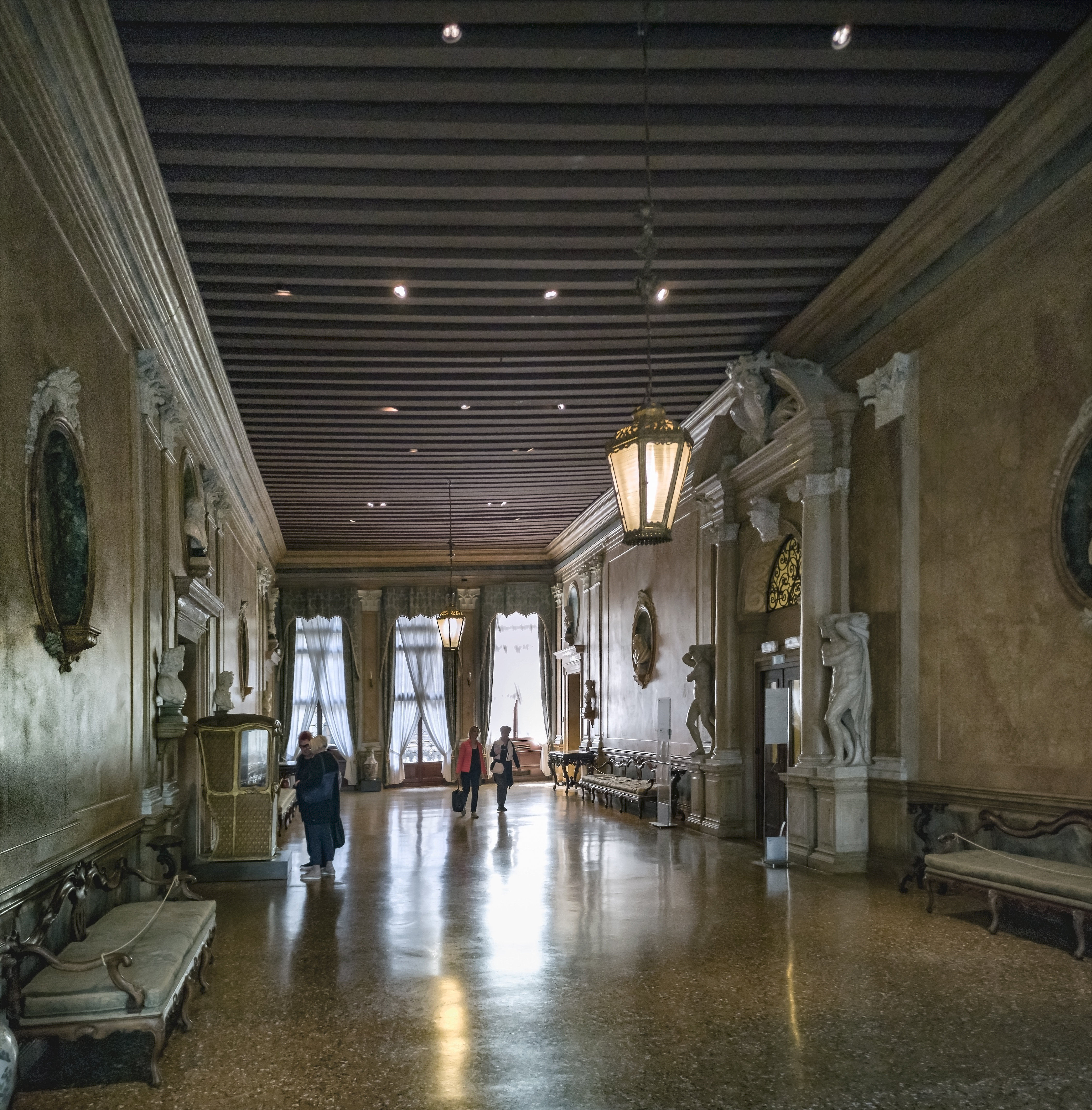
Portego z „Piano nobile”
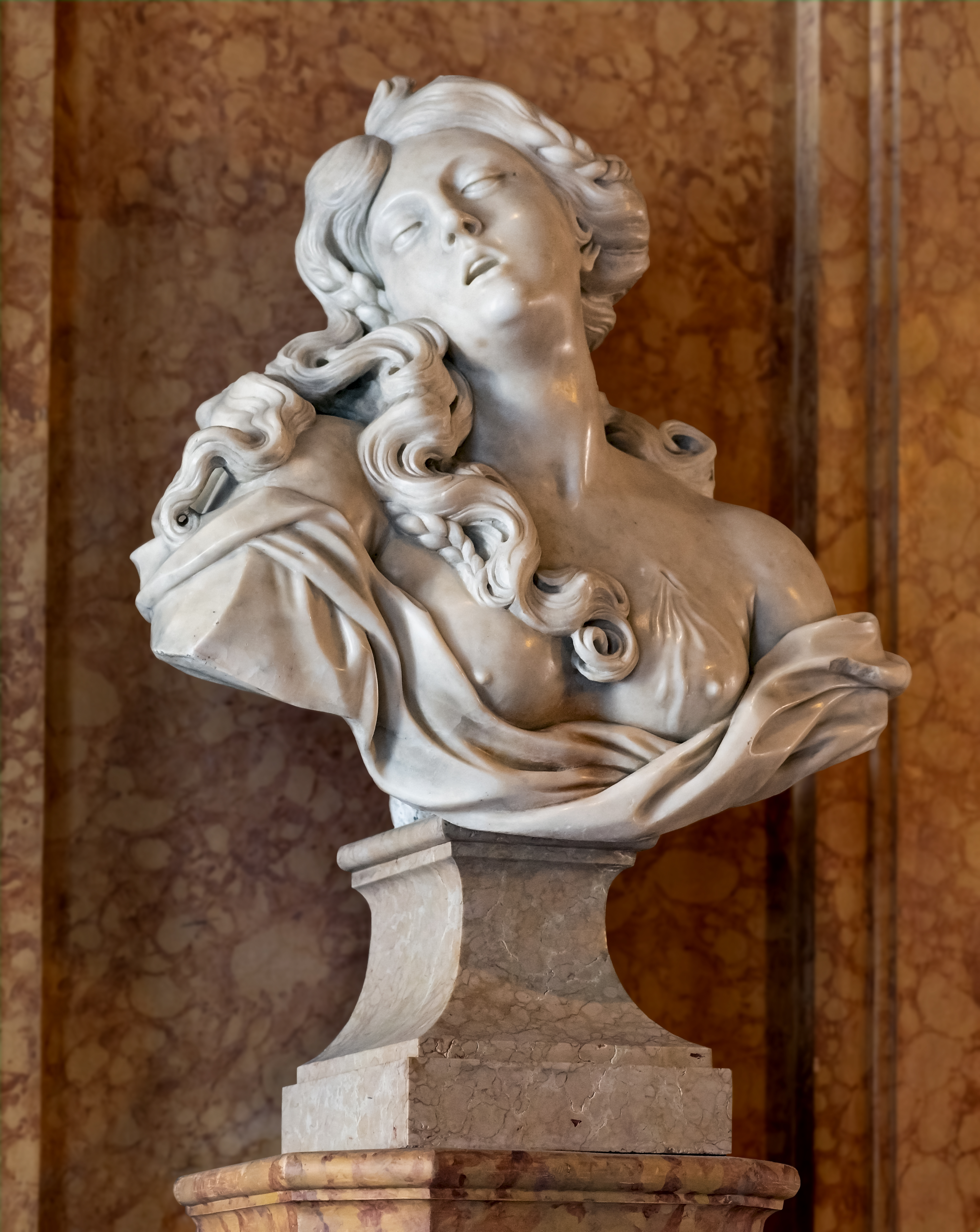
„Lucretia” autorstwa Filippo Parodi
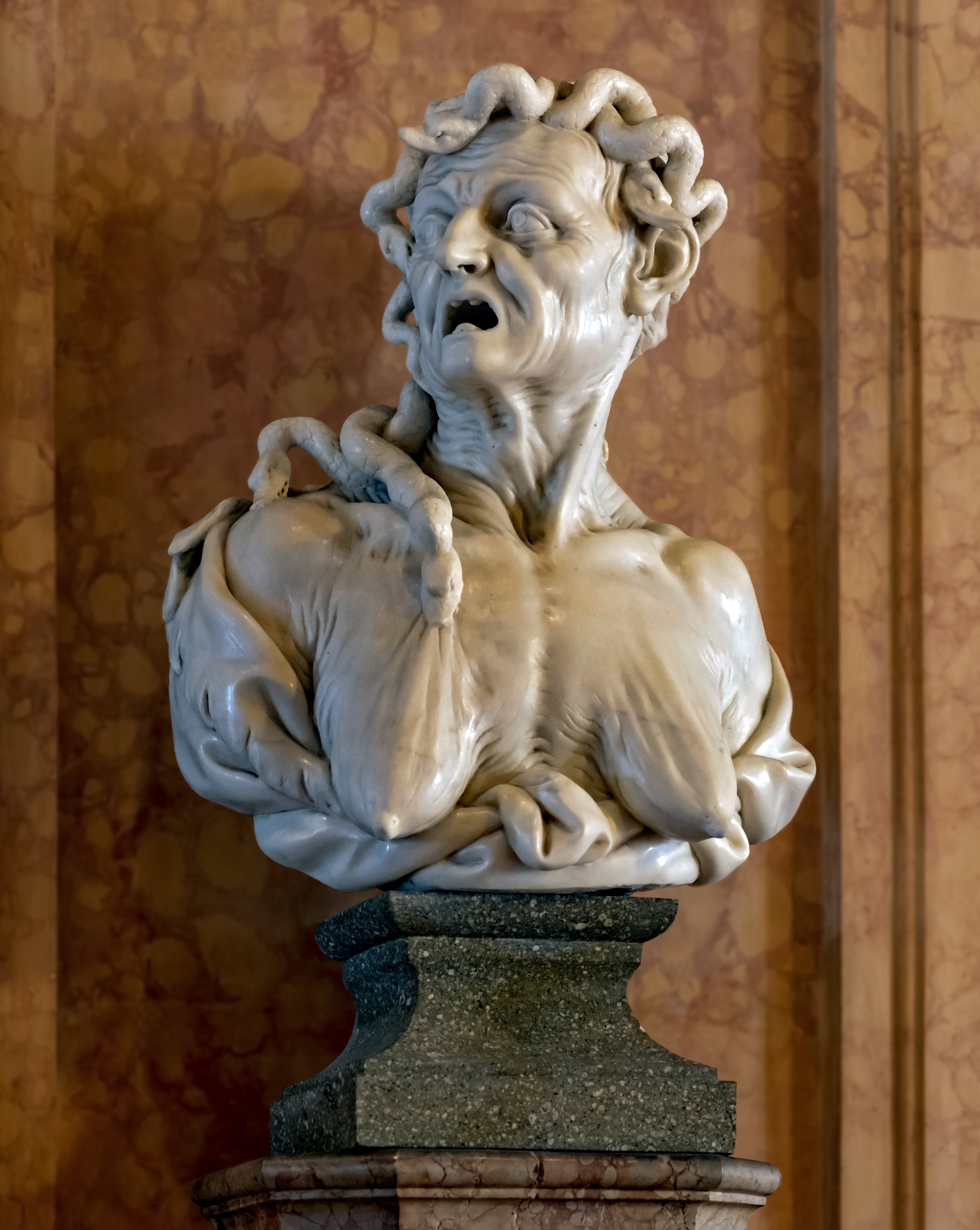
Alegoria zazdrości – Giusto Le Court
Atlant – Alessandro Vittoria
Atlant par Alessandro Vittoria
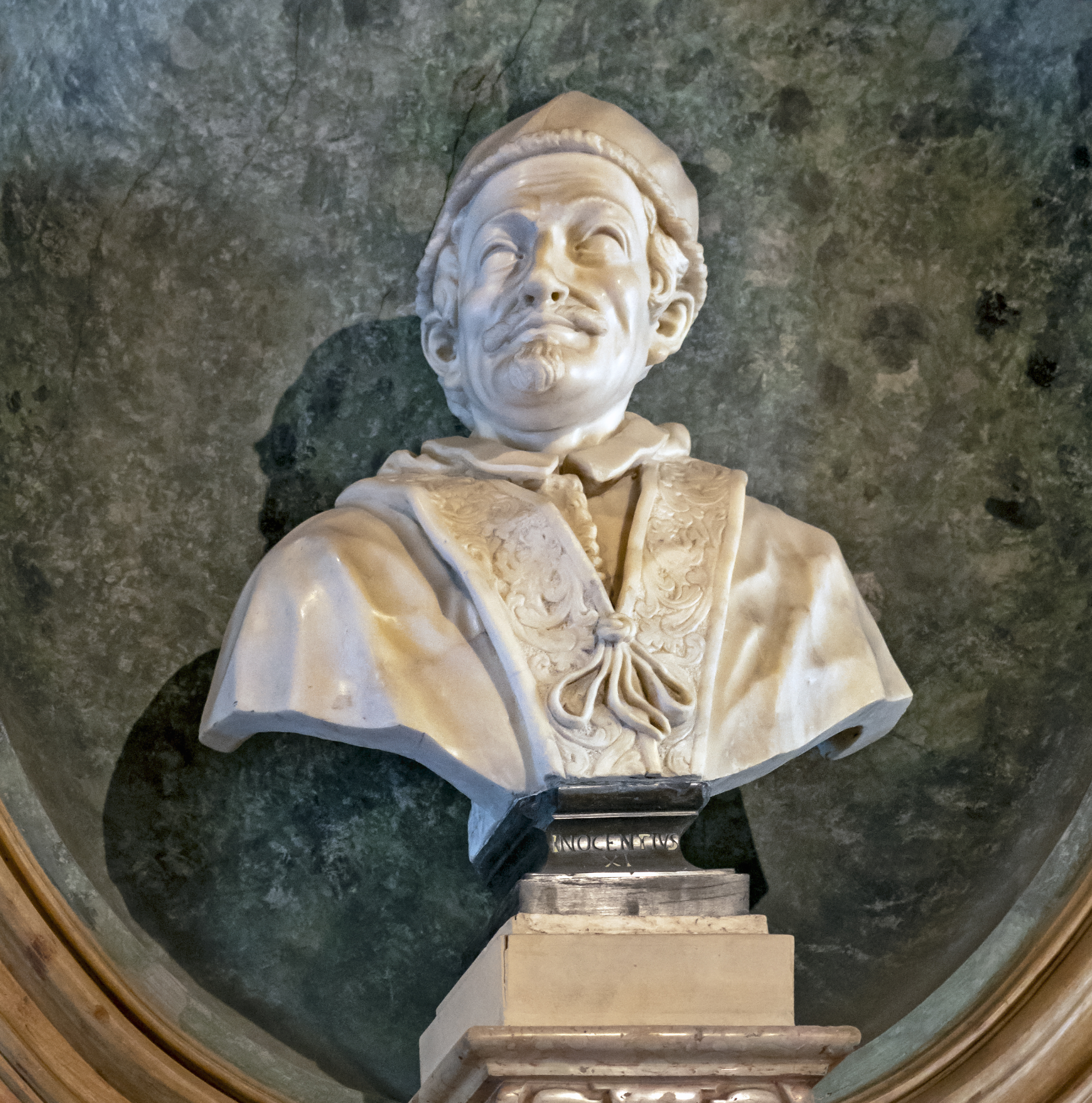
popiersie papieża Innocentego XI
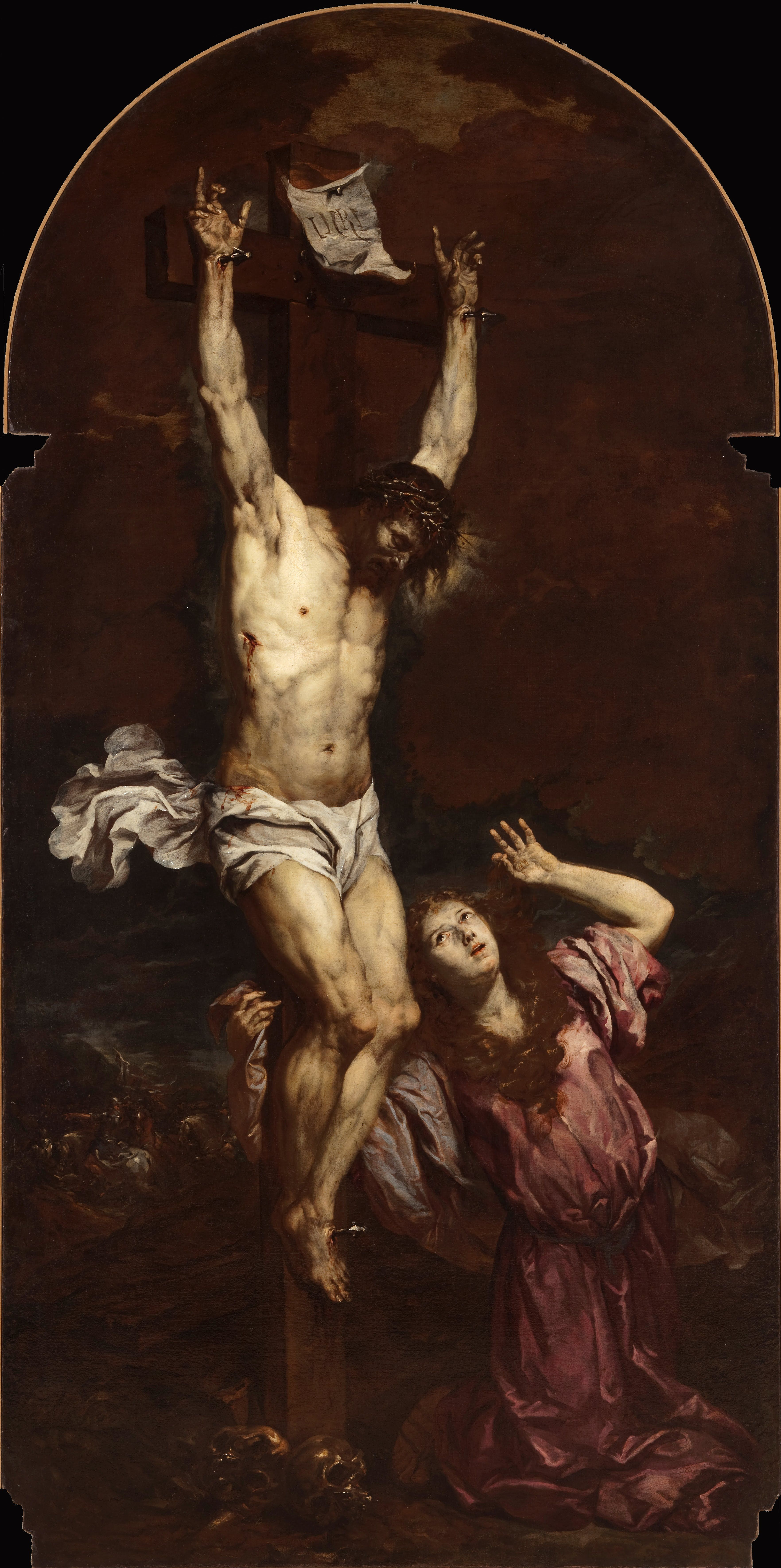
Giovan Battista Langetti, Św. Maria Magdalena u stóp Krzyża

#### II piętro

##### Galeria obrazów w portego
Drugie piętro Portego (wł. Portego dei dipinti) funkcjonuje jako tradycyjna wenecka „quadreria” (galeria obrazów), prezentując najważniejsze obrazy muzeum. Są tu dzieła takich twórców jak: Luca Carlevarijs, Canaletto (Kaprys architektoniczny, Widok Rio dei Mendicanti i przypisywany mu Widok Canal Grande z Ca’ Balbi w kierunku Rialto), Francesco Guardi (Kongres dyplomatyczny; młodzieńcze dzieło artysty), Giovanni Antonio Guardi (Portret marszałka Matthiasa von Schulenburga, dowódcy wojsk lądowych Republiki Weneckiej i kolekcjonera sztuki), Giovanni Battista Piazzetta, Gian Antonio Pellegrini (Mucjusz Scewola przed Porsenną, namalowany między 1706 i 1708). Odrębną grupę stanowi XVIII-wieczne weneckie malarstwo pejzażowe, ukazane w pracach takich twórców jak: Marco Ricci, uważany za nieformalnego założyciela tego gatunku, reprezentowany przez dwa młodzieńcze dzieła z przełomu XVII i XVIII wieku), Francesco Zuccarelli (Scena pastoralna) i Giuseppe Zais (4 Pejzaże z chłopami). Kilka obrazów wisi nad drzwiami, prowadzącymi z portego do innych sal: do Sali Longhiego – okrągły, oprawiony w stiuk Portret szlachcica w czerwieni pędzla Nicolò Cassany, do Sali Ridotto – również okrągły Portret Senatora Giacoma Correra, niepewnej atrybucji, do Sali wnętrz Willi w Zianigo – Portret szlachcica (przypuszczalnie Reniera Donà delle Rose), Lodovica Galliny i do Sali Guardiego – Portret Senatora Giovanniego Correra, przypisywany Antoniowi Bellucciemu. Wyposażenia galerii dopełniają meble: 4 sofy z drewna orzechowego, wiklinowe krzesła, 4 stojaki i kredens z drewna orzechowego.

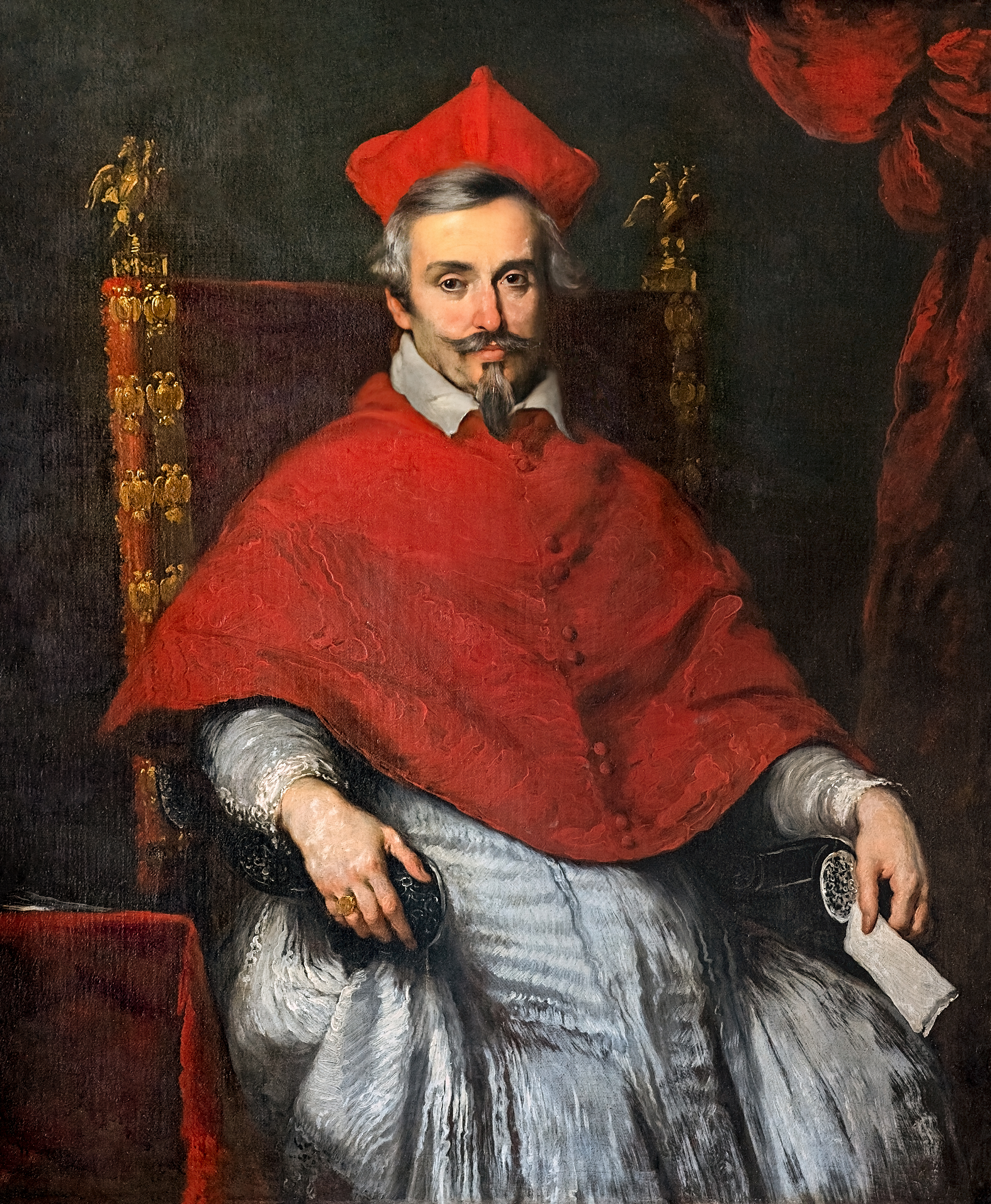
Ritratto del cardinale Federico Corner – Bernardo Strozzi
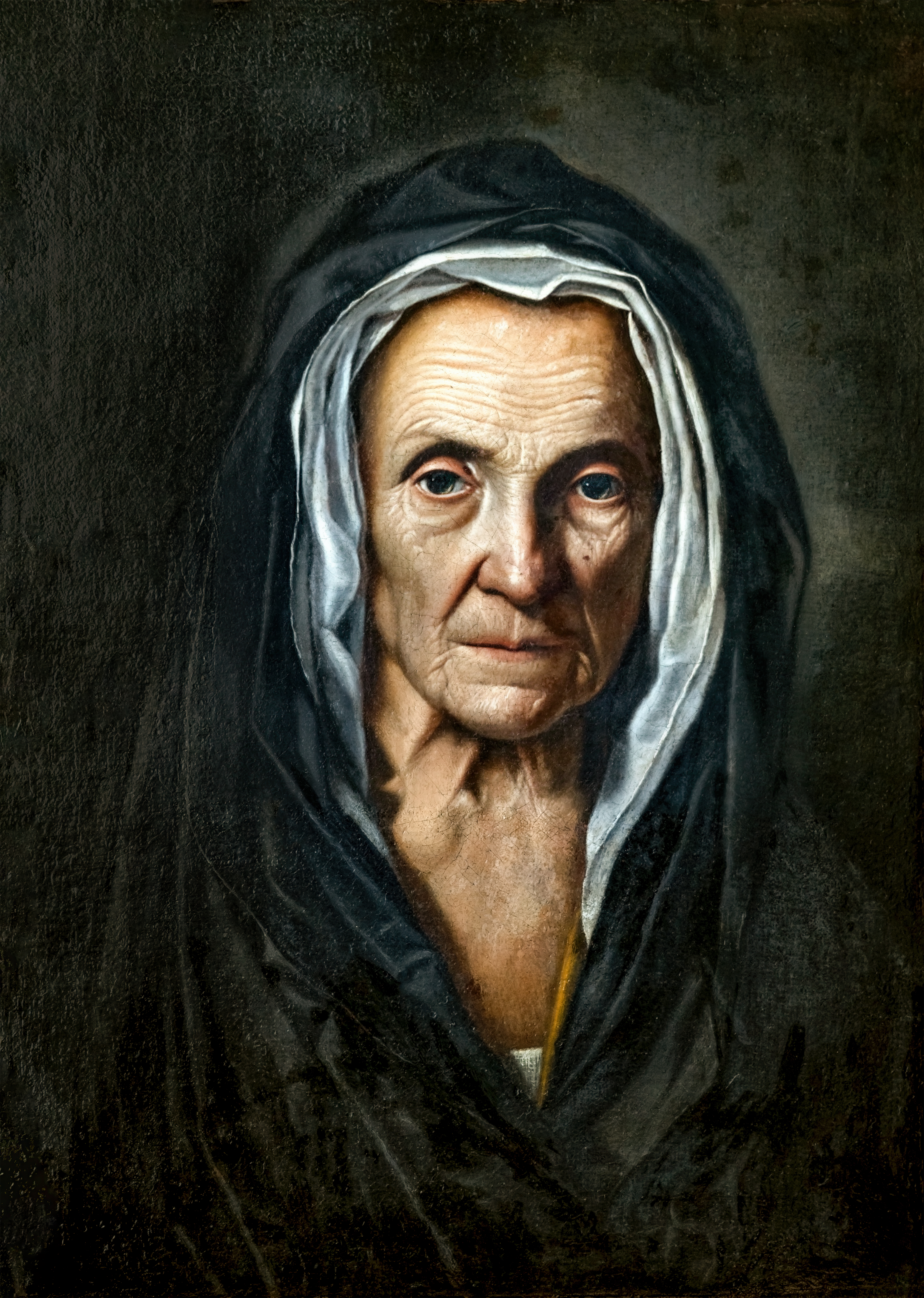
Ritratto di vecchia – Pietro Bellotti
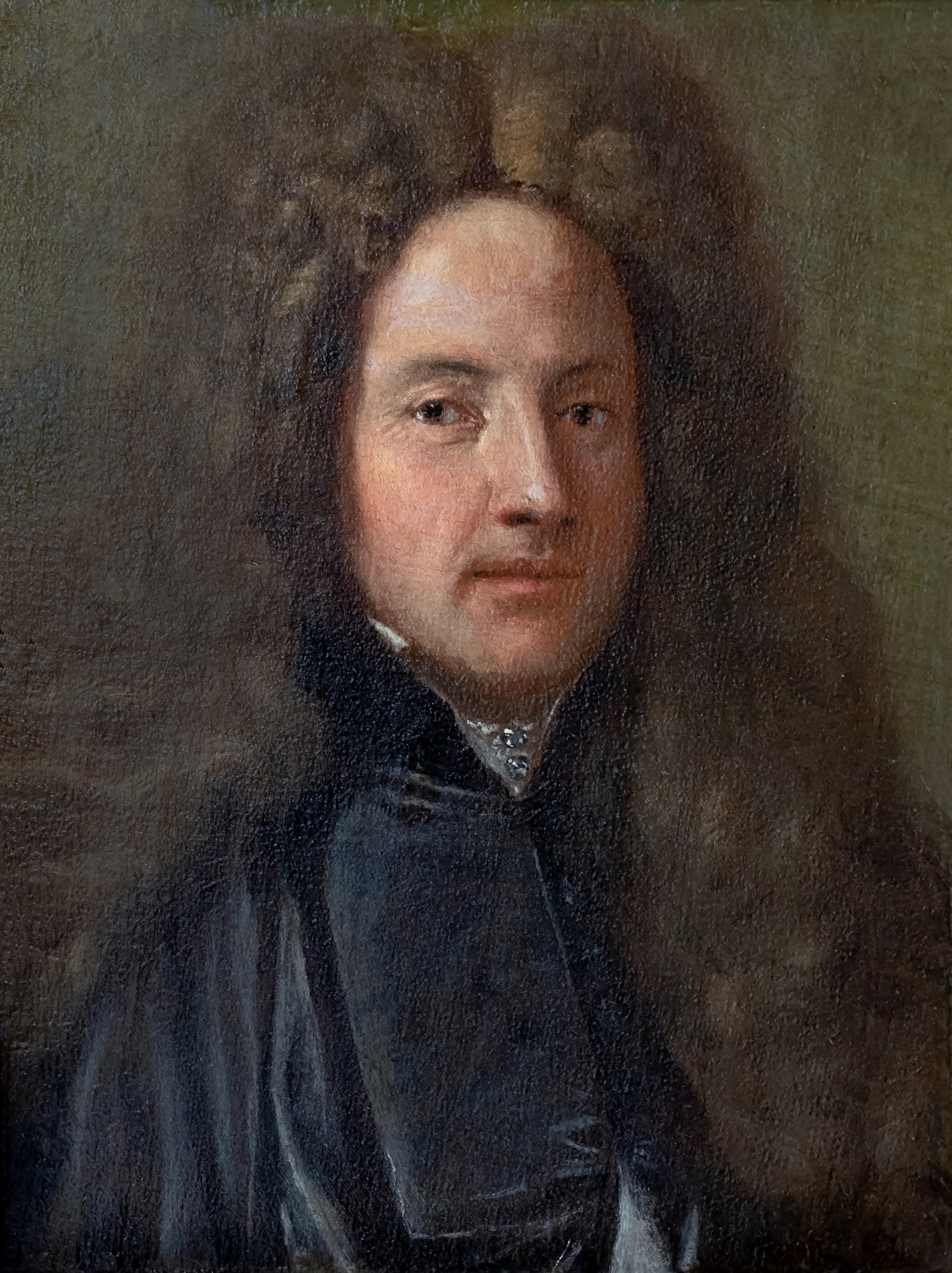
Ritratto di gentiluomo in parrucca – Sebastiano Bombelli
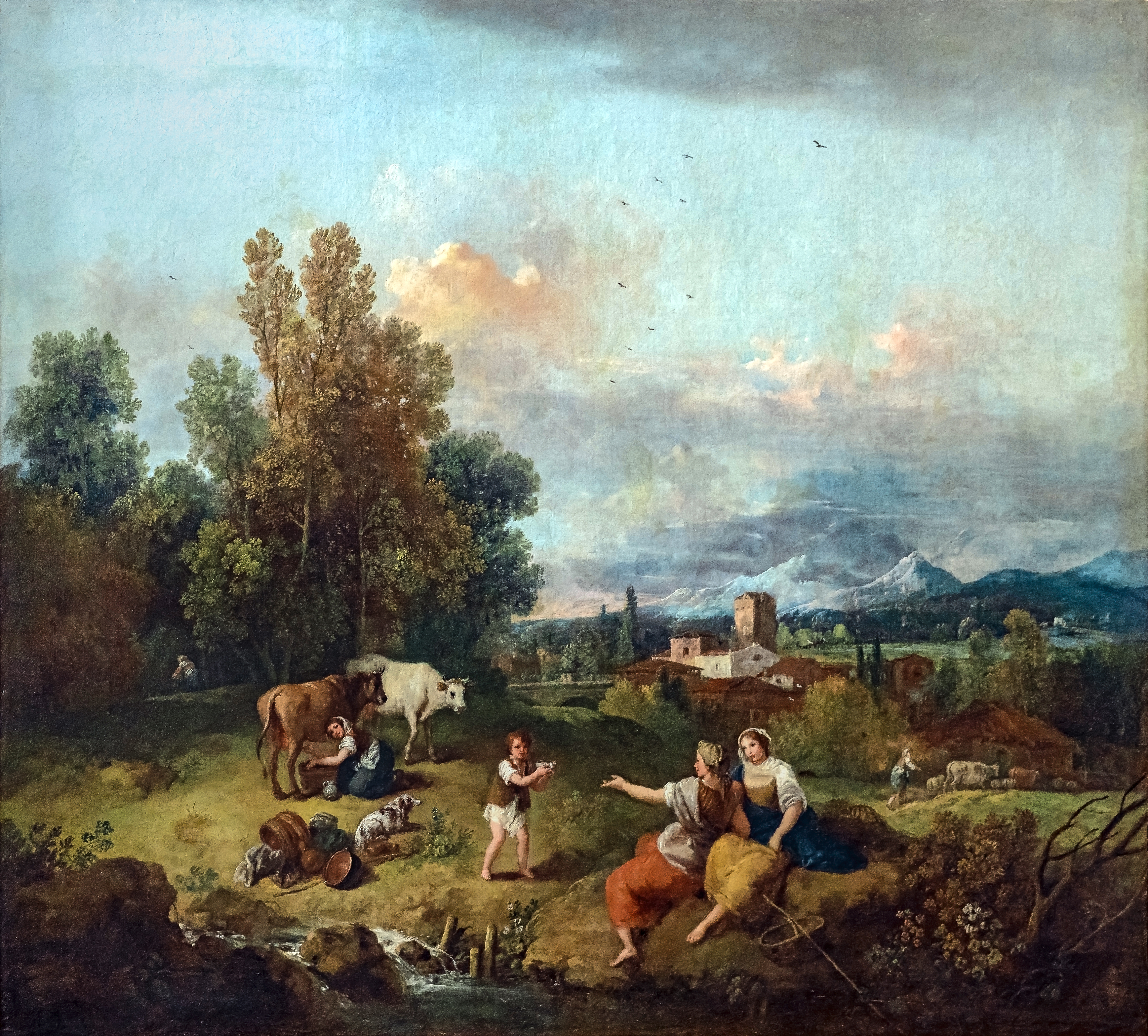
Pastorale – Francesco Zuccarelli
La Sagra di Santa Marta – Gaspare Diziani
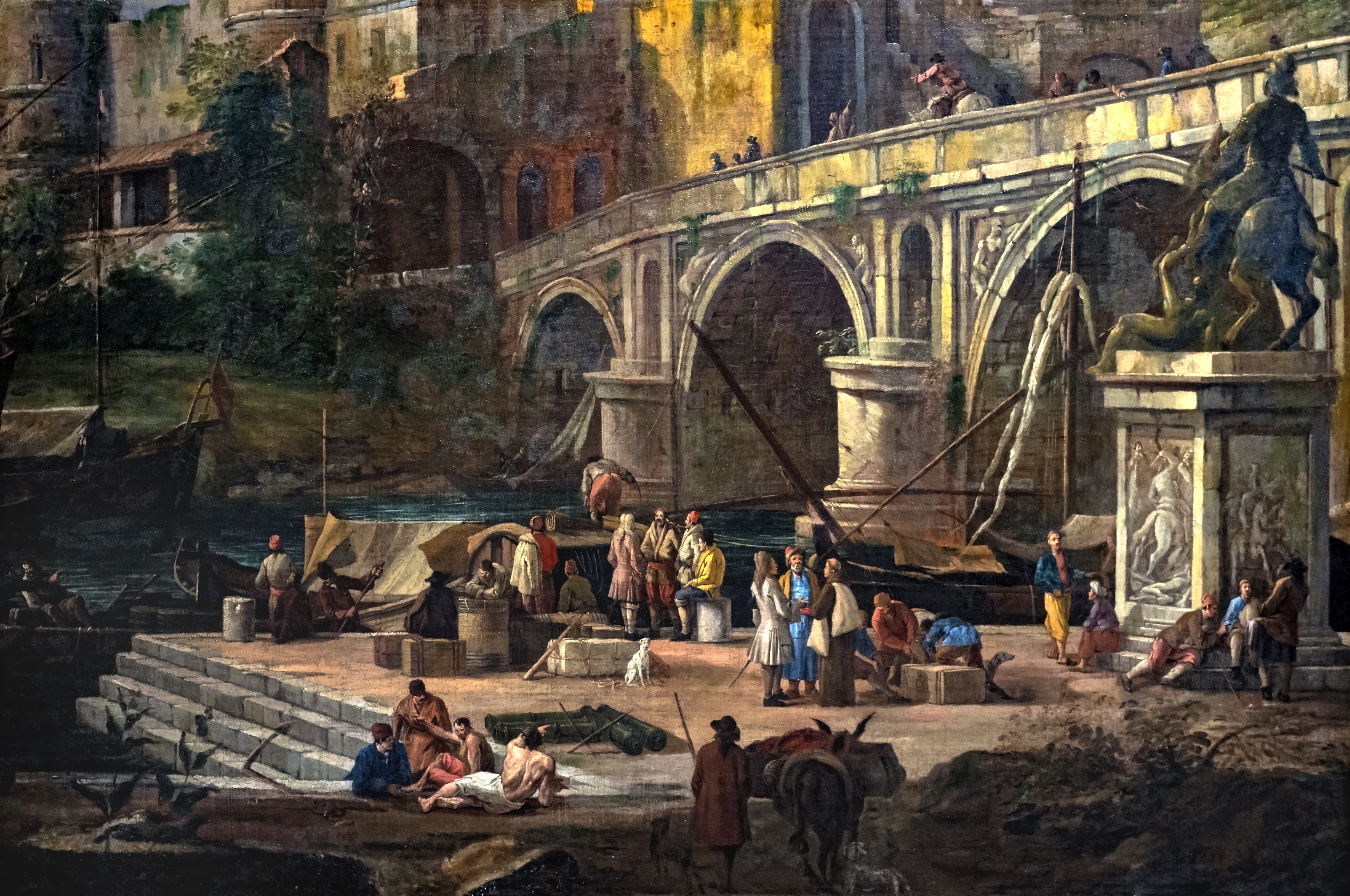
Luca Carlevarijs, Widok portu nad rzeką, 1690–1720
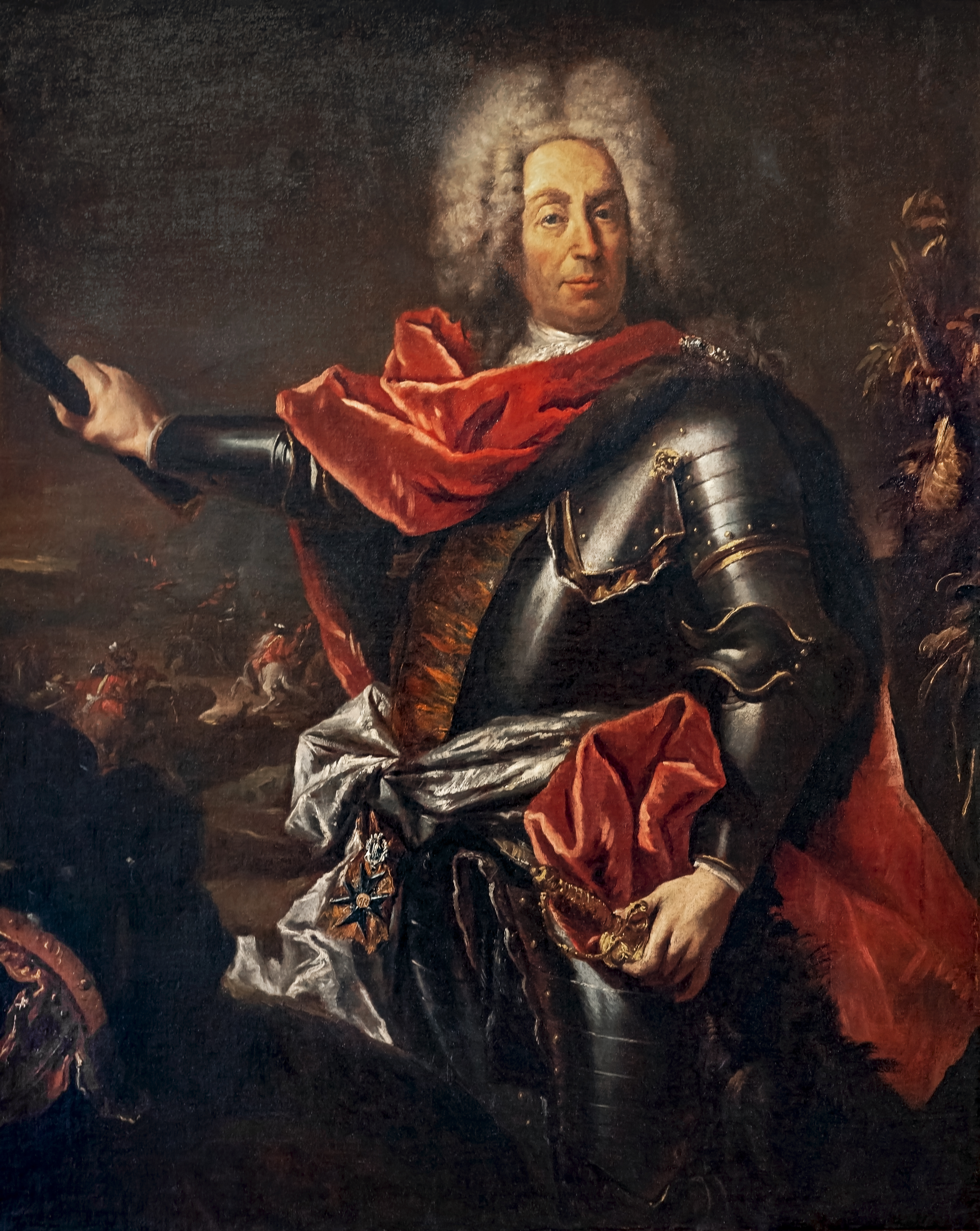
Giovanni Antonio Guardi, Portret marszałka Matthiasa von Schulenburga, ok. 1741
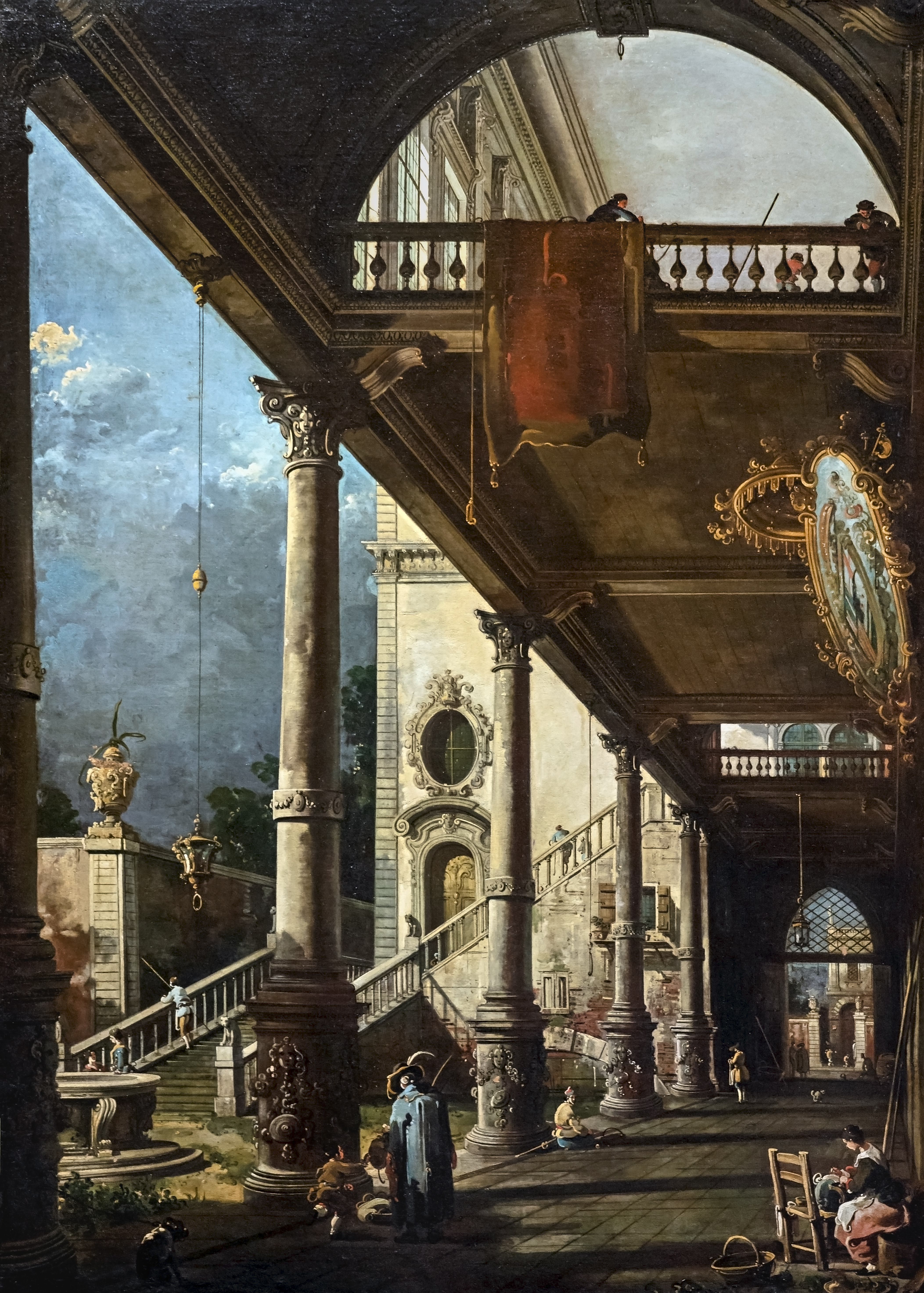
Prospettiva con portico – Giuseppe Moretti
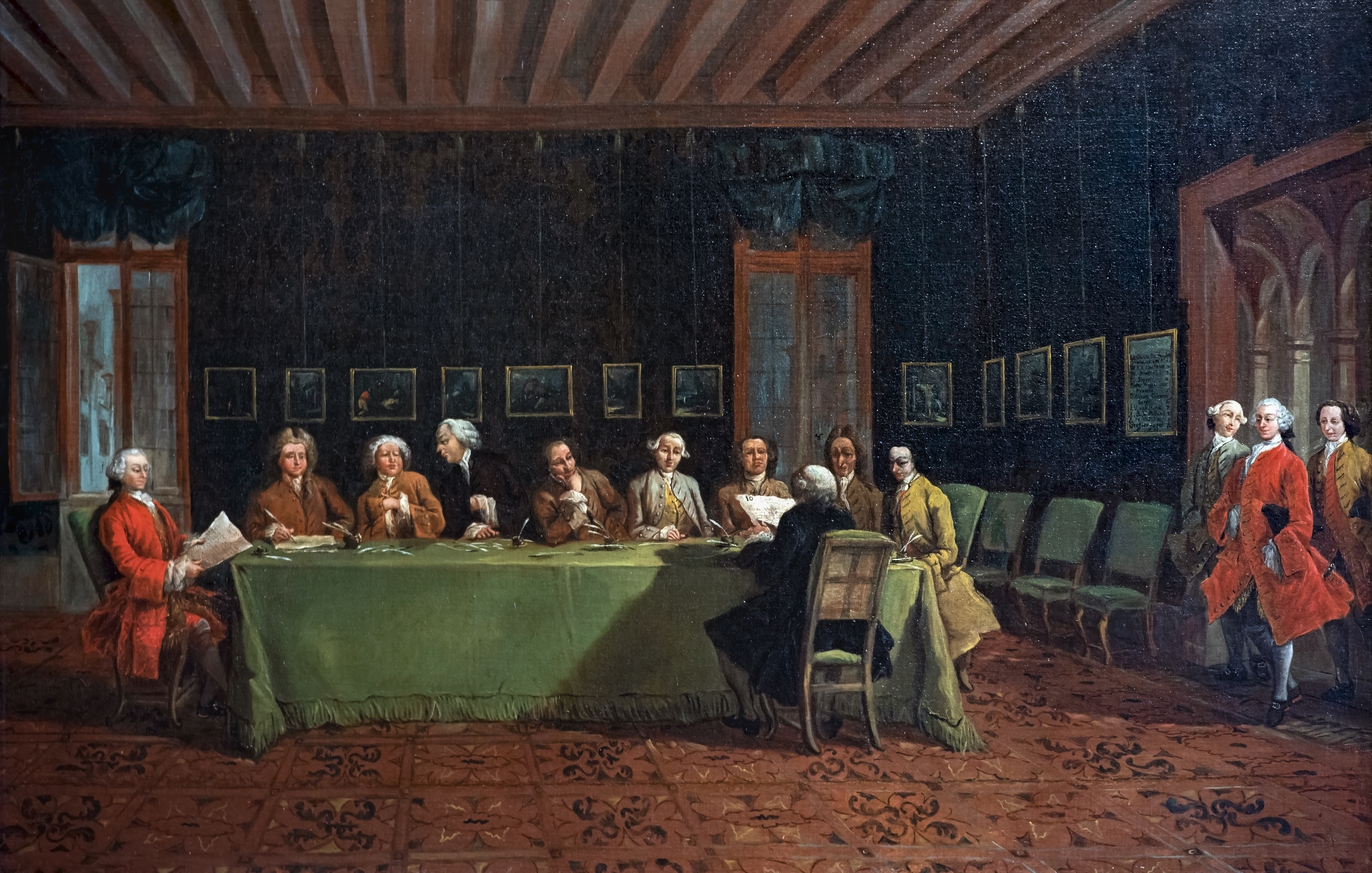
Il convegno diplomatico – Francesco Guardi
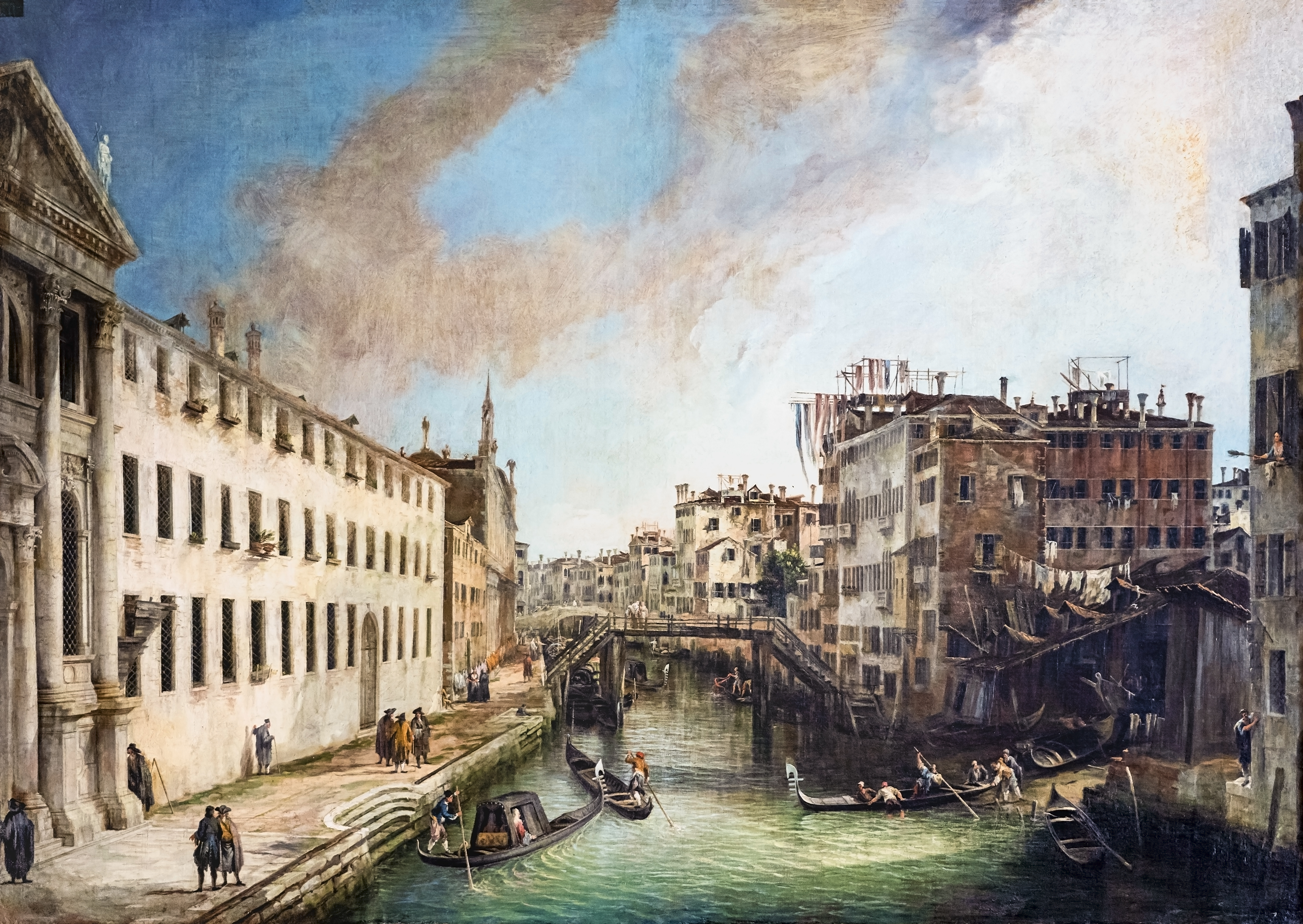
Canaletto, Widok Rio dei Mendicanti, 1723–1724
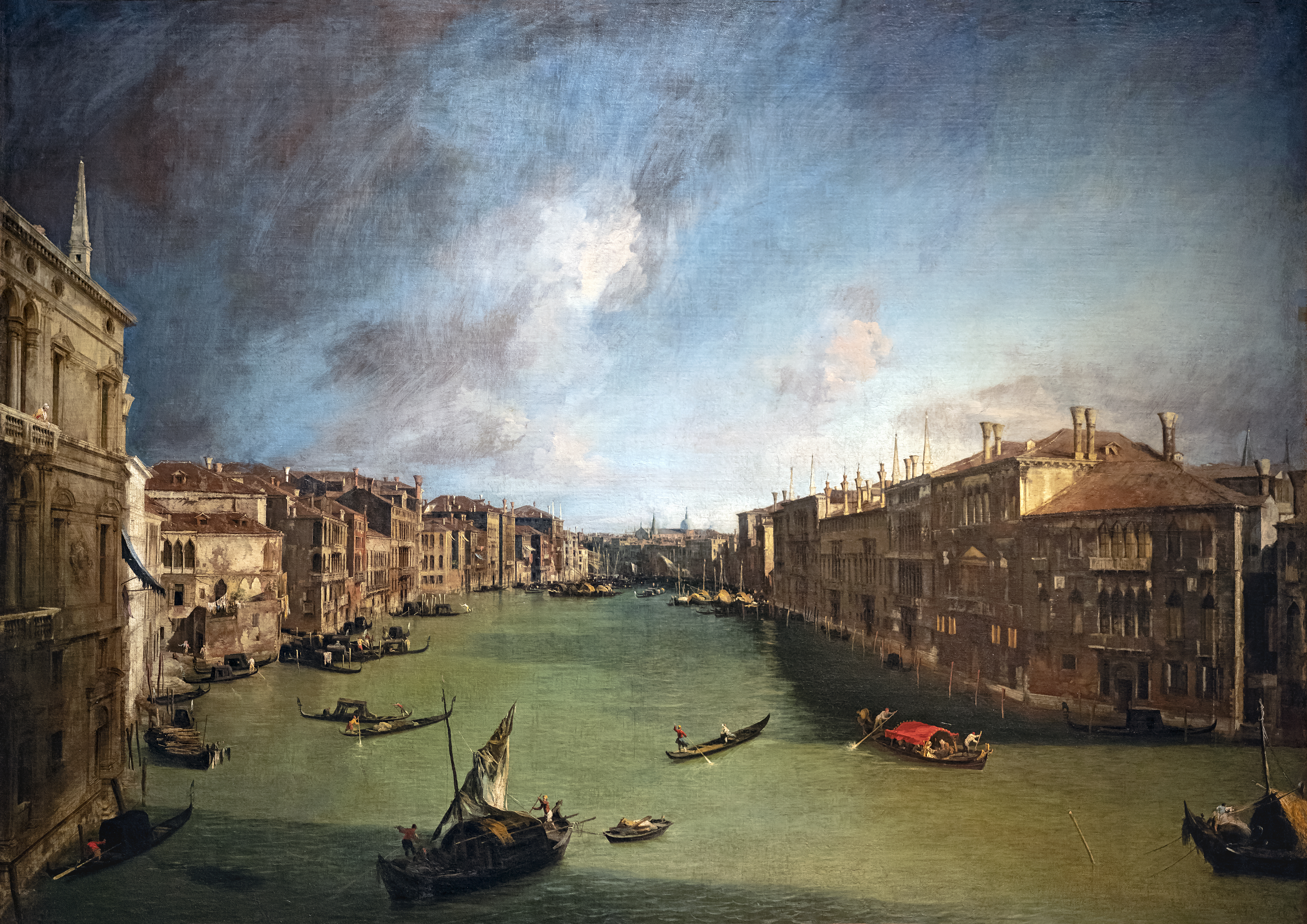
Canaletto, Widok Canal Grande z Ca’ Balbi w kierunku Rialto (atrybucja) 1720–1723
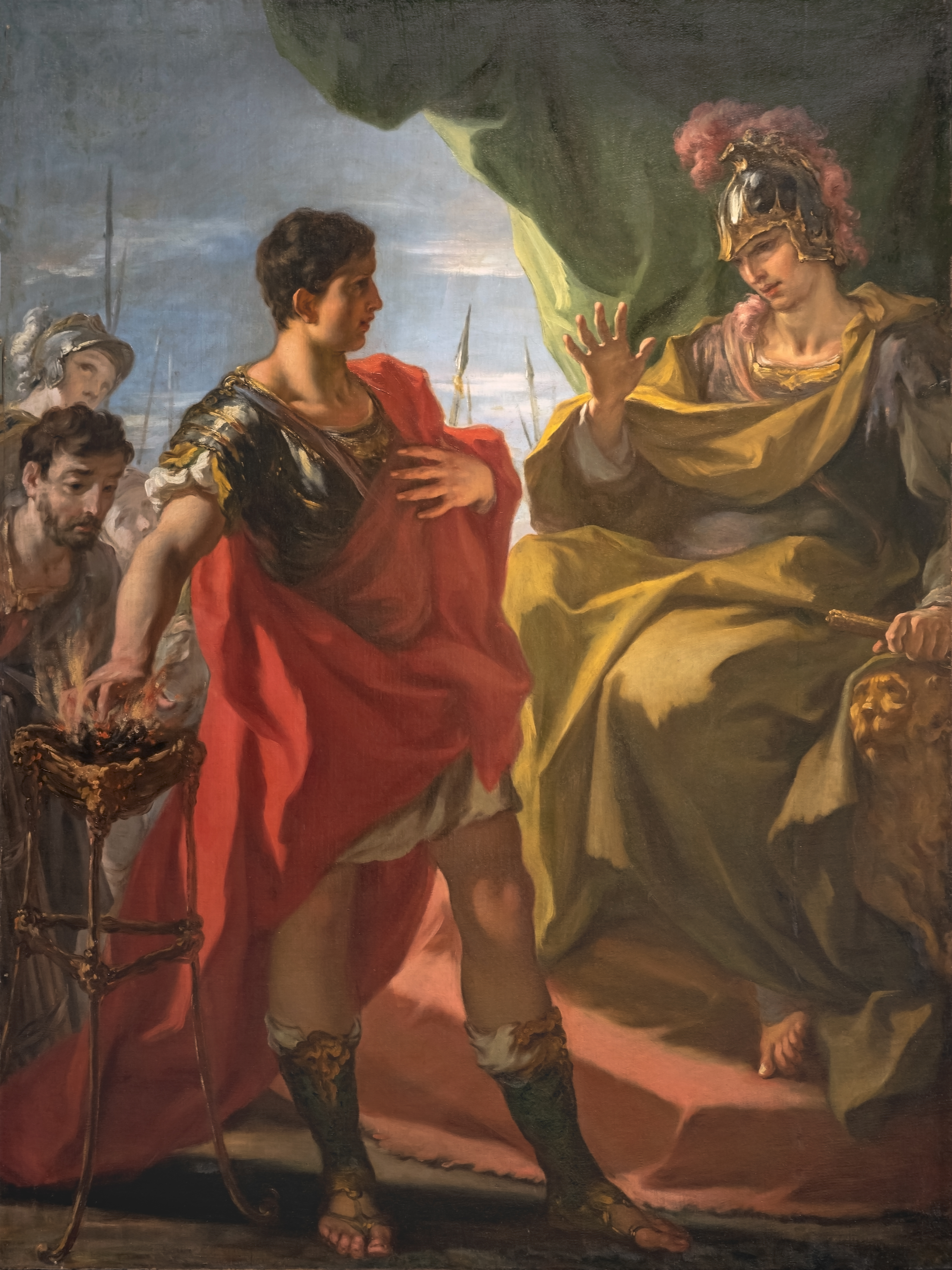
Giovanni Antonio Pellegrini, Mucjusz Scewola przed Porsenną, 1706–1708
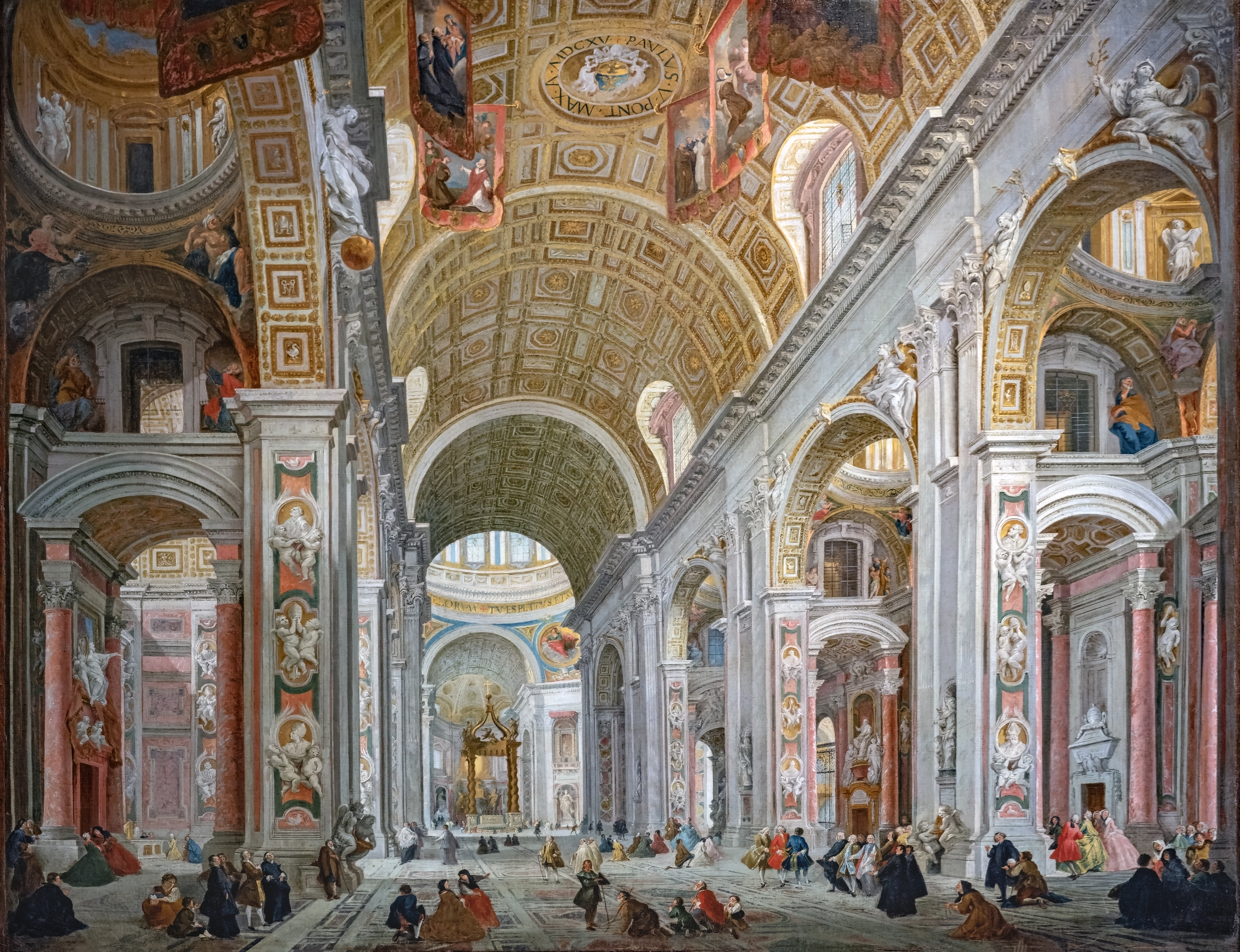
Interno della basilica di San Pietro a Roma – Giovanni Paolo Panini
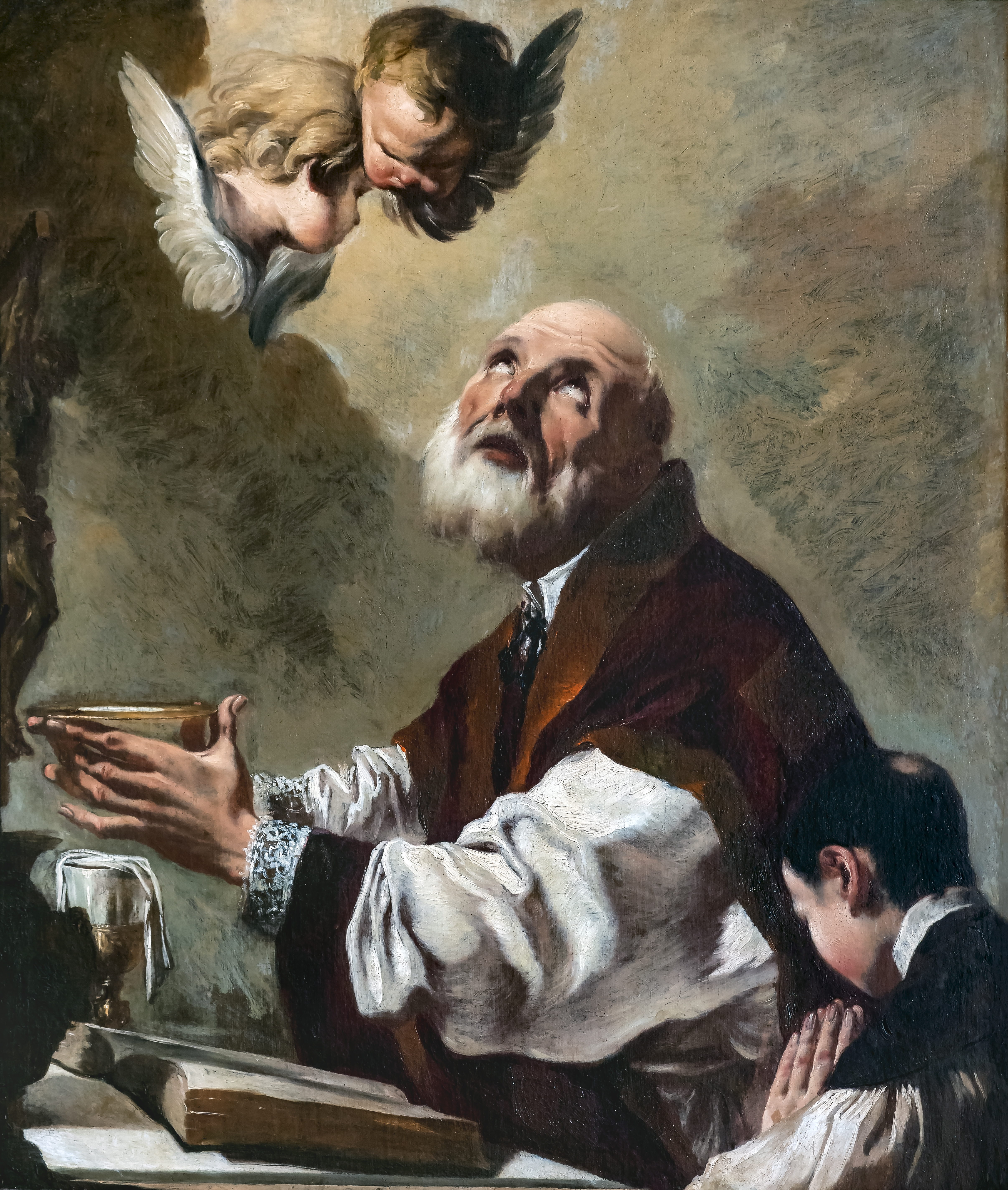
La comunione di San Filippo Neri – Giuseppe Angeli
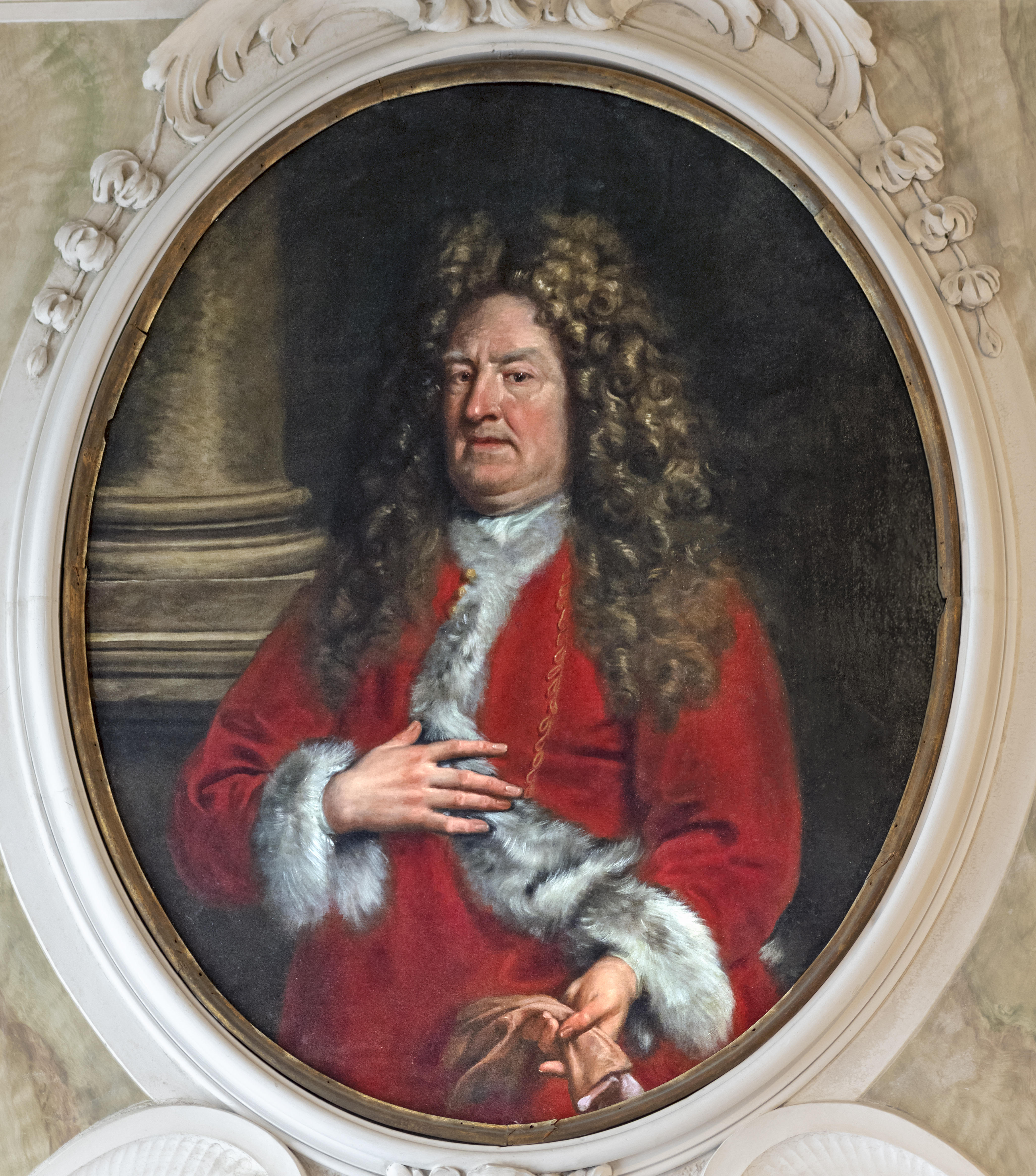
Ritratto di gentiluomo in rosso – Niccolò Cassana
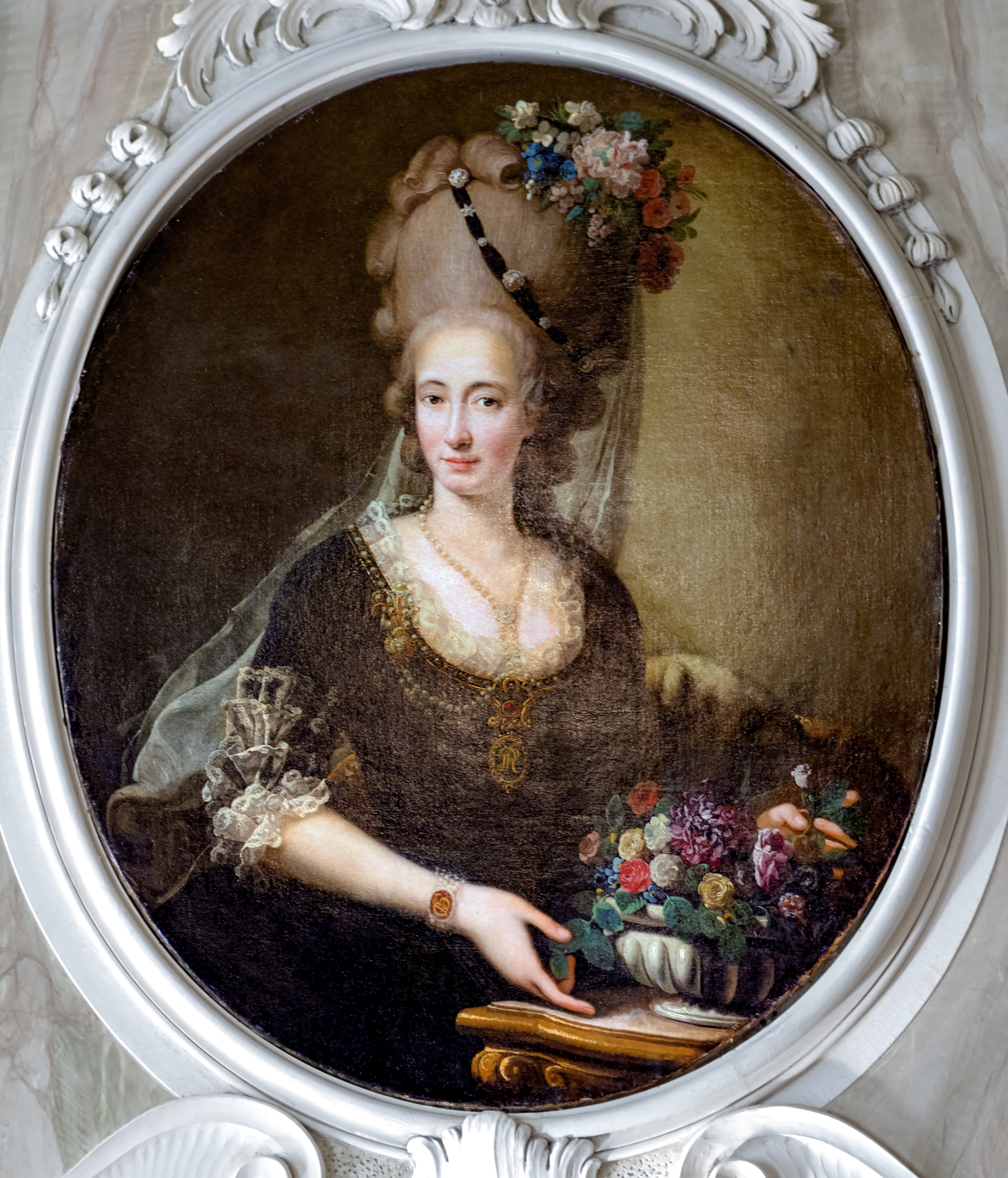
Giustina Donà dalle Rose – Lodovico Gallina
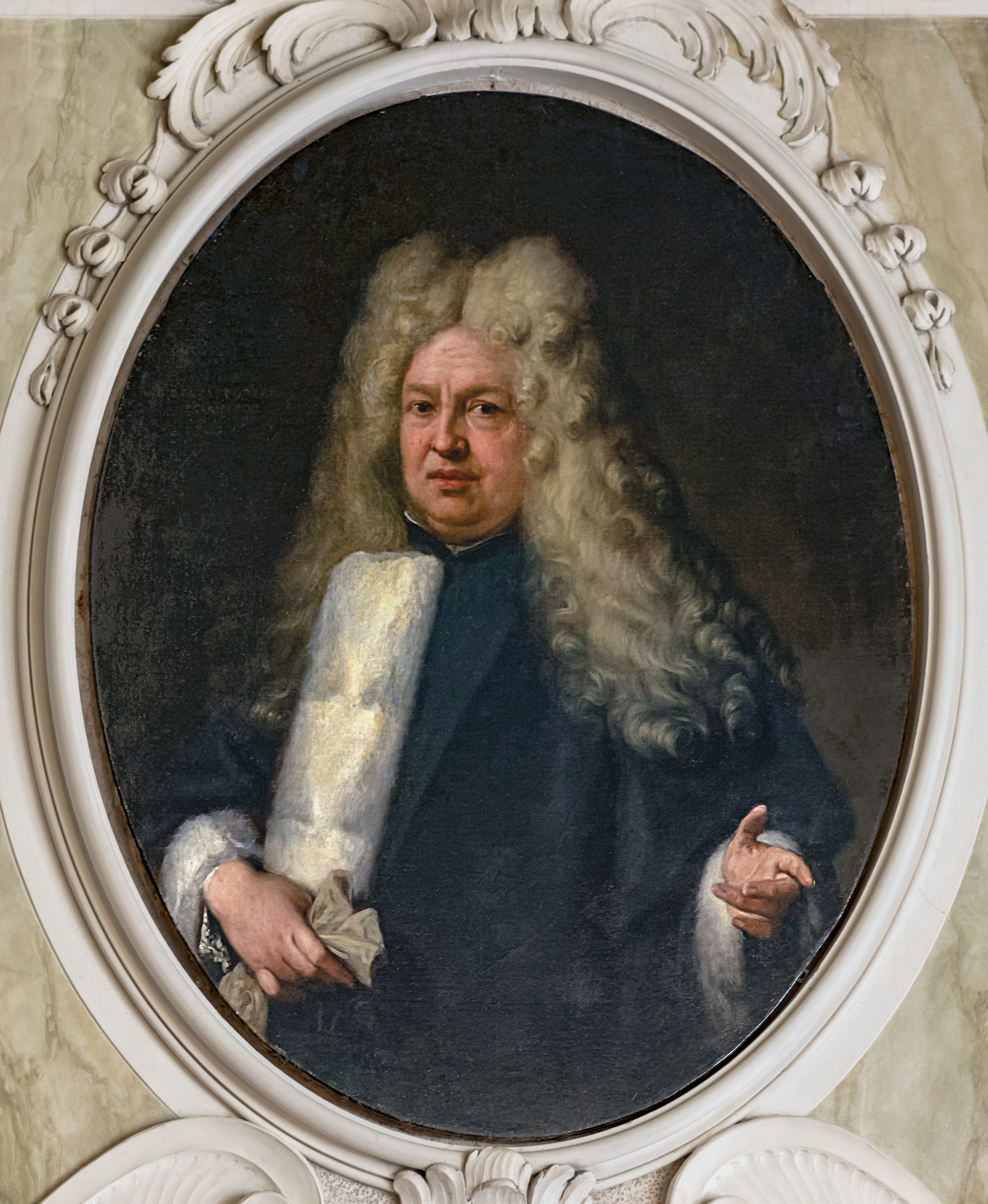
Ritratto del Senatore Giovanni Correr – Antonio Bellucci
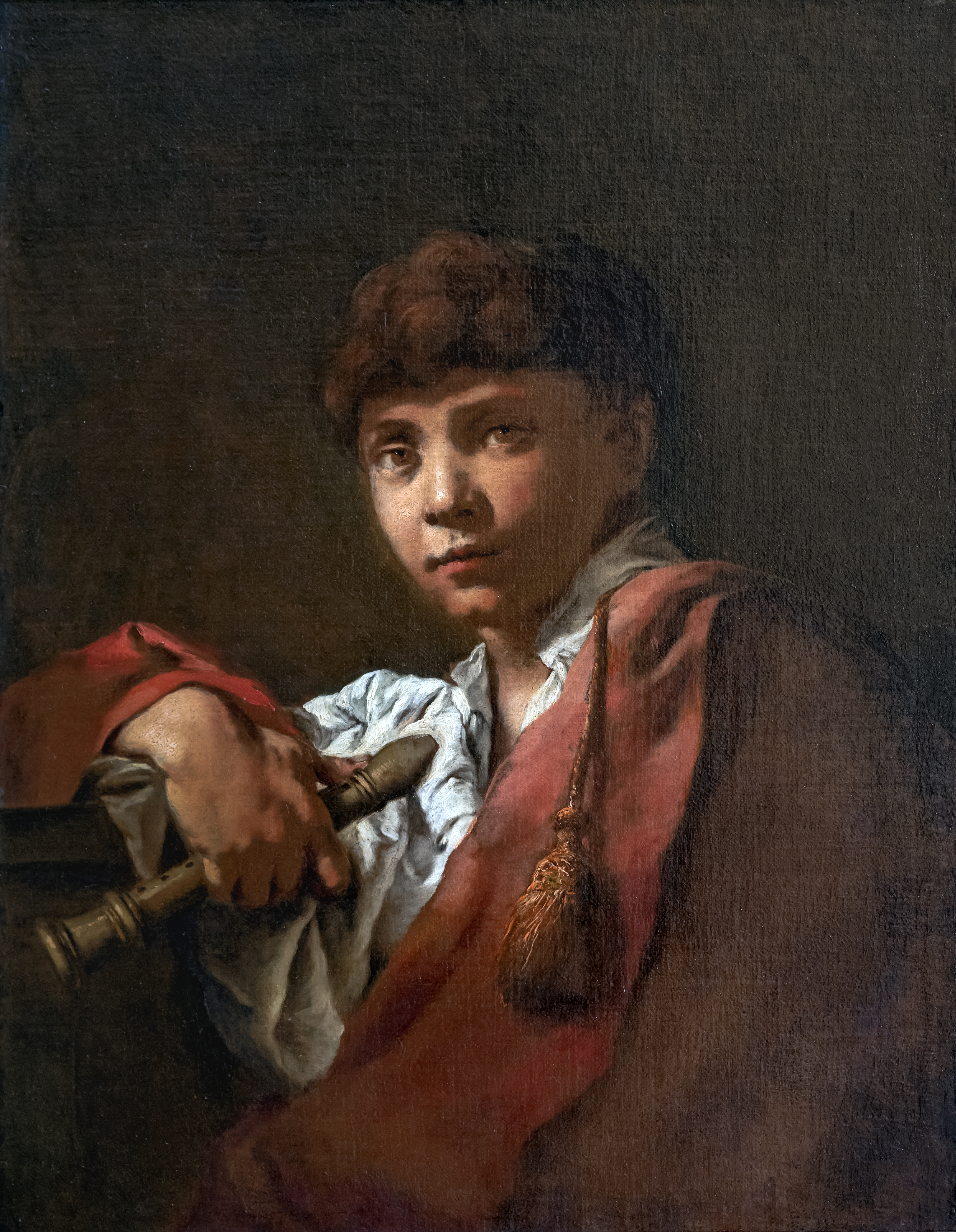
Ragazzo con piffero – Domenico Maggiotto
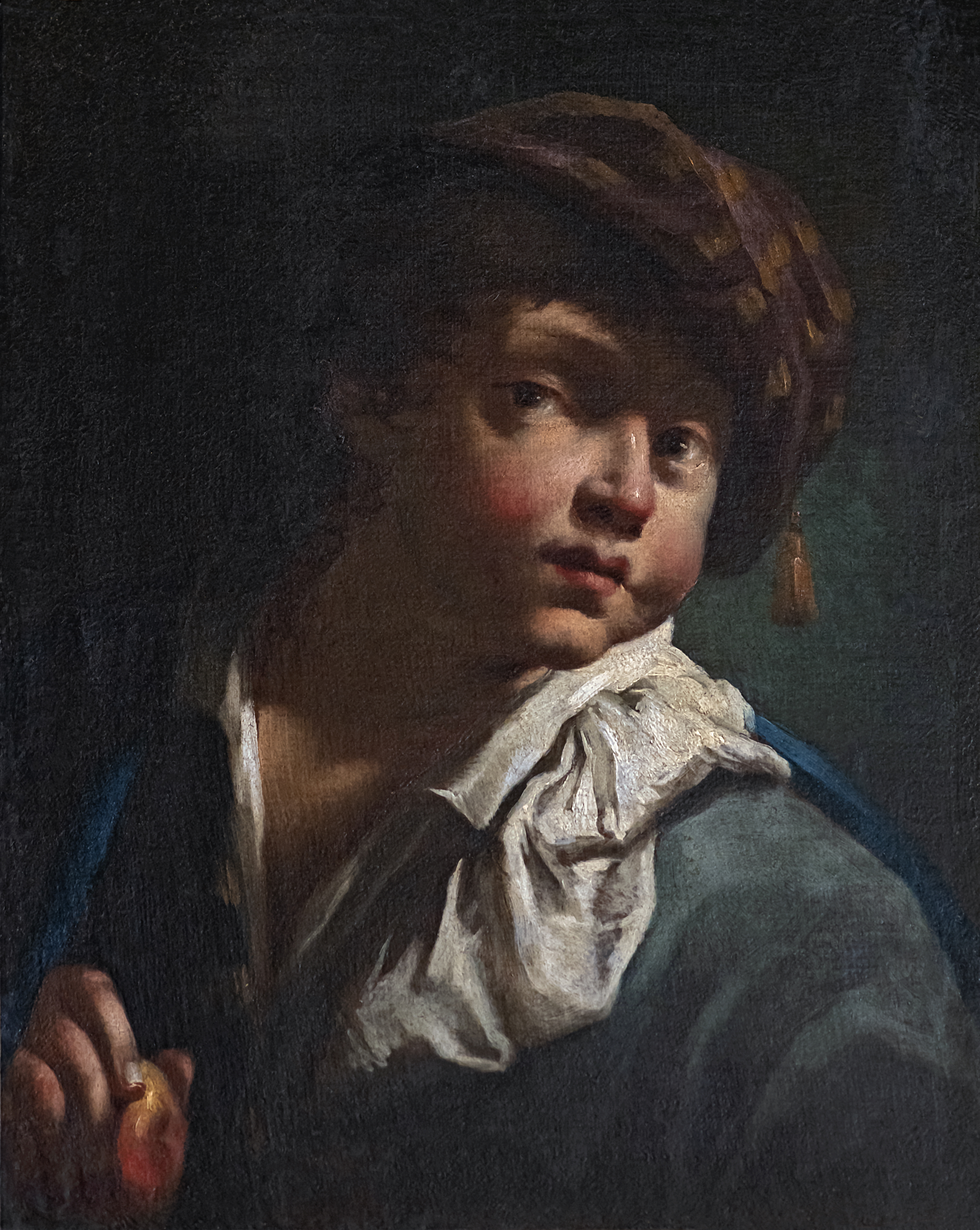
Ragazzo con mela – Antonio Marinetti
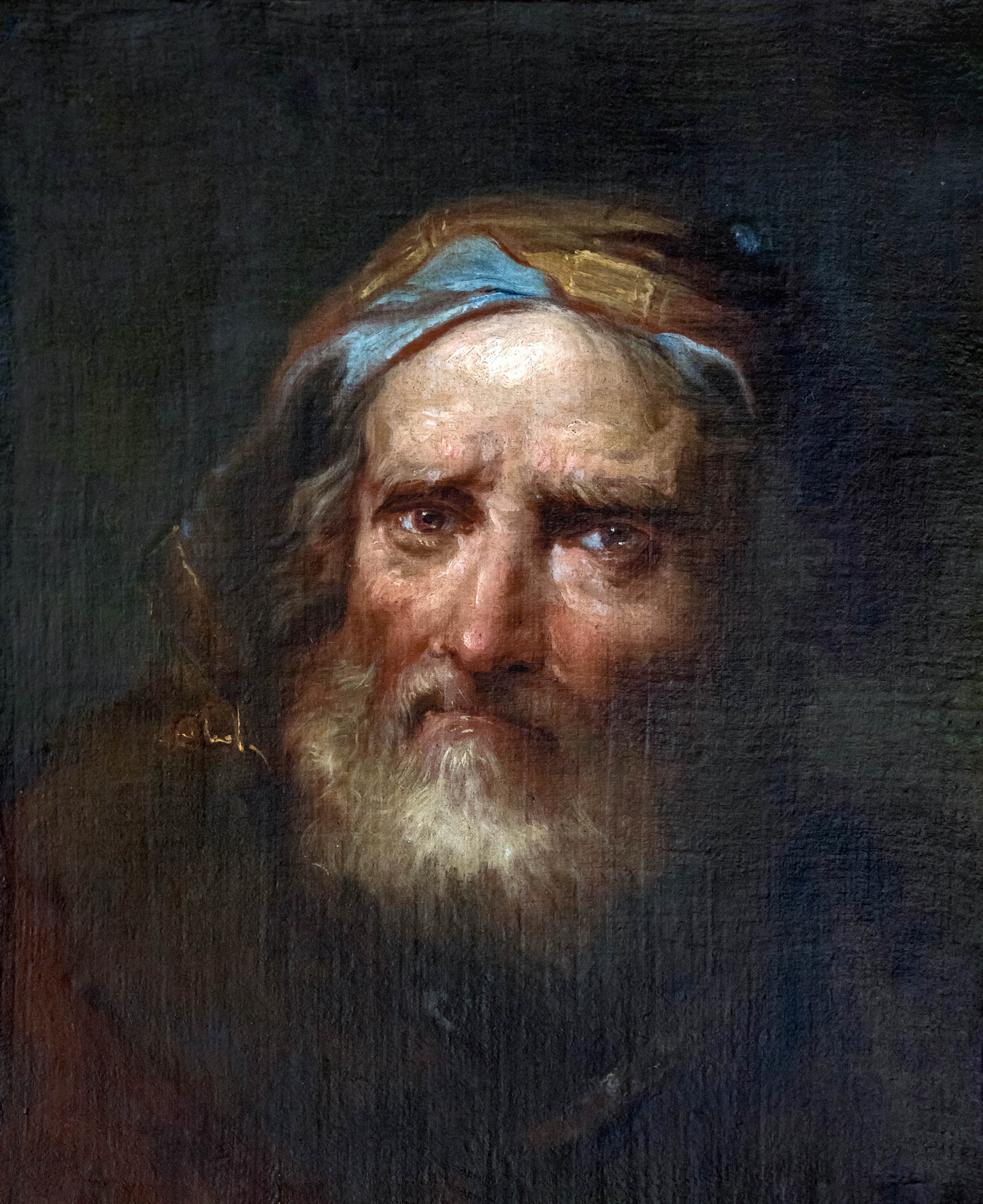
Testa di vecchio barbuto – Giuseppe Nogari
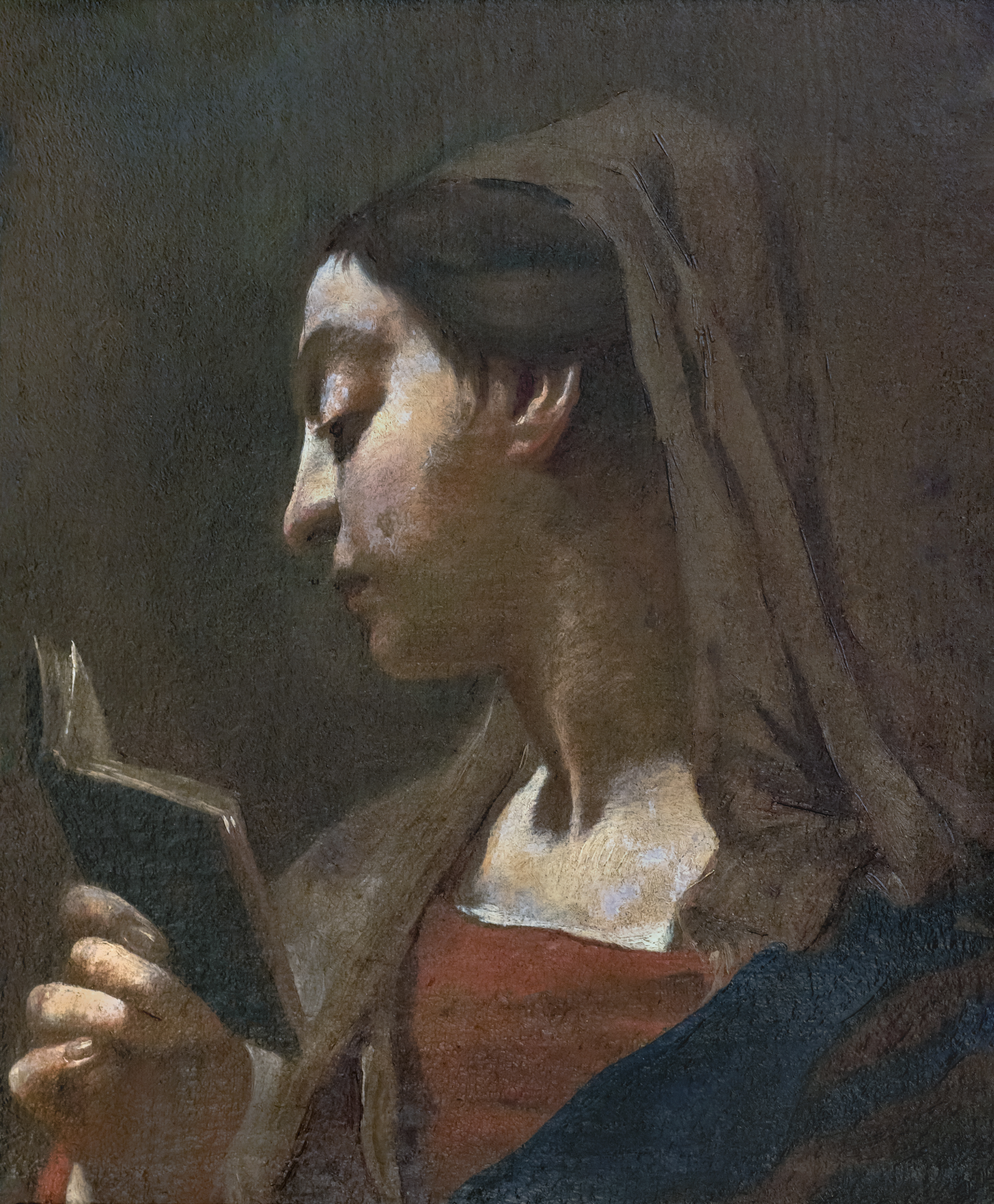
Madonna leggente – Francesco Capella

##### Freski Giovanniego Domenica Tiepola z Willi w Zianigo
W tej sali (wł. Villa Zianigo: gli affreschi di Giandomenico Tiepolo dalla villa di Zianigo) wyeksponowano cykl fresków, które Giovanni Domenico Tiepolo namalował między 1759 a 1797 rokiem dla swojej willi, nadal istniejącej w Zianigo, wiosce nieopodal Wenecji. Niemal wszystkie freski zostały usunięte z willi w 1906 roku, w celu ich sprzedaży we Francji. Wywóz zablokowało jednak Ministerstwo Edukacji, po czym zostały one zakupione przez Radę Miejską Wenecji i państwo włoskie. W 1936 roku zostały przekazane do Ca’ Rezzonico, gdzie je zrekonstruowano i wyeksponowano. W 1999 roku odrestaurował je Ottorino Nonfarmale, dzięki hojnemu wsparciu Venice International Foundation. W korytarzu prowadzącym do sali znalazły się takie dzieła jak: Rinaldo porzucający ogród Artemidy, Sokół ścigający stado uciekających wróbli, scena z poematu Tassa, Jerozolima wyzwolona, Papuga i Obfitość. W portego umieszczono dekoracje artysty z parteru jego willi w Zianigo oraz kilka jego najsłynniejszych cykli, w tym Nowy Świat, podpisany i datowany 1791. Wśród postaci wypełniających poszczególne prace artysta umieścił, zdaniem niektórych, siebie oraz swojego ojca. Naprzeciwko cyklu Nowy Świat znalazły się  dwa współczesne dzieła: Menuet w willi i Promenada. Na suficie sali widnieje jedna z wcześniejszych prac artysty, Triumf sztuk, datowana na okres przed 1762 rokiem. Tematycznie powiązane z kompozycjami z sufitu są 4 monochromatyczne, zielone supraporty: Astronomia, Rodzina fauna, Pogański obrzęd i Ognisko.

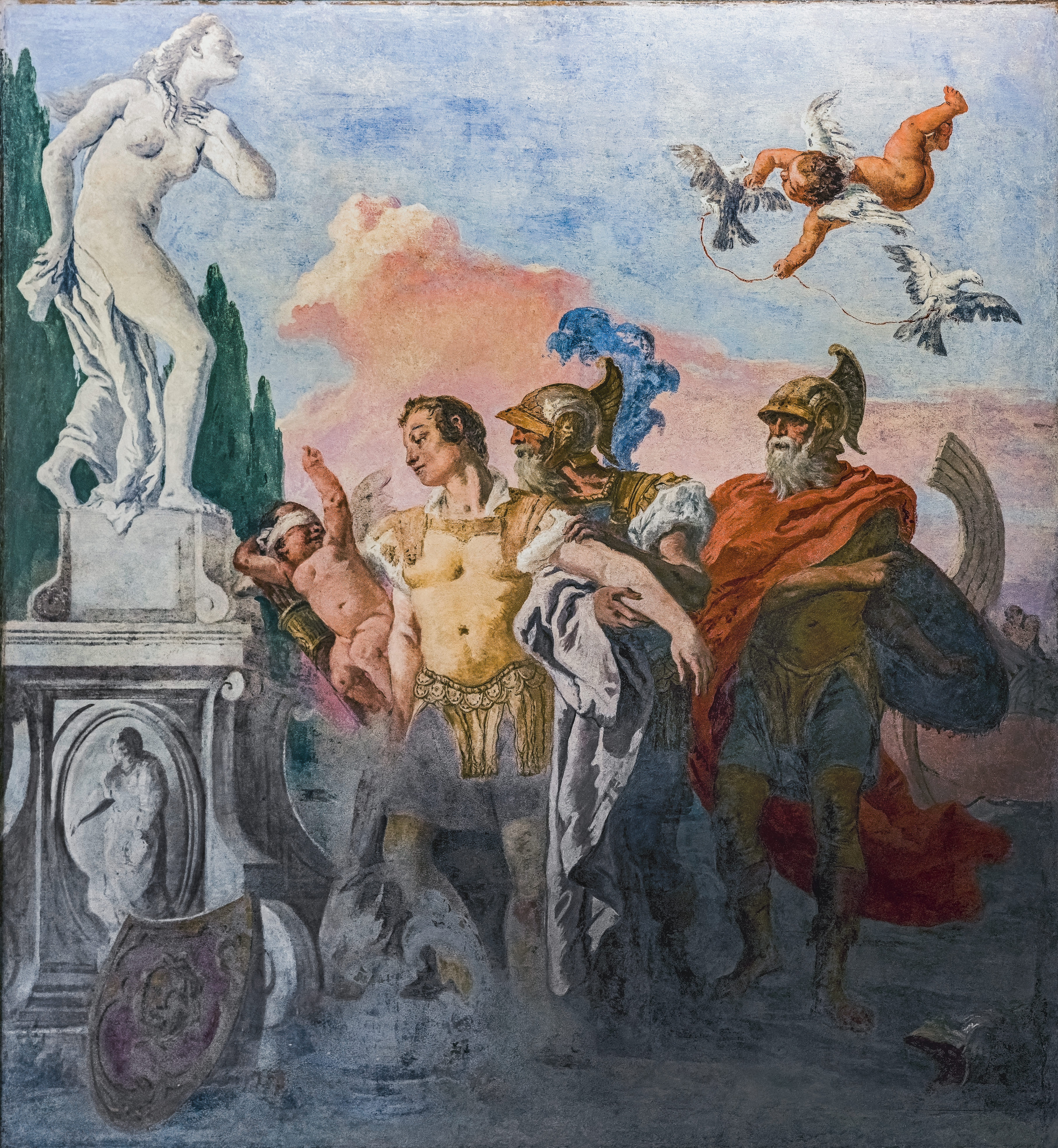
Rinaldo porzucający ogród Artemidy
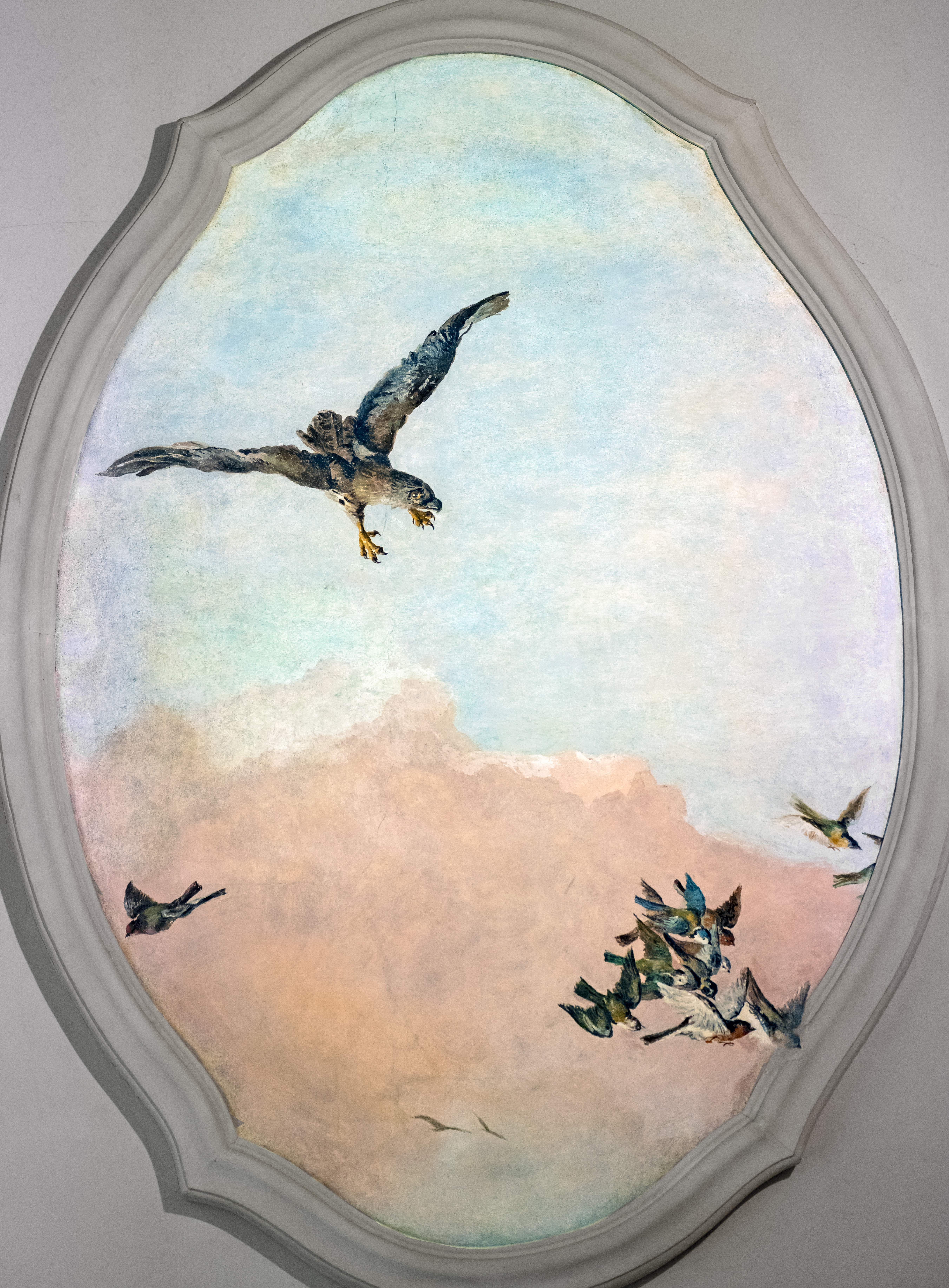
Sokół ściga stado wróbli podczas ucieczki
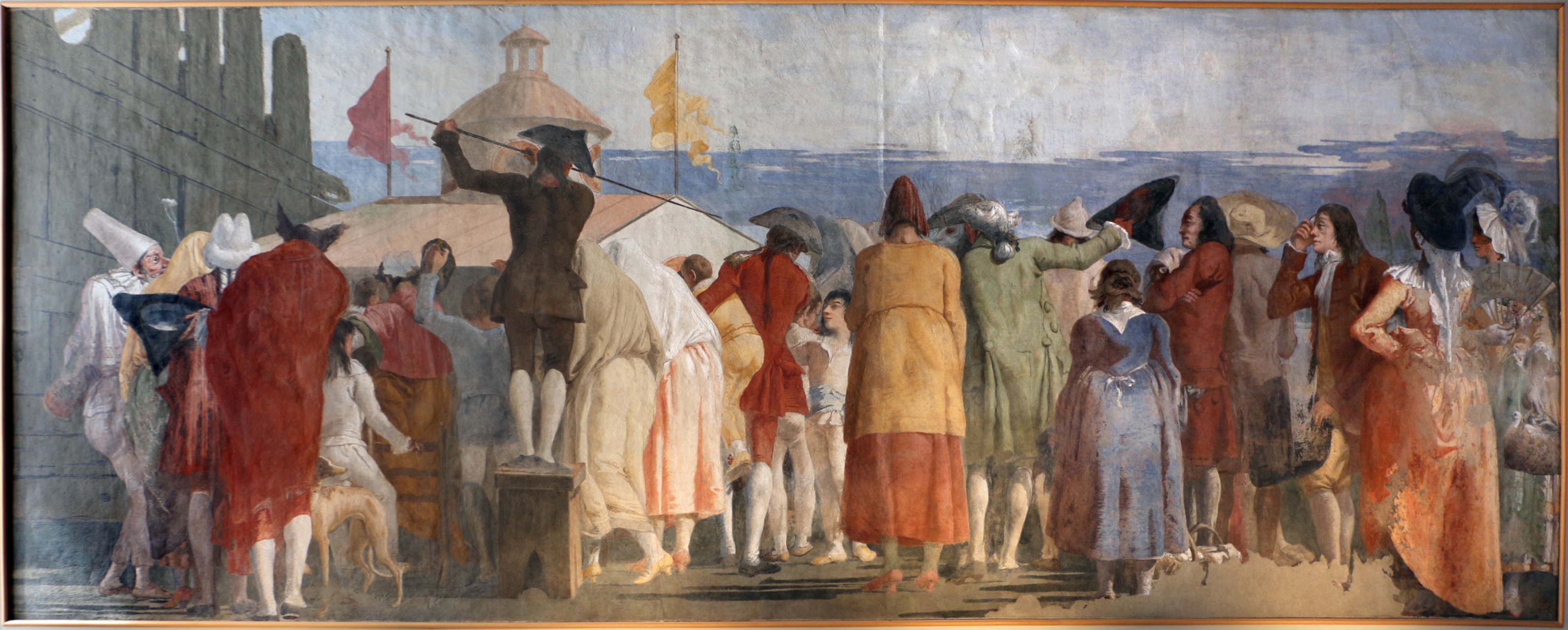
Nowy Świat
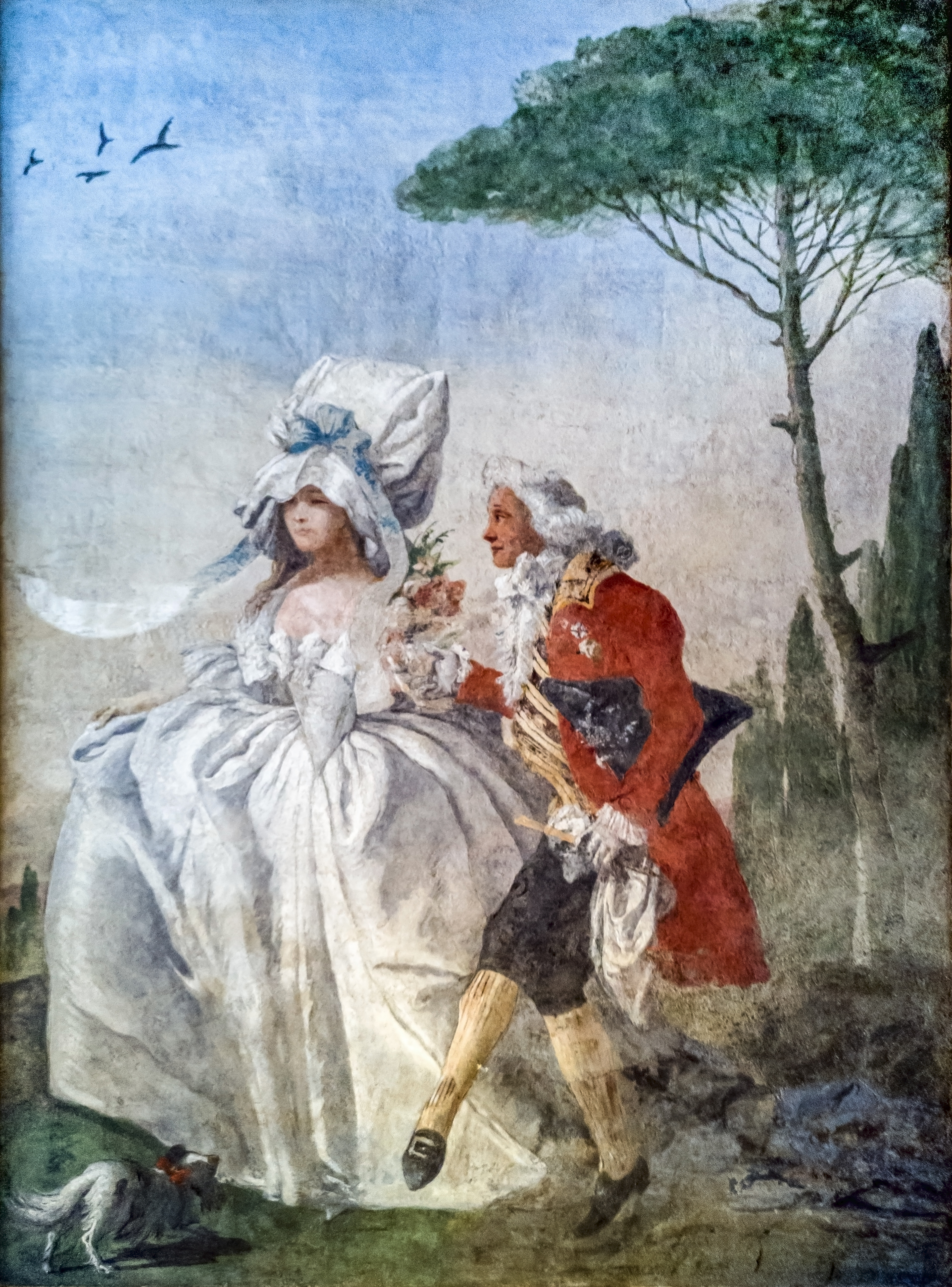
Menuet w willi
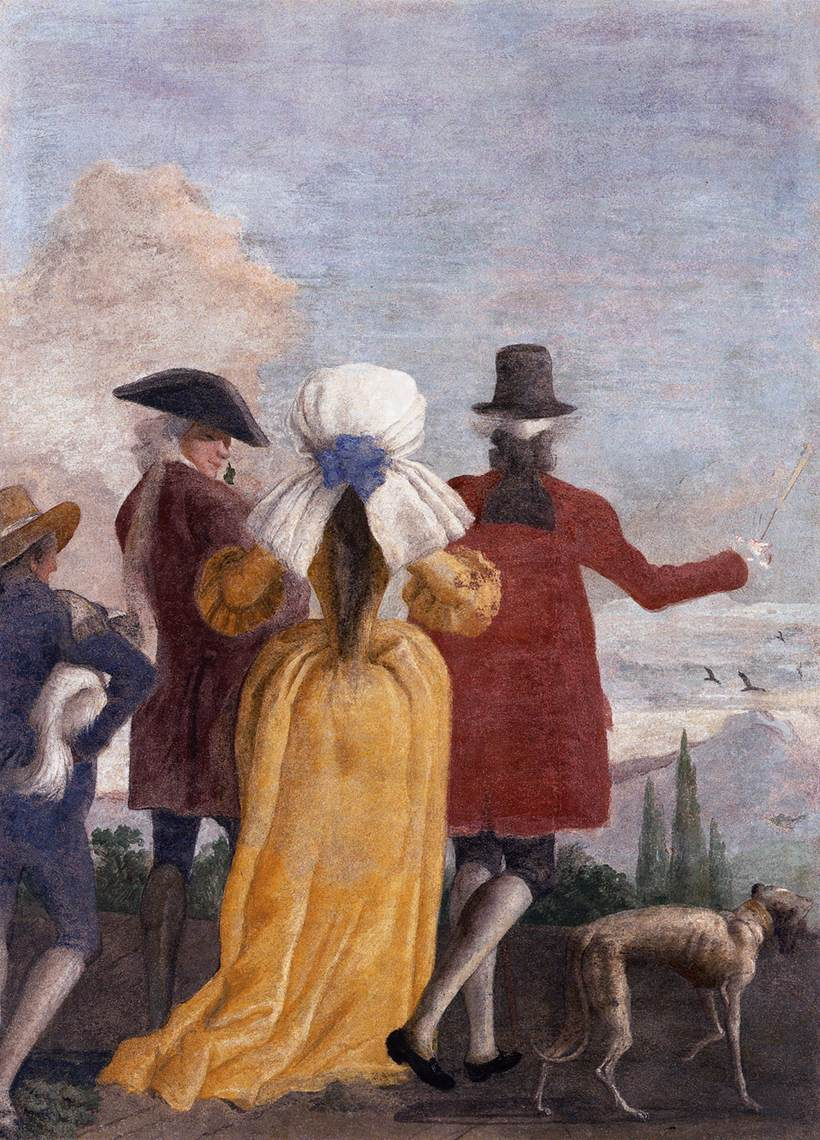
Promenada
Triumf sztuk
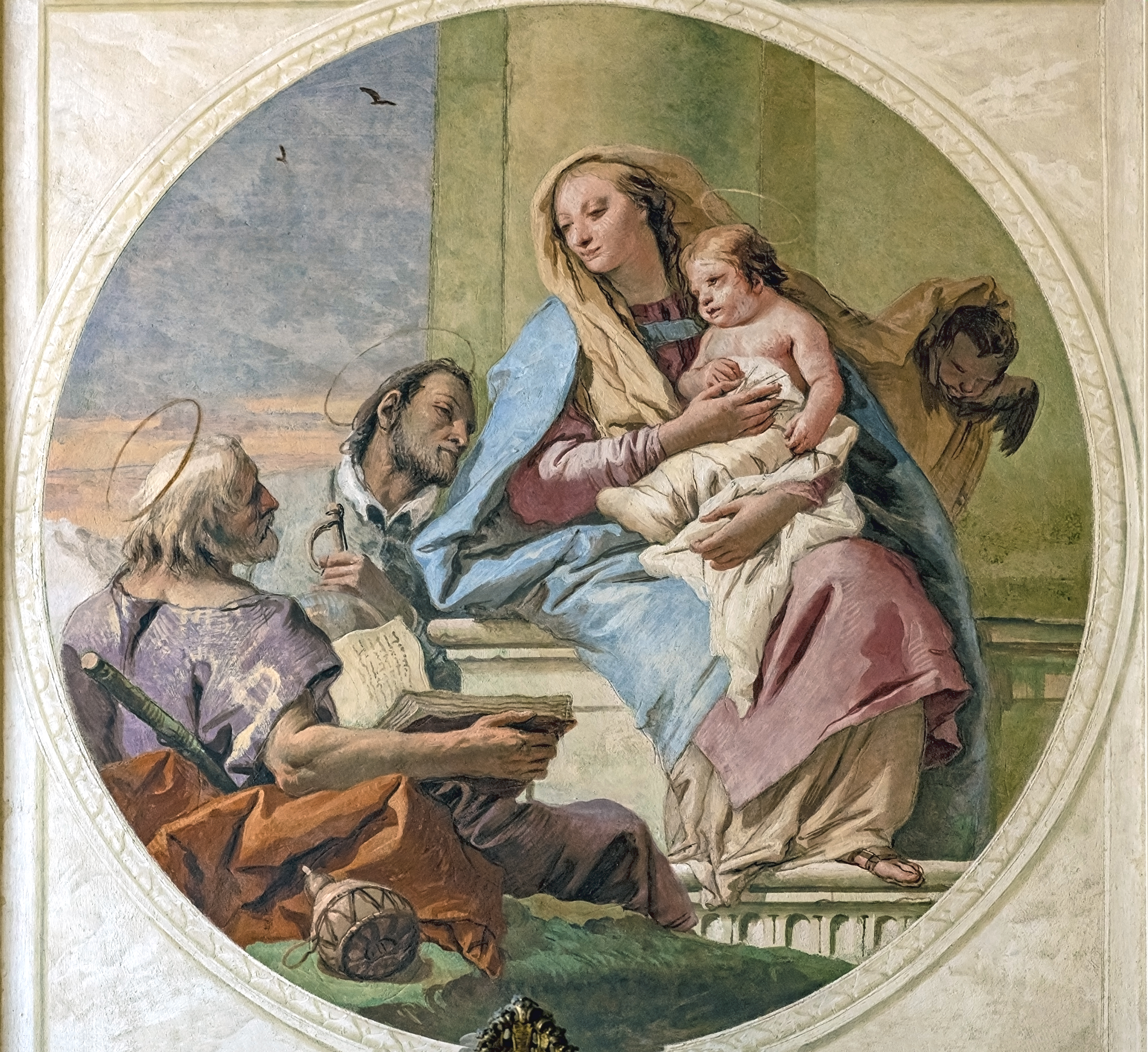
Święta Rodzina

##### Pokój Poliszynela
W następnym pokoju (wł. La stanza dei Pulcinella) eksponowane są freski ze scenami z życia Poliszynela: Poliszynel i akrobaci, Poliszynel zakochany, Poliszynel bawiący się (1797). Na suficie pokoju widnieje owalny obraz Poliszynele na huśtawce  (1793). Sceny z Poliszynelem są również tematem mniejszych obrazów w stylu chiaroscuro.

##### Kaplica z Zianigo
Z portego z Nowym Światem prowadzi wejście do kaplicy z Zianigo. Freski zdobiące ten niewielki pokój, Giovanni Domenico Tiepolo prawdopodobnie namalował w 1759 roku. Obraz ołtarzowy przedstawia Madonnę z Dzieciątkiem adorowaną przez św. Hieronima Emiliani i św. Jakuba Apostoła. Po bokach, ponad drzwiami, widnieją dwa sceny ze Starego Testamentu: Ofiara Melkizedeka i Mojżesz łamiący tablice Dekalogu. Św. Hieronim Emiliani jest tematem dwóch obrazów: Św. Hieronim Emiliani wyprowadzający wodę ze skały i Św. Hieronim Emiliani odmawiający różaniec przed grupą młodych ludzi zgromadzonych na modlitwie.

##### Pokoik Centaurów
Następnym pomieszczeniem jest pokoik centaurów (wł. Camerino dei centauri). Na jego suficie znajduje się czerwona, monochromatyczna kompozycja Rapsodia (być może dedykowana Homerowi). Tematem licznych, monochromatycznych, utrzymanych w szarości tond są sceny z życia centaurów i satyrów.

##### Pokoik Satyrów
Na suficie pokoiku satyrów (wł. Camerino dei satiri) znajduje się duży, prostokątny fryz z roku 1759 ze scenami z historii rzymskiej; pozostałe monochromatyczne sceny datowane są na 1771 rok. Dwie inne monochromatyczne prace na ścianach przedstawiają Satyra na huśtawce (w analogii do Poliszynele na huśtawce) i Centaura porywającego menadę. Motywy satyrów i menad noszą również dekoracje nad drzwiami.

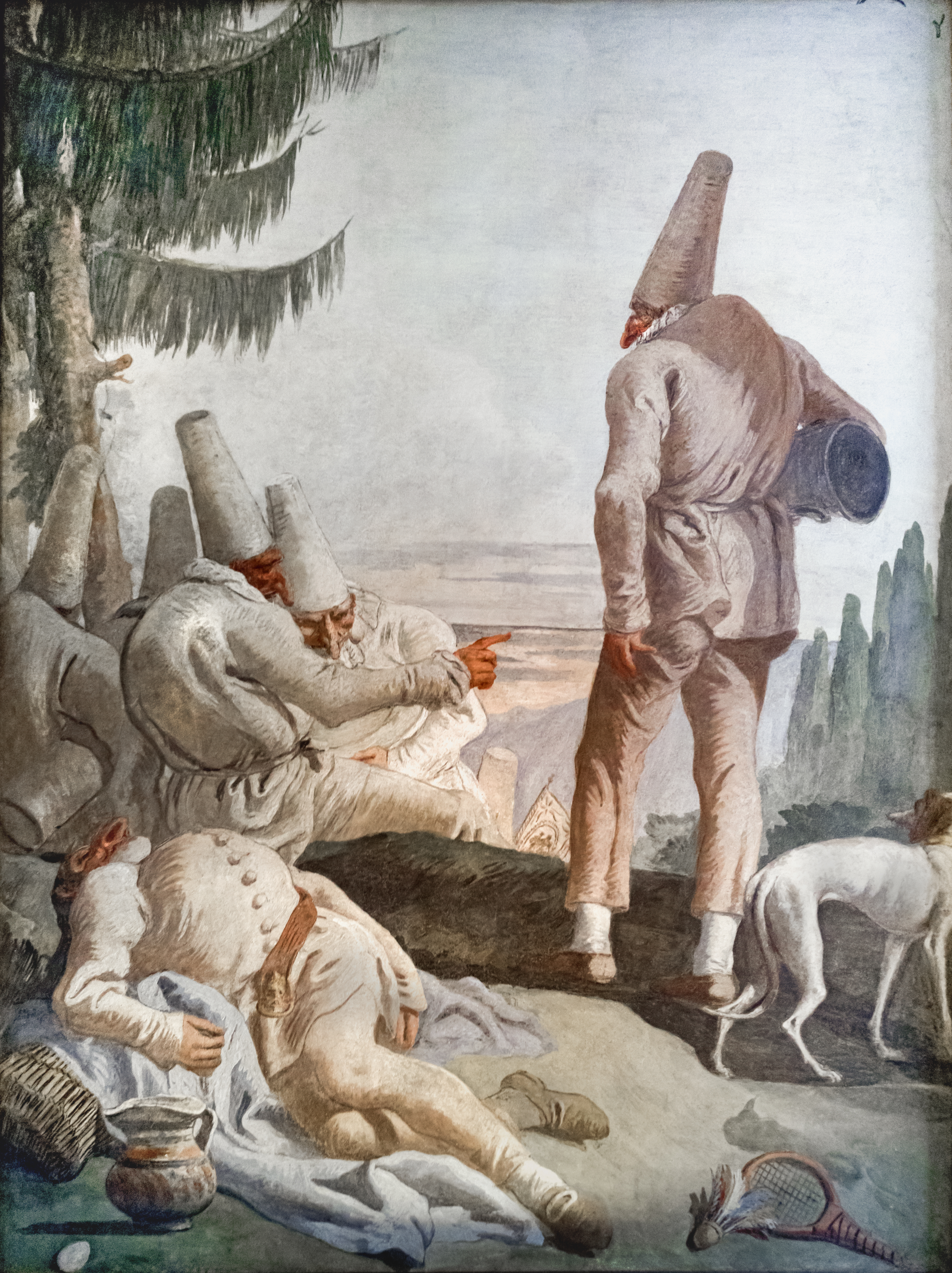
Pulcinelli a riposo
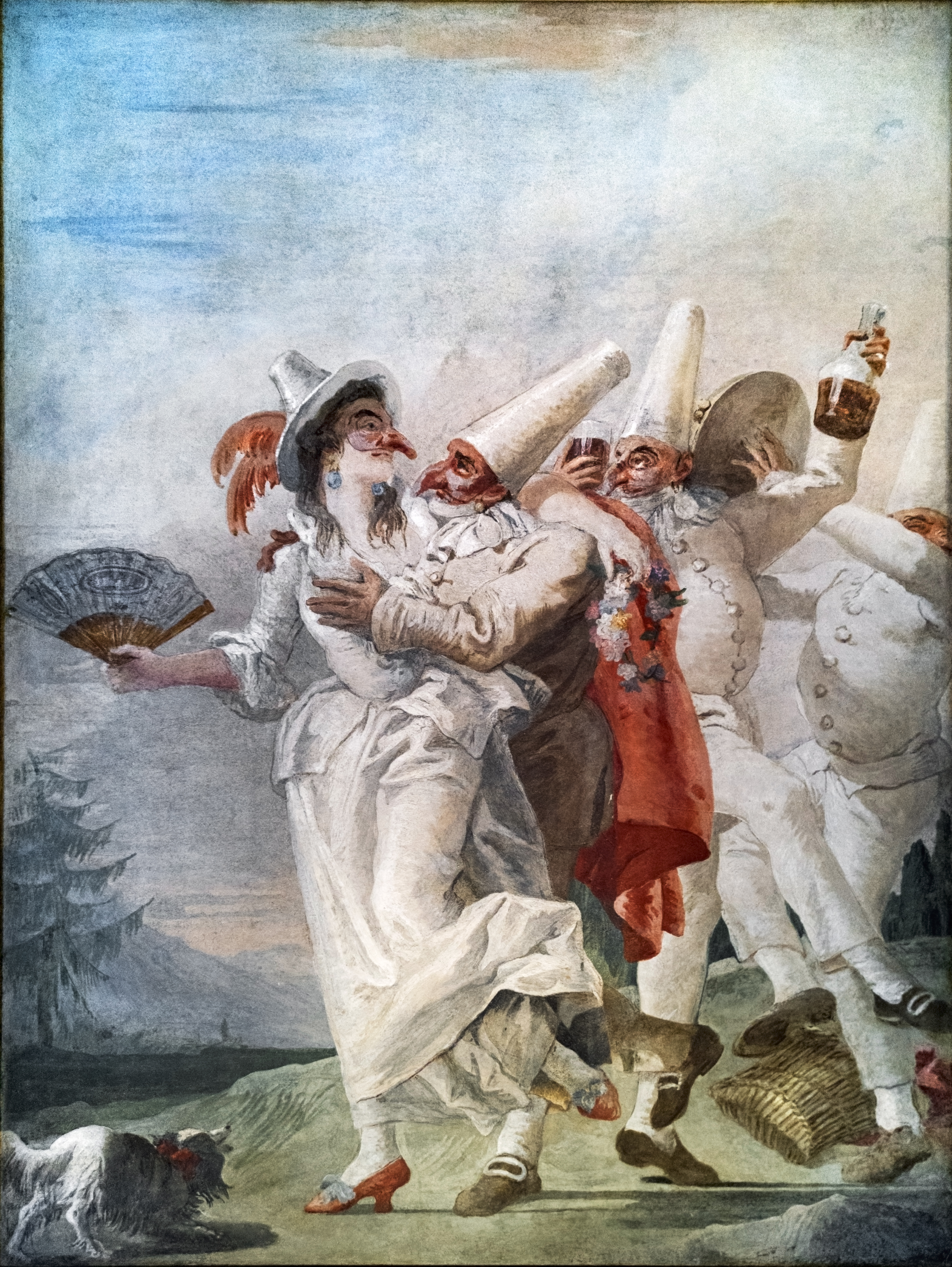
Pulcinella innamorato
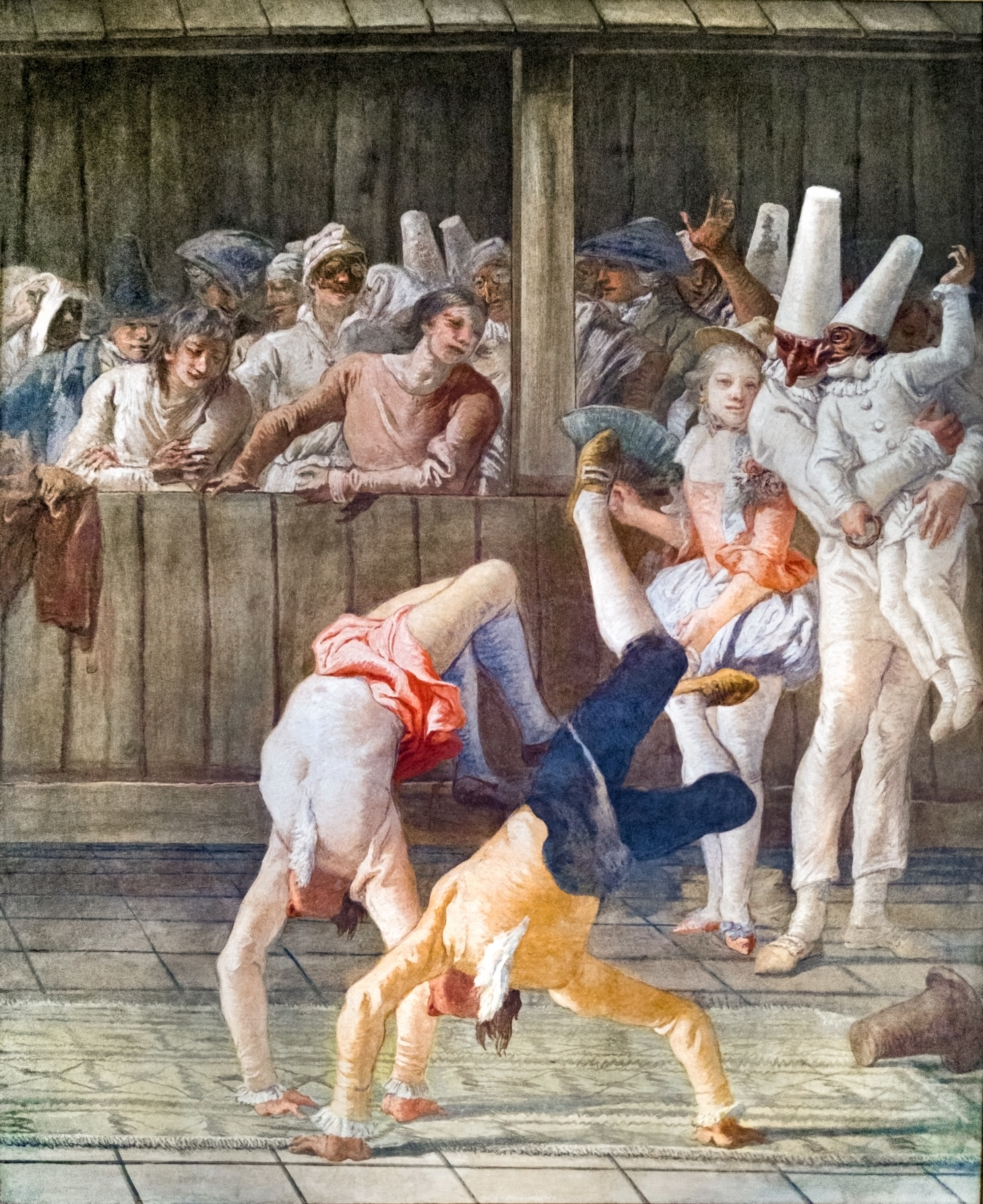
Il casotto dei saltimbanchi
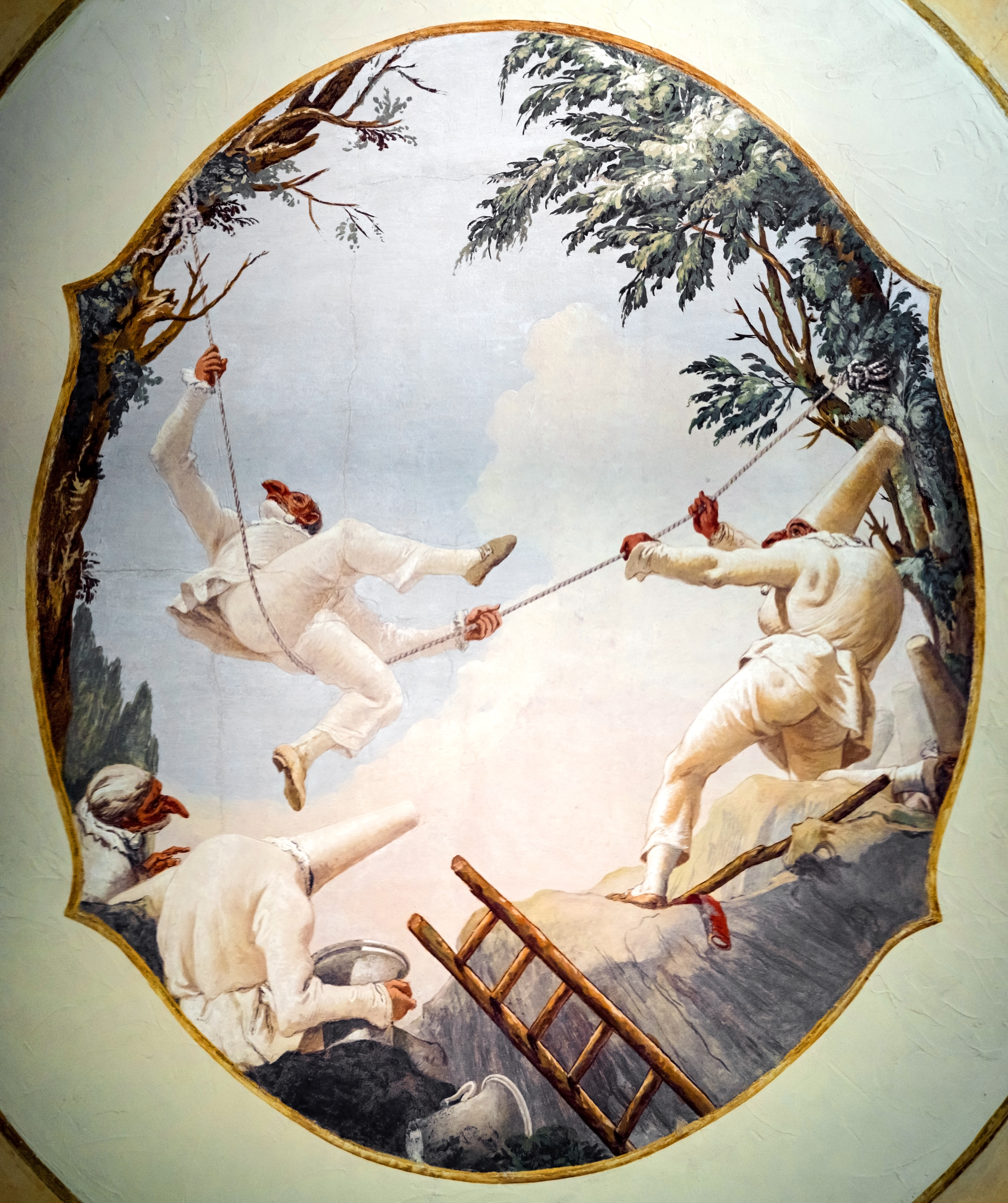
Altalena dei pulcinelli
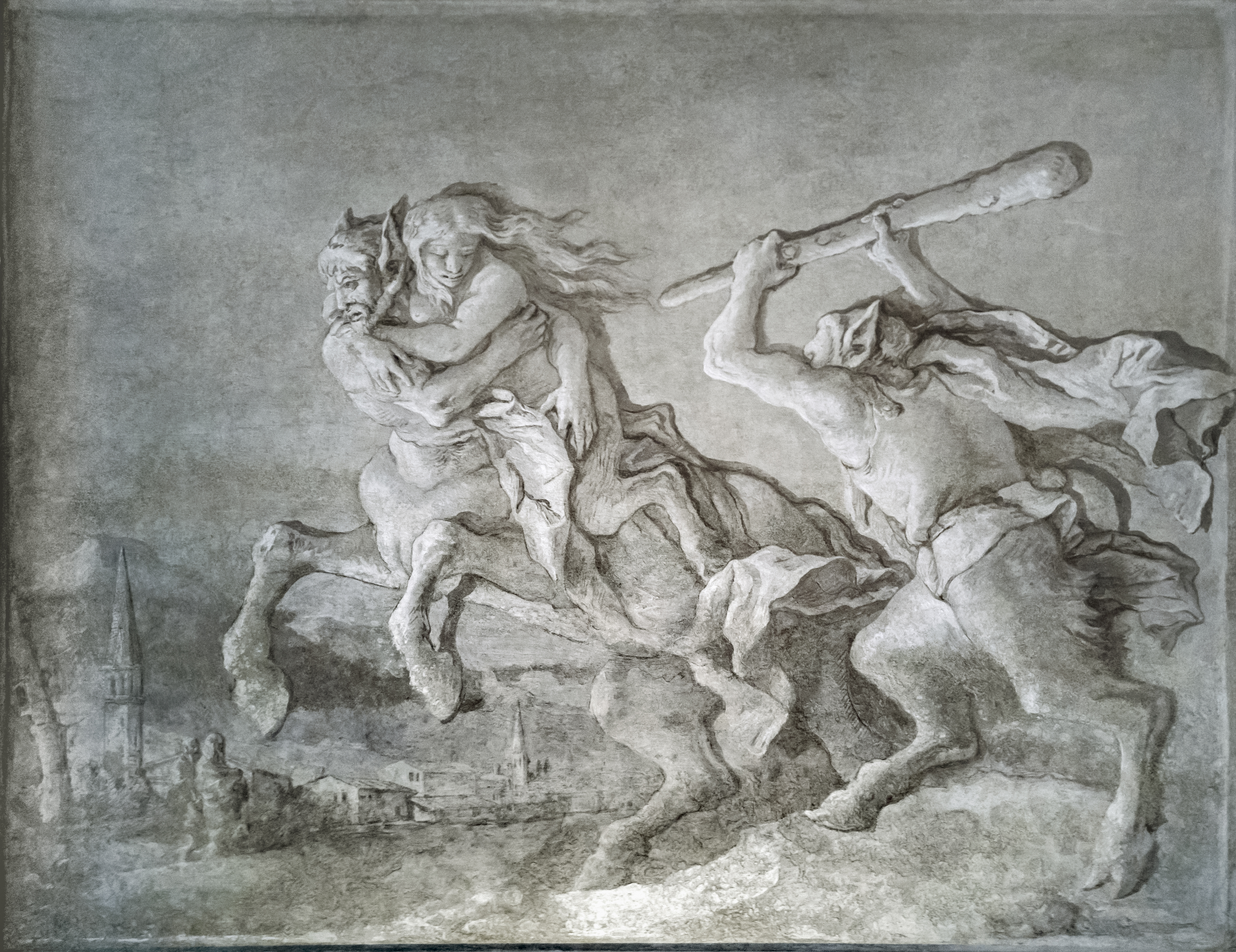
Centauro che rimuove una satira
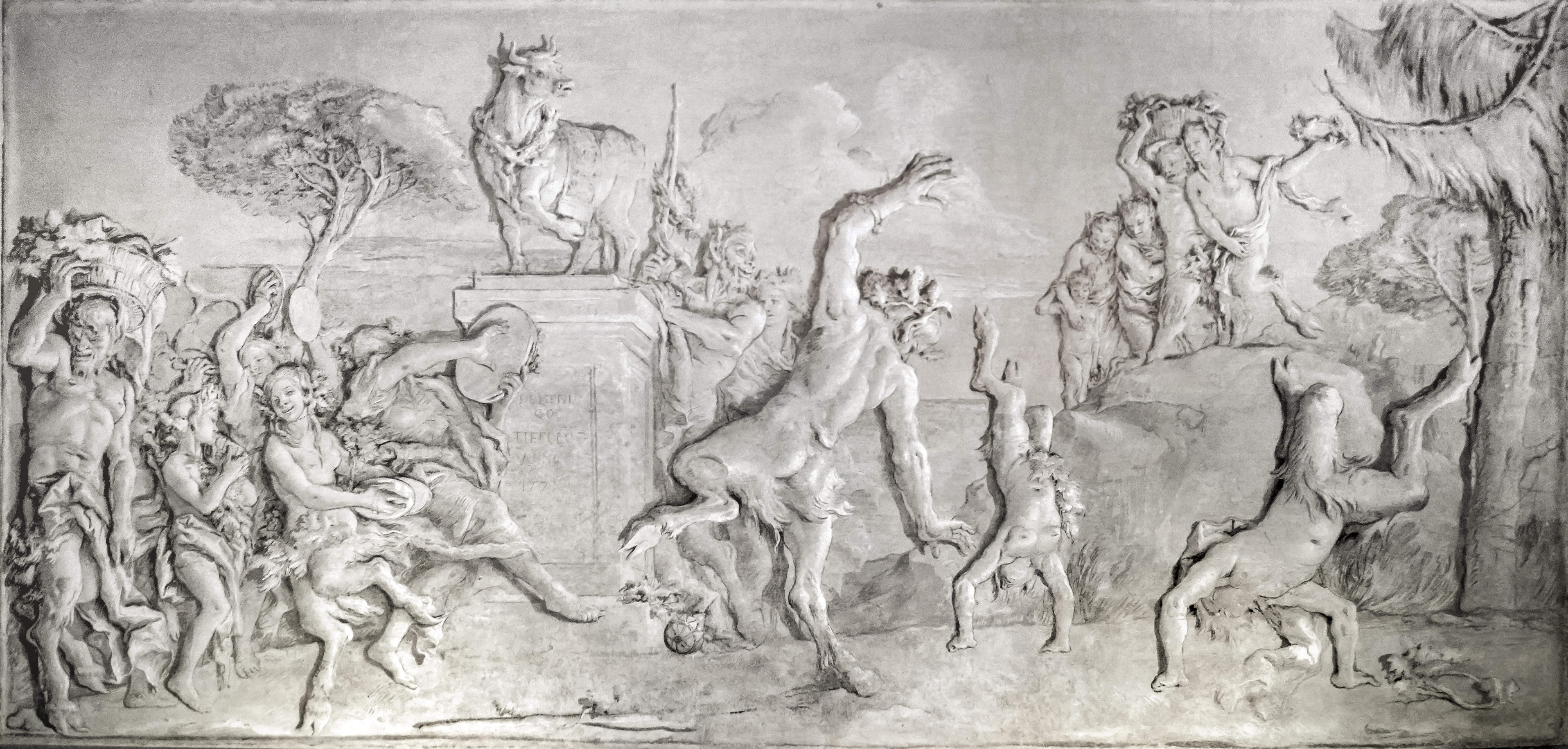
La danza dei satiri
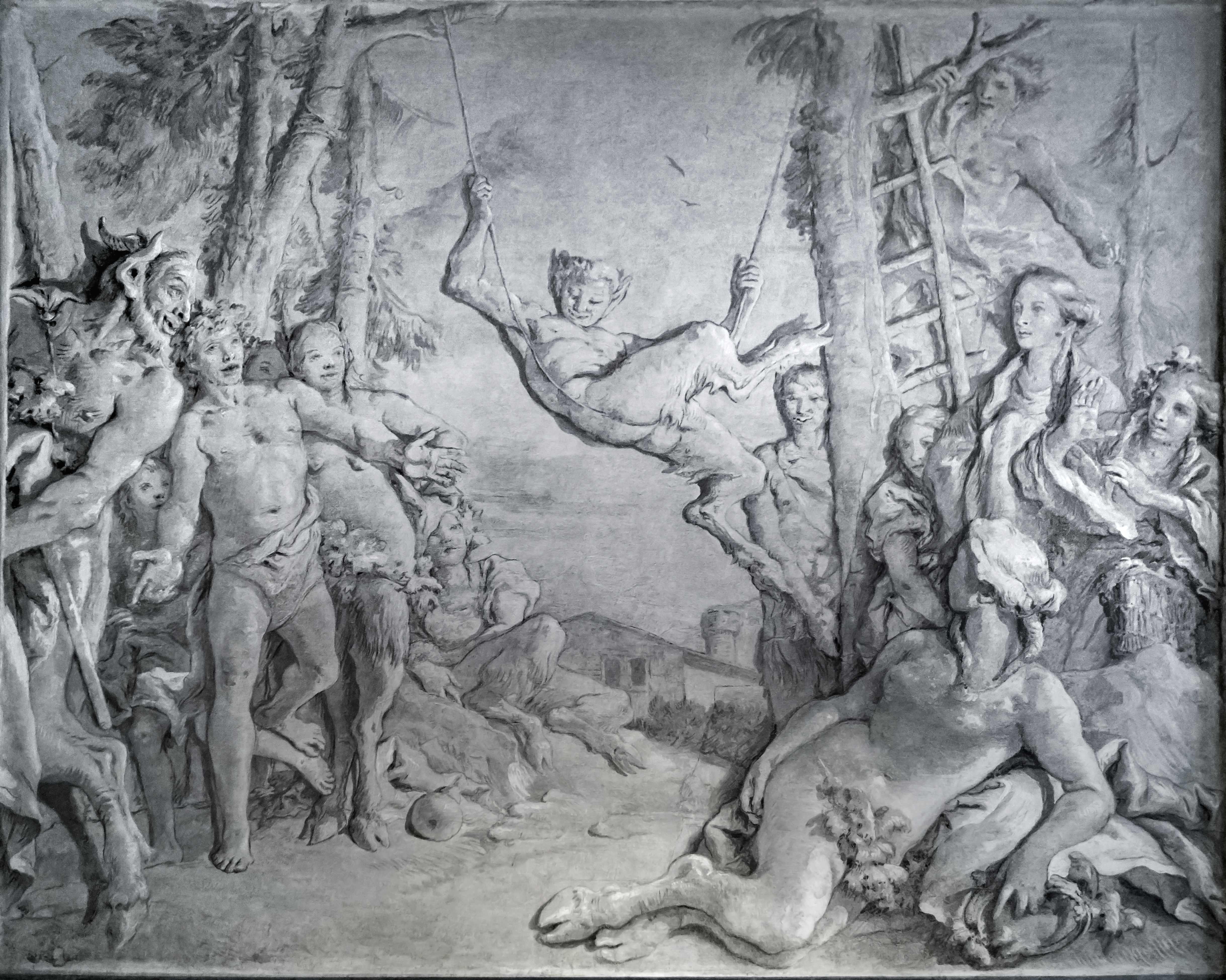
L’altalena del satiro
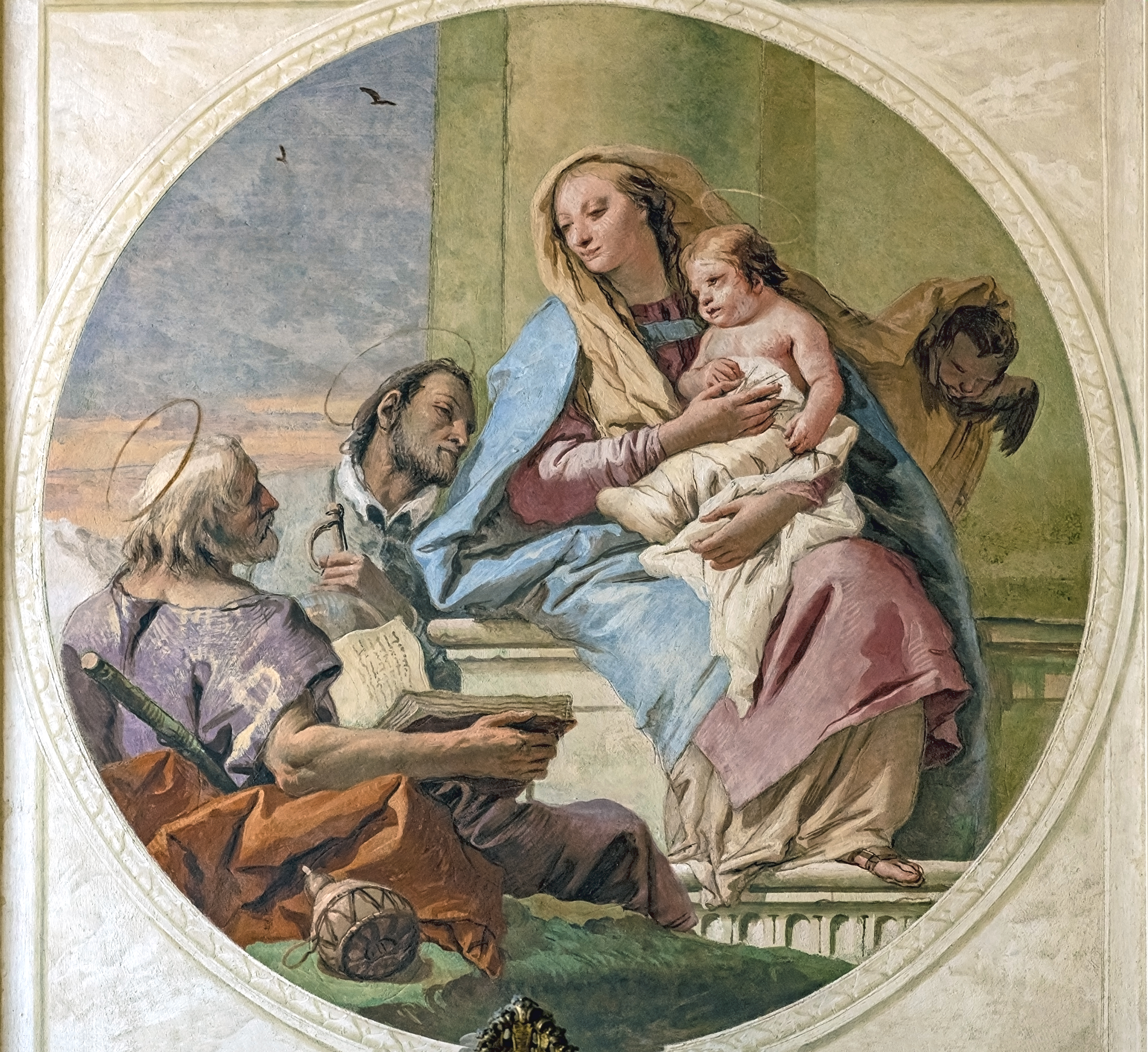
Madonna z dzieciątkiem, kaplica Zianigo.
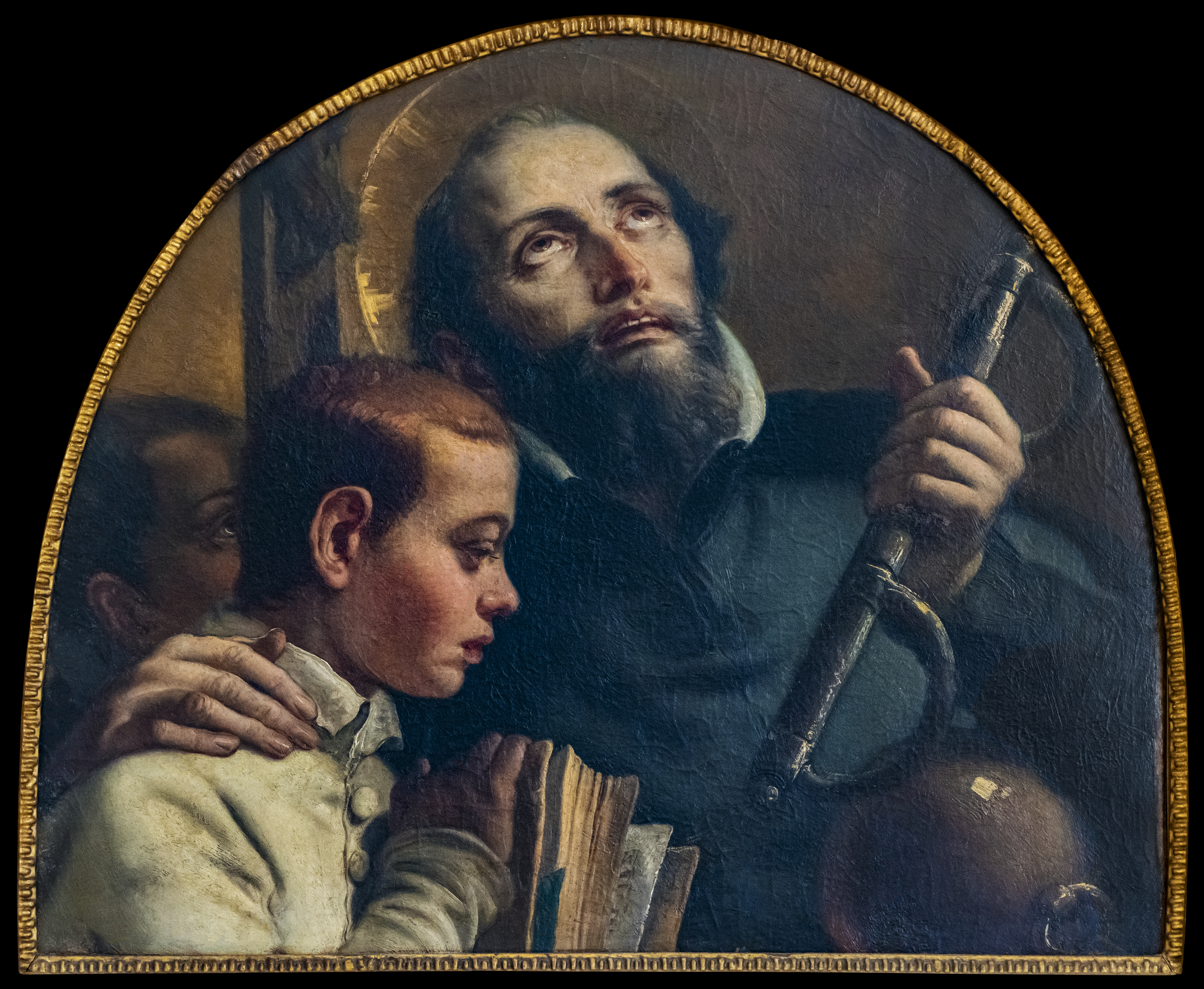
Św. Hieronim Emiliani

##### Pokój z klawesynem i korytarz
Pokój z klawesynem i korytarz (wł. Sala del Clavicembalo e passaggio) nawiązuje do atmosfery wiejskich willi, w których bogate rodziny weneckie spędzały wolny czas. Szafki i drzwi pochodzą z willi Mattarello w Arzignano niedaleko Vicenzy. Tematem temperowych, utrzymanych w różowych tonacjach i technice chiaroscuro dekoracji, zdobiących dwie duże szafy z podwójnymi drzwiami, są alegorie Czterech pór roku. Na drzwiach do pokoju znalazły się sceny z wiejskie i myśliwskie. Na środku pokoju stoi rzadki egzemplarz klawesynu z pierwszych dekad XVIII wieku, z trzema bogato rzeźbionymi i złoconymi nogami. W pokoju znajdują się również dwa obrazy. Pierwszy z nich, Biesiada u Abigail i Nabala, jest przykładem współpracy między malarzem postaci Franceskiem Zugno, a malarzem wedut, Francesco Franceskiem Battaglioli. Drugi obraz to praca o charakterze dewocyjnym Gaspare Dizianiego. Pasaż prowadzący do parlatorium zdobią niewielkie obrazy pędzla takich artystów jak: Pietro Longhi, Francesco Guardi i Giuseppe Zais.

##### Sala rozmównicy
Ściany Sali rozmównicy (wł. Sala del parlatorio) zdobią dwa znane obrazy Francesca Guardiego: Rozmównica mniszek w klasztorze św. Zachariasza oraz Ridotto pałacu Dandolo w San Moisè, oba namalowane w drugiej połowie lat 40. XVIII wieku, zapowiadające weduty miasta, których tworzenie artysta rozpoczął pod koniec następnej dekady. Pierwszy z tych obrazów jest flankowany dwoma portretami pędzla Pietra Longhiego. Obok drugiego obrazu znalazły się dwa szkice, jeden autorstwa Giovanniego Battisty Tiepola, a drugi – Bartolomea Nazari. Meble, pokryte lakierem w kolorach zielonym i żółtym, z motywami roślinnymi pochodzą z Palazzo Calbo Crotta w Scalzi. Fresk na suficie pochodzi z Palazzo Nani w Cannaregio, gdzie został umieszczony w latach 30. XX wieku. Przedstawia Harmonię Małżeńską ukoronowaną przez Cnoty w obecności Sprawiedliwości, Roztropności, Powściągliwości, Sławy, Obfitości i Boskości.

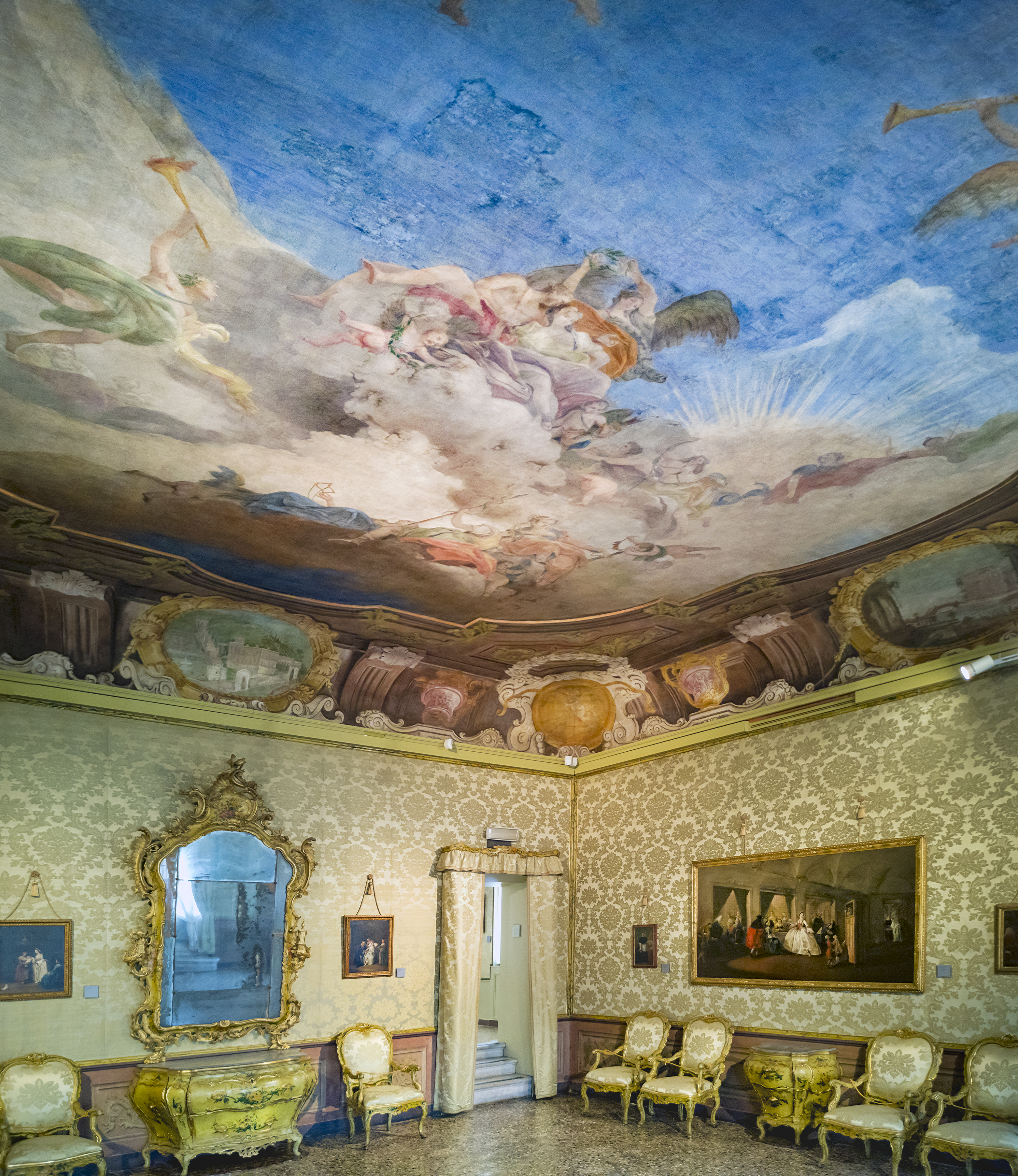
Sala rozmównicy
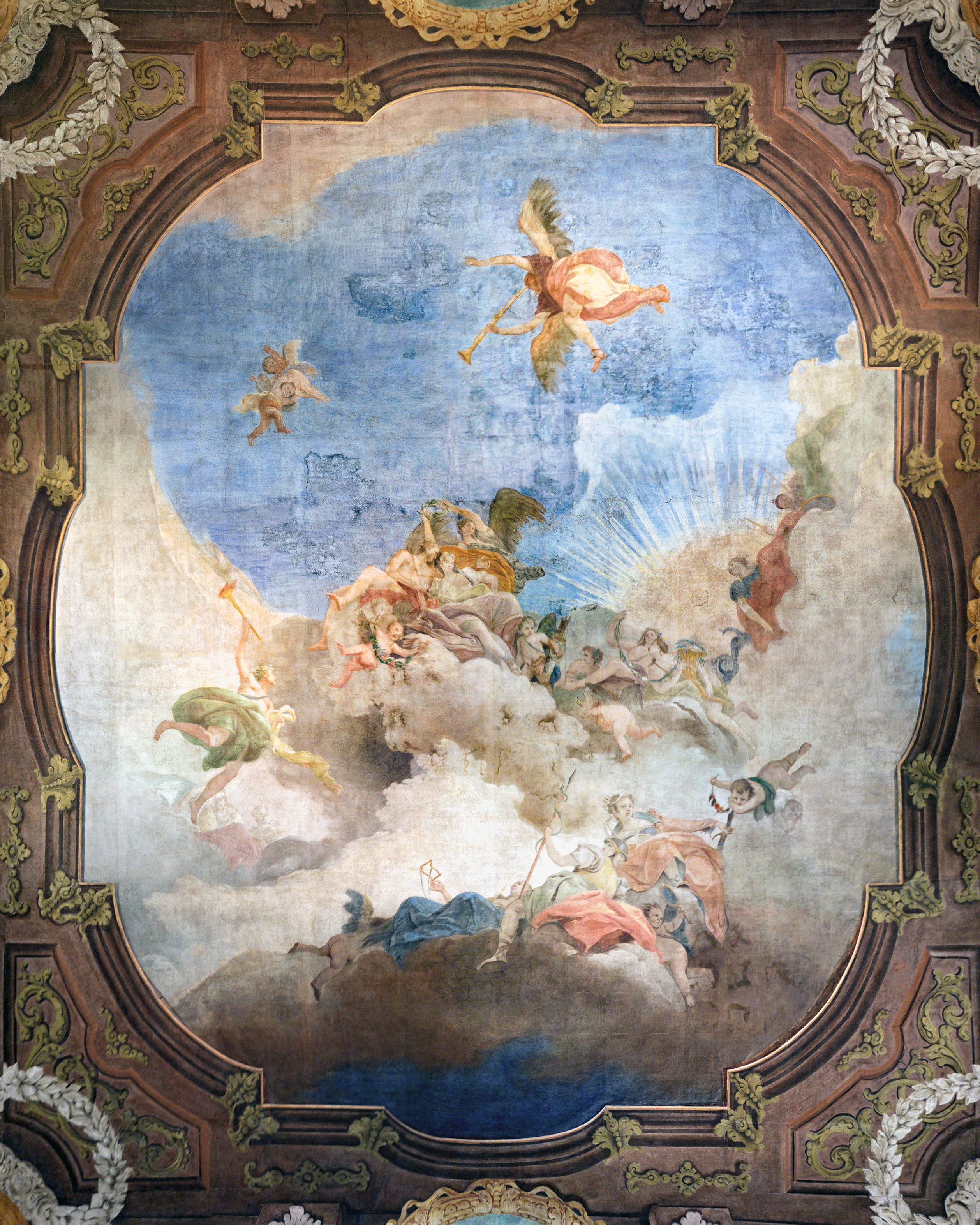
Fresk Costantino Cediniego.
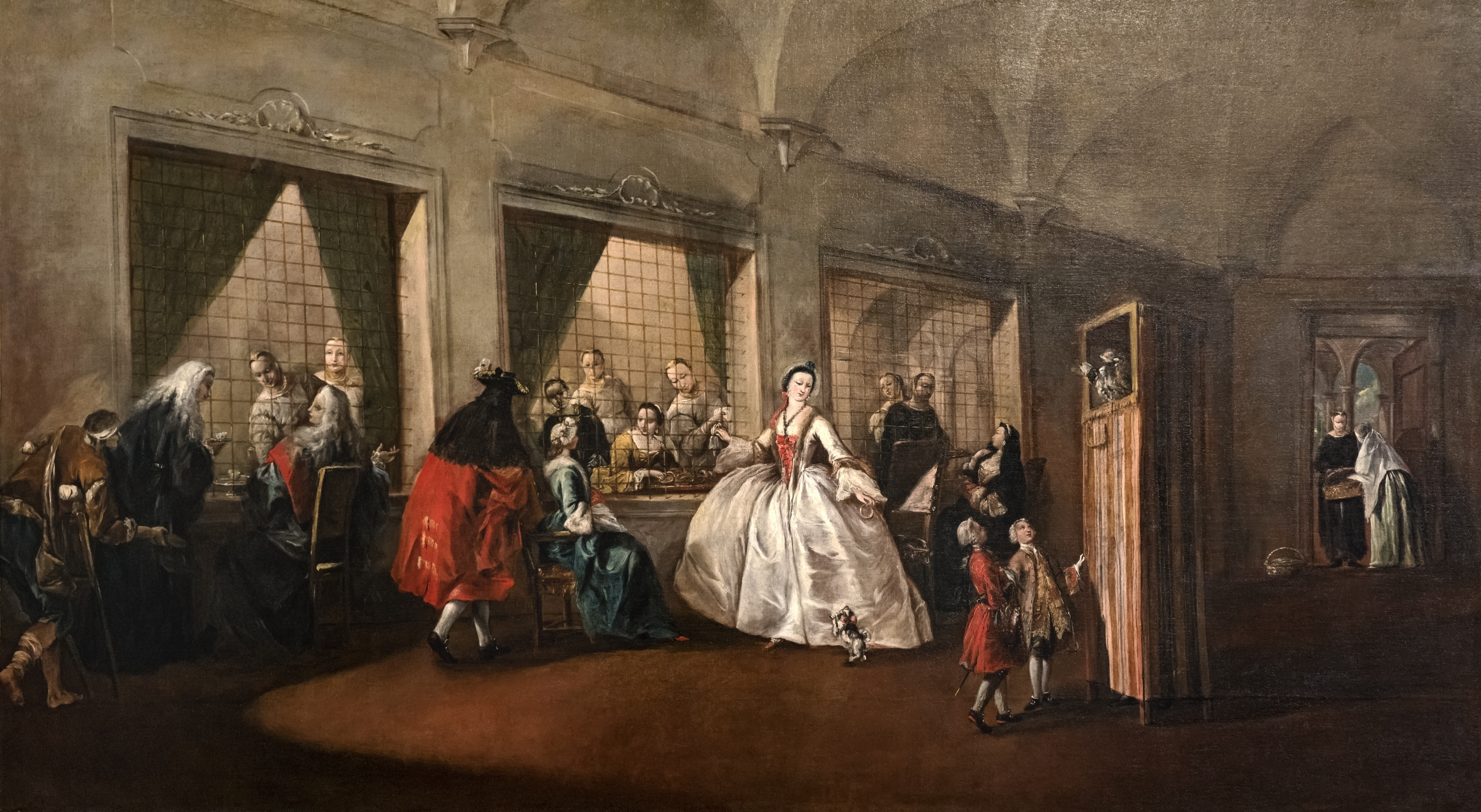
Francesco Guardi, Rozmównica mniszek w klasztorze św. Zachariasza
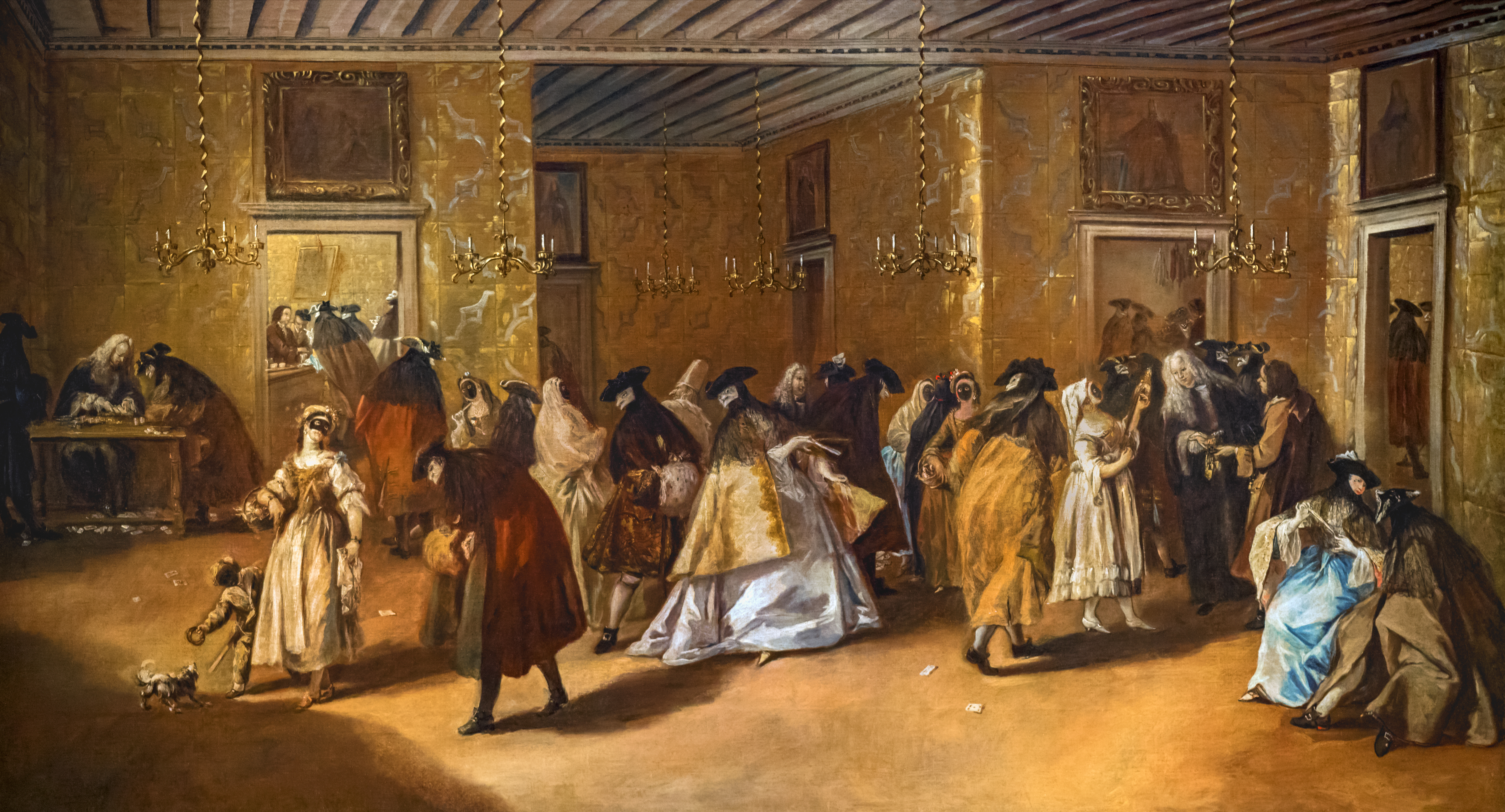
Francesco Guardi, Ridotto pałacu Dandolo w San Moisè
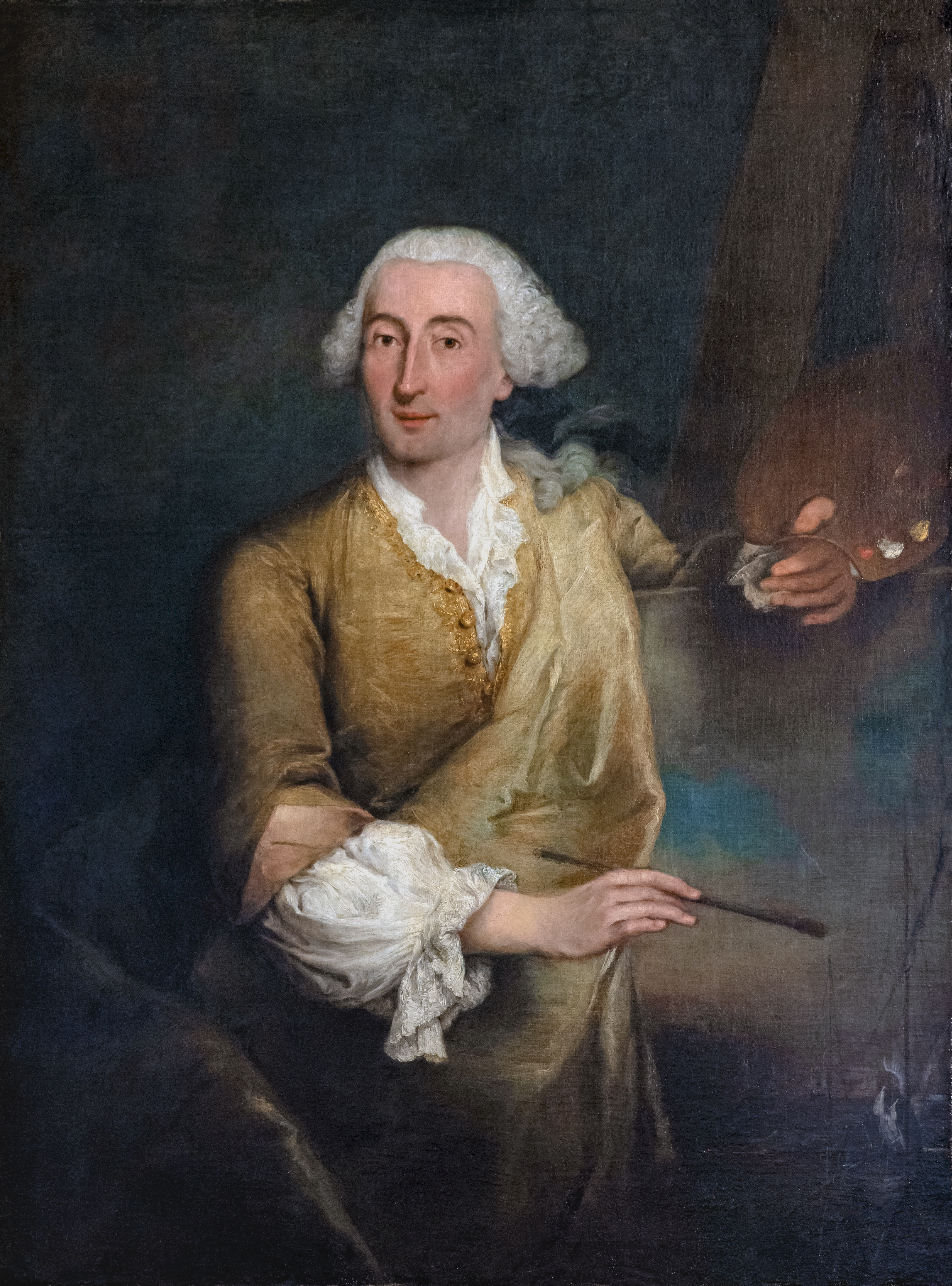
Portret Francesco Guardiego, mal.  Pietro Longhi
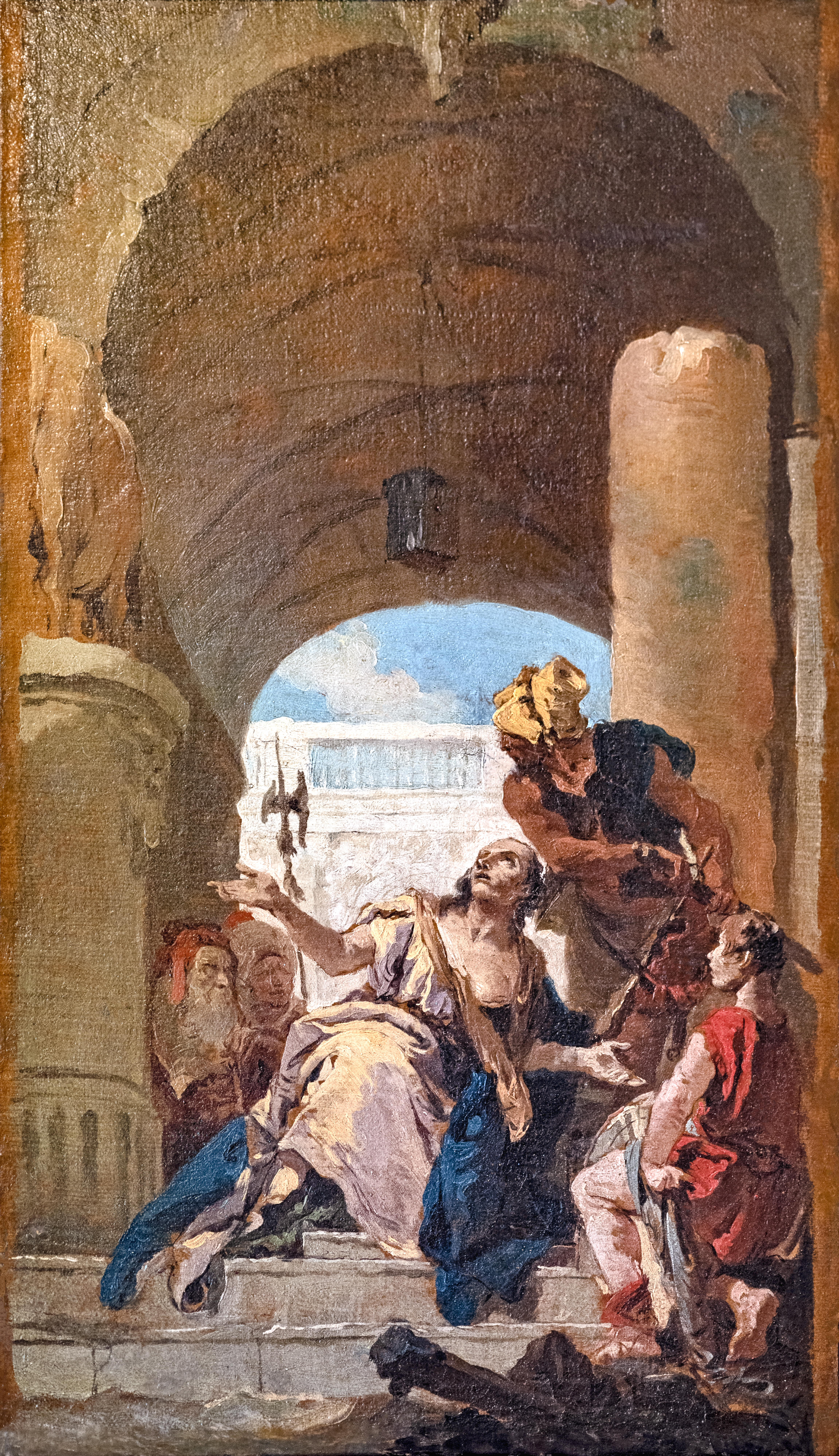
Męczeństwo świętej Teodory z Rzymu Giambattisty Tiepolo
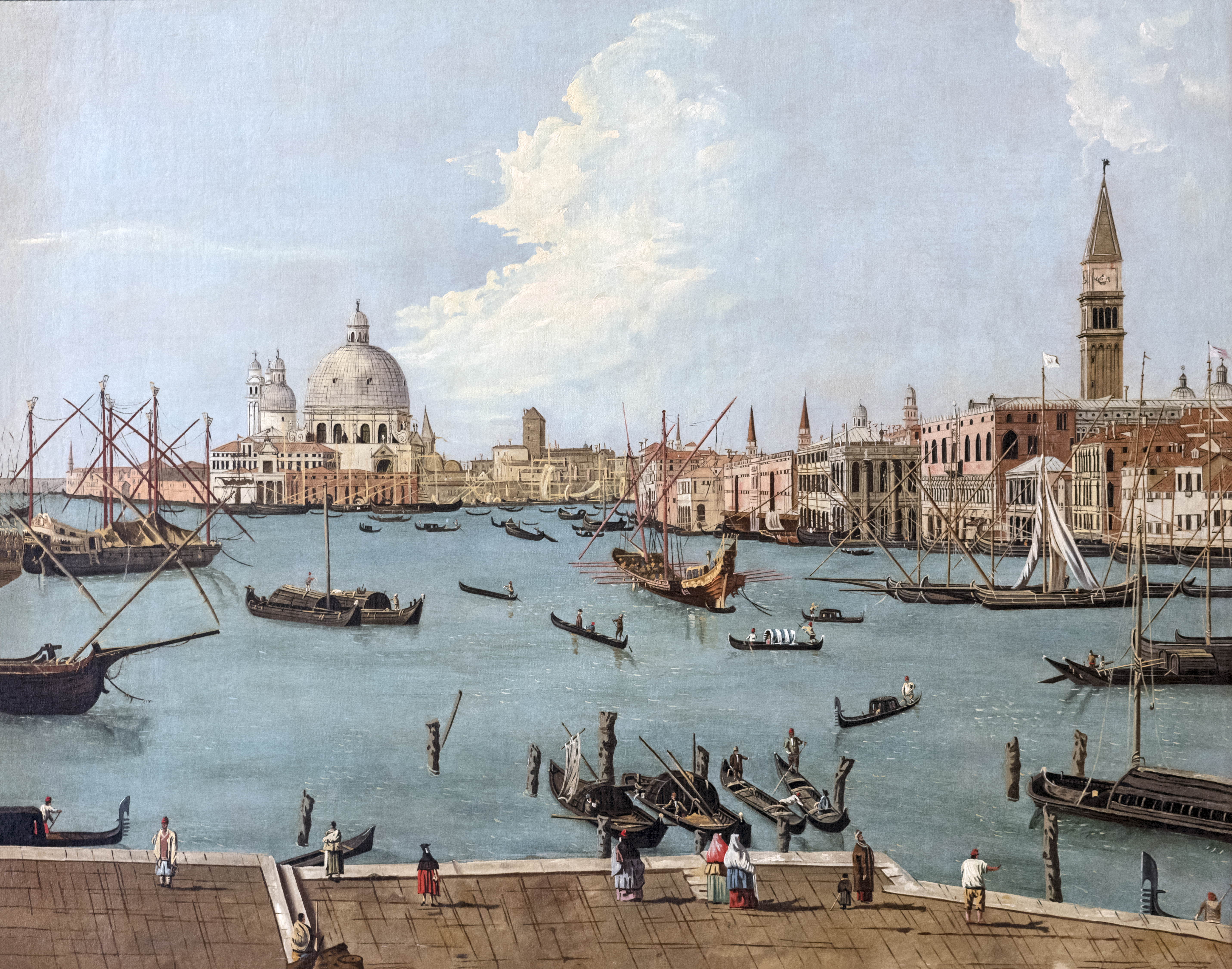
Veduta del bacino di San Marco
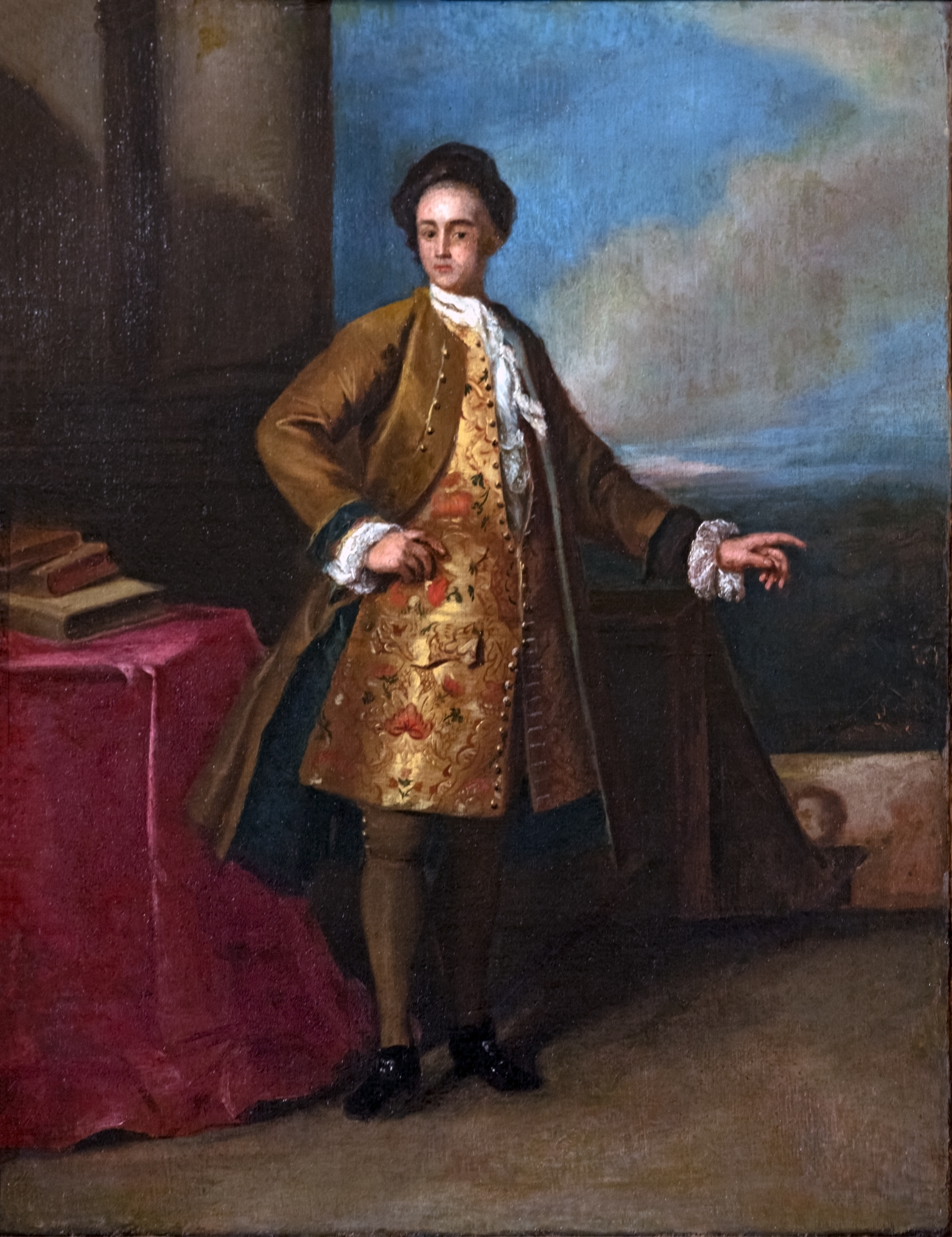
Portret Samuela Egertona, mal. Bartolomeo Nazari
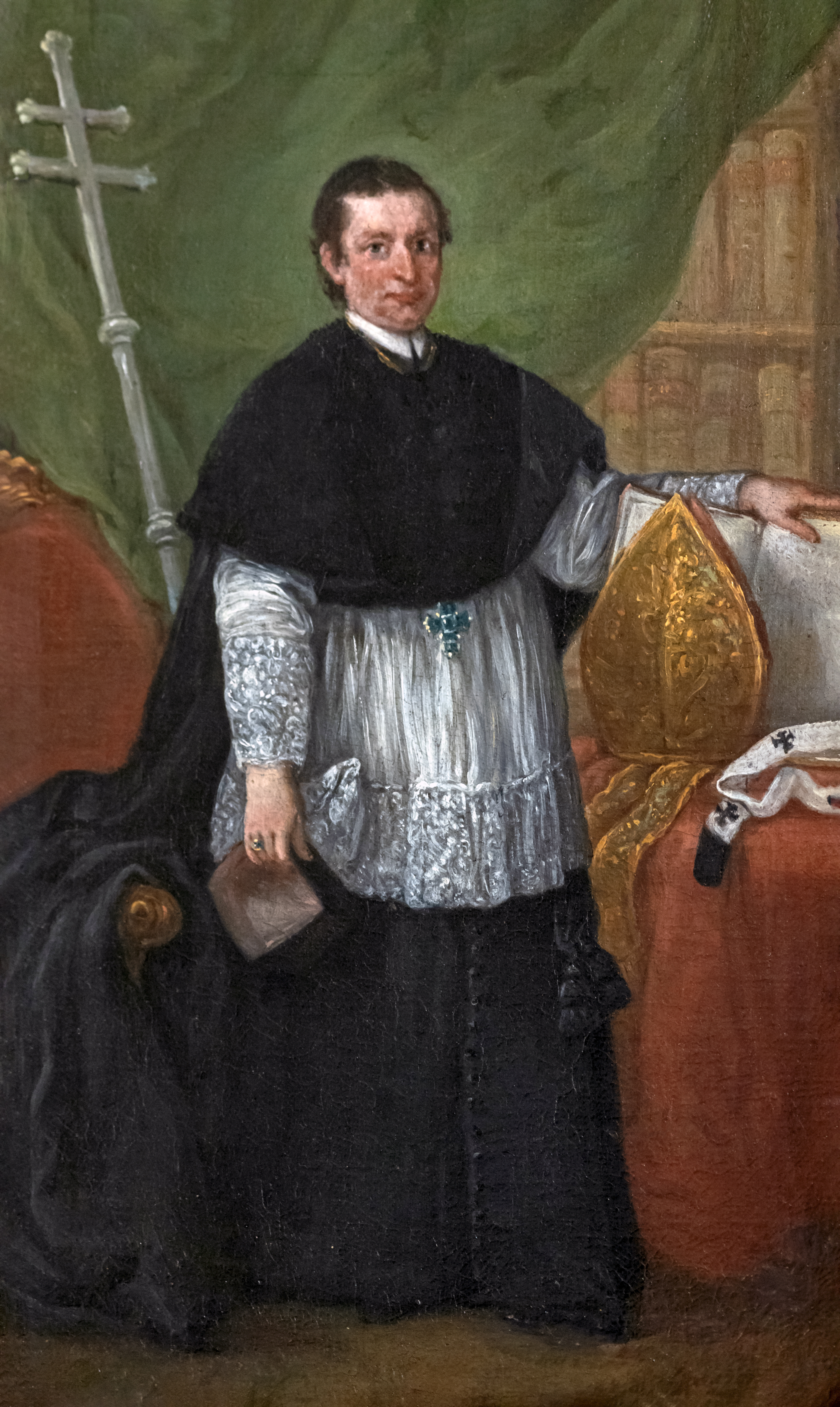
Portret Benedetto Ganassoniego, mal. Pietro Longhi
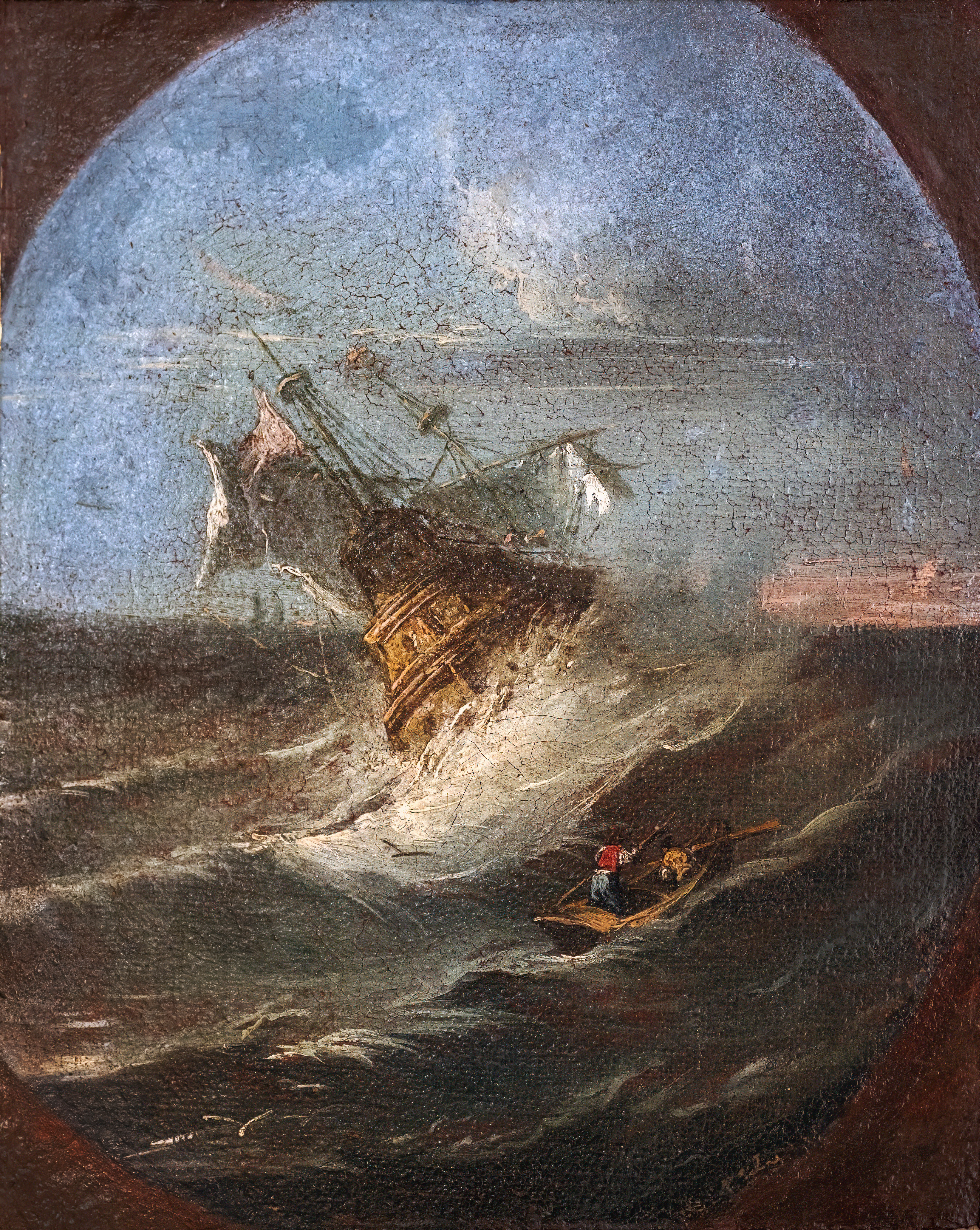
Gale przez Giuseppe Zais

##### Sala Longhiego
Obrazy znajdujące się w tej sali stwarzają okazję porównania dwóch różnych trendów w weneckiej szkole malarskiej XVIII wieku: żywym, zmysłowym, rokokowym, widocznym w alegoryczno-mitologicznych pracach Giovanniego Battista Tiepola, których przykładem jest obraz olejny na suficie, Zefir i Flora, a ironiczno-krytycznym duchem weneckiego Oświecenia, widocznym w obrazach Pietra Longhiego, wiszących na ścianach. Płótno Tiepola, namalowane w latach 30. dla Ca’ Pesaro, należy do wczesnego okresu jego twórczości. Wspólna obecność Zefira, jednego z czterech wiatrów, i Flory stanowi nawiązanie do wiosny, a tym samym do płodności. Kolory są lśniące i przezroczyste. Artysta wirtuozowsko wydobył zmysłowe, cieliste tony i podkreślając kontrasty kolorystyczne. Seria obrazów Pietra Longhiego na ścianach ma za temat sceny z życia codziennego, wizytę w pracowni malarskiej, fryzjera przy pracy, sceny domowe, rodzinne, koncerty, wydarzenia i rozrywki. Longhi jawi się w nich jako wnikliwy obserwator form i sposobów życia, poddający szczegółowej analizie puste zwyczaje i pompatyczne słabości swoich bohaterów i ich świata. Wyróżnia się w przedstawianiu wnętrz domowych tak, jak do pewnego stopnia, Canaletto swoimi wedutami.

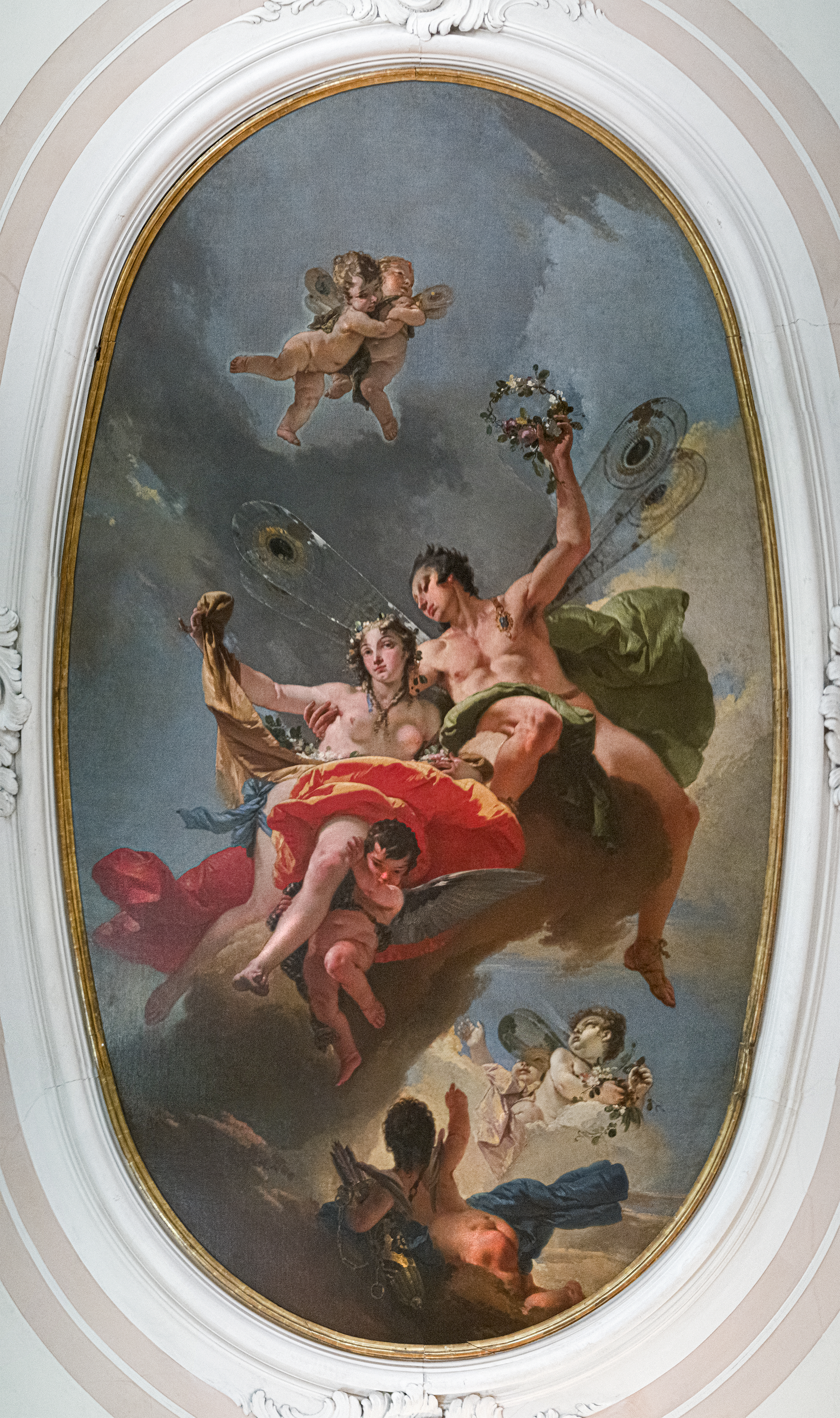
Giovanni Battista Tiepolo, Zefir i Flora
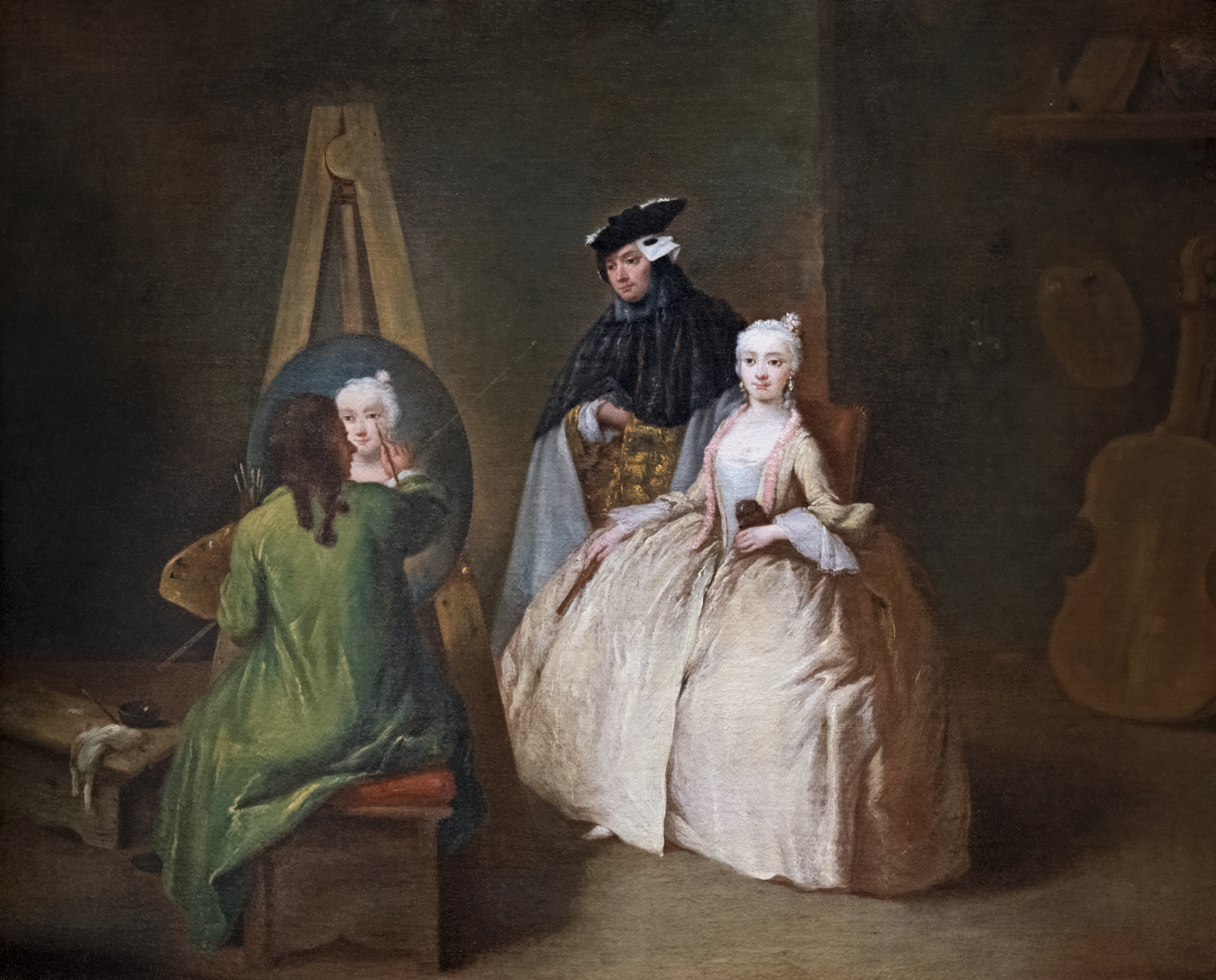
Pietro Longhi, Malarz w studio

##### Sala Zielonych Lakierów
Ozdobą tej sali (wł. Sala delle Lacche Verdi) jest komplet mebli polakierowanych na kolor zielony i złoty, zwany Salotto Calbo-Crotta o motywach chinoiserie, niesłychanie modnych w ówczesnej Wenecji. Komplet stanowi pojedynczy design. Pochodzi z Palazzo Calbo Crotta in Cannaregio. Na suficie sali znajduje się fresk Triumf Diany, Giovanniego Antonia Guardiego, pochodzący z Palazzo Barbarigo-Dabalà w Angelo Raffaele. Alegoryczno-mitologiczne dzieło, powstałe w latach 50. XVIII wieku, jest pierwszorzędnym przykładem umiejętności artysty w stylu rocaille, świetlistym i pełnym fantazji. Ściany pomieszczenia zdobią weduty i pejzaże.

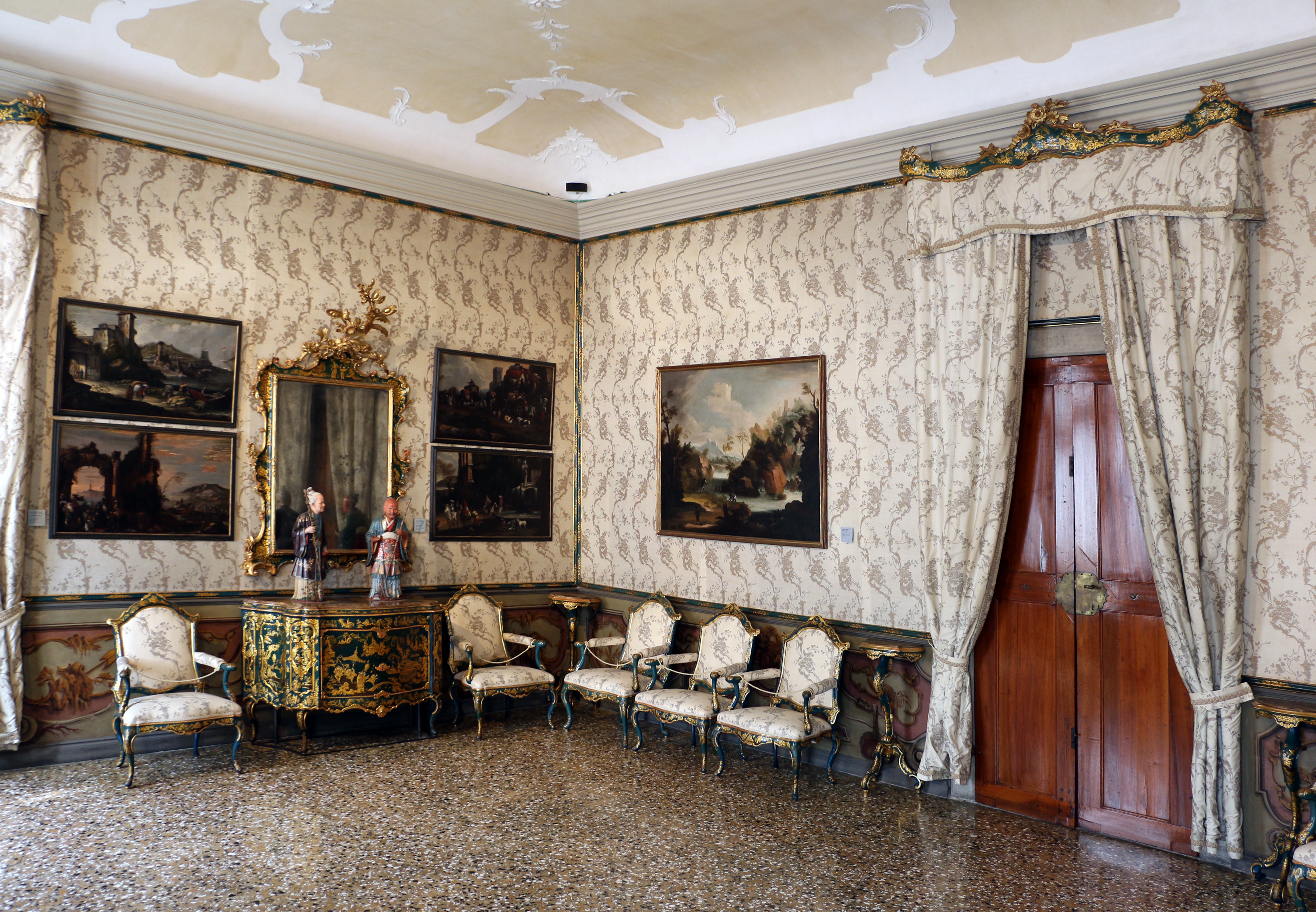
Komplet mebli Salotto Calbo-Crotta
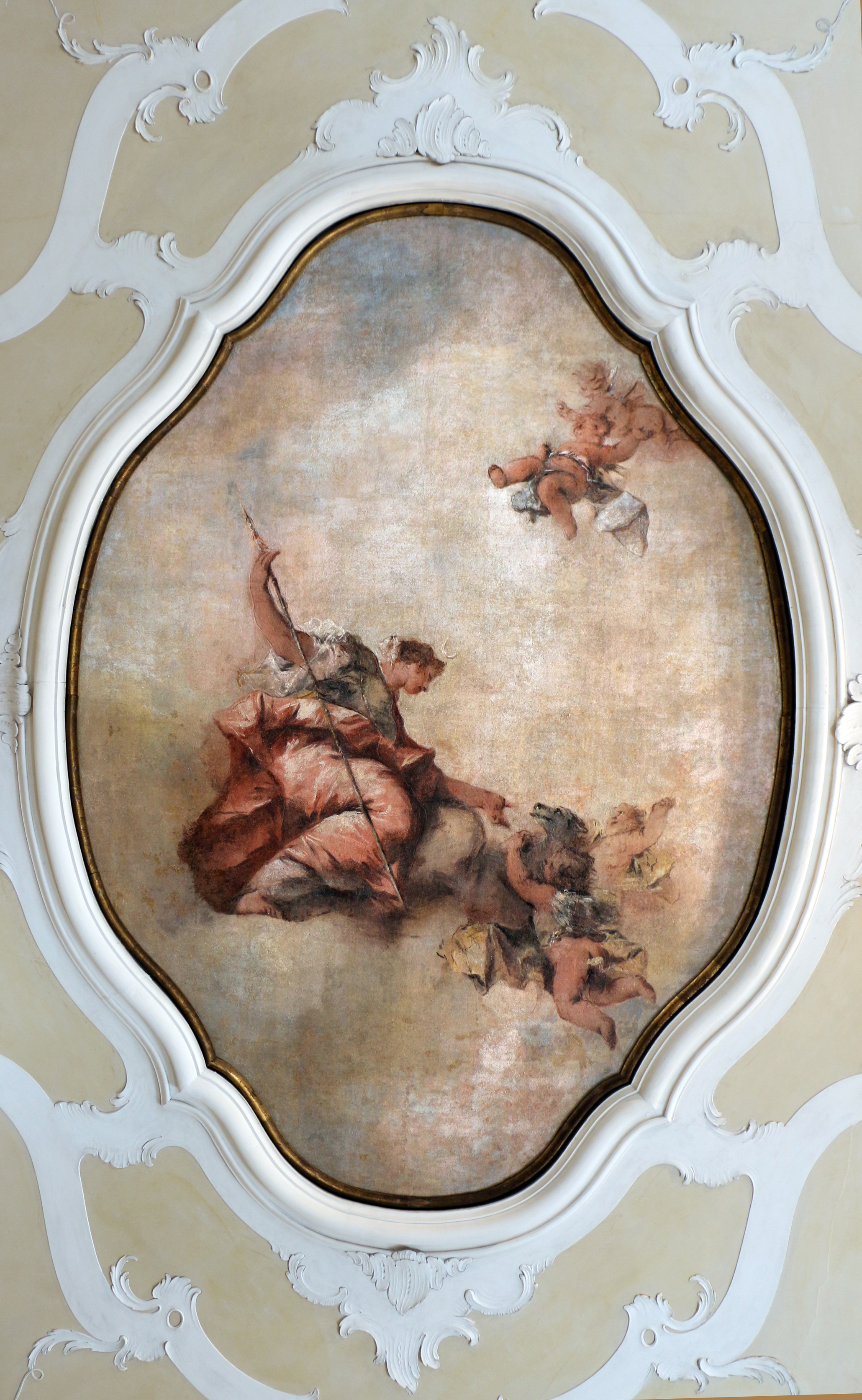
Trionfo di diana – sufit
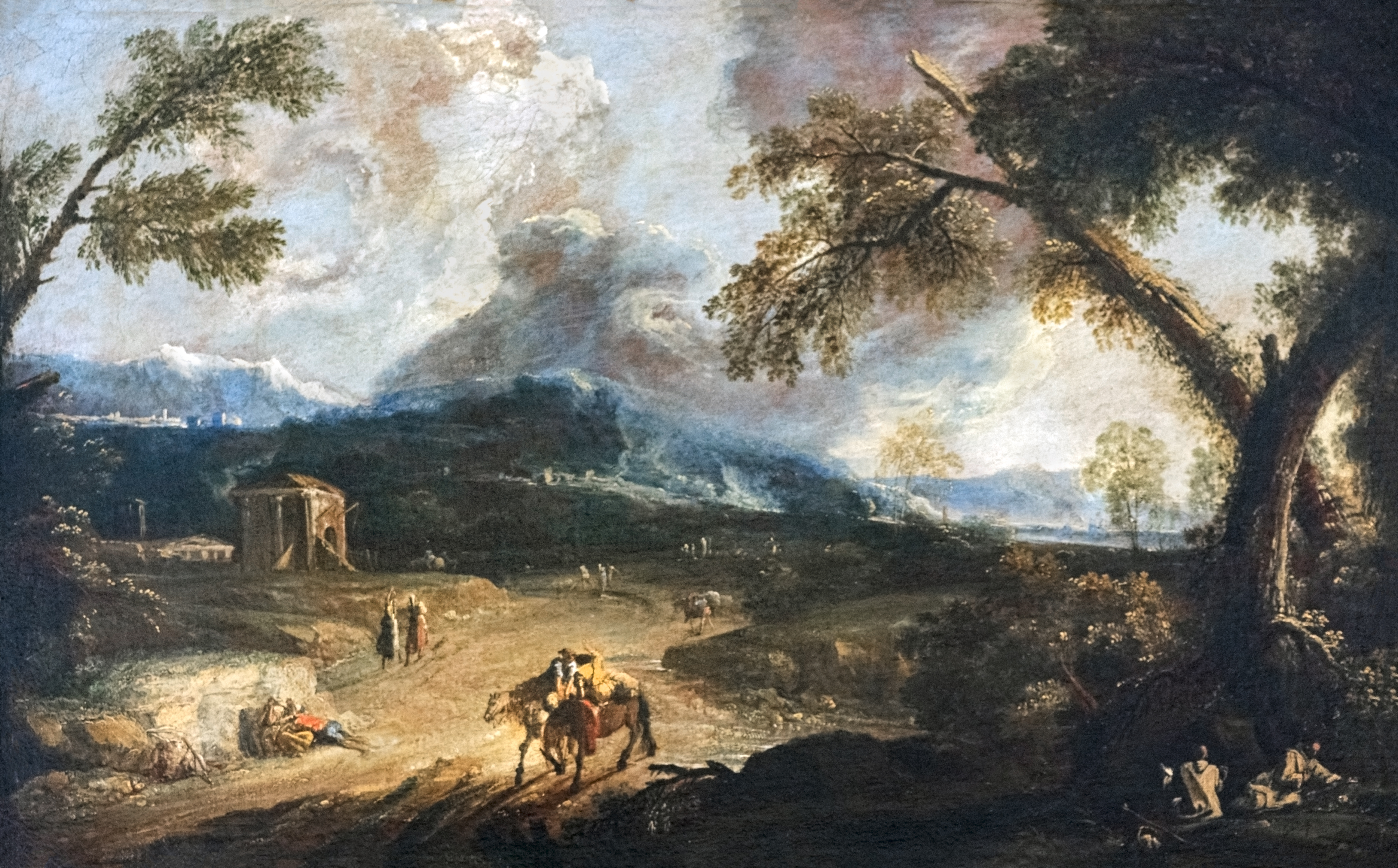
Paesaggio con monaci e viandanti Marco Ricci
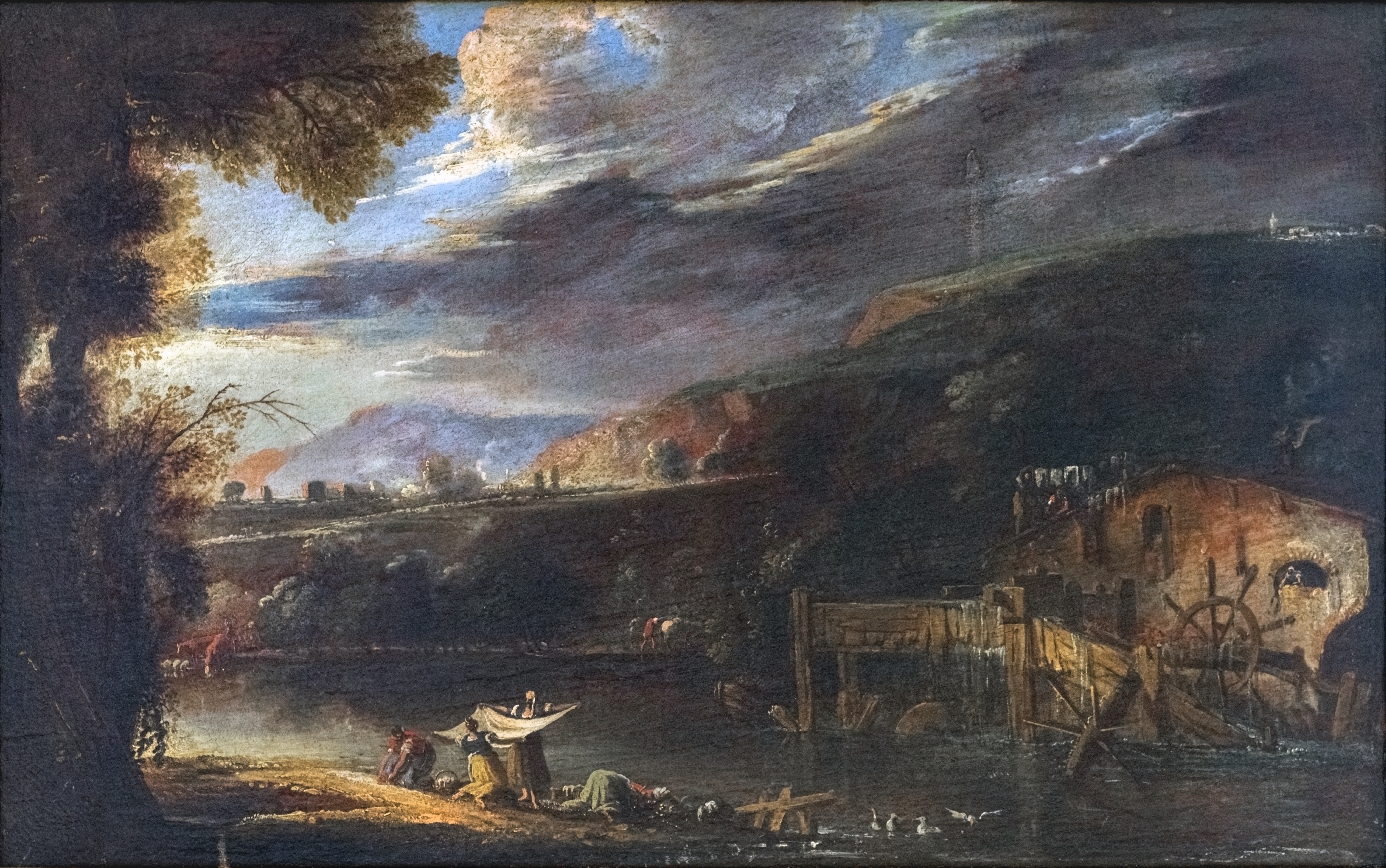
Paesaggio con mulino e lavandaie Marco Ricci
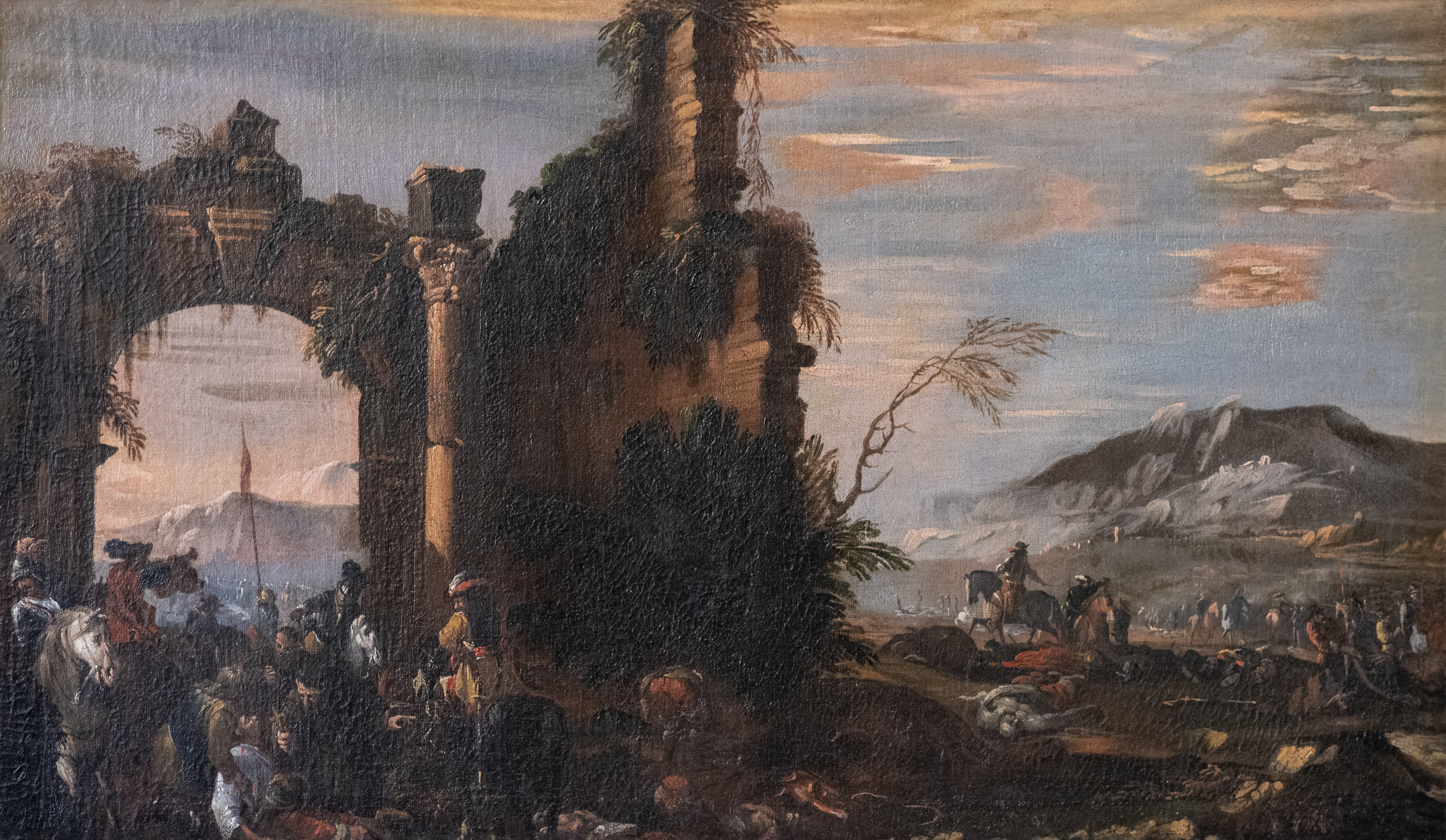
Capriccio con arco Luca Carlevarijs
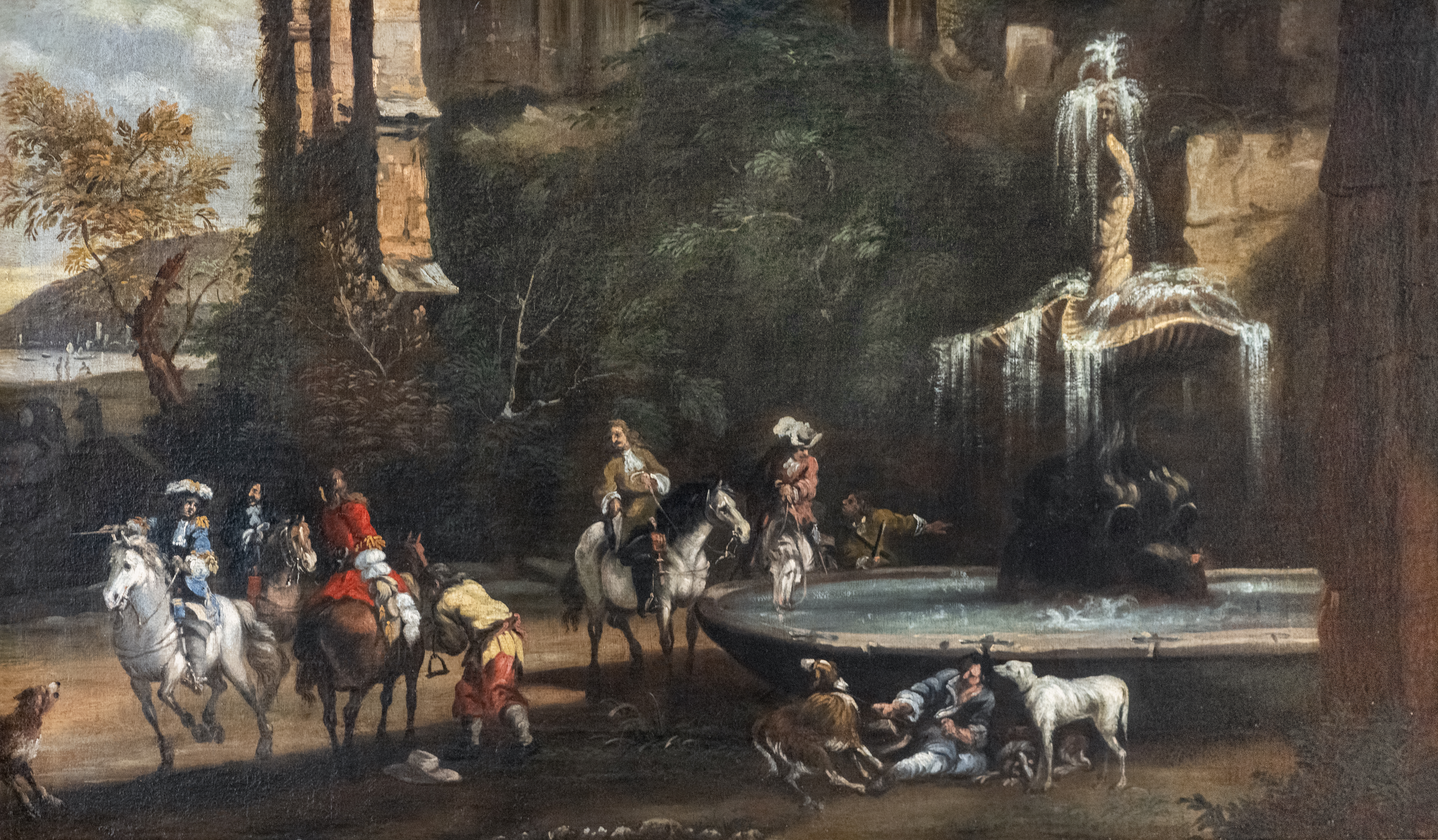
Capriccio con la fontana di Nettuno  Luca Carlevarijs
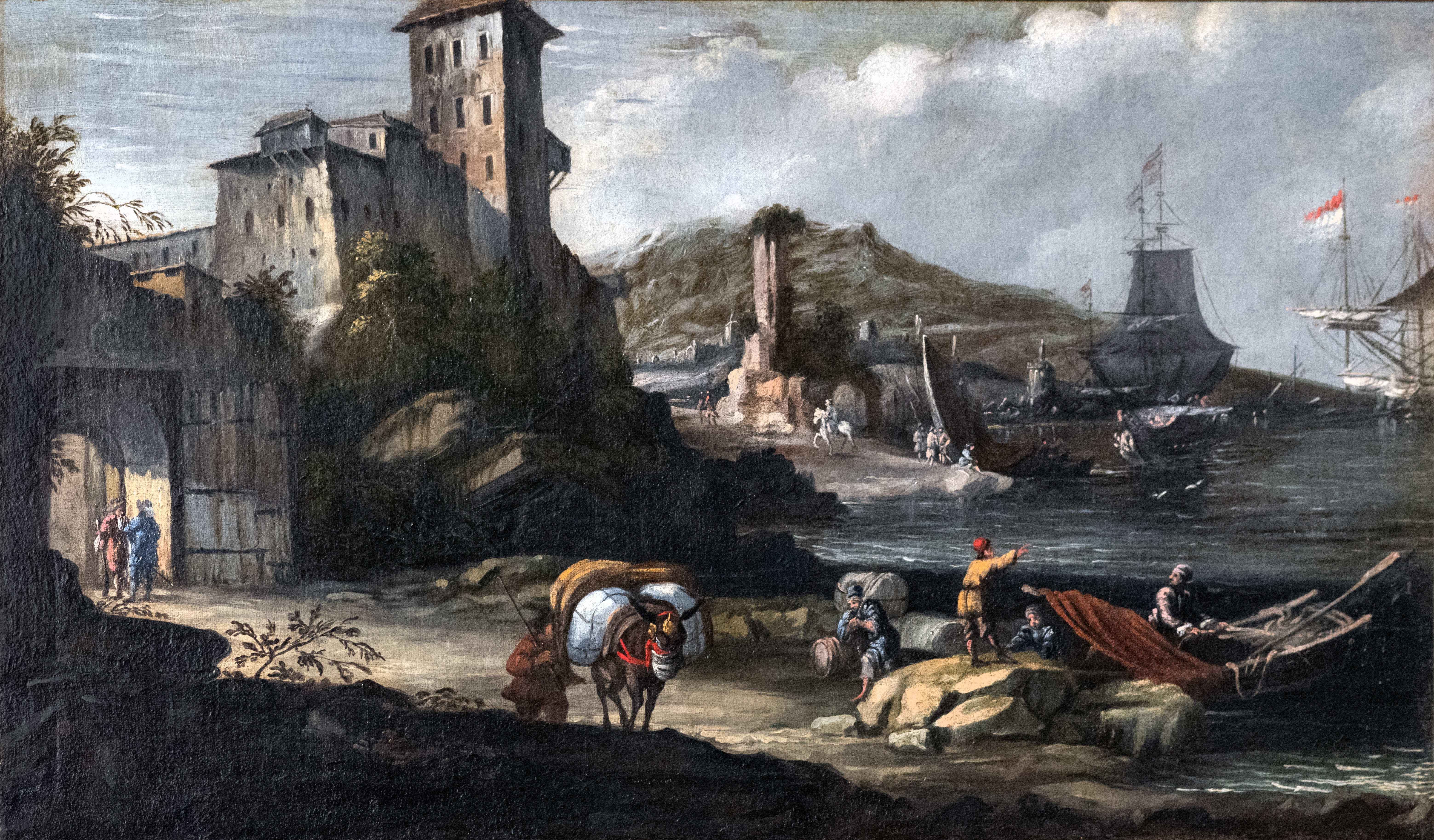
Paesaggio con marina Johann Anton Eisman
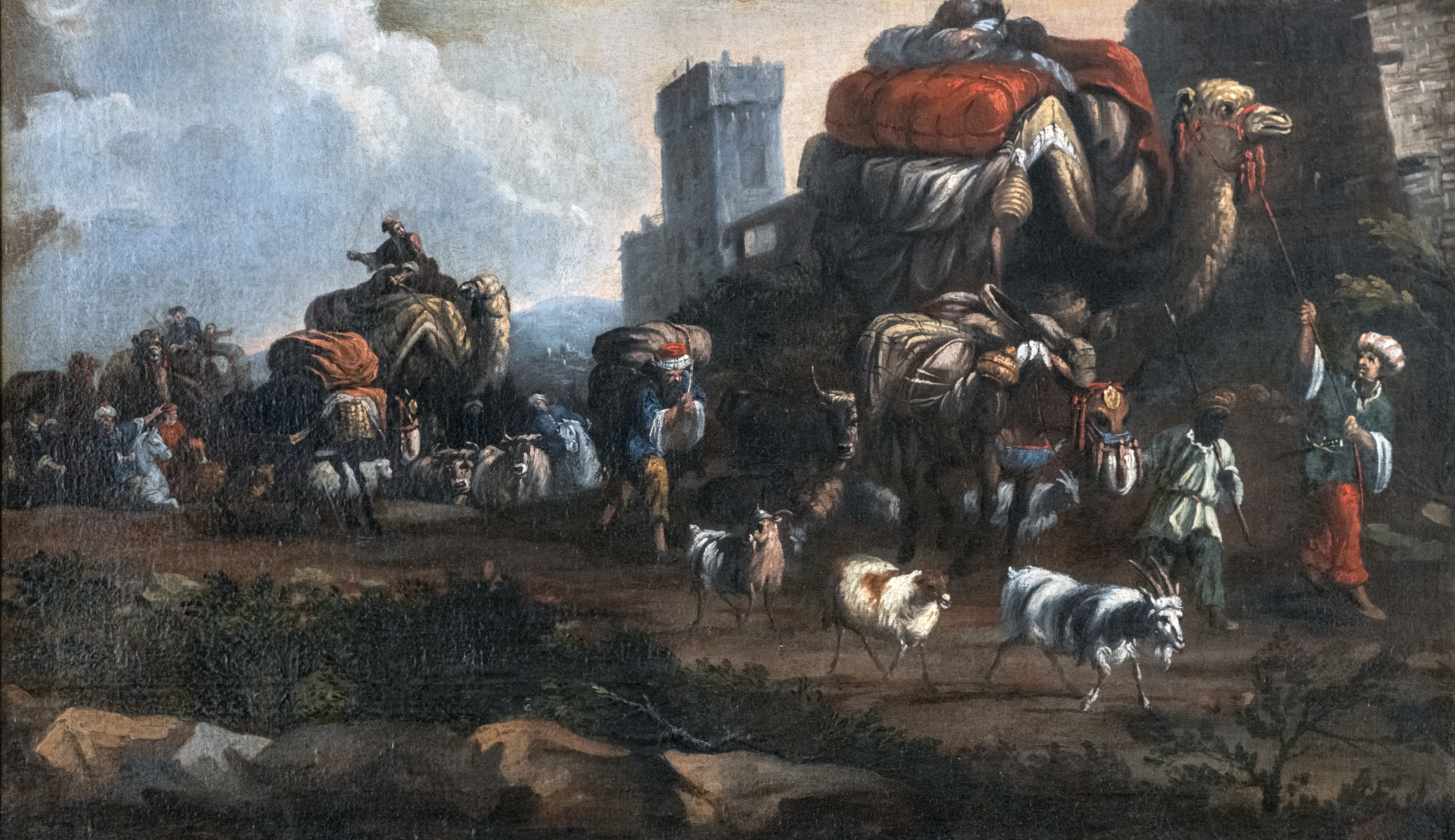
Paesaggio con Carovana by Johann Anton Eisman
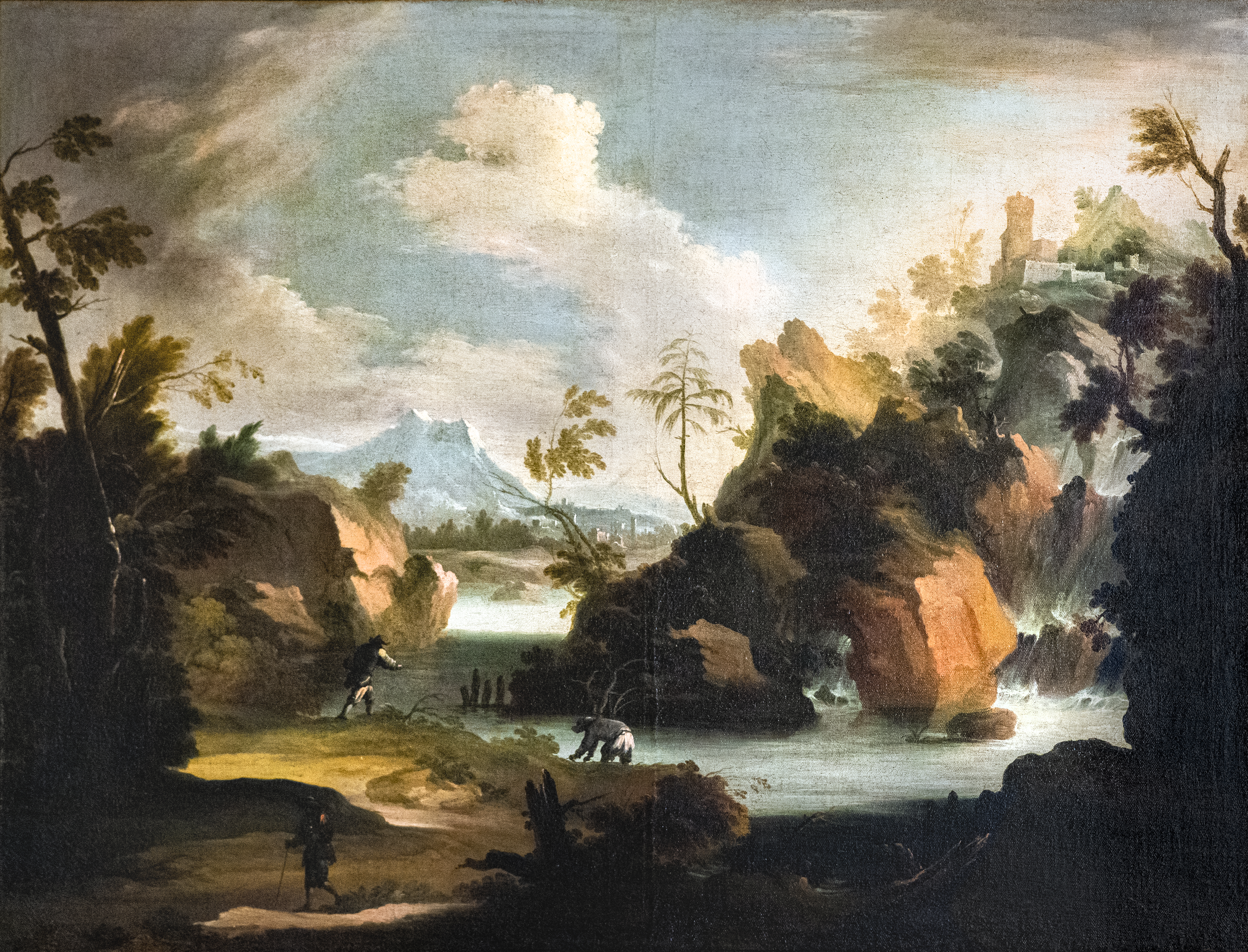
Paesaggio con cascata Jacob de Heusch
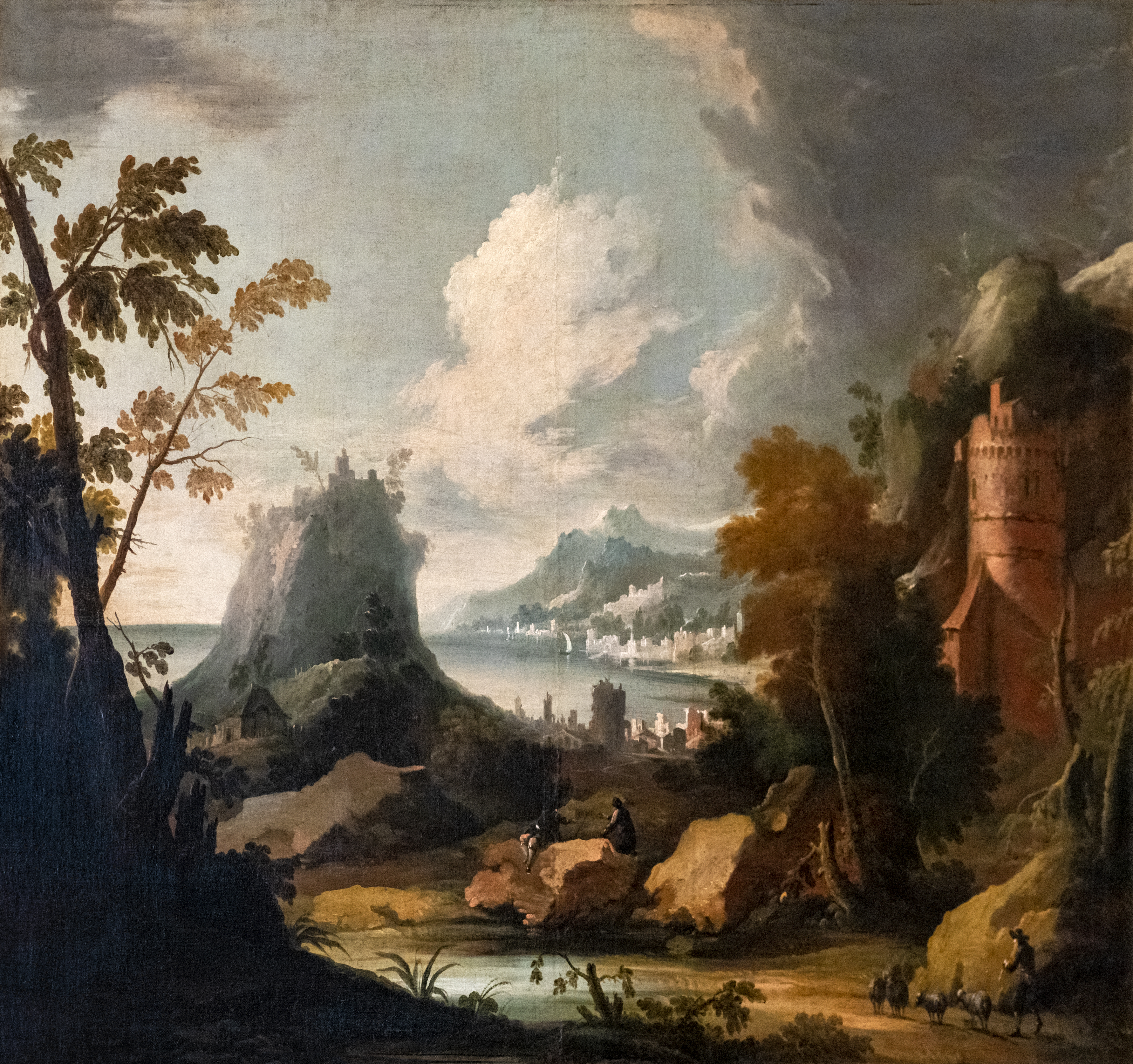
Paesaggio con marina  Jacob de Heusch
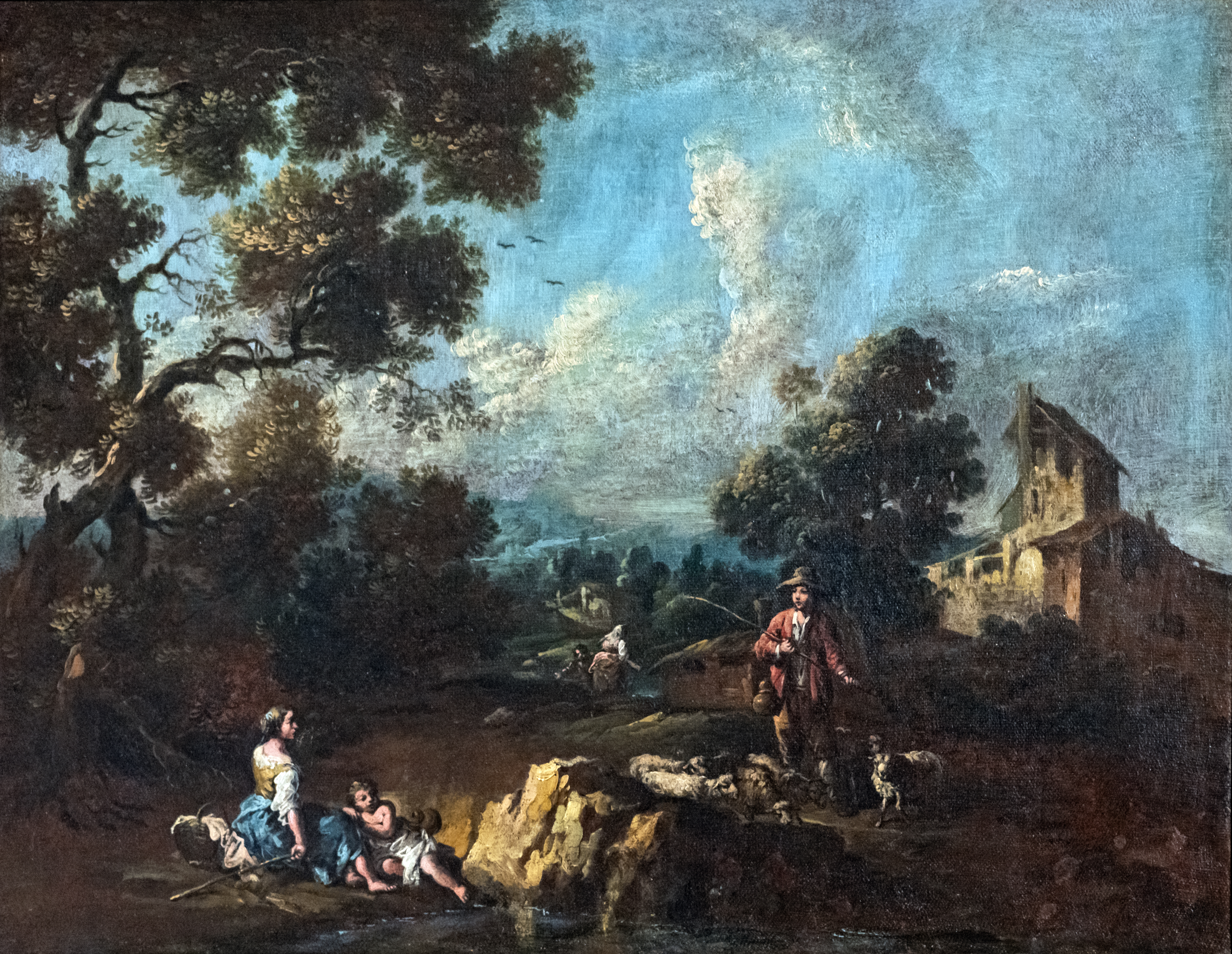
Paesaggio con pastore Giuseppe Zais
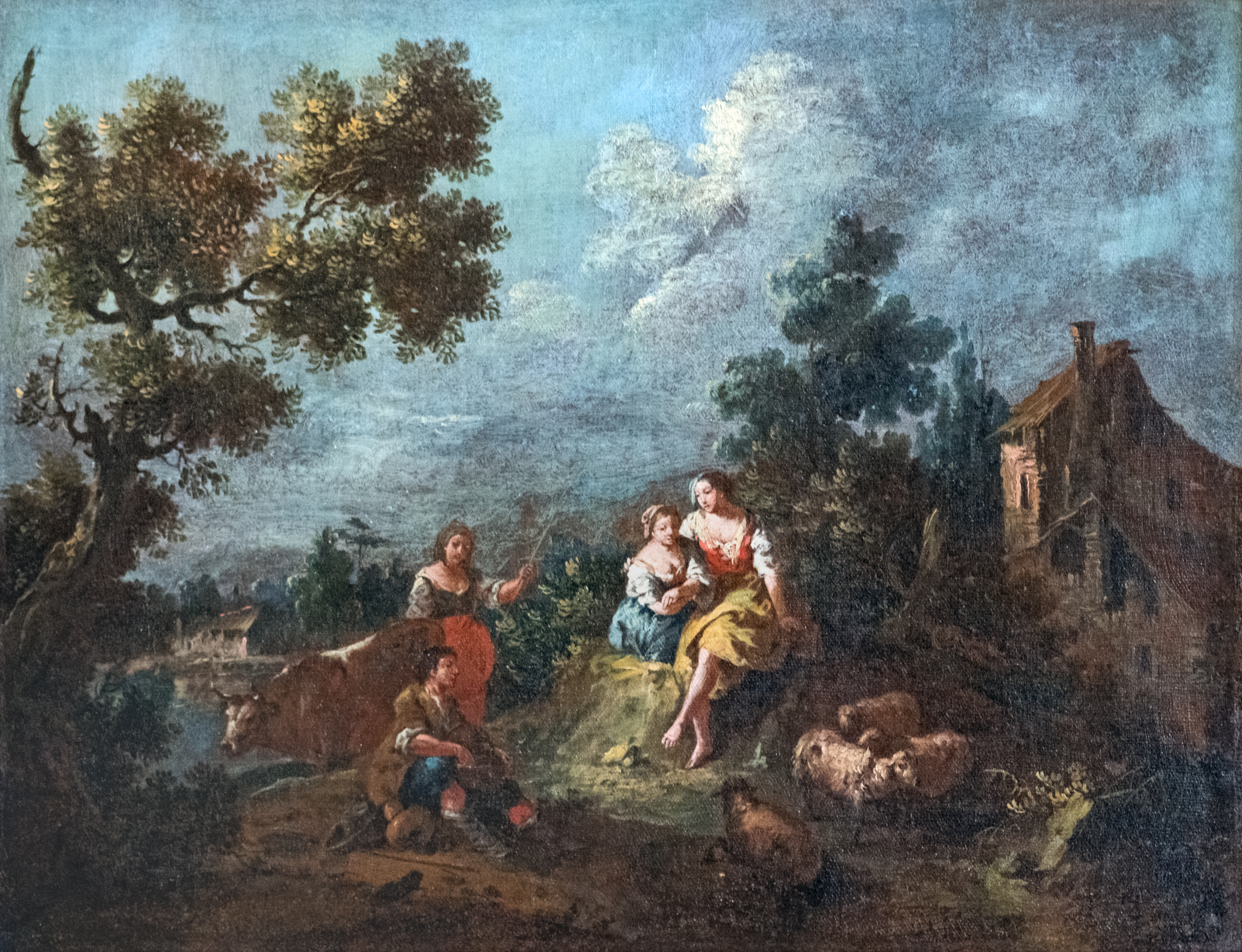
Paesaggio Giuseppe Zais
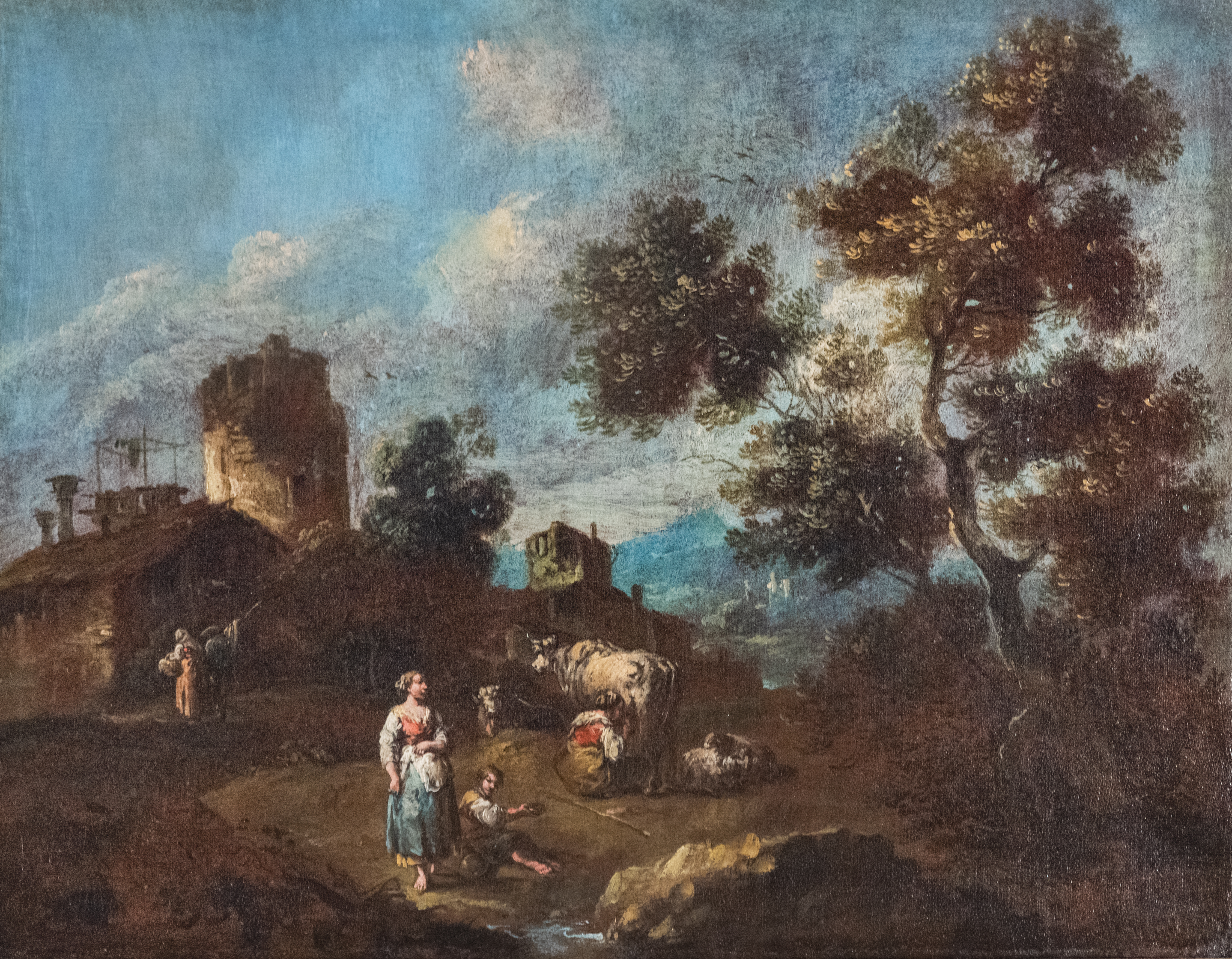
Paesaggio con la mungitura Giuseppe Zais
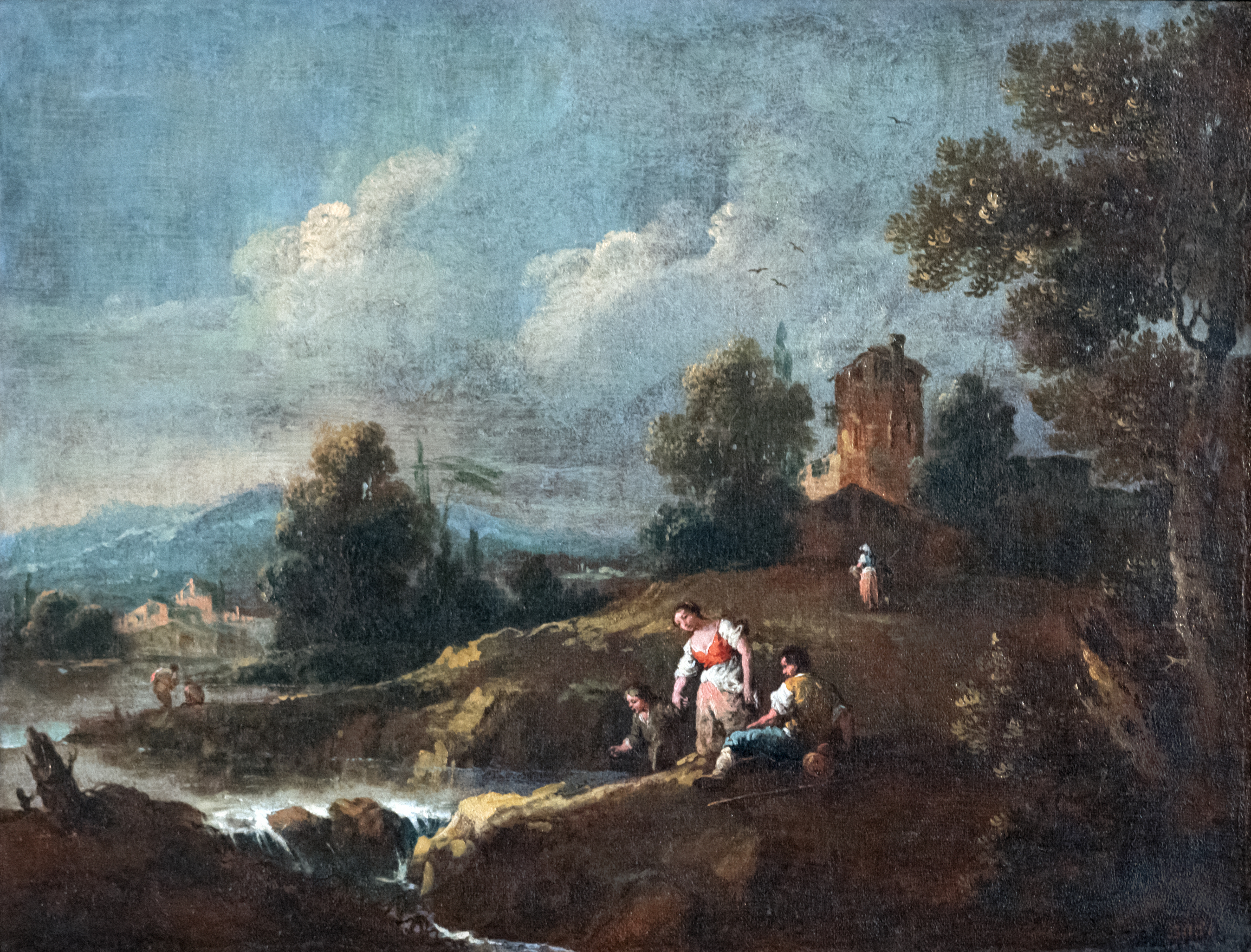
Paesaggio con riposo al torrente Giuseppe Zais

##### Sala Guardiego
W Sali Guardiego (wł. Sala del Guardi) znajdują się trzy kolejne freski tego artysty, pochodzące z Palazzo Barbarigo-Dabalà w Angelo Raffaele, będące częścią tej samej kolekcji, co fresk w Sali Zielonych Lakierów. Są to jego jedyne znane freski. Wyposażenie pokoju stanowią meble polakierowane na zielono, z motywami kwiatowymi, spuścizna po rodzinie Savorgnan Brazzà, kominek z czerwonego marmuru werońskiego z Palazzo Carminati w San Stae oraz kryształowy żyrandol z Murano z II połowy XVIII wieku, wzorowany na podobnych wyrobach czeskich.

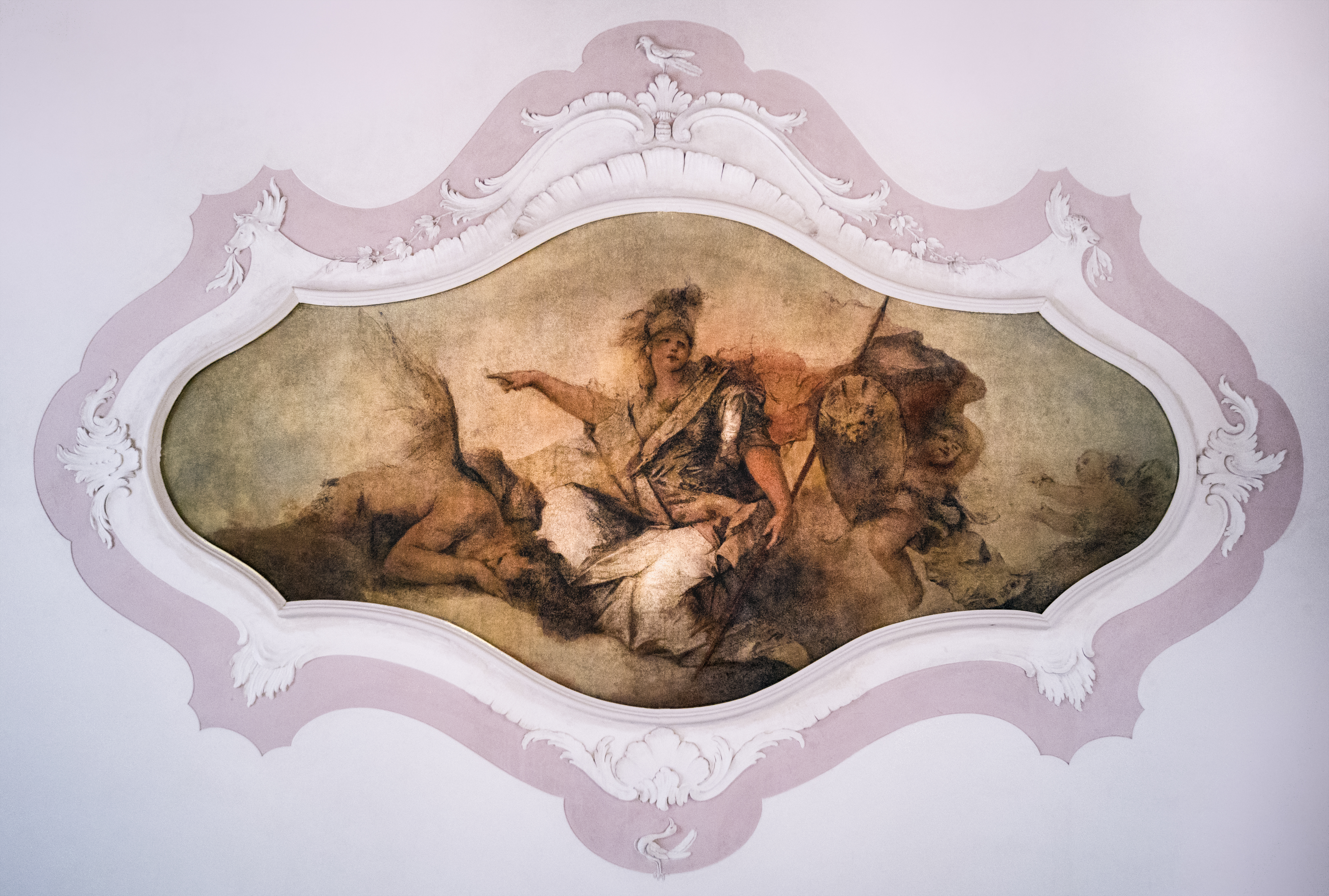
Minerwa
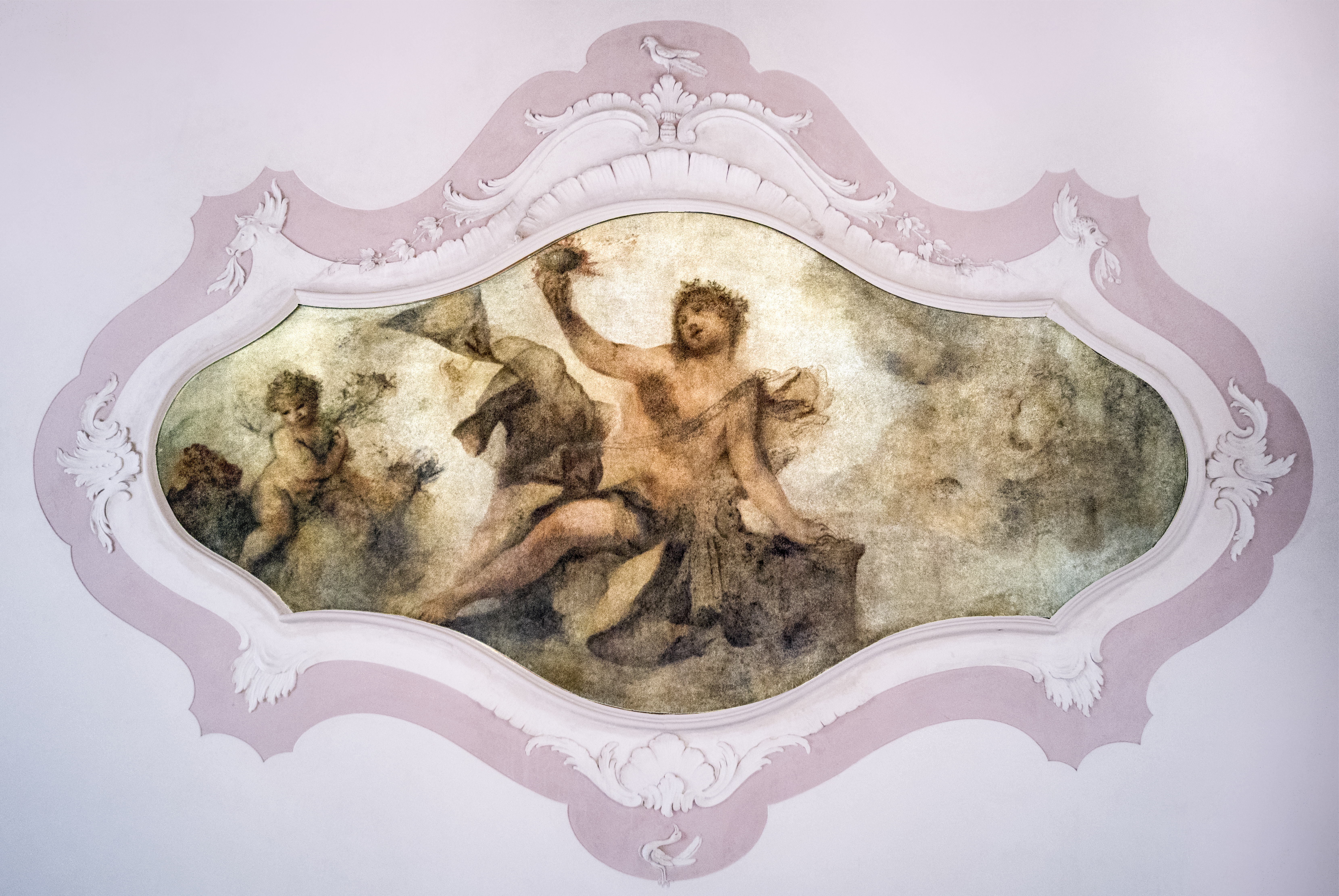
Apollo
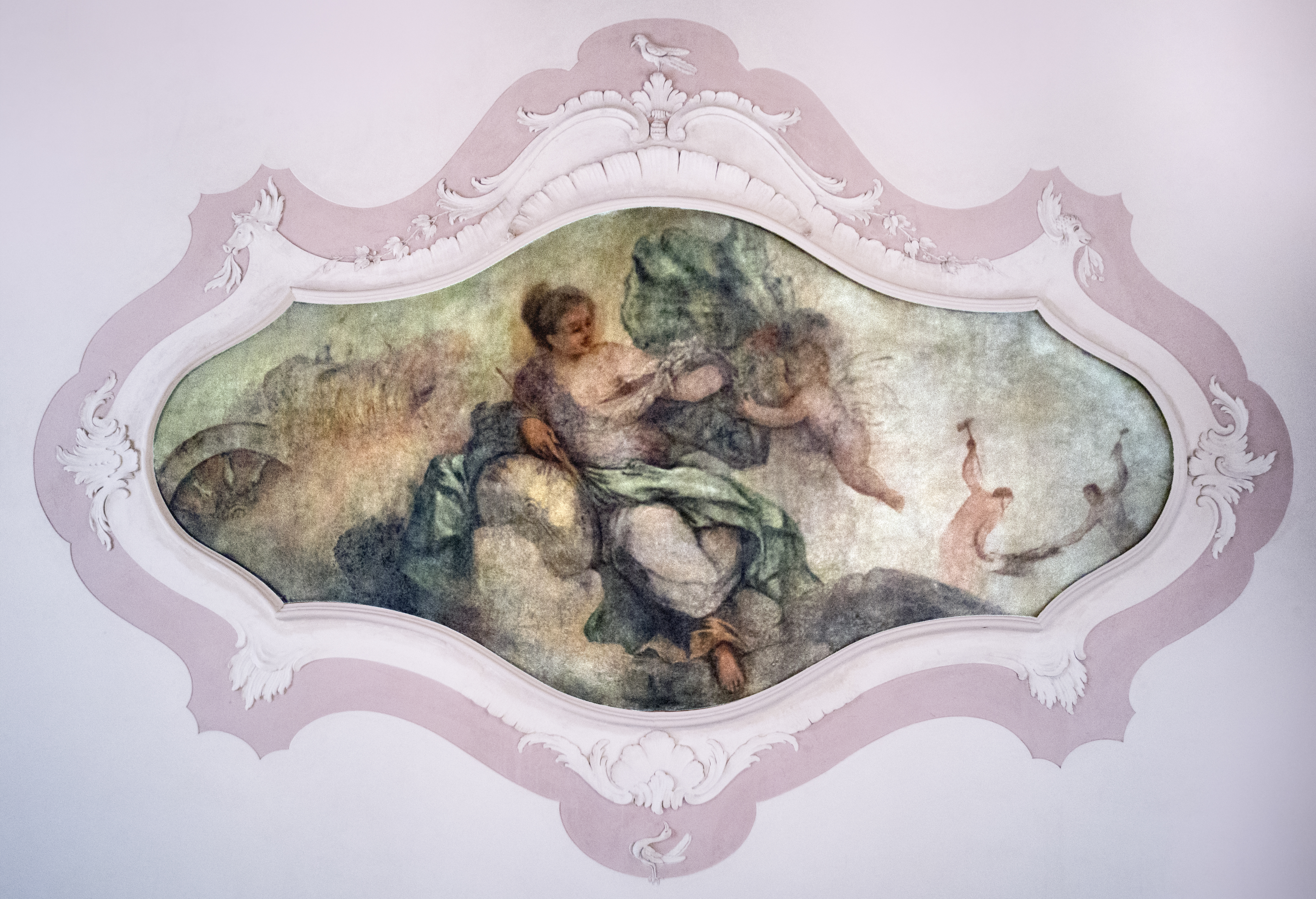
Venere e Amore di fronte alla fucina di Vulcano
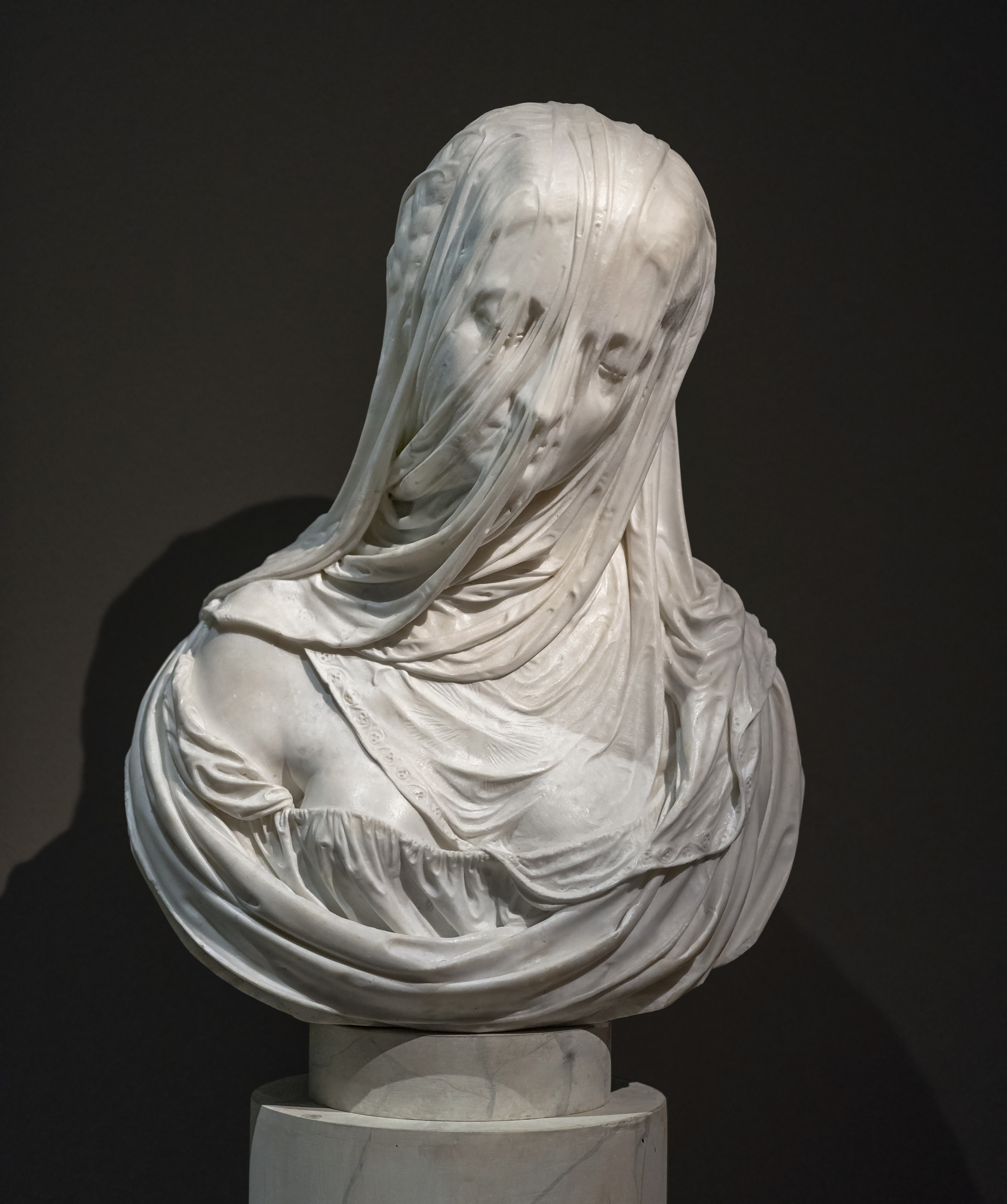
Zawoalowana Pani Antonio Corradini 1772

##### Pokój sypialny

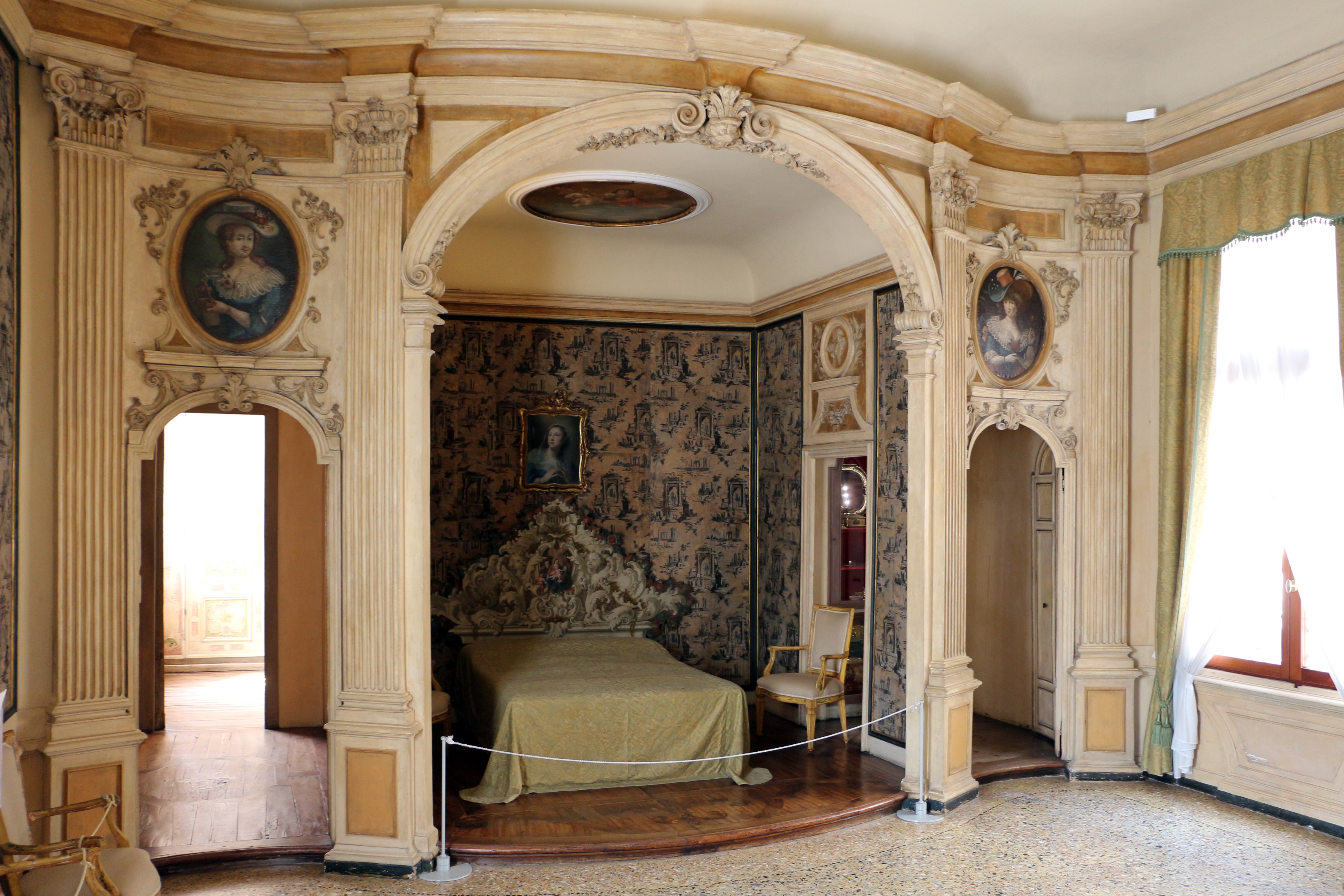
Alkowa

W tym pomieszczeniu (wł. Camera del Alcova), a także w małych pokojach za nim, odtworzono XVIII-wieczną sypialnię, garderobę oraz buduar. Pochodząca z Palazzo Carminati w San Stae alkowa powstała w drugiej połowie XVIII wieku. Pośrodku jej zagłówka znajduje się obraz Święta Rodzina ze św. Anną i Dzieciątkiem św. Janem, a powyżej, w pozłacanej ramce, pastel Madonna Rosalby Carriery, namalowany pod koniec lat 20. XVIII wieku. Sufit zdobi niewielki, okrągły obraz olejny Madonna z Dzieciątkiem, pędzla anonimowego artysty. Poza alkową znajduje się komoda z pokrywą, prawdopodobnie z pochodzenia lombardzkiego oraz lakierowana kolebka. Po obu stronach łóżka znajdują się dwa równoległe korytarze: ten z prawej prowadzi do toaletki, należącej dawniej do rodziny Pisani, składającej się z 58 srebrnych elementów toaletowych, wykwintnie pozłoconych, będącej prawdopodobnie prezentem ślubnym dla małżonków z rodzin Pisani i Grimani. Toaletka jest dziełem rzemieślników z Augsburga, z końca XVII wieku. Wąski korytarz z lewej strony alkowy powadzi przez garderobę do ośmiokątnego pokoiku stiukowego, przeniesionego tu z Palazzo Calbo Crotta. Jego ściany pokrywa XVIII-wieczny polichromowany stiuk, a sufit – freski Jacopa Guarany.

#### III piętro

##### Apteka Ai do San Marchi
Do 1908 roku apteka znajdowała się na Campo San Stin w Wenecji, w budynku na rogu Calle Donà. Jej wyposażenie, większość wazonów z majoliki oraz sprzęt laboratoryjny ze szkła z Murano pochodzą z połowy XVIII wieku. W 1908 roku wyposażenie apteki kupił paryski antykwariusz, który następnie przekazał je Musei Civici di Venezia. W 1936 roku meble i przedmioty zostały przeniesione na trzecie piętro pałacu Ca’ Rezzonico. Apteka składa się z trzech połączonych ze sobą pomieszczeń. Pierwszym z nich jest sklep, w którym znajdują się 183 wazony z majoliki, pochodzące z weneckiej fabryki Cozzi. W drugim pomieszczeniu znajduje się laboratorium z kominkiem i piecem oraz alembikami ze szkła z Murano. Trzecie pomieszczenie to zaplecze apteki. Jego ściany są pokryte boazerią z malowanego drewna jodłowego, wzbogaconą o rzeźbione detale. Oryginalne kolory boazerii zostały przywrócone dzięki renowacji sponsorowanej przez francuskie stowarzyszenie Rallye San Marco. Na półkach stoją wazony z majoliki i szkła oraz dwa duże moździerze laboratoryjne, służące do rozdrabniania i ucierania różnorodnych substancji.

##### Galeria malarska Egidia Martiniego
Darowizna Egidia Martiniego, eklektycznego naukowca, jest najważniejszą od początku XX wieku, zrealizowaną na rzecz Wenecji, biorąc pod uwag liczbę dzieł, ich wysoką jakość oraz znaczenie filologiczne i historyczne. Jest to zbiór obrazów prawie wszystkich szkół weneckich od XV do początku XX wieku. Obejmuje prace ważnych mistrzów, ale także obrazy tych malarzy, którzy weszli do historii sztuki weneckiej dzięki studiom samego Martiniego. Egidio Martini odkrył dzieła tych artystów, których nie docenili krytycy czy rynki, identyfikując i ponownie oceniając ich wkład. Jednocześnie zaczął gromadzić dzieła, które w znaczący sposób przyczyniły się do poznania weneckiego malarstwa XVII i XVIII wieku. Zakres tematyczny zgromadzonych prac to sceny rodzajowe, dzieła mitologiczne, mariny, portrety, przedmioty religijne i alegorie. Wśród artystów, których dzieła weszły w skład kolekcji Martiniego, znaleźli się, między innymi: Cima da Conegliano, Alvise Vivarini, Bonifacio de' Pitati, Tintoretto, Andrea Schiavone, Jacopo Bassano, Paolo Fiammingo, Lambert Sustris, Padovanino i Giulio Carpioni, Pietro Della Vecchia i Giovanni Segala, Palma młodszy, Bernardo Strozzi, Francesco Maffei, Giovan Battista Langetti, Pietro Liberi, Antonio Balestra, Niccolò Bambini, Giovanni Battista Piazzetta, Nicola Grassi, rodzina Tiepolo, Pietro Longhi, Rosalba Carriera, Sebastiano i Marco Ricci, Giovanni Antonio Pellegrini, Jacopo Amigoni, Diziani, Antonio Maria Marini, Francesco Zuccarelli, Giuseppe Zais, Giuseppe Bernardino Bison, Natale Schiavoni, Ippolito Caffi, Emma Ciardi.